# Historia de Francia
La historia de Francia comienza en fuentes escritas durante la Edad del Hierro, cuando historiadores romanos llaman a la región la Galia. Esta estaba habitada principalmente por los galos, pueblos de origen celta que no mantenían una unidad política, rivalizaban entre ellos y usaban la escritura de manera marginal. Los galos realizaron varias incursiones fuera de sus territorios originales, entre ellas una invasión a Roma en el siglo IV a. C.
La República romana conquistó el sur de la Galia a finales del siglo II a. C. y estableció la provincia de Galia Narbonense. Julio César anexó el resto de la región durante la guerra de las Galias (58-51 a. C.) La conquista trajo consigo una fusión de las culturas celta y romana y finalmente la romanización de los galos y la plena integración del territorio dentro del Imperio romano.
En los últimos años del Imperio Romano, la Galia fue escenario de constantes incursiones de pueblos germánicos, de entre los cuales los francos llegarían a dominar el territorio desde el siglo V hasta el siglo XV. La primera dinastía franca fue la de los merovingios, quienes con su rey Clodoveo unificaron la Galia. La segunda dinastía, los carolingios, fundada en 751, construyó un imperio en Europa occidental bajo Carlomagno en los siglos VIII y IX. Este imperio quedaría dividido entre sus nietos en 843 por el tratado de Verdún, que separó Francia Occidental de Francia Oriental, la cual se convertiría en antecesora de Alemania. La tercera dinastía franca, la de los Capetos, se hizo del poder en Francia Occidental desde 987. Los Capetos, originalmente con escaso poder sobre los señores feudales, lo incrementaron considerablemente gracias a sus campañas militares y su alianza con la Iglesia. En el siglo XII, Felipe Augusto fue el primero en ser nombrado "rey de Francia" en lugar de "rey de los francos". Felipe IV (1268-1314), el más poderoso rey de los Capetos, logró el dominio sobre el papa y la Iglesia.
A la muerte del último de los Capetos directos en 1328, sobrevino una crisis sucesoria entre la Casa de Valois y la Casa de Plantagenet. La primera accedió al trono y la segunda, de origen francés pero gobernante en Inglaterra, también era pretendiente. La crisis originó la guerra de los cien años (1337-1453), en la que Francia fue devastada. Los Plantagenet dominaron en la primera parte de la guerra, pero los Valois lograron imponerse en la fase final. En esta guerra surgió Juana de Arco, una adolescente campesina que logró encabezar el ejército francés y erigirse en heroína nacional.
Entre los siglos XVI y XVIII, el poder de los reyes franceses se consolidó en el Antiguo Régimen. En el siglo XVI llegaron el Renacimiento y la reforma protestante y con esta última, las guerras de religión (1562-1598), que originaron una nueva crisis sucesoria y la llegada al poder de la Casa de Borbón con Enrique IV en 1589. Francia permaneció católica y la alianza de la monarquía con la Iglesia se consolidó. A partir del siglo XVI Francia comenzó a forjar un imperio colonial con posesiones en Norteamérica, las Antillas y la India. Al mismo tiempo, se vio involucrada en numerosas guerras por la hegemonía en Europa, principalmente contra España, el Sacro Imperio Romano Germánico e Inglaterra. El auge del Antiguo Régimen se alcanzó con el absolutismo de Luis XIV, conocido como el "rey sol".
La monarquía fue derrocada por la Revolución francesa (1789-1799), una serie de eventos de impacto universal que encumbró en el poder a la burguesía y dio protagonismo a las masas. Se estableció la Primera República francesa en 1792 y el país fue atacado por varios países. La Primera República fue abolida en 1804 con la proclamación de Napoleón Bonaparte como emperador de Francia. Napoleón combatió contra las monarquías absolutistas y logró la sumisión de gran parte de Europa gracias a su gran talento militar hasta ser derrotado (1815).
La monarquía regresó en 1814, pero sin los privilegios anteriores. Una nueva revolución estalló en 1830 contra lo que los liberales consideraron un intento del rey por restaurar el Antiguo Régimen, y el resultado fue la monarquía de julio (1830-1848), un gobierno monárquico de corte más liberal. Este gobierno, cada vez más autoritario, fue derrocado en 1848 por una tercera revolución, que dio paso a una breve Segunda República y sirvió de ejemplo en varios países de Europa. En 1852 el presidente Luis Napoléon Bonaparte estableció el Segundo Imperio francés. Durante el siglo XIX Francia se industrializó y siguió una política imperialista. El segundo imperio fue derrotado en 1870 por Prusia, una nación alemana en ascenso y rival de Francia. Ese año se inició nuevamente un sistema republicano. La tercera república, parlamentaria, laica y de libertades, se arraigó en la sociedad, al mismo tiempo que conquistaba un vasto territorio colonial en África y Asia que rivalizaba con el Reino Unido y sobre todo con Alemania. Francia pactó con el Reino Unido la Entente Cordiale, que más tarde se convertiría en la Triple Entente con la adhesión de Rusia. Francia y sus aliados combatieron contra Alemania y los Imperios centrales durante la Primera Guerra Mundial (1914-1918). Gran parte de la guerra se libró en el norte de Francia, que a pesar de resultar vencedora sufrió serios daños económicos y más de 1,5 millones de muertes.
En la Segunda Guerra Mundial (1939-1945), Francia fue invadida por la Alemania Nazi. La mitad norte del país fue ocupada por tropas alemanas, mientras que la mitad sur fue gobernada por el régimen colaboracionista de Vichy. En el imperio colonial el general Charles De Gaulle inició el movimiento Francia Libre, que encabezó la resistencia contra la ocupación y el fascismo. El norte de Francia sirvió de sitio de desembarco de numerosos ejércitos aliados durante la ofensiva contra Alemania. Francia, en estado crítico por la devastación, fue liberada en agosto de 1944.
Después de la guerra, Francia se integró al bloque occidental durante la guerra fría, y desde entonces forma parte de la Organización del Tratado del Atlántico Norte (OTAN) además de ser miembro permanente del consejo de seguridad de la Organización de las Naciones Unidas (ONU). Recibió importante ayuda financiera estadounidense y su economía creció de manera importante durante los treinta años gloriosos (1946-1975). La Cuarta República (1946-1958) intentó sin éxito reeditar el sistema de la tercera, pero fue remplazada por la quinta república (1958-actualidad), cuyo sistema de gobierno es semipresidencialista. En 1960 Francia se convirtió en el cuarto país en desarrollar armas nucleares. El imperio colonial francés comenzó a desmoronarse durante la guerra de Indochina (1945-1954), la guerra de Argelia (1954-1962) y la posterior descolonización de sus territorios africanos en la década de 1960. Sus colonias restantes se integraron en departamentos y colectividades de ultramar. Francia fue una pieza importante en la formación de la Unión Europea en 1993. En el siglo XXI, Francia sigue siendo considerada una potencia en los aspectos económico, militar, político y cultural.

## Prehistoria
Se ha encontrado utillaje de la industria achelense del Homo erectus de hace 900 000 años en la gruta Le Vallonnet, en el sur de Francia.
Existen importantes restos del paleolítico inferior en el río Somme y los Pirineos tradicionales (Hombre de Neanderthal), así como en La Chapelle-aux-Saints, Le Moustier y La Ferrasie. Del paleolítico superior hay abundantes vestigios de los hombres de Cro-Magnon, Grimaldi y Chancelade, datados en unos 25 000 años de antigüedad, los cuales están ubicados en el valle de Dordoña. Entre las más famosas pinturas rupestres del mundo están las de Lascaux y de Font de Gaume, en los Pirineos franceses.
En el mesolítico, algunas actividades agropecuarias fueron reemplazando en importancia a las cuevas, y en el neolítico (desde el III milenio a. C.) surgió la cultura megalítica (que empleó menhires, dólmenes y enterramientos). Desde alrededor de 1500 a. C. se inicia la Edad del Bronce, desarrollándose rutas comerciales.
La Edad del Hierro y las culturas celtas se ubican dentro del I milenio a. C.

## Protohistoria

### Los primeros celtas

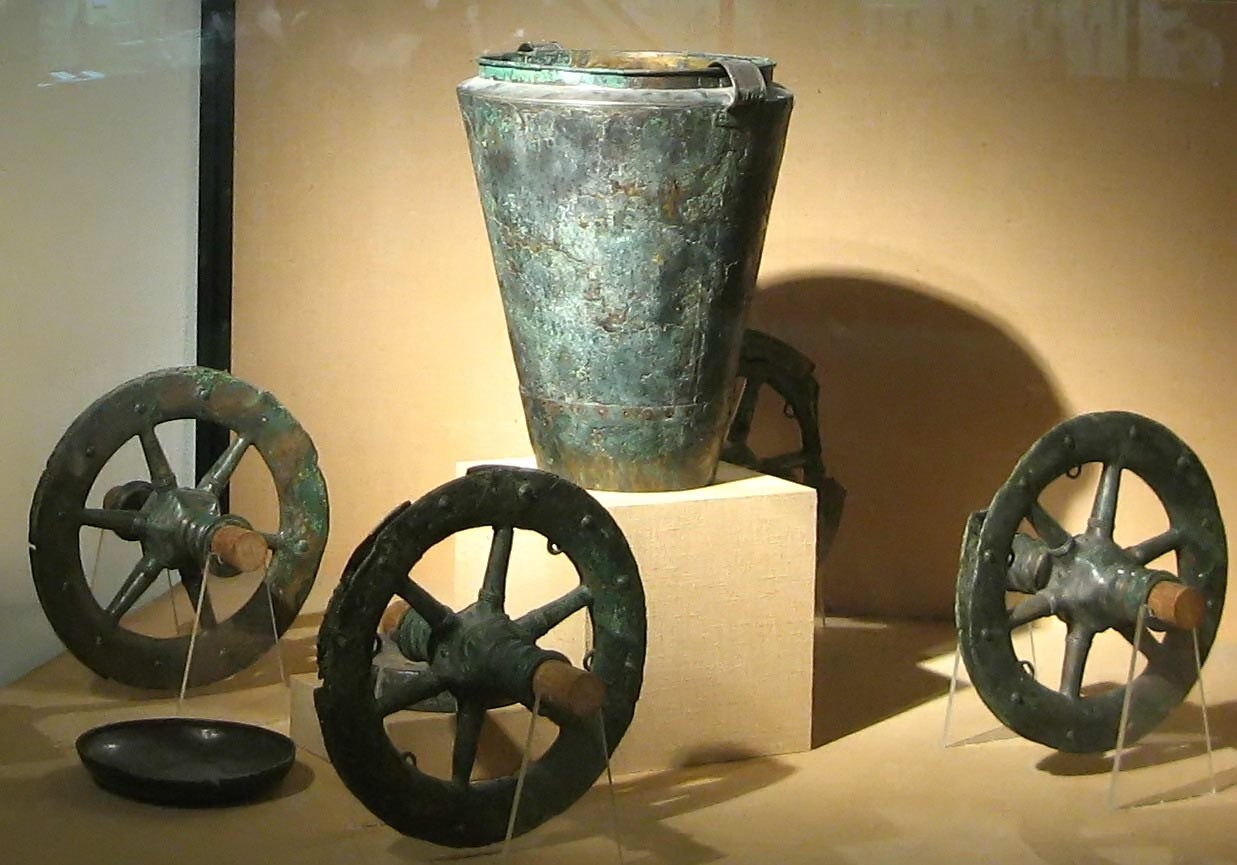
Carro funerario galo, utilizado entre los siglos y

Aunque existen pocas pruebas tangibles, existe una teoría según la cual la colonización de la futura Galia por los celtas originarios de Europa Central comenzó hacia el año 1300 a. C., a finales de la Edad del Bronce, con la cultura de los campos de urnas y terminó hacia el año 700 a. C. Otra teoría sugiere que los primeros pueblos celtas corresponden a la cultura arqueológica de Hallstatt (800-400 a. C.) que se desarrolló en Europa Central, incluido el este de Francia y se corresponde con los inicios de la Edad del Hierro. Hacia finales del siglo VIII a. C. se extiende la metalurgia del hierro y se constituye una aristocracia guerrera gracias a la aparición de espadas de hierro y al combate a caballo. Los príncipes y princesas celtas eran enterrados con armas y carros de gala, como en la tumba de Vix (550 a. C.-450 a. C.), en el departamento de Côte-d'Or.
Según Tito Livio, las abundantes poblaciones de guerreros de las tribus de biturigios, arvernos, heduos, ambarros, carnutos y aulercos bajo el mando del legendario biturigio Beloveso invadieron la llanura del Po y se unieron a los ínsubres para fundar la ciudad de Mediolanum (Milán) hacia 600 a. C.

### La Galia prerromana (- 51 a. C.)

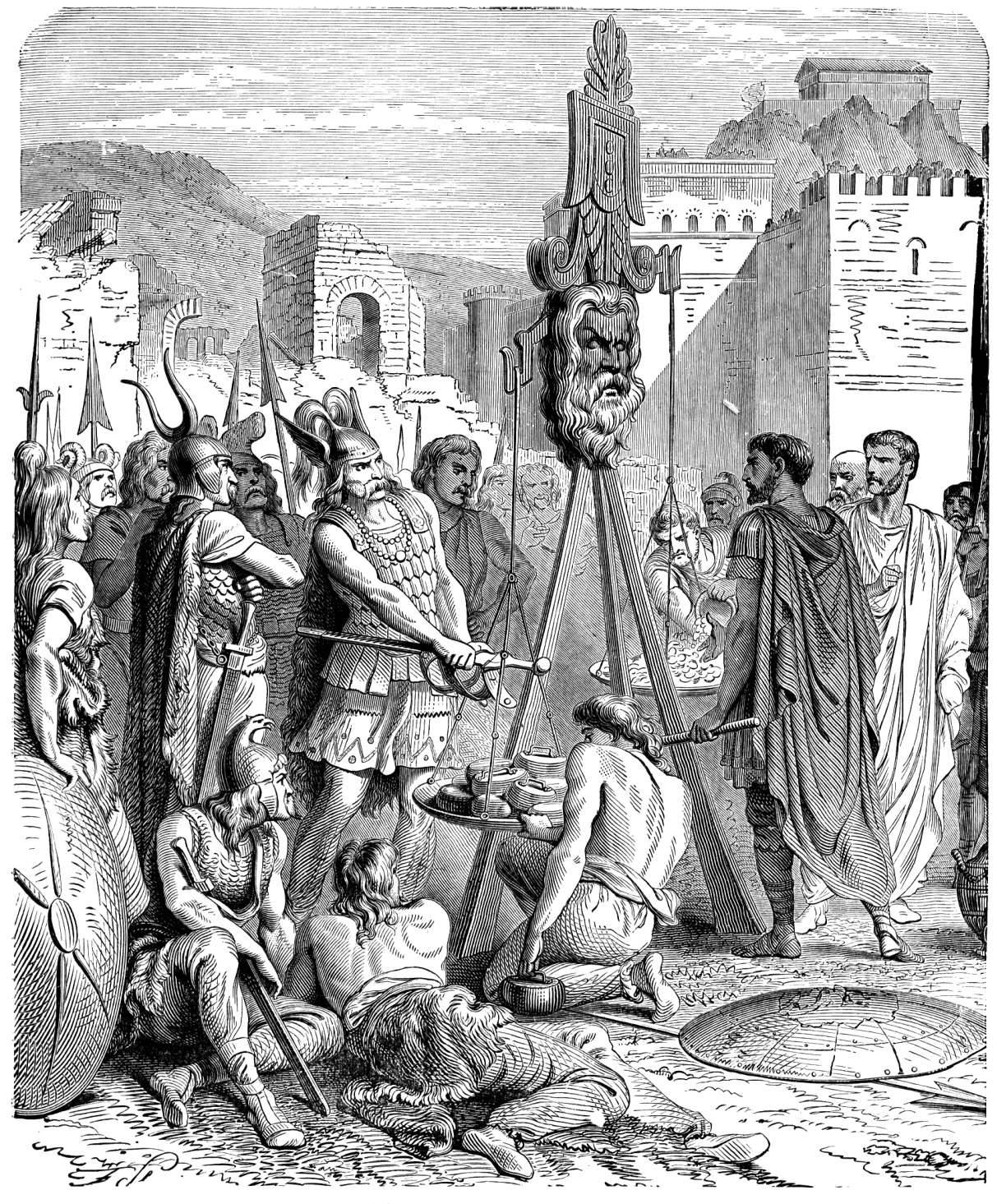
El jefe galo Breno y Marco Furio Camilo durante el saqueo de Roma de 390 a. C.

### La Galia prerromana (sigloV- 51 a.C.)
La Galia, tal como fue definida por Julio César, era el territorio donde habitaban los galos, e incluía los territorios actuales de Francia, Bélgica, Luxemburgo, norte de Italia, así como partes de Suiza, Alemania y Países Bajos. Los pueblos galos se corresponden con la cultura arqueológica de La Tène, que es considerada como el apogeo de la cultura celta. Los galos fueron un conglomerado de tribus celtas que hablaban dialectos de un idioma común, pero no formaron una unidad política, sino rivalizaron entre sí. Además de los galos, los romanos identificaban dos pueblos más: los aquitanos en el suroeste de la Francia actual y los belgas en el noreste.
Los celtas provenientes de regiones del Rin, el Danubio o el Bosque Hercínico extendieron su autoridad sobre el resto de la Galia a finales del siglo VI a. C. y principios del siglo V a. C. , en la época conocida como segunda Edad del Hierro o período de la cultura de La Tène. Este nuevo período de expansión corresponde a transformaciones económicas y sociales. Los guerreros aristócratas, poco numerosos, fueron remplazados por campesinos soldados reagrupados en torno a un jefe de clan. El arado con reja de hierro remplazó al arado de madera y permitió labrar los suelos pesados del centro y norte de la Francia actual. Lo anterior explica en gran medida la colonización de tierras nuevas, el crecimiento demográfico y las nuevas invasiones resultantes.
A inicios de 390 a. C., el jefe Breno llevó guerreros galos (senones, cenómanos, lingones, entre otros) a Italia del norte, donde se unieron a otros pueblos celtas (ínsubres, boyos y carnios). Roma fue tomada en 390 a. C. Los romanos contuvieron a estos invasores a partir de finales de 349 a. C.
Los celtas comenzaron a comerciar con las colonias griegas del sur de la Galia desde el siglo VII a. C. , como Massalia (Marsella). Este comercio fue interrumpido durante las invasiones del siglo V a. C. , pero fueron retomadas vigorosamente a finales del siglo IV a. C. Durante este período se encuentran monedas griegas en todo el valle del Ródano, los Alpes e incluso en Lorena.
La civilización gala experimentó un período especialmente floreciente entre 290 a. C. y 52 a. C. Características de esta civilización son el surgimiento de verdaderas ciudades fortificadas (oppida) de dimensiones mucho mayores que las fortalezas de períodos anteriores y el uso de la moneda.
En el siglo II a. C. se establece una relativa hegemonía arverna caracterizada por un fuerte poderío militar y una gran riqueza de sus jefes. Al mismo tiempo aumenta la influencia romana en el sur de la Galia, que se manifiesta inicialmente en el ámbito comercial. Las investigaciones arqueológicas muestran que en el transcurso del siglo II a. C. las ánforas italianas remplazaron poco a poco las procedentes de Grecia en el comercio marsellés. En varias ocasiones, Marsella acudió a Roma para que la defendiera de las amenazas de las tribus celto-ligures y las presiones de los arvernos.

Vercingetórix depone las armas ante Julio César tras la batalla de Alesia.

El sureste de la Galia, en particular las regiones actuales del Languedoc y la Provenza, fue conquistado por Roma antes del fin del siglo II a. C. y formó la provincia romana de Galia Narbonense. Esta región, que iba de los Pirineos a los Alpes y atravesaba el valle del Ródano, era un territorio estratégico para unir Italia con Hispania, la cual había sido conquistada durante la segunda guerra púnica (finales del siglo III a. C.) La conquista de la Narbonense se logró en 118 a. C. después de la derrota de los arvernos y alóbroges y la alianza de Roma con los heduos. Tras la caída de la hegemonía arverna bajo la presión de los romanos, los grandes pueblos de la Galia —en particular heduos y sécuanos— rivalizaron fuertemente entre ellos.
En 58 a. C., Julio César utilizó la amenaza que representaban los pueblos germánicos para los galos para intervenir en auxilio de los heduos, aliados de Roma. La guerra de las Galias fue larga y en enero de 52 a. C., con el ascenso al poder de Vercingetórix, los arvernos y sus aliados se rebelaron contra el ejército del procónsul. Julio César enfrentó la determinación de los galos, cuyo levantamiento fue casi generalizado. La guerra, que incluyó asedios, incendios de ciudades, tierra quemada, masacres y deportaciones en esclavitud, terminó en 51 a. C. con la victoria romana frente al ímpetu desorganizado de los galos.

## Edad Antigua

### Colonias griegas

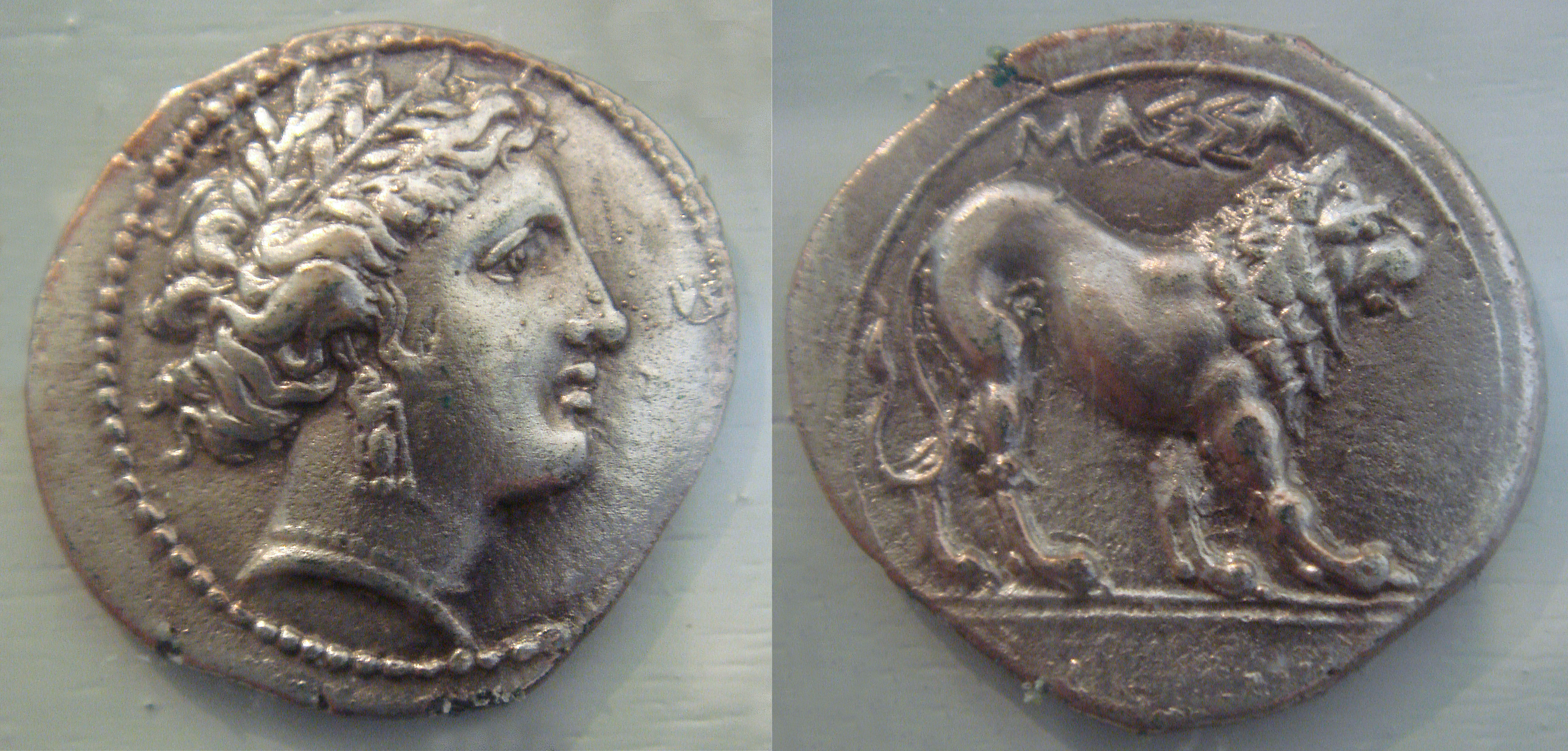
Moneda de plata de Massalia con leyenda en griego (siglos - a. C.).

Hacia 600 a. C., griegos jonios procedentes de la ciudad de Focea fundaron la colonia de Massalia (la Marsella actual) en la costa del mar Mediterráneo, lo que convierte a Marsella en la ciudad más antigua de Francia. Al mismo tiempo, algunas tribus celtas penetraron las partes orientales del territorio actual de Francia, pero esta ocupación se extendió por el resto de Francia solo entre los siglos V y III a. C.
Massalia fue una ciudad próspera que fundó más ciudades en el Mediterráneo, como Agathe (Agde), Nikaia (Niza) y Antipolis (Antibes). Piteas, originario de Massalia, exploró el norte de Europa y llegó hasta el círculo polar ártico hacia 325 a. C. Las colonias griegas mantuvieron un lucrativo comercio con los galos, como da cuenta la presencia de monedas y ánforas griegas en diversas partes de la Galia. Las monedas griegas influyeron en el estilo de las monedas galas, quienes utilizaron el alfabeto griego en las pocas evidencias que hay de su escritura. Las colonias griegas fueron amenazadas constantemente por las tribus galas, por lo que Massalia tuvo que recurrir a la alianza con Roma. La ciudad perdió su independencia frente a los romanos en 49 a. C.

### Galia romana

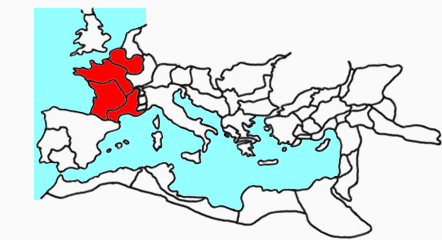
Las provincias galas dentro del imperio romano, a principios del.

El emperador Augusto organizó la Galia en cuatro provincias: a la Narbonense, suficientemente romanizada para convertirse en provincia senatorial, agregó la Galia Aquitania, la Galia Lionesa y la Galia Bélgica. Los límites de las Galias sobrepasaban los de la Francia actual, principalmente en lo concerniente a la Galia Bélgica que rodeaba al río Rin. Tras la conquista de la Galia, los romanos forzaron desplazamientos de nativos para evitar que se convirtieran en una amenaza, tanto dentro de las provincias galas como fuera de ellas. Además del gran número de nativos, la Galia se volvió la patria de ciudadanos romanos llegados de otros lugares y de pueblos germánicos que migraron al imperio.
Culturalmente ocurrió un sincretismo entre la cultura romana de la nueva clase gobernante con la cultura celta nativa, lo que dio origen a la cultura galorromana. Las prácticas religiosas fueron una combinación romana y celta, con dioses celtas sujetos a la interpretatio romana. Junto con el latín, los galos continuaron usando su idioma, pero cambiaron el alfabeto griego por el latino y se considera que su lengua se usó en Francia hasta el siglo VI. Algunas influencias celtas permearon la cultura del imperio romano: la caracalla, una capa que le dio apodo a un emperador romano; el tonel, más resistente que la ánfora romana, y la cota de malla, el casco imperial galo y las braccae, adoptados por el ejército romano. Los galos se integraron cada vez más dentro del imperio. Por ejemplo, los generales Marco Antonio Primo y Cneo Julio Agrícola y los emperadores Claudio y Caracalla nacieron en las Galias. También el emperador Antonino Pío era de familia gala.
Las vías romanas retomaron en gran parte las vías galas, que eran numerosas y en buen estado, lo que explica la gran rapidez de desplazamieno de las legiones romanas. La pacificación del Rin y Britania favorecieron el auge económico. La urbanización fue generalizada y se desarrollaron numerosas ciudades, organizadas bajo el modelo de los municipia italianos, que aún perduran, mientras que los campos se cubrieron de pueblos (vici) y de grandes explotaciones agrícolas (villae). La Galia, junto con Egipto, era la región más poblada del imperio romano, con una población estimada de 7 millones de habitantes. En 48, el emperador Claudio dio acceso al Senado romano a los notables galos, como se muestra en la tabla de Lyon.

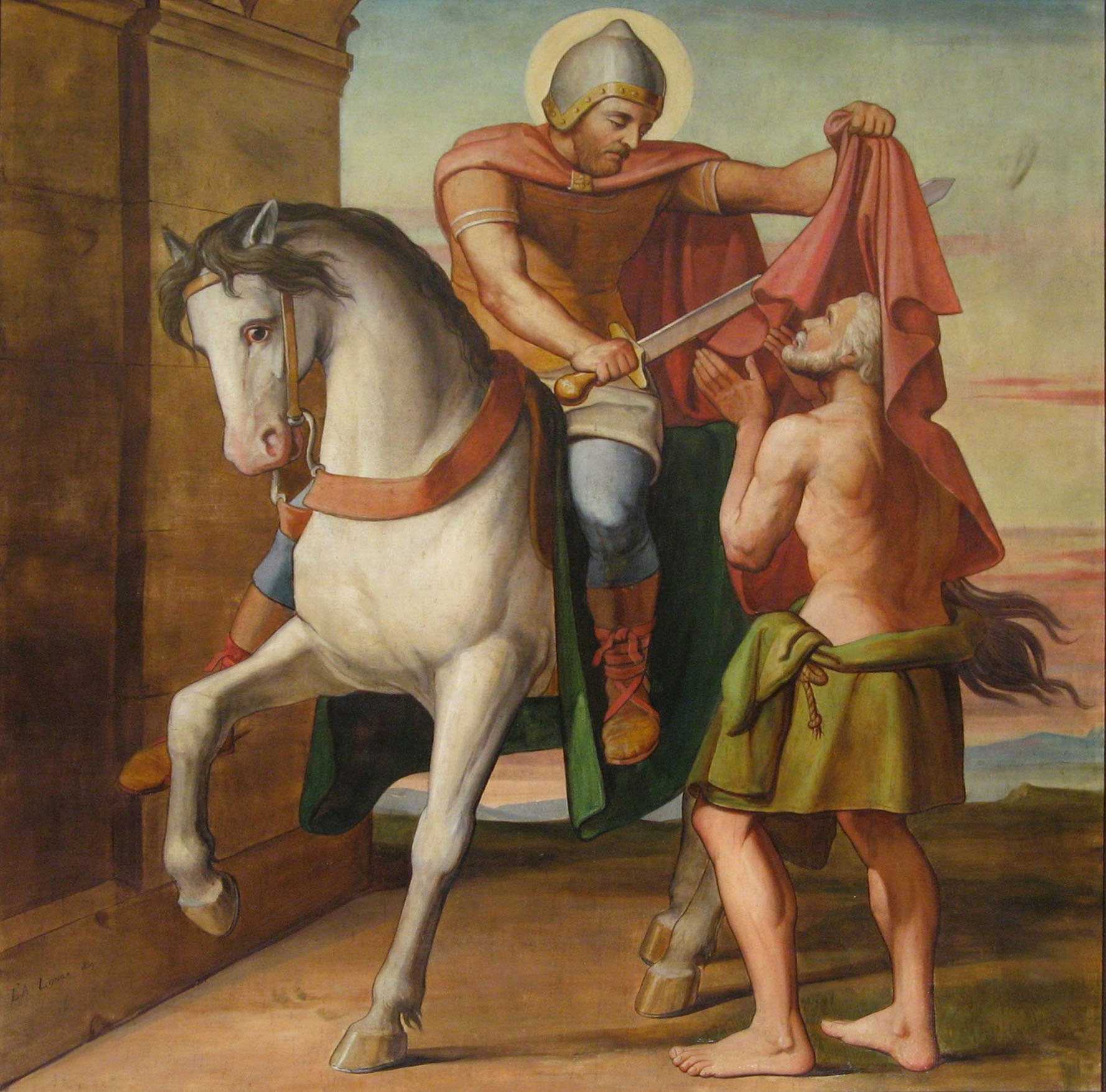
Martín de Tours, difusor del cristianismo en la Galia durante el.

El desarrollo económico ocasionó siglos de Pax Romana: se cultivaron viñedos en Aquitania, los valles del Ródano, del Saona y del Mosela y los vinos galos competían con los vinos italianos. A imitación de la terra sigillata itálica se creó una industria de cerámica sellada (por ejemplo en La Graufesenque). Los artesanos galos producían también en abundancia objetos de madera y tejidos de lana que se exportaban hacia los grandes centros de consumo en Italia, el Rin y el alto Danubio. Los intercambios no se limitaron a los bienes materiales: además del culto popular de la religión gala y su sincretismo romano, que es prohibido por Claudio (41-54), aparecieron en las ciudades otras religiones de origen oriental: el culto de Mitra, de Cibeles y finalmente el cristianismo.
Desde el siglo II ya había una importante comunidad cristiana en Lugdunum (Lyon), de donde son los primeros mártires (177) y el primer obispado de la Galia, donde ejercería san Ireneo. El cristianismo, cuyos orígenes se remontan a la diáspora judía, se extiende por las ciudades gracias a los comerciantes de oriente y al ejército, y después del Edicto de Milán se extiende por los pueblos, donde el evangelizador emblemático es san Martín de Tours (316-397), a quien se atribuye también la fundación del monacato en Francia. Hacia 250, de acuerdo con Cipriano de Cartago, la Galia contaba con ocho obispados (Lyon, Arlés, Tolosa, Narbona, Vienne, Reims, París y Tréveris) y con 120 a finales del siglo IV. En 314 el emperador Constantino convoca al primer concilio de Arlés, el primero celebrado en la Galia.
Cinco siglos de romanización dejaron una huella profunda en las Galias: las lenguas derivadas del latín (occitano y francés), un derecho escrito, ciudades, arquitectura monumental, la religión católica y costumbres cotidianas, como el consumo del pan y el vino.

#### Invasiones germánicas

Mapa de Galia a finales del
Reino de Soissons
Reino Franco
Reino de los alamanes
Reino de los burgundios
Reino visigodo de Tolosa
Armórica

Durante las crisis del siglo III se sucedieron guerras civiles en suelo galo. A mediados de este siglo, francos y alamanes, ambos pueblos germánicos, atraviesan el Rin y saquean la Galia en varias ocasiones. El general Póstumo creó el llamado Imperio galo (260-274), independiente de Roma. La Galia fue afectada por las rebeliones bagaudas que asolarían sobre todo el norte de la región desde el siglo III hasta el siglo V. Los romanos permitieron el establecimiento de laeti (colonias bárbaras) en la Galia en los siglos IV y V. Los sistemas defensivos del Rin incorporaron cada vez más contingentes germánicos. Grupos de francos en Galia Bélgica y de alamanes en Alsacia sirvieron como tropas auxiliares federadas, y ciertos oficiales francos llevaron carreras brillantes en el imperio romano. Una migración celta apareció en Armórica en el siglo IV formada por refugiados de Britania, quienes permanecieron independientes del resto de la Galia hasta 939.
En la noche del 31 de diciembre de 406 vándalos, suevos, alanos y otros pueblos germánicos atravesaron la frontera del Rin, pese a la defensa de los auxiliares francos. En 412, los visigodos cruzaron los Alpes y llegaron a Aquitania. El imperio romano les cedió territorios hasta su desaparición en 476. A medida que las estructuras imperiales se deshacían, el poder político pasó a manos de reinos bárbaros con sus propias leyes y su propia religión, el arrianismo o el politeísmo. El peligro que representaron los hunos provocó una alianza temporal de los ocupantes de la Galia. En 451, el patricio y generalísimo Flavio Aecio se puso a la cabeza de una coalición galorromana y franca que detuvo las incursiones de los hunos comandados por Atila en los Campos Cataláunicos.
En medio de varios reinos bárbaros, Aecio fue uno de los últimos militares romanos en intentar la reorganización política de la Galia, como también lo fue el general Egidio y su hijo Siagrio. Egidio, en alianza con los francos, logró algunas victorias contra los visigodos y los burgundios y en 457 logró controlar militarmente un territorio entre el Sena y el Loira, que la historia ha llamado "el reino de Soissons" una suerte de enclave del imperio romano que sobrevivió a la caída de este. Este "reino" perduraría con su hijo Siagrio, quien se autonombró "rey de los romanos", pero  finalmente fue conquistado por Clodoveo, rey de los francos, en 486. Las elites nobles galorromanas, aún presentes en las ciudades, mantuvieron la autoridad local y nombraron obispos, que fueron representantes y protectores de sus comunidades e interlocutores de los reyes germánicos y los últimos representantes de la cultura romana. Entre estos se puede citar a Avito de Vienne, Niceto de Lyon, Remigio de Reims y Gregorio de Tours.

## Edad Media
La nación de Francia no aparece más que muy progresivamente a lo largo de los siglos. Algunos consideran que no se puede hablar de Francia más que a partir del Tratado de Verdún, que sería también el origen de Alemania; otros que a partir del acceso de Hugo Capeto al poder y algún otro incluso más tarde. La tradición de las escuelas primarias en Francia, remontan el origen del país a la unificación de los francos, de modo que la Francia de hoy es heredera del reino franco de Clodoveo, y existe sin discontinuidad desde el año 486 hasta nuestros días, donde francos, burgundios (borgoñones), vikingos (normandos), y también britanos (bretones), se fundieron con los galos en el crisol que hoy se llama Francia.
Sobre los territorios que componían la Francia de la Edad Media reinaron las siguientes dinastías:
- Los merovingios, descendientes de Meroveo y Clodoveo.
- Los carolingios, descendientes de Carlos Martel.
- Los capetos, y sus ramas secundarias los Valois y los Borbones, descendientes de Hugo Capeto.

### Los merovingios

Los reinos francos en 511

El reino de los francos, en latín también conocido (aunque menos usualmente) como Francia (palabra latina que no se refería a la actual Francia), o simplemente reino franco, son las denominaciones historiográficas que identifican el reino de los francos establecido a finales del siglo V aprovechando la decadencia de la autoridad imperial romana en las Galias, durante la época de las denominadas "invasiones bárbaras". La dinastía merovingia, la gobernante de los francos desde mediados del siglo V hasta 751, establecerá el reino más grande y poderoso de Europa occidental tras la caída del imperio de Flavio Teodorico, un estado que en su mayor apogeo ejercerá el control de un extenso territorio: las actuales Bélgica, Luxemburgo y Suiza; la casi totalidad de los Países Bajos, de Francia y de Austria; y la parte occidental de Alemania. Fue la primera dinastía duradera en el territorio de la Francia actual.
De entre las varias tribus del pueblo germánico de los francos, fueron los salios —que se habían asentado dentro del limes (frontera) como pueblo federado ocupando la Galia Bélgica— los que lograron eliminar toda competencia y asegurarse el dominio para sus líderes: primero, aparecen como «reyes de los francos» en el ejército romano del norte de la Galia; luego, hacia 509, y encabezados por Clodoveo I, ya habían unificado a todos los francos y galorromanos del norte bajo su dominio; y, finalmente, desde su establecimiento inicial en el noroeste de la actual Francia, Bélgica y los Países Bajos, se extendieron conquistando las antiguas diócesis romanas —Diocesis Viennensis y Diocesis Galliarum—, previamente ocupadas por otros reinos germánicos: derrotaron a los visigodos en 507 y a los burgundios en 534 y también extendieron su dominio a Raetia en 537. En Germania, los pueblos no romanizados de alamanes, bávaros, turingios y sajones aceptaron su señorío.
El nombre dinástico, en latín medieval Merovingi o Merohingii ('hijos de Meroveo'), deriva de una forma fráncica no atestiguada, similar a la acreditada Merewīowing, del inglés antiguo, siendo la «–ing» final un típico sufijo patronímico germánico. El nombre deriva del rey Meroveo, a quien rodean muchas leyendas. A diferencia de las genealogías reales anglosajonas, los merovingios nunca afirmaron descender del dios Odín-Mercurio, sino que se consideraban descendientes de la diosa Nerthus-Artemisa, diosa de la fertilidad, y Jesucristo. El pelo largo de los merovingios los distinguía entre los pueblos francos, que por lo general se cortaban el pelo. Los contemporáneos a veces se referían a ellos como los «reyes de pelo largo o cabelludos» (en latín reges criniti). Un merovingio a quien se le cortara el pelo no podía gobernar, y un rival podía ser eliminado de la sucesión siendo tonsurado y enviado a un monasterio.
El primer rey merovingio conocido fue Childerico I (fallecido en 481). Su hijo Clodoveo I (r. 481-511), aliado con los francos ripuarios, instalados en los ríos Rin y Mosela, fue quien con sus campañas militares, agrandó verdaderamente el reino entre 486 y 507 y unió a todos los francos, conquistando la mayor parte de la Galia. Esa expansión fue posible por su conversión al cristianismo ortodoxo (por oposición a la herejía arriana) y su bautismo en Reims hacia el 496 lo que le granjeó el apoyo de la aristocracia galorromana y de la Iglesia occidental. Instaló la capital en París en 507. A su muerte el reino fue dividido entre sus cuatro hijos varones, según la costumbre germánica: Clotario I, fue rey de Soissons (511-561) (y luego de Reims (555-561) y de los francos (558-561)); Childeberto I, fue rey de París (511-558); Clodomiro, rey de Orleans (511-524); y Teodorico I, rey de Reims (511-534). El reino permaneció dividido, con la excepción de cuatro períodos cortos (558-561, 613-623, 629-634, 673-675), hasta 679. Después de eso, solo se dividió una vez más (717-718). Las principales divisiones del reino daran origen a Austrasia, Neustria, Burgundia y Aquitania.
Durante el último siglo del dominio merovingio, los reyes, no teniendo más tierras que distribuir entre sus guerreros, fueron abandonados por estos siendo relegados cada vez más a un papel ceremonial. El poder lo ejercerá la aristocracia franca y sobre todo los mayordomos del palacio  (major domus), una especie de primeros ministros, funcionarios del más alto rango bajo el rey. En 656, el mayordomo Grimoaldo I trató de colocar a su hijo Childeberto en el trono en Austrasia. Grimoaldo fue arrestado y ejecutado, pero cuando se restauró la dinastía merovingia su hijo gobernó hasta 662. La familia de los Pipínidas, originaria de Austrasia, se apoderó de las mayordomías de palacio de Austrasia y posteriormente de las de Neustria y colocó nuevamente a Provenza, Borgoña y Aquitania, regiones entonces casi independientes, dentro de la órbita merovingia y emprendió la conquista de Frisia, al norte del reino. Uno de los mayordomos de palacio más famosos, Carlos Martel, rechazó en 732 a un ejército musulmán no lejos de Poitiers, considerada la batalla decisiva que impidió la conquista de toda Europa. Para recompensar a sus fieles, Martel confiscó inmensos territorios a la Iglesia y los redistribuyó. Esto le permitió asegurar la fidelidad de sus hombres sin deshacerse de sus propios bienes.
Al fallecer el rey Teoderico IV en 737, Martel estaba tan seguro de su poder que continuó gobernando los reinos sin necesidad de proclamar un nuevo rey nominal hasta su muerte en 741. La dinastía fue restaurada nuevamente en 743, pero en 751 el hijo de Carlos, Pipino el Breve, depuso al último rey merovingio, Childerico III, al que encerró en un convento, y se hizo elegir rey entre los guerreros francos. Pipino tomó la precaución de ser coronado en 754 por el papa Esteban II, en la abadía real de Saint-Denis, evento que le proporcionó una nueva legitimidad, la de ser elegido por Dios, inaugurando la dinastía carolingia. Será especialmente a partir de la coronación imperial de Carlomagno en el año 800, cuando la denominación historiográfica habitual del reino franco pasará a ser de Imperio carolingio.
- El bautismo de Clodoveo I por san Remigio con el milagro de la Santa Ampolla. Placa de encuadernación de marfil, Reims, último cuarto del siglo IX. Amiens, museo de Picardía.
- Victorias de Carlos Martel contra los sarracenos en Tours-Poitiers (732), Grandes Crónicas de Francia
- Recreación de la coronación de Pipino el Breve el domingo 28 de julio de 754 por el papa Esteban II, en la abadía real de Saint-Denis. Este hecho supuso el inicio del gobierno de la dinastía carolingia.

### Los carolingios

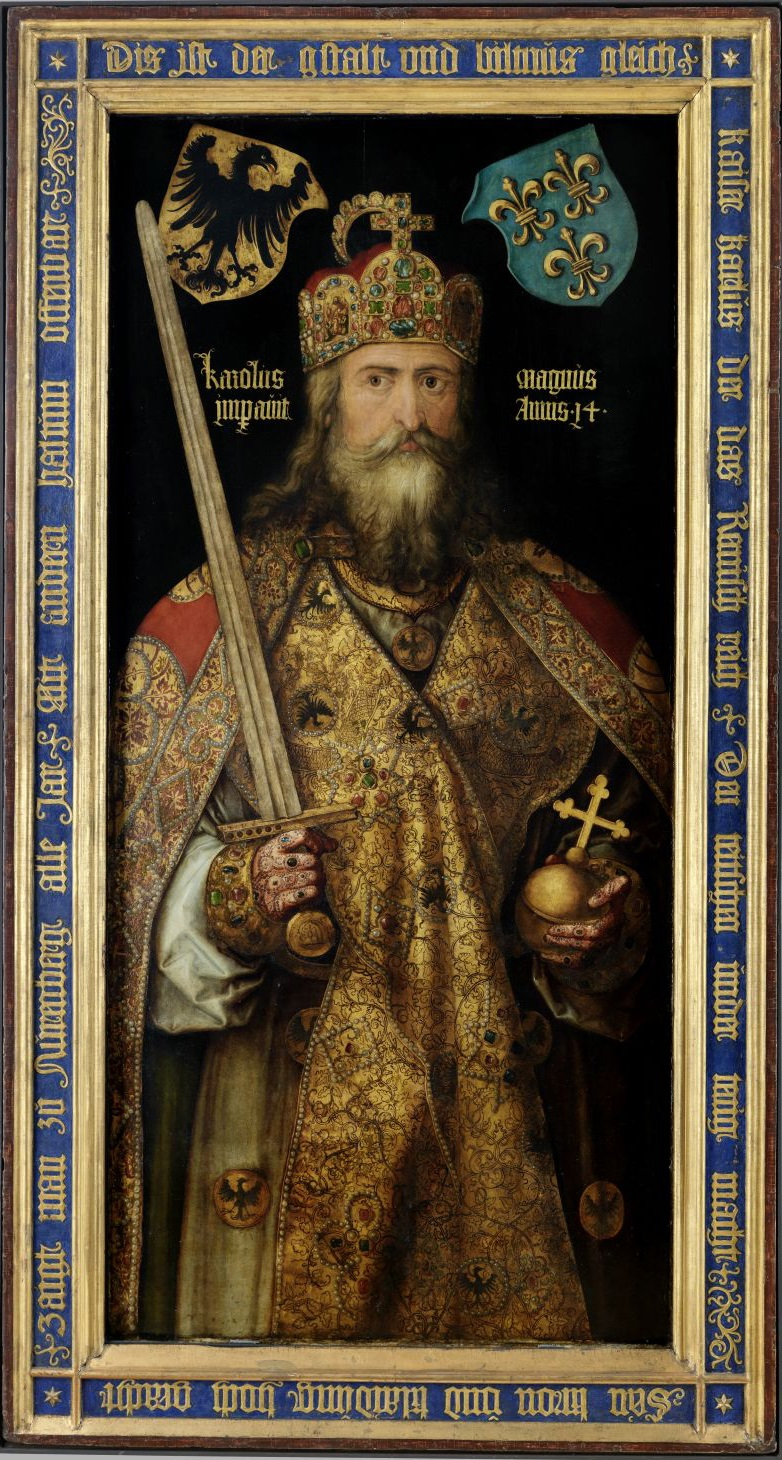
Carlomagno según una ilustración de Alberto Durero (1511).

Pipino el Breve, el primer monarca carolingio, conquistó la provincia de Aquitania, que se había independizado, y la Septimania, que se había convertido en una de las cinco provincias musulmanas de al-Ándalus entre 719 y 759. También intervino fuera de sus fronteras y conquistó tierras lombardas, con las que crearía los Estados de la Iglesia, también conocidos como los Estados Pontificios o "Patrimonio de San Pedro", pues se los donó al Papa y se declaró al mismo tiempo garante de los mismos. A su muerte, de acuerdo con la tradición franca, repartió su reino entre sus dos hijos, Carlomán y Carlos, pero la muerte precoz de Carlomán permitió a Carlos reinar sobre un reino franco unificado. El reino de los francos conoció su más grande expansión durante el reinado de Carlos, más conocido como Carlomagno.

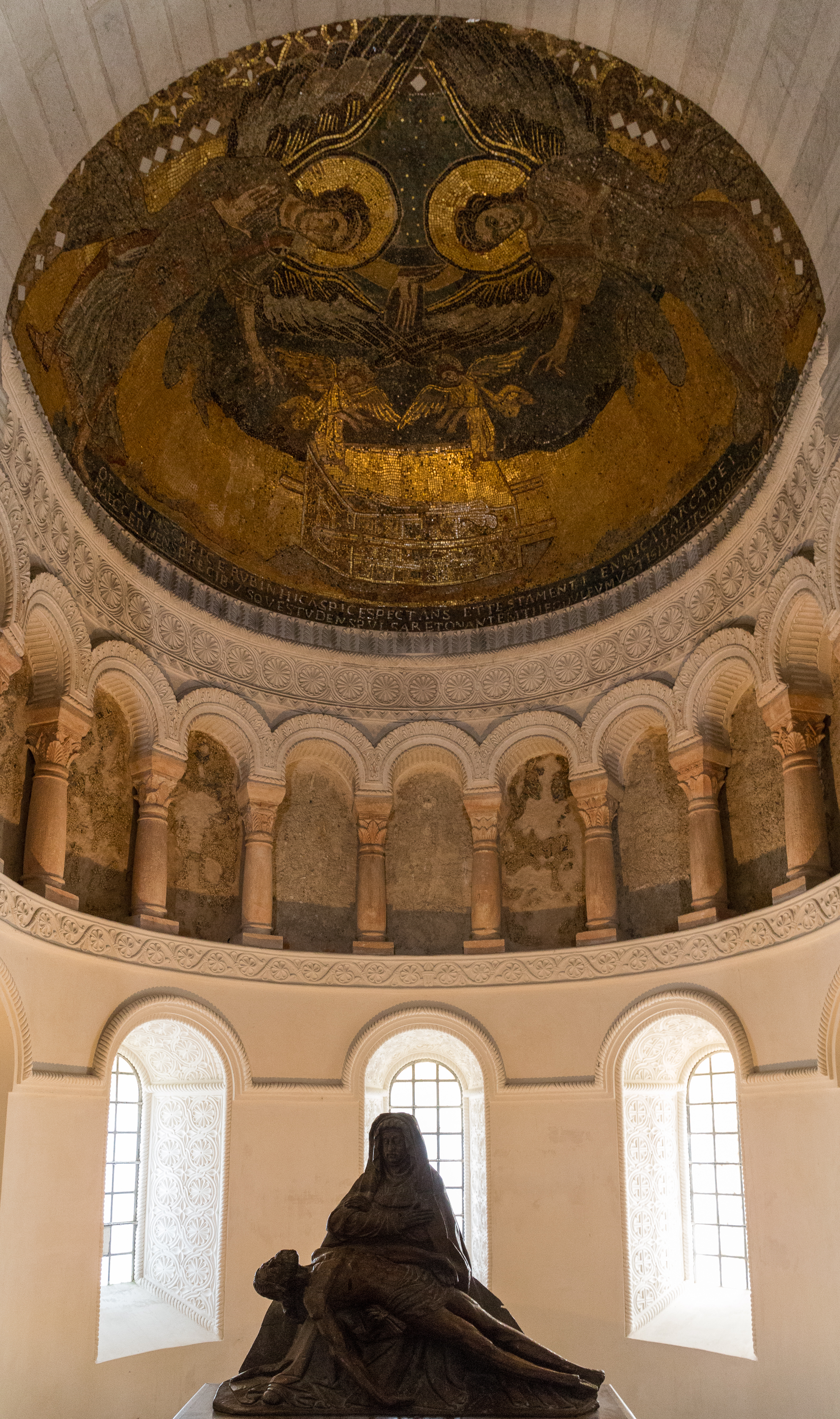
Oratorio carolingio de Germigny-des-Prés.

El reino franco en tiempos de Carlomagno.

Carlomagno extendió las fronteras del reino franco, a costa de veinte años de guerra, a Sajonia, Bretaña, Vasconia, Lombardía, Baviera y el reino ávaro. Sin embargo, estas conquistas no serían definitivas y las regiones de Bretaña y Vasconia fueron sacudidas por numerosas rebeliones. Carlomagno estableció territorios conocidos como "marcas", que eran zonas militarizadas que permitieron controlar los ataques de bretones y vascones. Esta política de conquista, así como el apoyo que proporcionó al papado, tuvo como consecuencia la coronación de Carlomagno como emperador de los romanos el 25 de diciembre de 800 por el papa León III en la basílica de san Pedro. Hasta entonces, los emperadores bizantinos eran considerados los únicos herederos del imperio romano, por lo que la coronación de Carlomagno representó un conflicto entre el reino franco y el Imperio bizantino. Después de que los francos se apoderaron de territorio bizantino en el Adriático, el emperador Miguel envió delegados a la corte de Carlomagno en Aquisgrán en 812 para reconocerlo como emperador de occidente. Los contemporáneos quisieron ver en esta circunstancia el renacimiento del Imperio romano de Occidente. Sin embargo, el imperio carolingio estuvo centrado en las regiones de Galia y Germania y su linaje era de origen germánico y no romano.
Los reinados de Carlomagno y su hijo Luis el Piadoso fueron testigos de dos oleadas de invasiones, pero fueron también un período de reforzamiento del poder real y de renacimiento de las artes y la cultura.

La división del reino franco con el tratado de Verdún (843). En rojo, Francia Occidental, antecedente de la actual Francia; en amarillo, Francia Oriental, antecedente de la actual Alemania; en verde, Francia Media, que sería dividida entre las dos anteriores.

Luis el Piadoso, emperador entre 814 y 840, renunció a confiscar las tierras de la Iglesia para donarlas a sus fieles como recompensa. Al hacer esto, quedó obligado a utilizar sus propios bienes y por ende debilitaría el poder de los carolingios. Luis mantuvo el imperio unido, pero este no sobreviviría a su muerte. Dos de sus hijos –Carlos el Calvo y Luis el Germánico– se aliaron en contra de su hermano Lotario en los juramentos de Estrasburgo. Finalmente, los tres hijos llegaron a un acuerdo en el tratado de Verdún (843) y el imperio fue dividido en tres partes: Francia Occidental para Carlos el Calvo, Francia Media para Lotario y Francia Oriental para Luis el Germánico. Esta es la primera ocasión que el nombre de Galia es sustituido por el de Francia occidental. Lotario ostentó el título de emperador, pero en 869 su reino se repartiría entre sus dos hermanos. De esta manera, dos entidades quedaron como herederas del antiguo imperio carolingio: Francia Occidental y Francia Oriental, que serían el germen de las actuales Francia y Alemania, respectivamente. Las dos Francias se reunificaron brevemente entre 884 y 887 bajo Carlos el Gordo. A su muerte, los reyes francos perdieron el título de emperador romano.
Durante los siglos IX y X, Francia occidental estuvo amenazada con la ruptura. Bretaña, bajo el liderazgo de Nominoe, reafirmó su independencia, y la reincorporación de Aquitania al reino no fue más que algo puramente teórico. La segunda ola de invasión de vikingos, sarracenos y húngaros acentuó la disgregación de la autoridad real. Los soberanos, impotentes para defender sus territorios, se resignaron a ver pasar el poder de sus manos a las de poderosos señores, quienes constituyeron principados, vastos territorios semindependientes. Para frenar la amenaza vikinga, el rey Carlos el Simple se vio obligado a ceder Normandía al jefe vikingo Rollo en 911.
El título de rey se volvió electivo y los carolingios tuvieron que ceder la corona al conde Odón de París, entre 888 y 898, a su hermano Roberto I entre 922 y 923, y a Raúl de Borgoña entre 923 y 936. En 987 Hugo Capeto, duque de los francos y descendiente de Odón, fue preferido como rey al pretendiente carolingio Carlos de Baja Lotaringia gracias a la activa intervención del arzobispo Adalberón de Reims.

### Los Capetos
La dinastía de los Capetos (o Capeta) llegó a gobernar Francia, que se fue subdividiendo sucesivamente cada vez más, característica que se ha denominado "feudalismo clásico". En todo este periodo el rey hubo de enfrentarse continuamente a los demás nobles de su reino, en teoría sus vasallos, pero que a veces adquirían demasiado poder como para desafiar abiertamente la autoridad real. En este periodo se produjeron las cruzadas y la guerra de los Cien Años. Francia inventó el arte gótico, y hubo tiempo en el que con toda Europa fue víctima de la peste bubónica, epidemia que fue llamada la "peste negra". También participó del humanismo que sería precursor del Renacimiento.
La autoridad de los primeros Capetos se limitaba a su dominio real, reducido a una zona entre Beauvais y Orleans, vestigio del ducado de Francia de Roberto I, mientras que varios vasallos tenían posesiones mucho mayores. Gracias a una política hábil de la mayoría de ellos, pudieron asegurar el crecimiento de sus dominios. Frente a sus vasallos, que eran casi independientes, los reyes Capetos tuvieron las siguientes ventajas:
- Hicieron hereditario su linaje al elegir y consagrar a sus hijos en vida y asociarlos al trono, un uso que se siguió hasta Felipe Augusto.
- Estaban en la cima de la jerarquía feudal y todos los señores feudales del reino le debían homenaje.
- La consagración real les permitió adquirir un derecho divino a través de la unción con el aceite de la santa ampolla, que según la tradición fue un regalo del Espíritu Santo al primer rey franco, Clodoveo. De esta manera el rey, cuyo poder procedía directamente de Dios, contó con la alianza de la Iglesia.

Varias regiones disfrutaban de una autoridad local comparable a la de un reino. Varias dinastías de origen francés incluso expandieron sus territorios fuera de Francia: los Normandos, Plantagenet, Lusignan, Hauteville, Poitiers y Tolosa. La más importante de estas conquistas fue la Conquista normanda de Inglaterra por Guillermo el conquistador. Este evento mantendría a Inglaterra conectada con Francia durante el resto de la Edad Media y sería motivo de conflicto entre ambos reinos. Los reyes de Inglaterra serían los vasallos más poderosos del rey de Francia y llegarían a aspirar al trono francés.

#### Los primeros Capetos

El reino de los francos bajo Hugo Capeto (940-996). Los dominios del rey, en azul.

La fundación del estado francés inició con la elección de Hugo Capeto en Reims en 987. Capeto, llamado hasta entonces "duque de los francos". pasó a ser "rey de los francos". El territorio de Hugo se extendía en una pequeña área de escasa relevancia que contrastaba con los territorios de los barones que lo habían elegido. La figura de Hugo Capeto no se encuentra bien documentada en la historia; su mayor logro fue sobrevivir como rey y derrotar al candidato carolingio, lo que le permitió establecer la que se convertiría siglos después en una de las dinastías reales más poderosas de Europa.

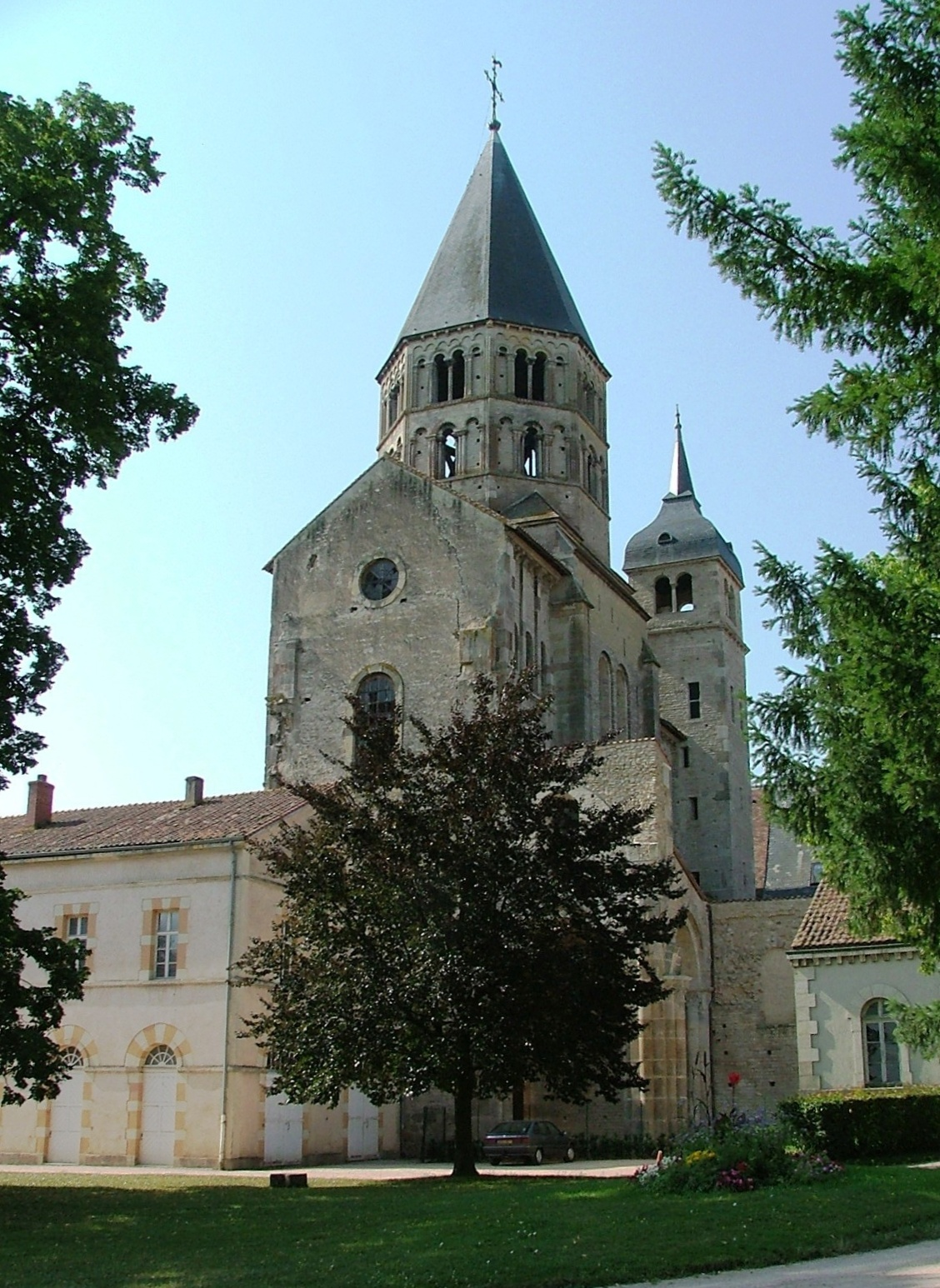
La abadía de Cluny.

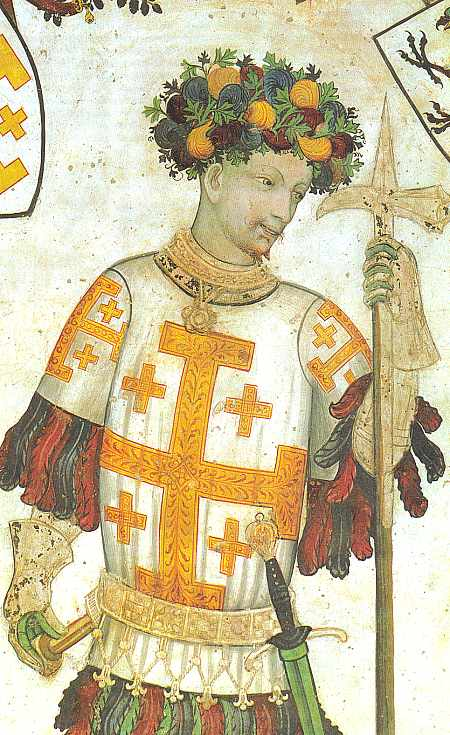
Godofredo de Bouillon, caballero franco, uno de los líderes de la primera cruzada y fundador del reino de Jerusalén.

El hijo de Hugo, Roberto II el Piadoso, fue coronado rey antes de la muerte de su padre. Hugo Capeto así lo decidió para asegurar la sucesión. Roberto II se reunió con el emperador Enrique II en la frontera entre ambos reinos. Los monarcas acordaron poner fin a los reclamos territoriales mutuos. Aunque Roberto II fue un rey débil, sus esfuerzos fueron considerables. Se apoyó en la iglesia para gobernar Francia en mucho mayor medida que lo que su padre lo hizo. Aunque vivió con una amante y fue excomulgado debido a ello, fue visto como modelo de piedad; de ahí su apodo, el Piadoso. A partir de Roberto II se atribuyeron poderes milagrosos a los reyes de Francia, quienes podían curar la escrófula con el simple tacto. Su reinado es también recordado por la paz y tregua de Dios (que comenzó en 989) y la reforma cluniacense.
Durante el reinado extraordinariamente largo de Felipe I (1060-1108) el reino experimentó una modesta recuperación. En esta época se lanzó la primera cruzada para recuperar Tierra Santa, que había caído en manos sarracenas. Esta expedición, que culminó con la conquista de Jerusalén y la fundación de varios estados francos en Medio Oriente, involucró a la familia del rey, si bien él no participó de manera personal.
A partir del reinado de Luis V (1108-1137), la autoridad real adquirió mayor aceptación. Luis VI fue sobre todo un rey belicista. Su manera de recaudar dinero mediante el ataque a sus vasallos lo convirtió en un rey impopular, pero por otro lado fortaleció el poder real. Desde 1127 el rey contó con la asistencia del abad Suger, un eficiente estadista. Luis VI derrotó tanto militar como políticamente a muchos de sus vasallos. Frecuentemente los llamaba a la corte y a aquellos que no acudían se les confiscaban sus territorios y se lanzaban campañas militares en su contra. Esta política drástica impuso cierta autoridad real en París y las áreas circunvecinas. Cuando Luis VI falleció en 1137 había hecho bastante para fortalecer la autoridad de los Capetos.
Gracias al consejo político del abad Suger, Luis VII (1131-1180) gozó de mayor autoridad moral que sus predecesores. El abad Suger arregló el matrimonio de Luis VII con Leonor de Aquitania, que se celebró en 1137. Esto convirtió a Luis VII en duque de Aquitania y le otorgó un poder considerable. Sin embargo, pronto afloraron las tensiones en la pareja. Por influencia de Leonor, el rey entró en guerra contra el conde de Champaña, conflicto en el que más de un millar de personas fueron quemadas vivas en Vitry. El rey, arrepentido del evento, hizo penitencia y viajó a Tierra Santa. Posteriormente, involucró al reino de Francia en la segunda cruzada, pero su relación con Leonor no mejoró. Su matrimonio fue anulado por el papa y Leonor pronto se casó con Enrique Fitzempress, duque de Normandía. Luis VII ahora enfrentaba a un vasallo mucho más poderoso que él, pues Enrique era el mayor feudatario de Francia al poseer Normandía y Aquitania y en 1154 se convirtió en el rey Enrique II de Inglaterra.
El abad Suger fue el artífice de la arquitectura gótica, nacido en el norte de Francia, en particular en las regiones de Isla de Francia y Picardía. Este estilo, que se difundió, sería el estándar de la mayoría de las catedrales europeas en la Baja Edad Media.

#### Felipe II Augusto

Conquistas de Felipe II Augusto.

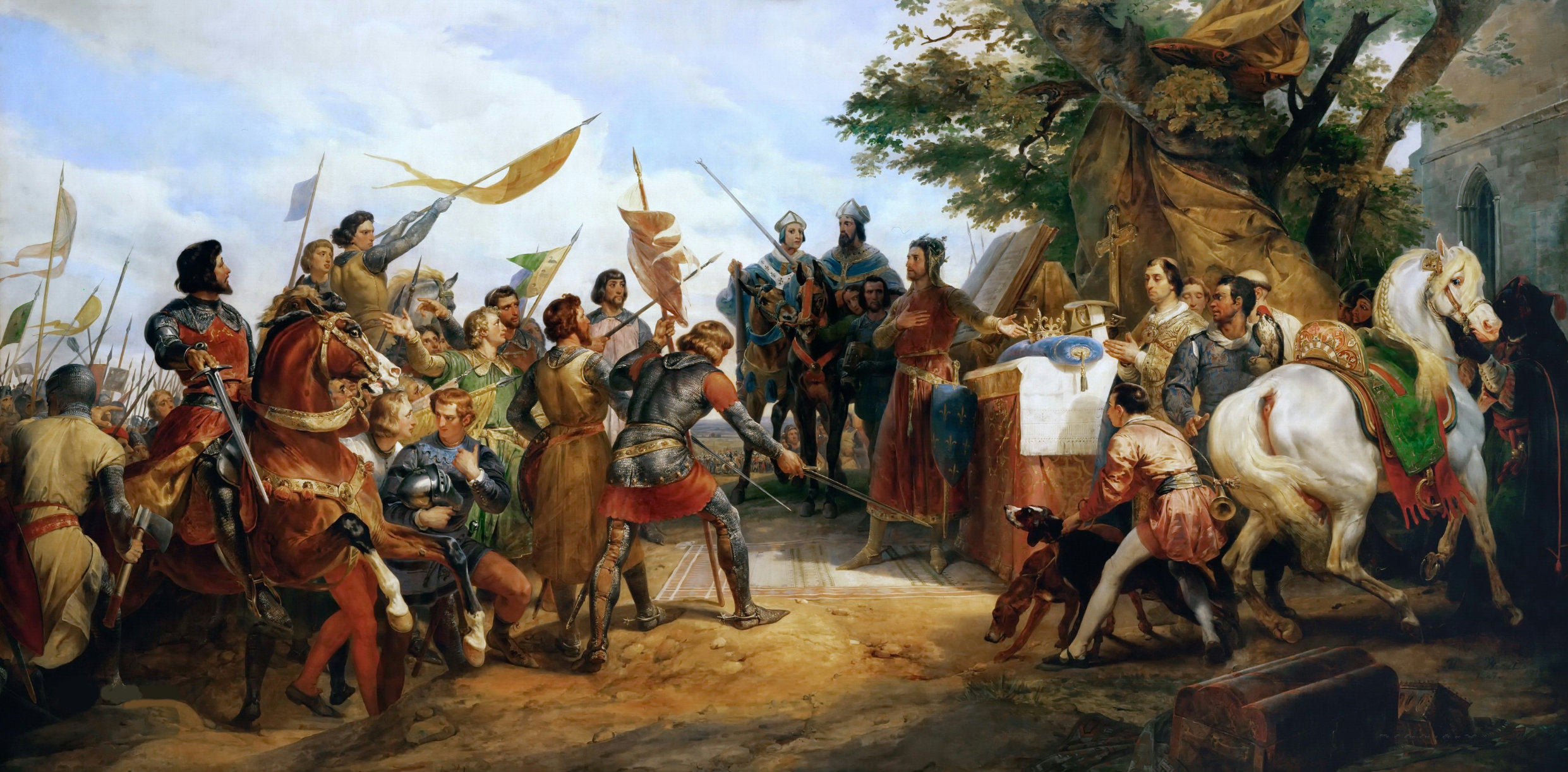
Felipe Augusto victorioso tras la batalla de Bouvines de 1214, tras la cual anexó Normandía y Anjou a los dominios reales.

El reinado de Felipe II Augusto (1179-1223) fue un paso importante en el historia de la monarquía francesa, pues fue testigo de la expansión del poder e influencia real. Sentó las bases para el surgimiento de monarcas mucho más poderosos, como San Luis y Felipe el Hermoso.
Felipe II ocupó una parte importante de su reinado en combatir al imperio angevino, que incluía Inglaterra y la mitad del reino de Francia y era quizás la mayor amenaza para un rey de Francia desde el origen de la dinastía de los Capetos. Felipe II se alió con Ricardo Corazón de León en contra del padre de este, Enrique II de Inglaterra, y juntos lanzaron un ataque decisivo sobre el castillo de Enrique en Chinon y lo retiraron del poder. Ricardo remplazó a su padre como rey de Inglaterra. Felipe y Ricardo combatieron juntos en la tercera cruzada; sin embargo, su alianza y amistad se rompió durante la cruzada. Los dos reyes se enfrentaron posteriormente en Francia y Ricardo estuvo cerca de derrotar a Felipe II.
Además de sus batallas en Francia, ambos reyes intentaron colocar a sus respectivos aliados en el trono del Sacro Imperio Romano Germánico. Felipe II apoyó a Felipe de Suabia, de la casa de Hohenstaufen, mientras que Ricardo Corazón de León apoyó a Otón IV, miembro de la casa de Welf. Otón IV se coronó emperador, lo que significó un gran peligro para Felipe. La corona de Francia se salvó gracias a la muerte de Ricardo durante una batalla en el Lemosín.
Felipe II confiscó las posesiones de Juan sin Tierra, el sucesor de Ricardo, en Francia. Juan intentó recuperar sus posesiones en la batalla de Bouvines (1214), donde fue derrotado. Felipe II pudo entonces anexarse Normandía y Anjou, además de capturar a los condes de Boulogne y Flandes, aunque Aquitania y Gascuña permanecieron fieles al rey de Inglaterra. Tras la batalla de Bouvines, el aliado de Juan, Otón IV, fue derrocado del Sacro Imperio Romano por Federico II, aliado de Felipe Augusto. El rey de Francia desempeñó desde entonces un rol crucial en la política de la Europa occidental tanto en Inglaterra como en Francia.
Felipe Augusto fundó la Universidad de la Sorbona y convirtió a París en una ciudad de erudición. También amplió las murallas de la ciudad, pavimentó los caminos y construyó el castillo del Louvre.
El príncipe Luis (futuro Luis VIII, 1223-1226), se involucró en la guerra civil inglesa conocida como la primera guerra de los barones (1215-1217). Mientras los reyes de Francia se enfrentaban a los Plantagenet tanto en Francia como fuera de ella, la Iglesia los convocó a la cruzada albigense contra los cátaros, movimiento cristiano arraigado en el sur de Francia que fue considerado herético. La guerra, que se libró entre 1209 y 1244, terminó con la erradicación del catarismo y la expansión de los dominios reales en el sur.

#### San Luis

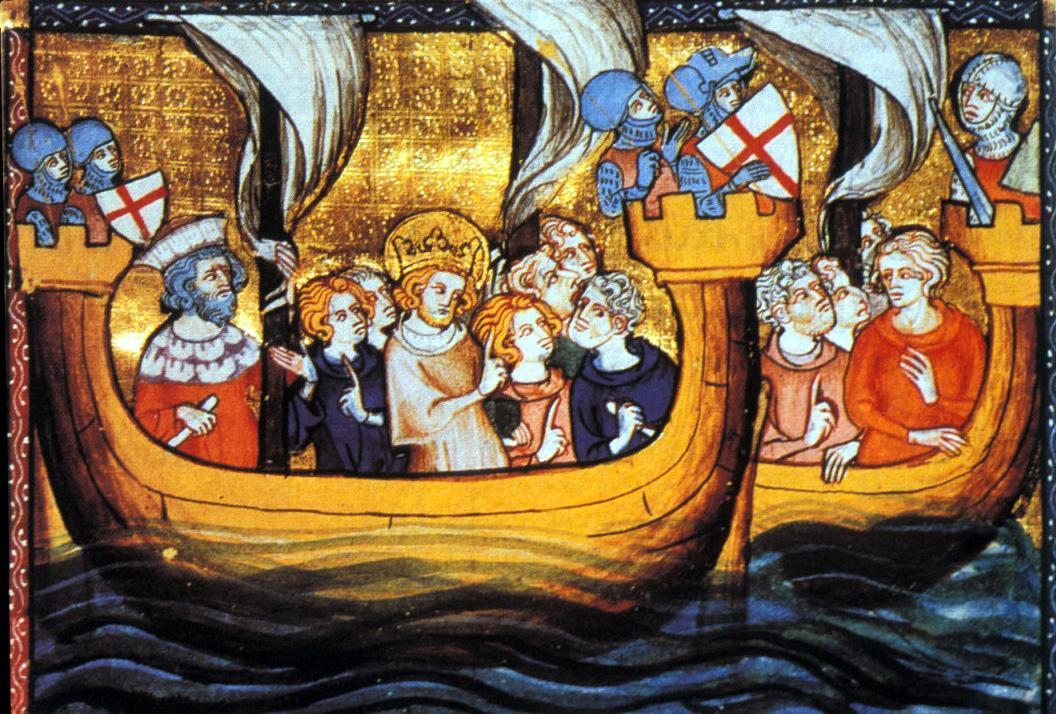
San Luis zarpa de Aigues Mortes rumbo a la séptima cruzada.

Luis IX, conocido como San Luis, solo contaba doce años cuando se convirtió en rey de Francia. Su madre, Blanca de Castilla, ejerció el poder como regenta. La autoridad de Blanca encontró fuerte oposición de los barones franceses, pero consiguió mantenerse en el poder hasta que su hijo pudo gobernar por sí mismo.

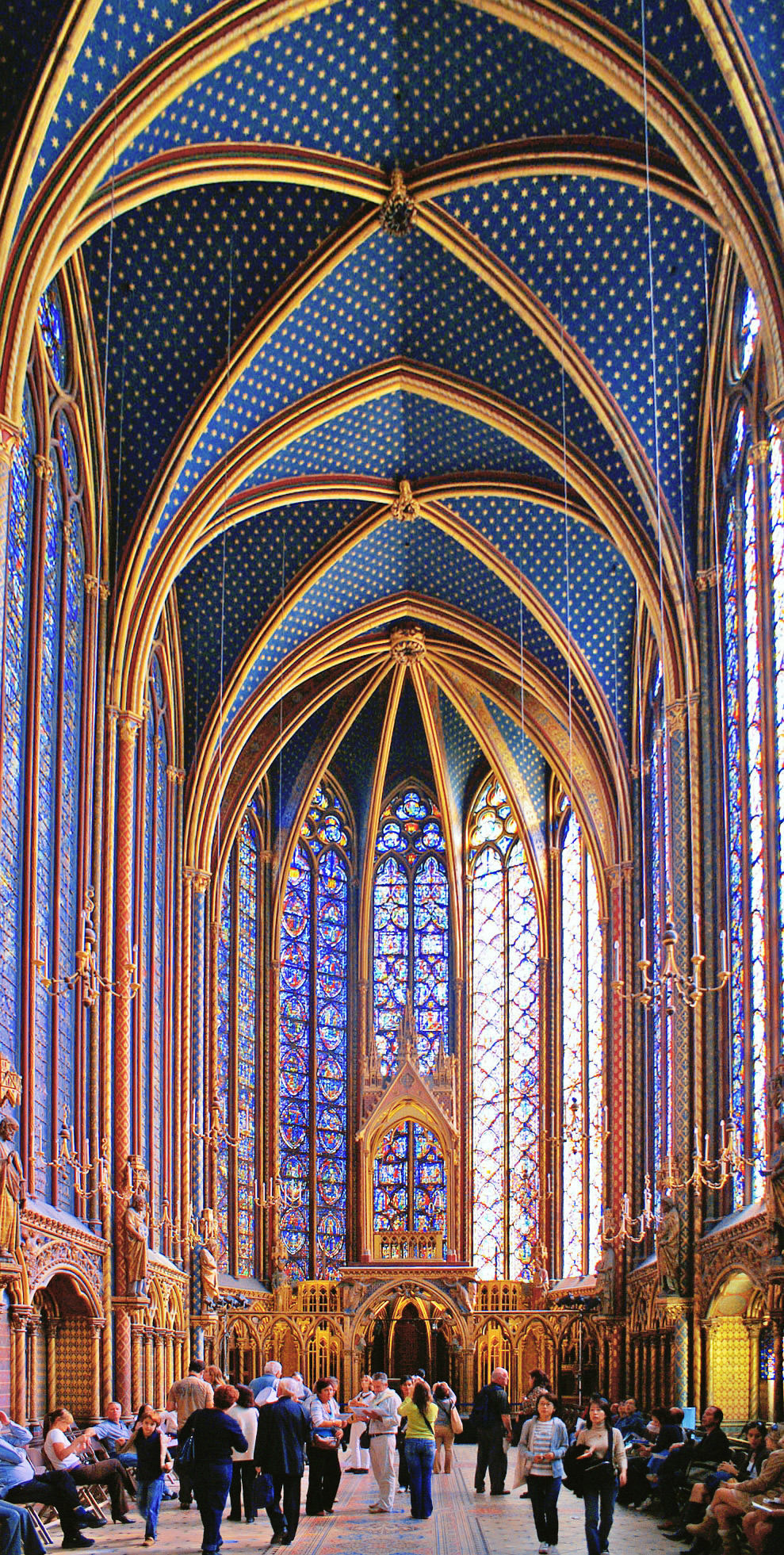
La Santa Capilla del palacio de la Cité, obra maestra del gótico radiante.

Con Luis IX, Francia se convirtió en un reino centralizado. A menudo, a San Luis se le ha considerado como un representante de la fe católica y un reformador preocupado por sus gobernados. Sin embargo, su reinado estuvo lejos de ser perfecto. En 1229, el rey luchó contra la huelga de la Universidad de París, lo que provocó daños en el Barrio Latino de la ciudad. San Luis libró también una guerra contra el Condado de Tolosa y combatió la resistencia en el Languedoc. El conde Raimundo VII de Tolosa firmó el tratado de París en 1229. Su hija, Juana, no tuvo herederos, por lo que el condado pasó a manos del rey de Francia. El rey Enrique III de Inglaterra no reconoció la posesión de los Capetos sobre Aquitania y esperaba recuperar Normandía y Anjou para restaurar el Imperio Angevino. Desembarcó en 1230 en Saint-Malo con un gran ejército. Bretaña y Normandía se rindieron de inmediato. Esta invasión inglesa evolucionó en la guerra de Saintonge (1242). Finalmente, Enrique III fue derrotado y tuvo que reconocer el dominio francés, si bien el rey de Francia no pudo tomar Aquitania. Luis IX, además de poseer el título real, se convirtió en el mayor propietario de tierras en Francia si bien enfrentó cierta oposición en Normandía. En esos tiempos se fundó el Consejo del rey, que posteriormente se transformaría en el parlamento. Después del conflicto con el rey de Inglaterra, ambos establecieron una relación de cordialidad.
San Luis fue un mecenas del arte gótico. Durante su reinado se construyó la Santa Capilla de París, una de las obras cumbres del gótico radiante. También se le atribuye la Biblia Morgan. San Luis participó en dos cruzadas. En la séptima cruzada (1248-1250) atacó Egipto y logró conquistar la ciudad de Damieta, pero fue derrotado y hecho prisionero en Fariskur en 1250. La octava cruzada fue lanzada sobre Túnez en 1270, donde el rey francés falleció de una enfermedad ese mismo año.

#### Felipe III y Felipe IV

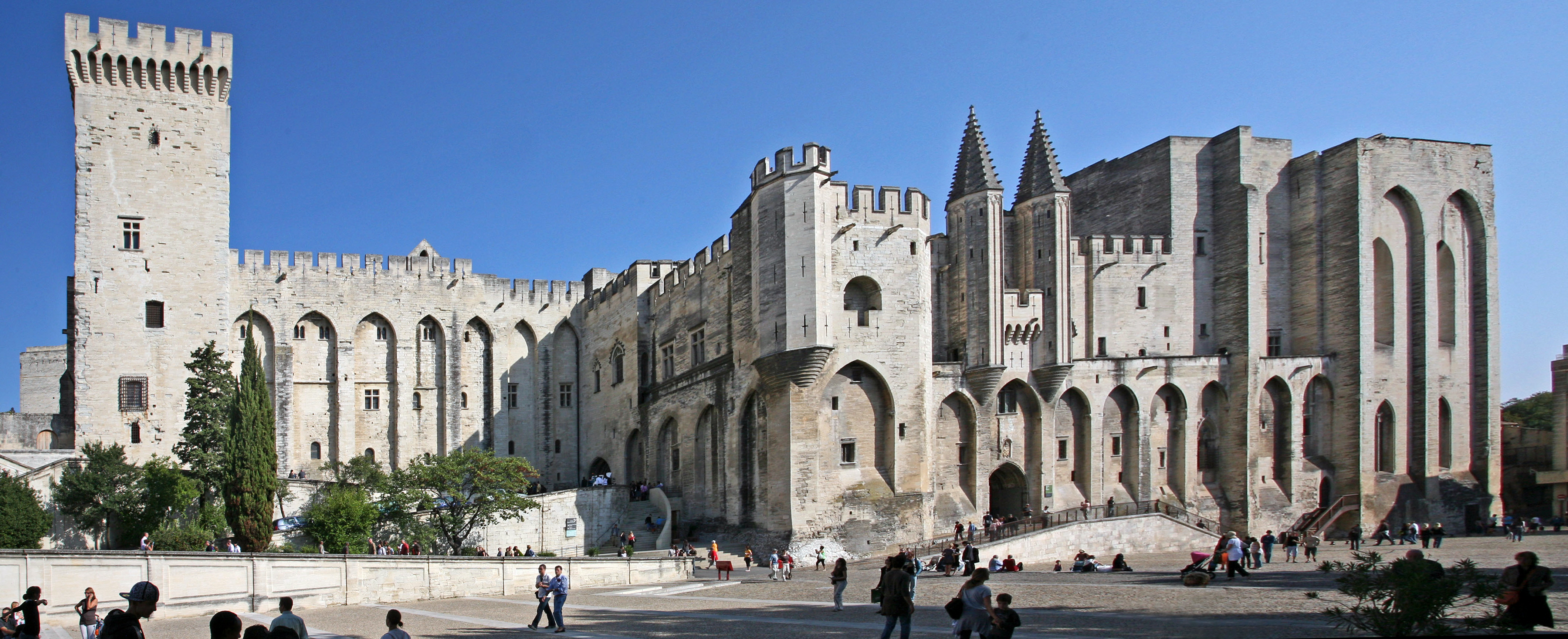
El palacio de los papas en Aviñón. Durante el reinado de Felipe IV la sede papal se mudó a esta ciudad francesa, donde permanecería por 67 años.

Felipe III ascendió al trono a la muerte de San Luis en 1270. Fue llamado "el atrevido" en referencia a sus habilidades en combate y equitación y no precisamente por su capacidad de gobernar o su temperamento. Felipe III tomó parte en un desastre cruzado más: la cruzada aragonesa, que le costó la vida en 1285.
Felipe IV (1285-1314) realizó varias reformas administrativas. Fue responsable de la supresión de los Caballeros Templarios, firmó la Vieja Alianza con Escocia y estableció el Parlamento de París. Felipe IV, a diferencia de los primeros Capetos, fue tan poderoso que pudo nombrar papas y emperadores. La sede papal fue trasladada a Aviñón y todos los papas contemporáneos fueron franceses.
Los tres hijos varones de Felipe IV que alcanzaron la edad adulta reinaron en cortos períodos sucesivos entre 1314 y 1328. Ninguno de sus hijos tuvo hijos varones, por lo que en 1328 se extinguió la casa de los Capetos directos.

### Los primeros Valois y la guerra de los cien años
A la muerte de Carlos IV, último rey de la casa de los Capetos directos sin hijos varones en 1328, hubo dos pretendientes al trono francés: Eduardo III de Inglaterra, nieto de Felipe IV de Francia, y Felipe de Valois, nieto de Felipe III de Francia. La asamblea de notables del reino eligió a Felipe de Valois (Felipe VI) por ser francés, descender de los Capetos por vía masculina y ser de mayor edad que su joven rival inglés. Felipe VI fue el primer rey de la casa de Valois, una rama colateral de los Capetos que reinaría en Francia hasta 1589.

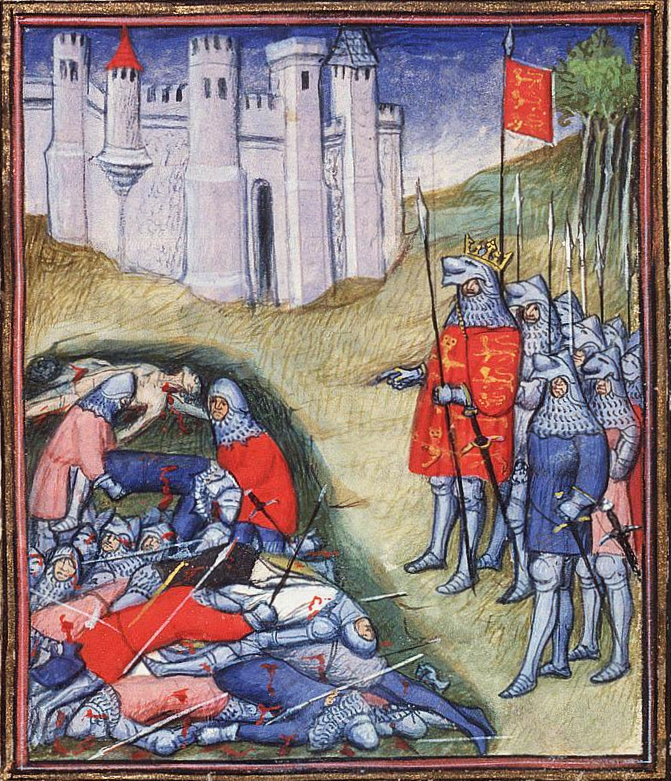
Eduardo III de Inglaterra cuenta los muertos tras su victoria en la batalla de Crécy.

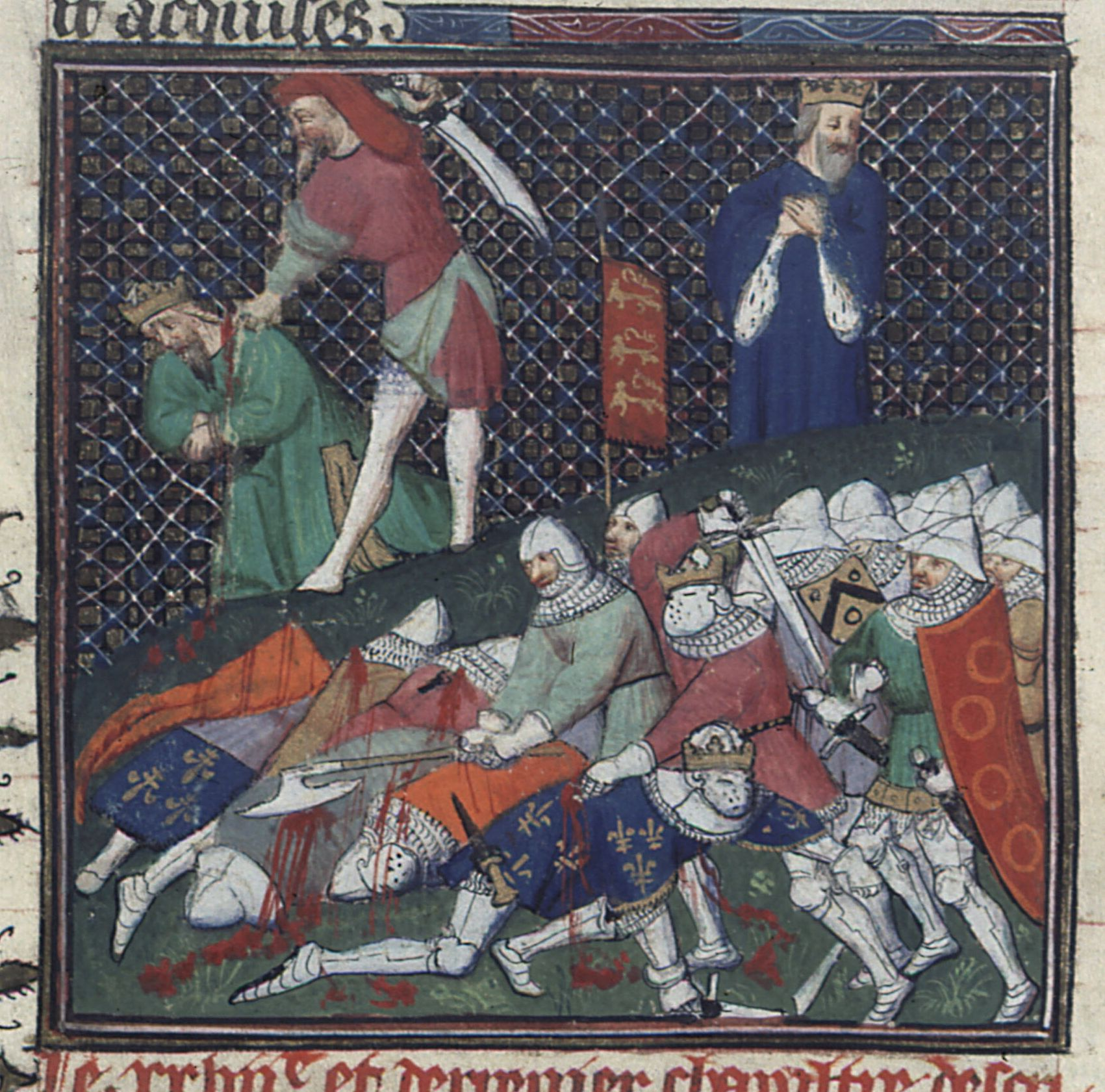
Juan II de Francia es capturado en la batalla de Poitiers.

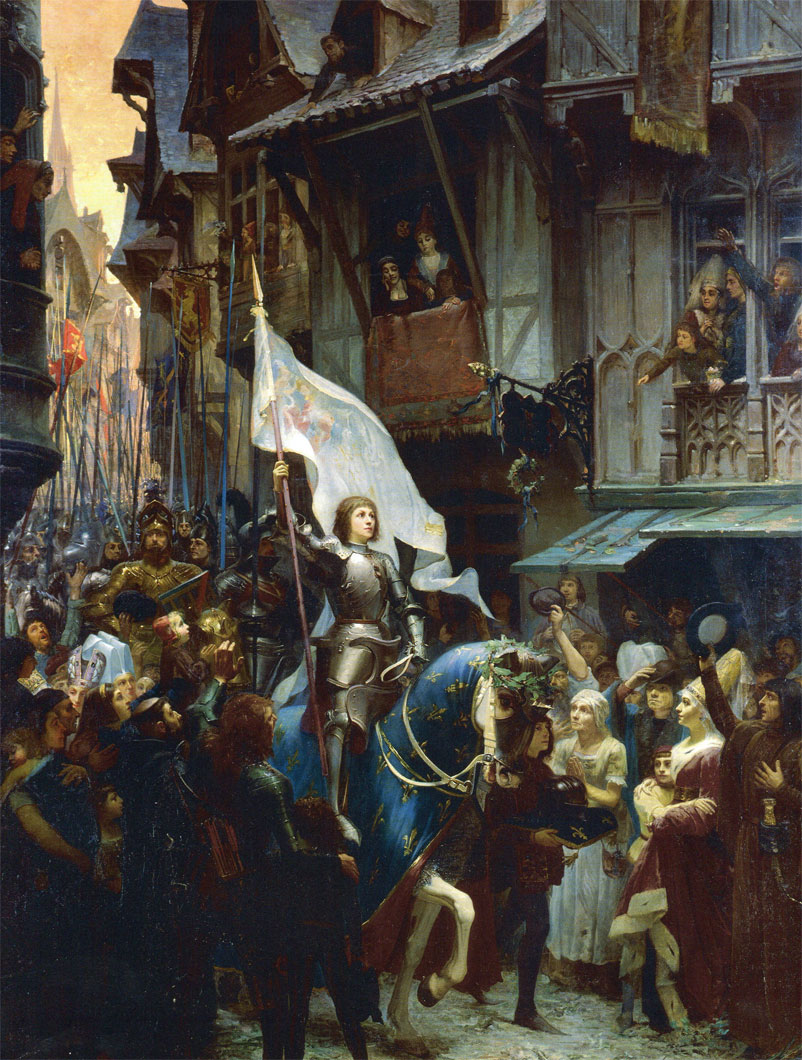
Juana de Arco entra victoriosa en Orleans.

Las tensiones entre las casas de Plantagenet y Valois alcanzaron su punto máximo en la llamada guerra de los cien años (en realidad una serie de varios conflictos armados entre 1337 y 1453), en la que los Plantagenet, gobernantes en Inglaterra, reclamaron para sí el trono francés. La guerra comenzó cuando Eduardo III de Inglaterra, duque de Guyena, invadió Francia por Flandes en 1337.
La guerra no se desarrolló en todo el país, pero allí donde se presentó llevó desolación, muerte, pillaje, guerras civiles y epidemias. Las bandas de mercenarios, en ausencia de intendencia militar y sueldo regular, saqueaban las regiones donde se estacionaban. Durante este conflicto interminable el territorio francés fue campo de encarnizados combates entre los reyes de Francia y los de Inglaterra. Los ingleses se beneficiaron de la superioridad táctica de su ejército, en particular de sus arqueros, e infligieron a la caballería francesa –muy superior en número– dos estrepitosas derrotas en Crécy (1346) y Poitiers (1356); en esta última el rey Juan II de Francia fue hecho prisionero por el príncipe negro, Eduardo de Woodstock. El delfín Carlos se vio obligado a firmar el tratado de Brétigny en 1360, en el que concedió a los ingleses una tercera parte del reino de Francia y se comprometió a pagar un rescate de 3 millones de escudos –el equivalente al ingreso real de dos años– para la liberación del rey. Este murió en Londres en 1364 sin que el rescate hubiera sido pagado en su totalidad.
Carlos V, hijo de Juan II, fue un buen estratega: la paz le permitió reconquistar los territorios cedidos y confió a grandes capitanes, como Du Guesclin, la reconquista del territorio retomando una a una las plazas fuertes del enemigo mediante una estrategia de sucesivos asedios. En 1377 los ingleses no controlaban más que Bayona, Burdeos, Brest, Calais y Cherburgo.
La recuperación fue provisional. La locura de Carlos VI sumió al país en la guerra civil entre Felipe II de Borgoña, tío del rey, y Luis de Orleans, hermano del rey. Este último tomó el control del Estado y se alió con señores del suroeste hostiles al rey de Inglaterra, conocidos como los armagnacs, quienes combatirían a los borgoñones. El duque de Borgoña, también conde de Flandes, comerciaba con los ingleses en esa región.
Aprovechando la confusión de la guerra civil, los ingleses lanzaron una chevauchée devastadora a través de Francia. Después de evitar París atravesaron Picardía en dirección del puerto de Calais y se encontraron en Azincourt con la flor y nata de la caballería francesa en 1415. Los franceses sufrieron una nueva y devastadora derrota frente a un ejército inglés, cansado y menos numeroso. Los armagnacs fueron aplastados. El duque de Borgoña, Juan Sin Miedo, aprovechó la situación para apoderarse de Champaña y después de París. Su hijo, Felipe el Bueno, obligó al rey Carlos VI a firmar el 21 de mayo de 1420 el tratado de Troyes, en el cual se estipulaba: que el hijo del rey, el delfín Carlos, quedaba desheredado; Enrique V de Inglaterra se convertía en regente de Francia y se casaría con Catalina, la hija del rey francés, y a la muerte de Carlos VI, el reino de Francia pasaría al hijo de Enrique V y Catalina.
A la muerte de Carlos VI en 1422, Francia quedó dividida en tres: el norte y el oeste bajo el control del hermano de Enrique V, Juan de Lancaster, duque de Bedford, en calidad de regente del joven rey inglés, el futuro Enrique VI; el noreste, donde el duque de Borgoña era semiindependiente, y la región al sur del Loira, donde el delfín toma el título de Carlos VII, cuya legitimidad es puesta en duda por la propaganda inglesa.
La clave del conflicto es entonces el despertar nacionalista frente al sufrimiento del pueblo francés. Los ingleses, con su estrategia de pillaje, recogieron el odio del pueblo y solo fueron apoyados por artesanos y universitarios de las grandes ciudades. Ese nacionalismo lo encarnaría Juana de Arco, una joven campesina que catalizaría la voluntad de echar a los ingleses de Francia al recibir el mando de las campañas militares. Después de una campaña victoriosa en el Loira, Juana liberó Orleans y aplastó a los ingleses en la batalla de Patay. Posteriormente cabalgó a Reims, donde logró la coronación de Carlos VII el 17 de julio de 1429. Durante el invierno de 1429, Juana se apoderó del poblado de Saint-Pierre-le-Moûtier, pero fracasó en la aldea de La Charité-sur-Loire antes de ser capturada en Compiègne el 24 de marzo de 1430. El fin del conflicto estaba próximo: Carlos VII sella la paz con los borgoñones en 1435 mediante el tratado de Arras. Privados de su poderoso aliado, los ingleses son expulsados de Francia en 1453 tras la batalla de Castillon.
Tras la guerra, los reyes de Francia recuperaron su prestigio y autoridad. Sin embargo, mantuvieron la rivalidad con los duques de Borgoña Felipe el Bueno y Carlos el Temerario, quienes incorporaron los Países Bajos a sus posesiones y se colocaron entre los soberanos más poderosos de Europa. A la muerte del Temerario, sus posesiones, que provenían de la familia de los Capetos, fueron anexadas por Luis XI, pero los Países Bajos pasaron a manos de la hija de aquel, María de Borgoña, quienes las entrega a su esposo Maximiliano de Austria. Esta partición de las posesiones borgoñonas fue fuente de conflicto entre las casas de Francia y Austria.
La Edad Media termina con el fin de la independencia de los grandes principados que eran el ducado de Borgoña (1482) y el ducado de Bretaña (vencido en 1488, reincorporado en 1491 y formalmente unido al reino en 1532).

## Edad Moderna

### Afirmación del poder real

Francia en 1477

Desde finales del siglo XV hasta mediados del siglo XVI, la política exterior francesa estuvo dominada principalmente por las guerras de Italia. Los Valois pretendían hacer valer los derechos heredados de sus ancestros sobre el reino de Nápoles y el ducado de Milán. En 60 años, los Valois conquistaron y perdieron cuatro veces Nápoles y seis veces el ducado de Milán. Finalmente, abandonaron sus ambiciones en Italia. Existen varias explicaciones sobre la utilidad de estas expediciones que terminaron inevitablemente en fracasos, entre ellas el atractivo de las riquezas y cultura de las prestigiosas ciudades italianas, así como la voluntad de controlar rutas que permitieran amenazar los intereses de los Habsburgo en el sur. En el siglo XVI, las estrategias militares se centraron en la idea de la frontera ofensiva, que consistía en ocupar puntos de apoyo para evitar el avance del enemigo más que expandir el territorio del reino.

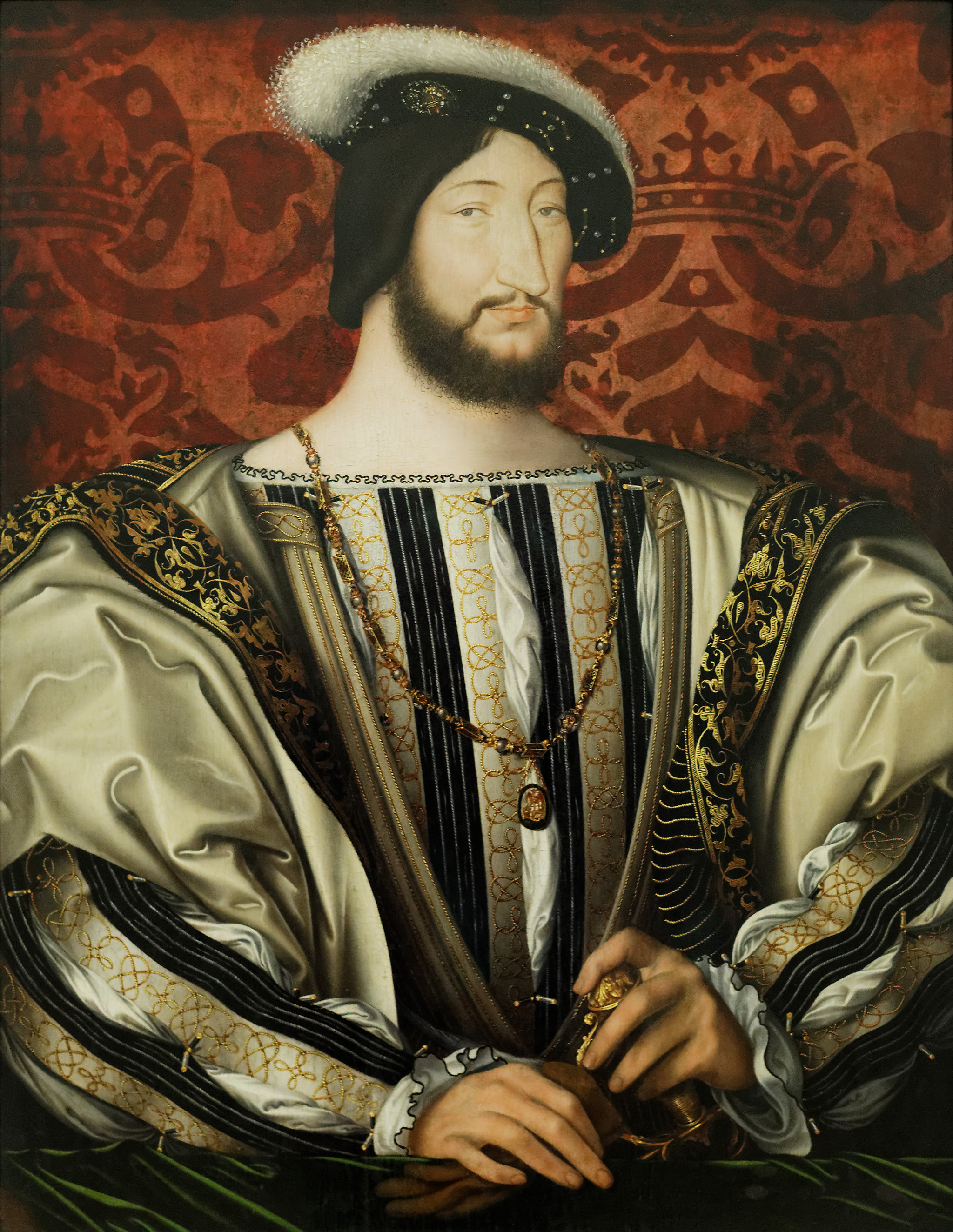
Francisco I de Francia

En 1519, Carlos I, rey de España desde 1516, heredó las posesiones de los Habsburgo (Imperio de Austria, Países Bajos, Franco Condado). Francia era el obstáculo a vencer para unificar territorialmente sus territorios. El emperador disponía también de reservas inagotables de oro y plata de las colonias españolas de América. Francisco I de Francia se presentó en vano a la elección del Sacro Imperio Romano Germánico para limitar la influencia de los Habsburgo y fracasó también en el intento de tejer una alianza con Enrique VIII de Inglaterra. A partir de 1521, Francia entabló una guerra larga y difícil en Italia, que comenzó con el desastre de Pavía en febrero de 1525, donde Francisco I fue hecho prisionero. El rey se vio obligado a firmar el tratado de Madrid en 1526, que amputó un tercio del territorio de Francia, pero reemprendió la guerra una vez liberado. En 1529, en la paz de Cambrai, abandonó la soberanía de Flandes y Artois, dos posesiones de Carlos V, mientras que este renunció a Borgoña. Aunque combatió la reforma protestante en su reino, Francisco I se alió a los príncipes protestantes alemanes e incluso al sultán del Imperio otomano, Solimán el Magnífico, en contra de los Habsburgo. Enrique II continuó la lucha de su padre, y recuperó el Boulonnais y el pale de Calais de los ingleses. A cambio de su apoyo a los príncipes protestantes alemanes, en guerra contra el emperador Carlos V, obtuvo el derecho de ocupar Calais, Metz, Toul y Verdún. En 1559, el tratado de Cateau-Cambrésis estableció finalmente la paz entre Francia y España.
En el siglo XVI la guerra se transformó considerablemente. La artillería, cuyo rol fue determinante en las batallas navales y en los asedios, comenzó a utilizarse en los combates en campo raso. Francia, para conservar su poder en el juego europeo, no solamente tuvo que mantener un ejército permanente (las compagnies d'ordonnance creadas por Carlos VII), sino también poseer una artillería sólida y construir fortalezas capaces de resistir a las nuevas técnicas de guerra.
El renacimiento italiano llegó a Francia por medio de las guerras de Italia. Francisco I llevó a Leonardo da Vinci a su corte. En esta época se construyeron los castillos del Loira: Blois, Chambord, Chenonceau y Montsoreau. La escultura, la pintura y la arquitectura francesas se transforman bajo la influencia del modelo italiano y dan origen al renacimiento francés, cuya escuela más reconocida sería la de escuela de Fontainebleau. Francisco I fue el primer rey de Francia en comprender que el resplandor artístico de un país es un elemento de gloria y poder. Comprendiendo la importancia de las posesiones coloniales, Francisco I financió expediciones lejanas. En 1534 el bretón Jacques Cartier descubre Nueva Francia, que más tarde sería Canadá.

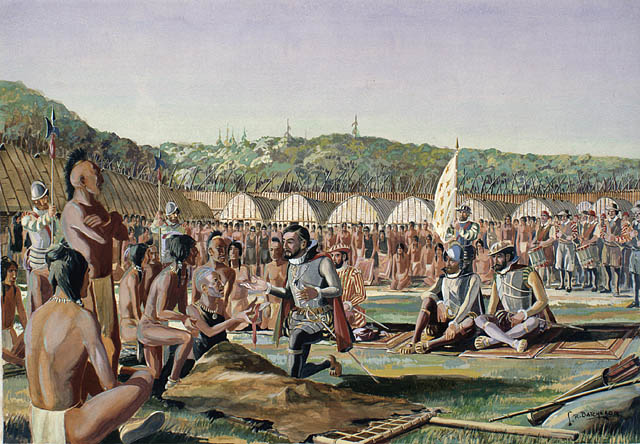
Jacques Cartier en Canadá.

Todo lo anterior costó bastante caro. La talla (impuesto) se multiplicó cuatro veces a lo largo del siglo XVI, al pasar de 5 a 20 millones de libras. No obstante, los recursos fiscales fueron insuficientes para financiar los gastos. Los reyes de Francia recurrieron a los préstamos –la deuda se duplicó entre 1522 y 1550–; a la bancarrota en 1558 y 1567, lo que permitió anular ciertas deudas, pero sobre todo renegociar los pagos, y la venalidad de los cargos. Un cargo era una función pública cuyos titulares fueron inamovibles desde 1467 y eran vendidos en nombre del rey. Si bien la venalidad existía desde el siglo XV, Luis XII y Francisco I la desarrollaron de manera sistemática. Con la venalidad se instauró poco a poco la herencia oficializada con la creación de la paulette en 1604, un impuesto anual que era 1/60 del valor de compra del cargo. Las ventajas fueron evidentes al procurar a los reyes entradas rápidas de dinero, pero también hubo inconvenientes.
Durante el reinado de Francisco I Auvernia se incorporó definitivamente al dominio real. Enrique IV adquirió Bresse, Bugey, el país de Gex, lo que lo colocó en situación de entorpecer las comunicaciones entre las posesiones de los Habsburgo. En un primer tiempo, rechazó unir a la corona sus feudos personales bajo pretexto de preservar los intereses de su hermana. El parlamento de París rechazó, en 1590, registrar las cartas que separaban los bienes patrimoniales de la familia de Navarra y el dominio real. Después de la muerte de su hermana, Enrique IV aceptó la integración de sus feudos al dominio real. También en el siglo XVI se forjó la teoría de la inalienabilidad de dominio real: el rey no podía dar en infantazgo feudos a sus hijos menores.

### Las guerras de religión

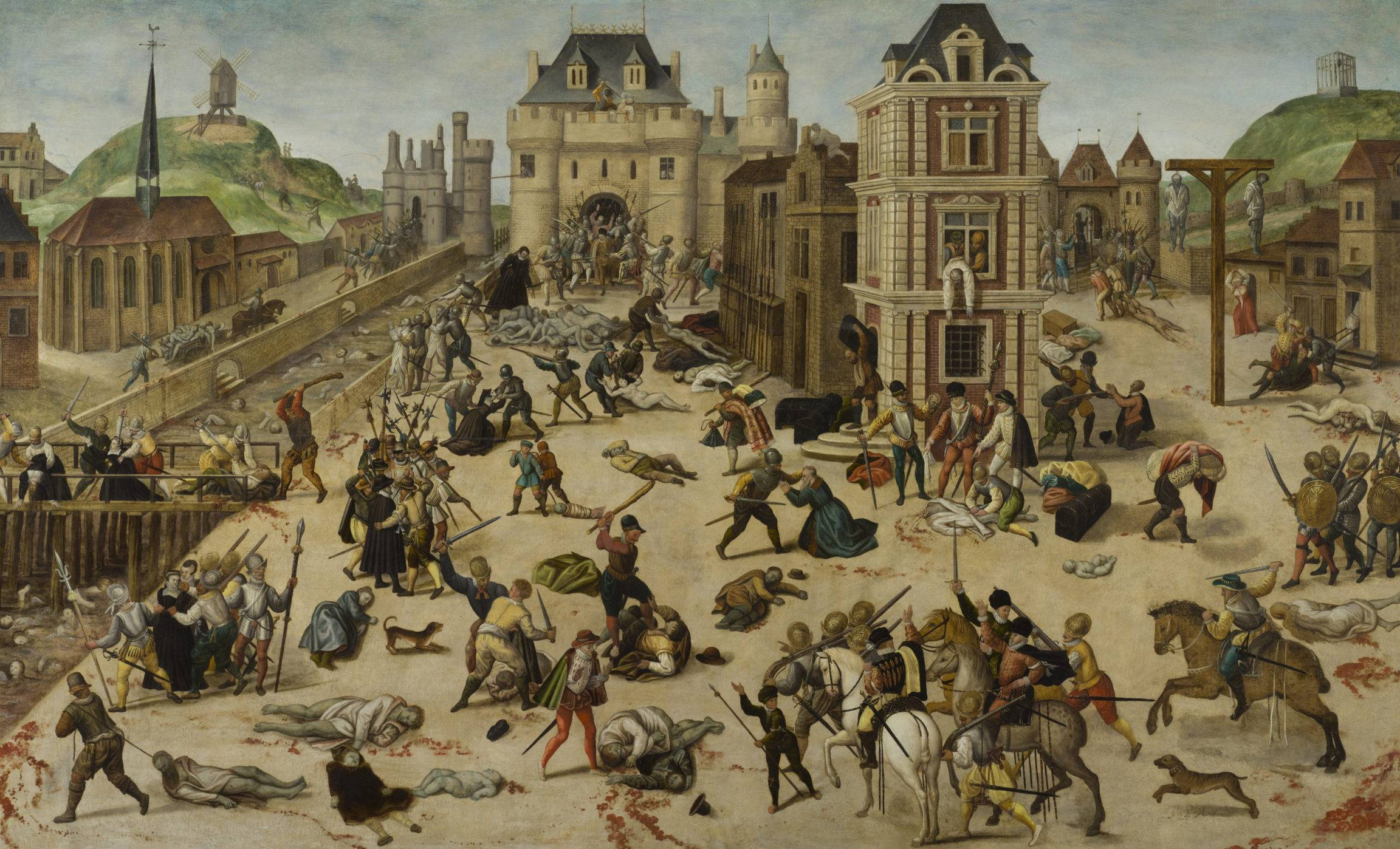
La masacre de San Bartolomé.

Los reinados de los tres hijos de Enrique II, Francisco II (1559-1560), Carlos IX (1560-1574) y Enrique III (1574-1589) estuvieron marcados por las guerras de religión entre protestantes y católicos. La reforma se había expandido progresivamente en Francia a partir de 1520, hasta el punto de que en 1562, año de inicio de las ocho guerras de religión, una décima parte de la población era protestante. El calvinismo, cuyos seguidores en Francia fueron llamados hugonotes, tuvieron en Normandía y el suroeste del país sus principales bastiones.
Los hijos de Enrique II fueron reyes débiles, y la reina viuda Catalina de Médici asumió el poder como regenta de los dos primeros. A ella se atribuye la instigación de la masacre de San Bartolomé el 24 de agosto de 1572 y los días siguientes, cuando los protestantes fueron atacados en sus propias casas, lo que ocasionó varios miles de víctimas en París y las provincias. La guerra civil fue también una gran amenaza para la unidad territorial. Los protestantes prometieron a Isabel I de Inglaterra restituirle el pale de Calais a cambio de su intervención, mientras que la reacción de los católicos, encabezados por la Liga Católica, obtuvo el apoyo de Felipe II de España. Además, la agitación permitió a las partes implicadas arrogarse parcelas de las regalías del Estado. Los príncipes católicos fueron muy poderosos en las regiones donde obtuvieron el gobierno, como los Guisa en Borgoña y los Montmorency en Languedoc. El edicto de Beaulieu de 1576 permitió a los protestantes celebrar su culto públicamente con excepción de París. Pudieron ocupar ocho plazas fuertes y se beneficiaron de las cámaras paritarias (chambres mi-parties, cortes de justicia con mitad de magistrados protestantes y mitad católicos) en los parlamentos. Los protestantes pudieron así constituir un Estado hugonote dentro el Estado francés.
Las guerras de religión terminaron con la guerra de los tres Enriques. El duque Enrique I de Guisa, jefe de la Liga Católica, se confrontó con el rey Enrique III por los acuerdos de este con los hugonotes. El poder de Guisa, aliado de España y con un fuerte apoyo popular, llegó a ser una amenaza para el rey, quien ordenó asesinarlo en 1588. En represalia, el monje Jacques Clément asesinó al rey seis meses después. El trono, sin heredero de la rama de los Valois, pasó entonces a una rama colateral, los Borbones, en la persona de Enrique IV, en otro tiempo rey de Navarra. Sin embargo, al ser protestante, Enrique IV no fue reconocido por los católicos de la Liga, por lo que tuvo que convertirse al catolicismo en 1593.
Una vez consolidado su poder, Enrique IV puso fin a las guerras de religión al promulgar el edicto de Nantes en 1598, en el que se reconocía al catolicismo como la religión oficial de Francia, pero se otorgaban derechos civiles y privilegios a los protestantes. Ayudado por su ministro Sully, Enrique IV se esforzó por volver a levantar el reino, duramente afectado por las guerras de religión. Cuando Enrique IV fue asesinado por un católico fanático en 1610, legó en su hijo Luis XIII un reino considerablemente reforzado.

### El Gran Siglo

Ganancias territoriales de Francia entre 1552 y 1798

Con Gran Siglo (Grand Siècle) se designa al siglo XVII, que constituye uno de los períodos más ricos de la historia de Francia. Con el fin de las guerras de religión se restableció la autoridad real. Durante este período, marcado por la monarquía absoluta, el reino de Francia marcó de manera duradera a Europa gracias a su expansión militar o su influencia cultural cada vez más dominante. La lengua, el arte, la moda y la literatura francesas se difundieron por toda Europa.

#### Luis XIII

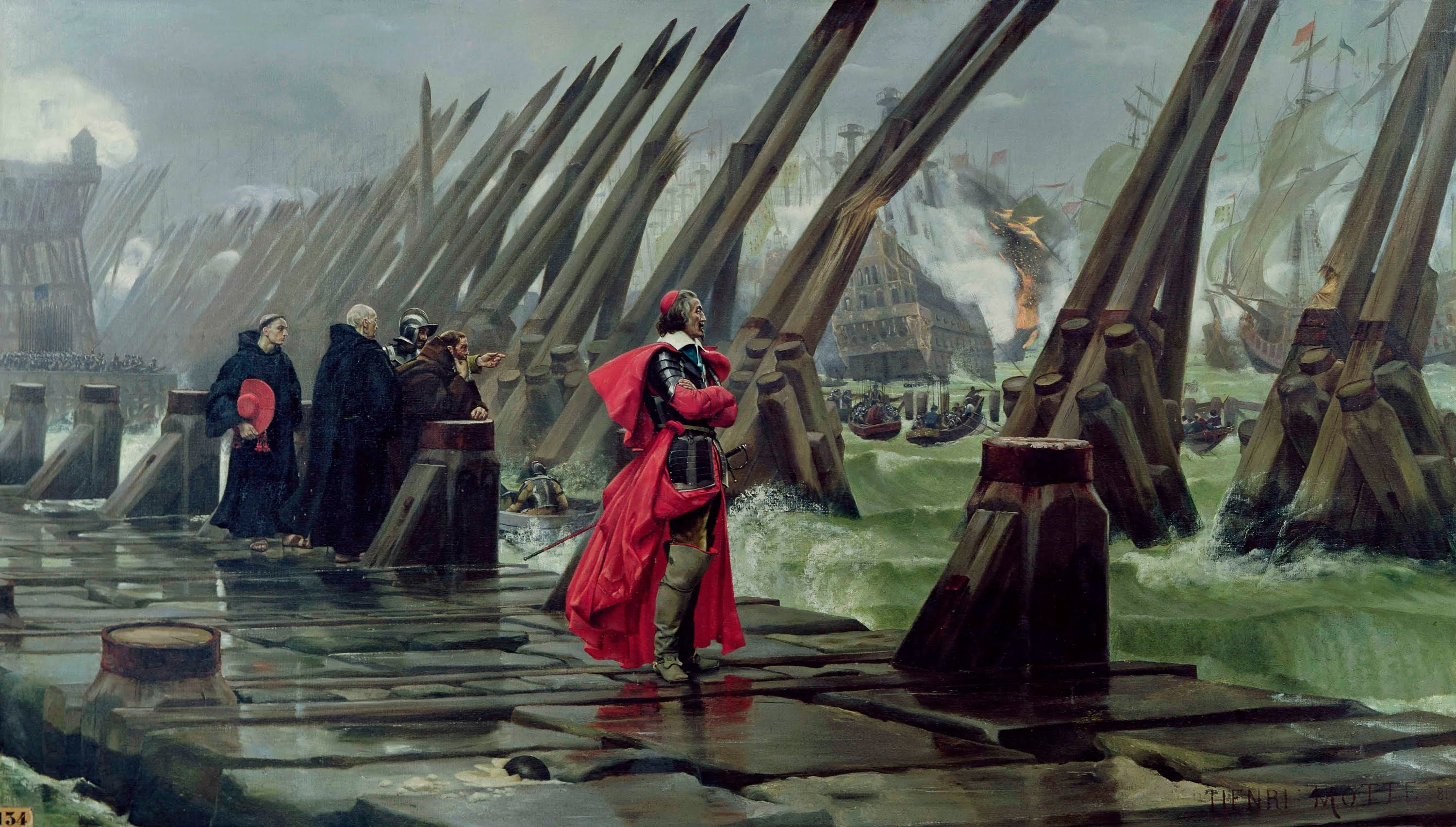
El cardenal Richelieu en el asedio de la Rochela, durante las rebeliones de los hugonotes.

Luis XIII tenía solamente nueve años cuando su padre Enrique IV fue asesinado en 1610. Su madre, María de Médici, ejerció la regencia con sus favoritos y descuidó la educación del joven rey. Luis XIII apartó del poder a su madre en 1617 al asesinar a su favorito Concini. Desde 1624, Luis XIII reinó en colaboración estrecha con su principal ministro, el cardenal Richelieu, a quien apoya contra las intrigas de los nobles, quienes estaban resentidos por haber sido excluidos del poder. Luis XIII condujo una política de domesticación de los grandes señores del reino (por ejemplo, el asunto del conde de Chalais en 1626), de endurecimiento hacia los protestantes, a quienes consiguió arrebatar las plazas fuertes que el edicto de Nantes les había otorgado. Instaló intendencias de justicia, policía y finanzas en las provincias. Al contrario de los oficiales, los intendentes tenían cargos revocables. Fueron indispensables en las regiones fronterizas o en las zonas ocupadas por los franceses y aseguraron el orden al luchar contra los pillajes de los soldados franceses y al conseguir la fidelidad de los nobles y las ciudades. El rey acentuó la centralización al favorecer el taller de acuñación de moneda de París en detrimento de los de provincias.
En 1620 continuaron los conflictos religiosos. Los hugonotes proclamaron una constitución para la "República de las Iglesias Reformadas de Francia" y el ministro Richelieu utilizó toda la fuerza del Estado para detenerlos. Obligó a los protestantes a desmantelar su ejército y fortalezas. Este conflicto terminó con el asedio de La Rochela (1627-1628), en el que los hugonotes y sus aliados los ingleses fueron derrotados. La paz de Alais de 1629 confirmó la libertad religiosa, pero desmanteló las defensas militares de los hugonotes.
Desde 1635, Luis XIII y el cardenal de Richelieu entran a la guerra de los Treinta Años al lado de los príncipes protestantes alemanes con el fin de reducir el poder de los Habsburgo, tanto en España, la primera potencia europea de la época, como en Austria, la cabeza del Sacro Imperio Romano Germánico. Para debilitar a los Habsburgo, los franceses ocuparon plazas fuertes y aseguraron los pasos que los conectaban con sus aliados en Alsacia, Lorena y el Piamonte. El aumento considerable de la presión fiscal a causa de la guerra provocó numerosos levantamientos populares, como la de los crocantes de Saintonge-Périgord (1636-1637) y la de los va-nu-pieds de Normandía (1639), severamente reprimidas.

#### Luis XIV

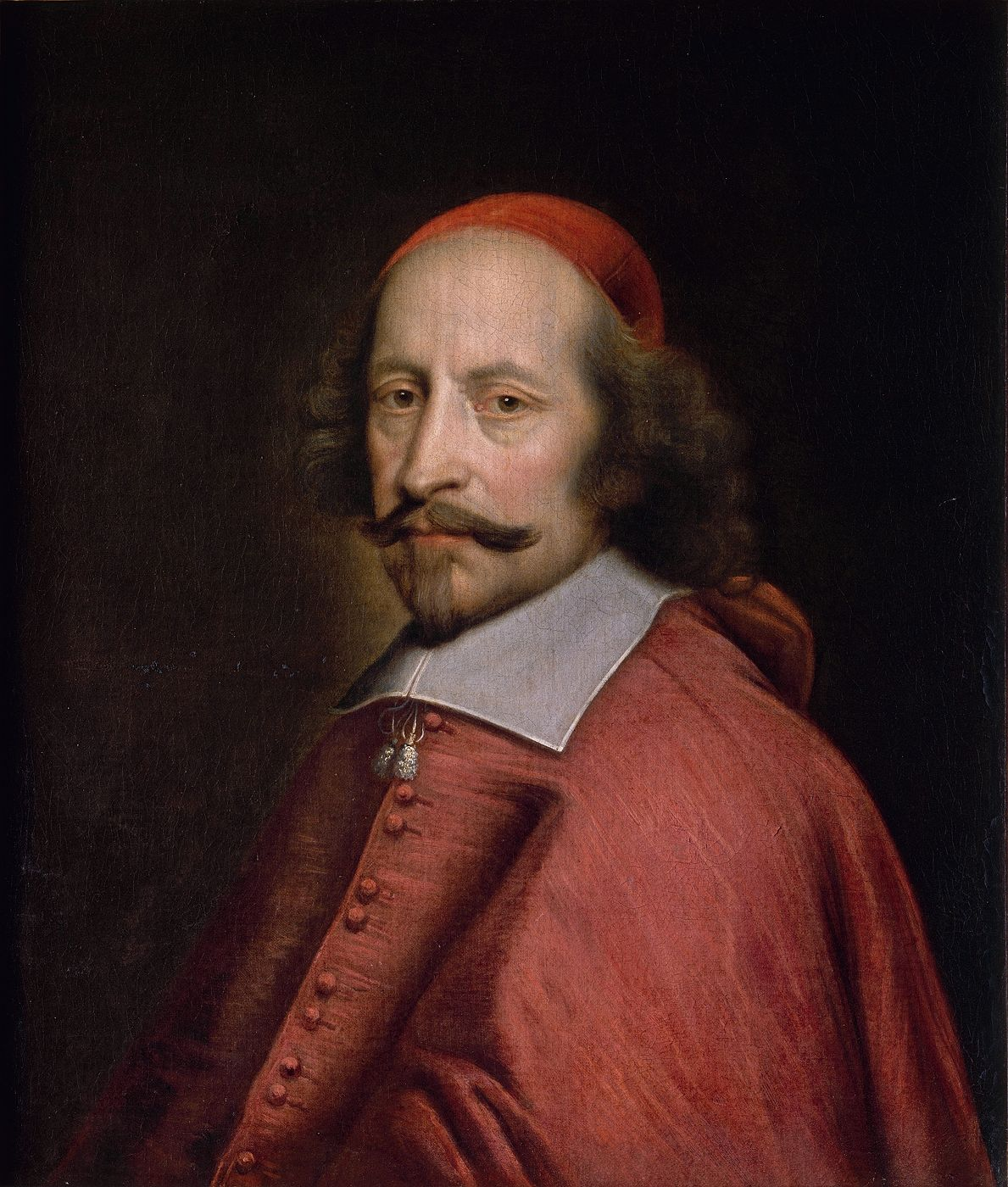
Cardenal Mazarino.

A la muerte de Luis XIII en 1643, su hijo Luis XIV contaba cuatro años. Su madre Ana de Austria asumió la regencia junto al cardenal Mazarino. Este último es quien gobierna de manera efectiva hasta 1661, fecha de su muerte, incluso después de la mayoría de edad de Luis XIV. Mazarino continuó el esfuerzo bélico iniciado por Richelieu. Las tropas francesas ganaron victorias decisivas que permitieron poner fin a la guerra de los treinta años en 1648. El tratado de Münster de 1648 otorgó a Francia casi toda Alsacia, confirmó la posesión de los tres obispados y le concedió tres fortalezas en la rivera derecha del Rin: Landau, Philippsburg y Breisach. Mazarino también continuó la política de control de los pasos hacia el Sacro Imperio Romano Germánico. El conflicto continuaría con España hasta 1659. Con la paz de los Pirineos, el dominio real se extendió con la adquisición del Rosellón, el Artois y ciertos lugares de Hainaut, como Thionville y Montmédy, se fijaron los Pirineos como la frontera entre Francia y España y Luis XIV se casó con la infanta de España María Teresa de Austria. Durante la minoría de edad del rey tuvo lugar la Fronda (1648-1653), una serie de rebeliones originadas por el aumento de impuestos que colocaron al gobierno en contra de príncipes, las cortes y la mayor parte del pueblo. La Fronda fue el último intento de la nobleza para contrarrestar el poder del rey y su fracaso fortaleció aún más a la monarquía.

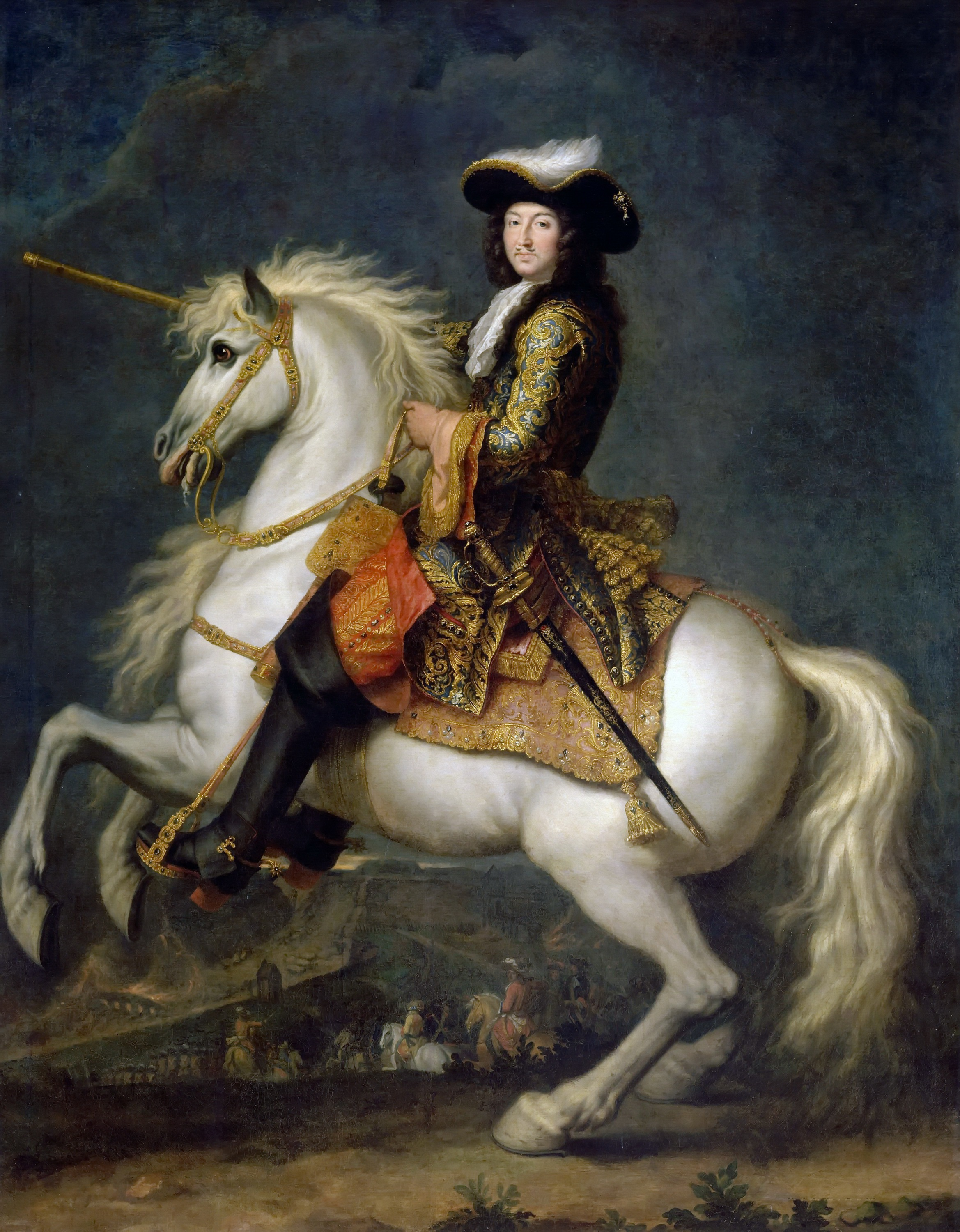
Luis XIV.

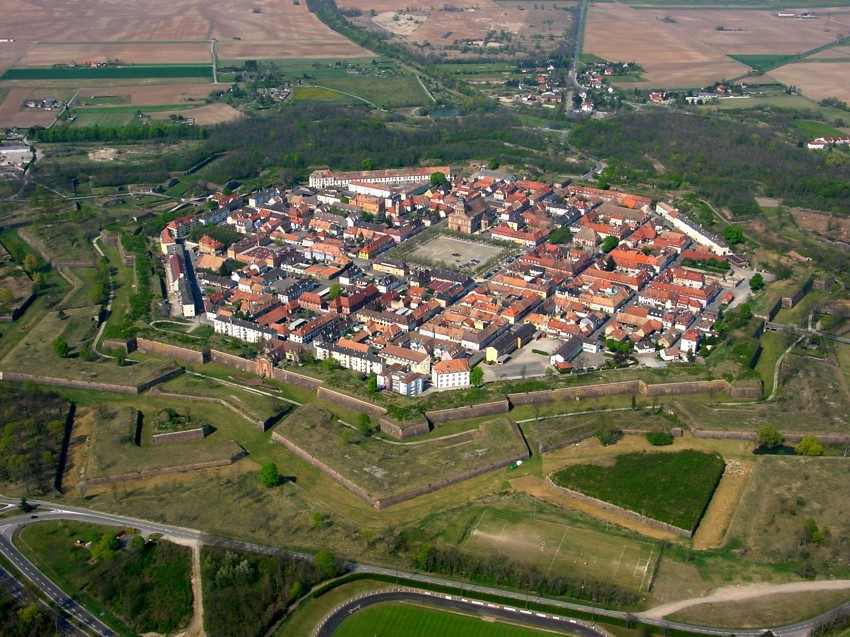
Plaza fuerte de Neuf-Brisach, una de las fortalezas de Vauban, principal ingeniero militar de Luis XIV.

A la muerte de Mazarino en 1661, Luis XIV declaró que gobernaría solo, es decir, sin primer ministro. Exigió a sus secretarios de Estado una estricta obediencia y les prohibió decidir sin él. Para asegurar la obediencia de sus ministros, los eligió de entre la burguesía, como es el caso de Colbert  y Le Tellier. El reino de Luis XIV marcó una centralización extrema del poder real. Las grandes decisiones se tomaban por el consejo superior, que se reunía dos o tres veces a la semana y no contaba más que con 3 a 5 ministros. Los intendentes se convirtieron más que nunca en la voz del rey en las provincias. Desde el inicio de su reinado personal en 1661. Luis XIV reinstauró la autoridad real. Los gobernadores de las provincias, procedentes de la alta nobleza, dejaron de tener ejército a su disposición y debían residir en las cortes, lo que hacía más difícil el clientelismo. Con Colbert, el rey emprendió una reforma judicial e hizo redactar una serie de ordenanzas o códigos aplicables en todo el reino. Al no estar seguro de la fidelidad de los oficiales que tenían cargos hereditarios, el rey confió las funciones de estos a comisarios con cargos revocables. Este procedimiento terminó por obligar a los oficiales a obedecer al rey. La nobleza perdió todo poder político y su mayor preocupación fue desde entonces el ser notada por el rey. Para ello, debía hacer gastos excesivos y solicitar pensiones al rey para asegurar su estilo de vida fastuoso.

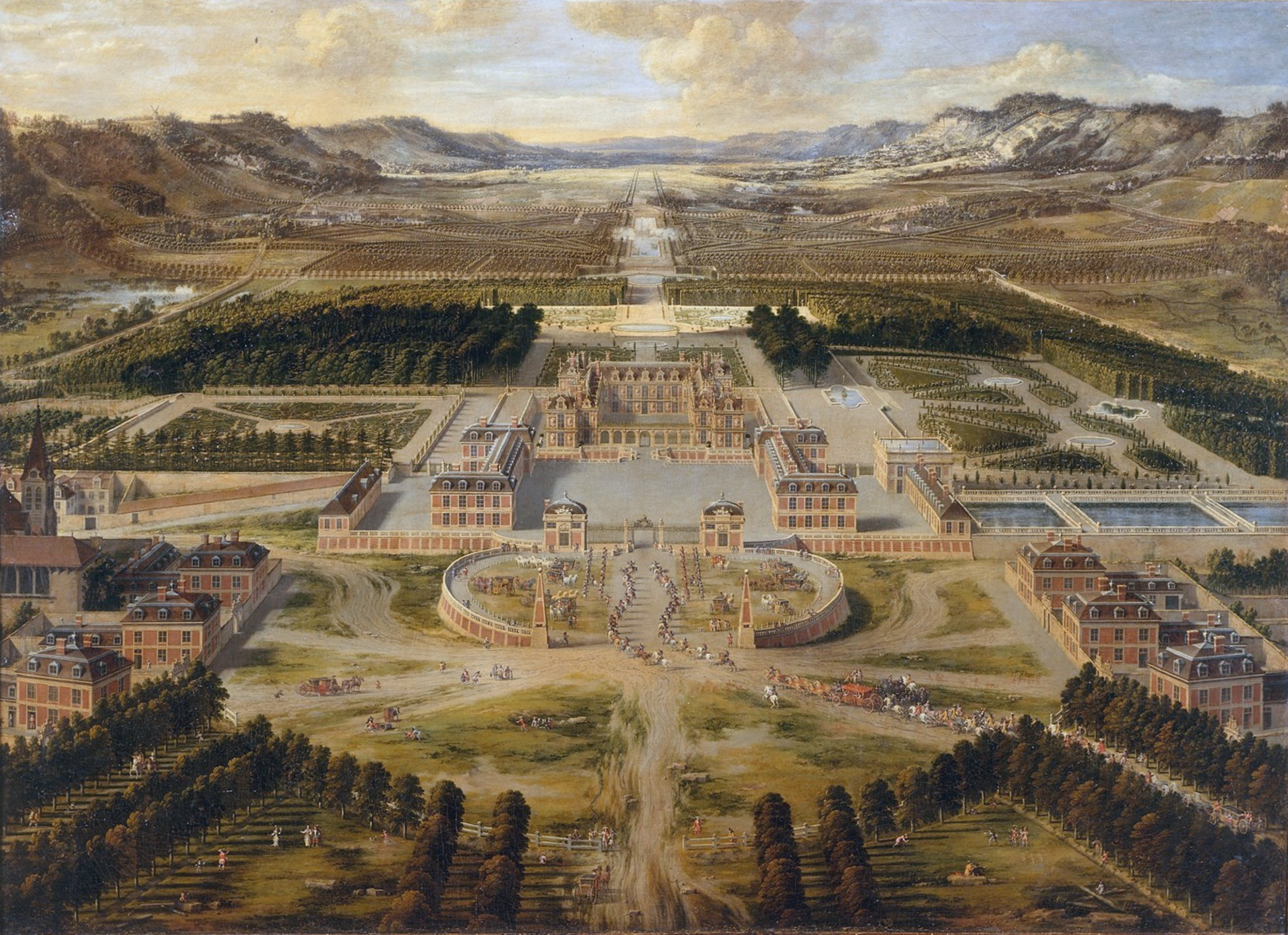
El palacio de Versalles, símbolo de la monarquía absoluta y del poderío francés durante el Antiguo Régimen.

Luis XIV creía que la guerra era la vocación natural de un rey. Sin embargo, al comienzo de su reinado el ejército era aún una empresa privada monopolizada por la nobleza. Bajo la égida de Le Tellier y después de Louvois, los oficiales fueron controlados por administradores civiles que aplicaron reglamentaciones estrictas y los despojaron de gran parte de su poder. Los esfuerzos para modernizar y disciplinar al ejército permitieron a Luis XIV ganar importantes victorias en la primera parte de su reino personal. La guerra de Devolución (1667-1668) le permitió conquistar nuevas plazas fuertes al norte de Francia, como Dunquerque, Lila y Douai. Los tratados de Nimega de 1678 pusieron fin a la guerra franco-neerlandesa. Luis XIV no pudo derrotar a los Países Bajos, pero adquirió el Franco Condado de España. Por medio de intercambios de plazas fuertes se regularizó la frontera norte. En los años 1680 y 1681 Luis XIV llevó a cabo una "política de reuniones", mediante la cual se adueñó de las zonas rurales que rodeaban las plazas fuertes adquiridas en los tratados con otros países. En pleno período de paz se anexó, entre otros, Nancy y Estrasburgo. Esta política involucró a Francia en dos conflictos. Tras la guerra de las Reuniones (1684-1685), Francia ganó Luxemburgo a España y Estrasburgo al Sacro Imperio. La guerra de la Liga de Augsburgo (1688-1697) confirmó la posesión francesa de Alsacia, pero Francia tuvo que evacuar Luxemburgo, Cataluña y el Palatinado.
El 22 de octubre de 1685, mediante el edicto de Fontainebleau, Luis XIV revocó el edicto de Nantes de 1598. El protestantismo fue proscrito en Francia, sus iglesias y escuelas fueron destruidas y sus fieles tuvieron que convertirse al catolicismo o emigrar. Entre 140 000 y 160 000 eligieron esta opción.
En 1701 comenzó la guerra de sucesión española. El nieto de Luis XIV, Felipe de Anjou, fue designado heredero al trono de España como Felipe V. El emperador Leopoldo se opuso a que los Borbones extendieran su poder en Europa y reclamó el trono español para sí mismo. Leopoldo contó con la alianza de Inglaterra y las Provincias Unidas de los Países Bajos. Los aliados vencieron en la batalla de Blenheim (1704) y tuvieron algunas victorias pírricas en las sangrientas batallas de Ramillies (1706) y Malplaquet (1709), en las que perdieron demasiados hombres como para poder continuar la guerra. Comandados por Villars, los franceses se recuperaron en batallas como Denain (1712). Finalmente, se alcanzó un acuerdo con el tratado de Utrecht de 1713. Felipe de Anjou fue confirmado como Felipe V de España, pero renunció al trono de Francia.

### El Siglo de las Luces

#### Luis XV

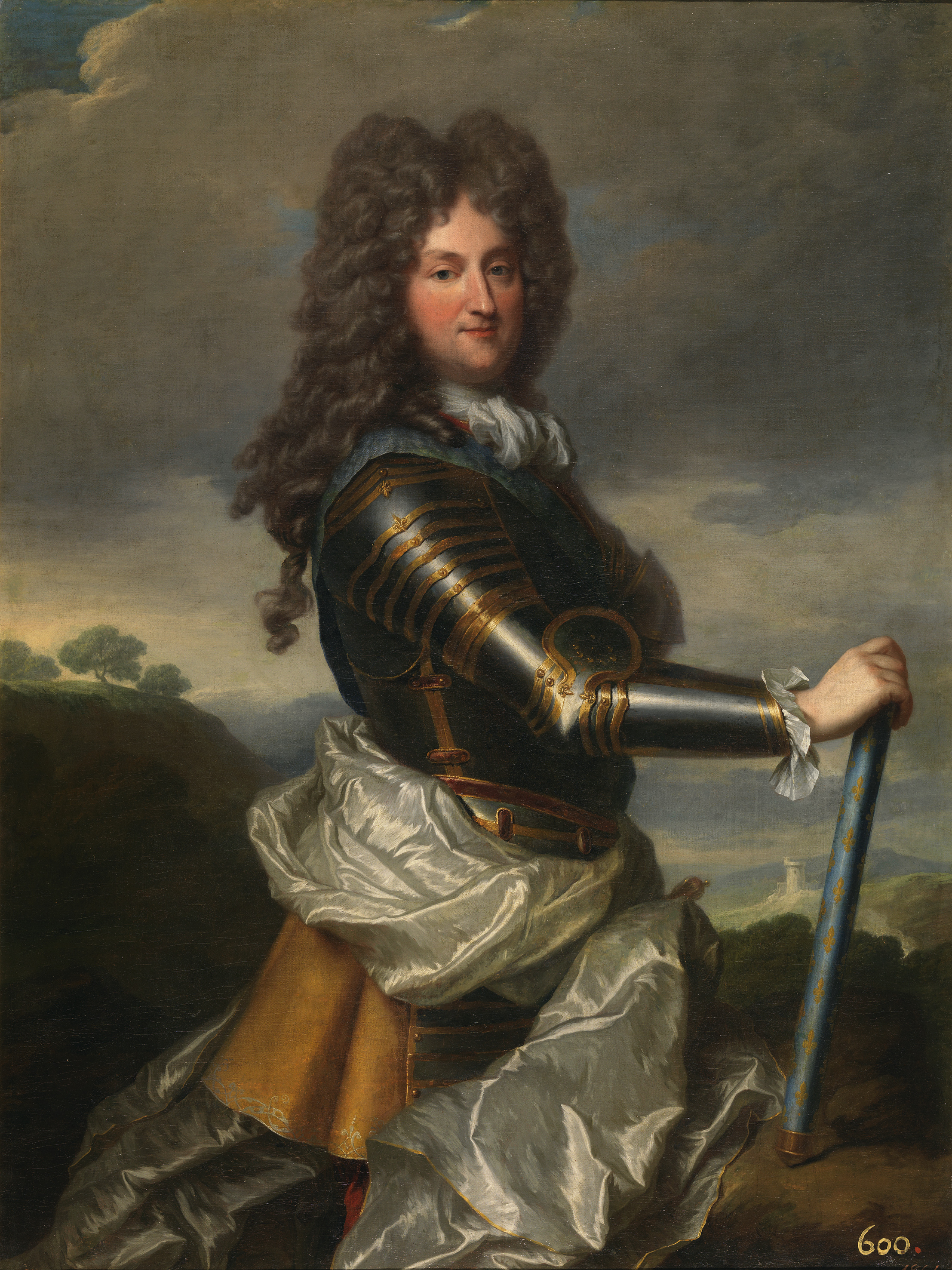
El duque Felipe de Orleans.

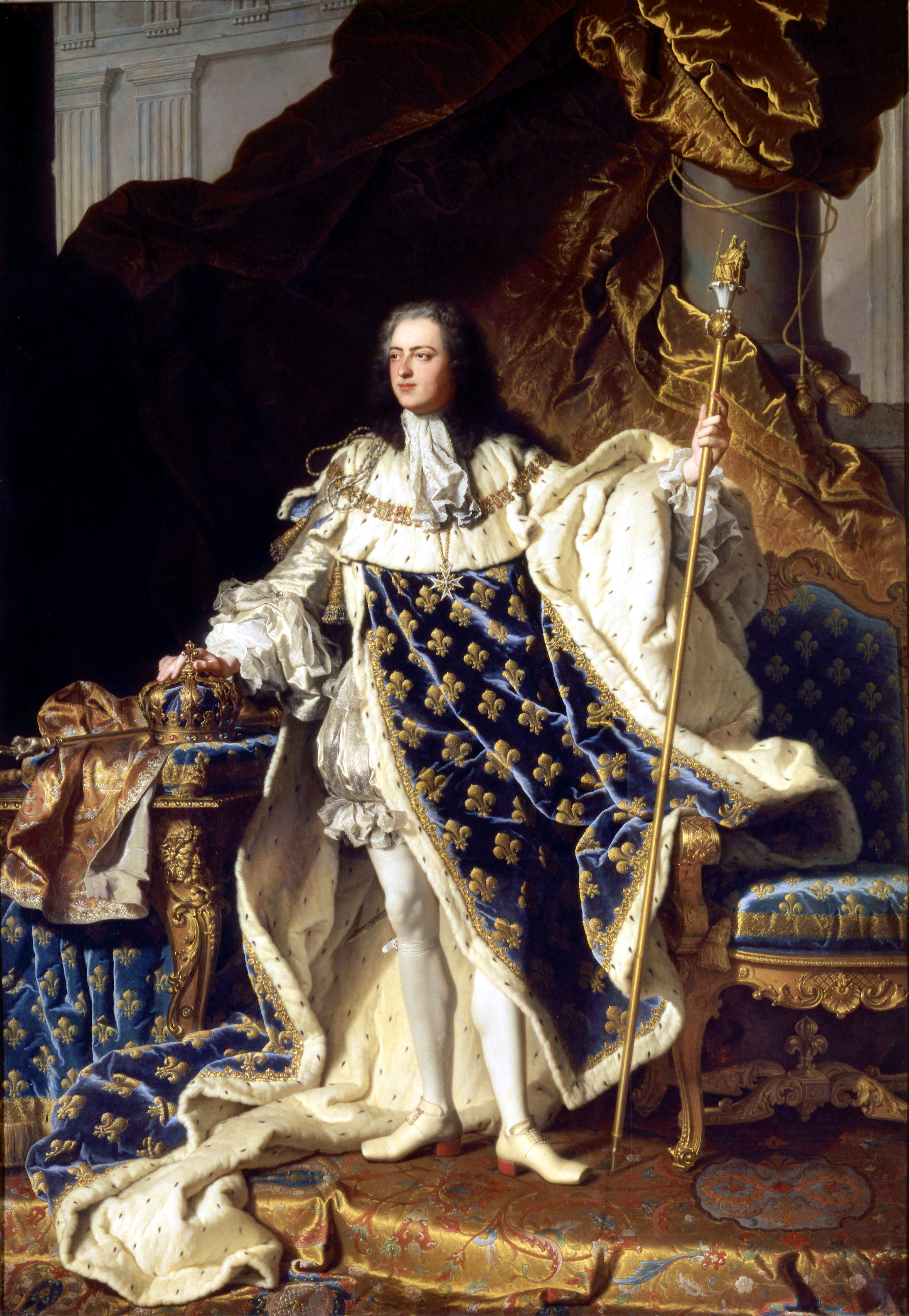
Luis XV.

Luis XV reinó de 1715 a 1774. Al contar con cinco años a la muerte de su bisabuelo Luis XIV, el poder fue confiado a un consejo de regencia dirigido por el duque Felipe II de Orleans. Este hizo que el parlamento de París anulara el testamento del difunto rey, que limitaba su poder. A cambio, restituyó al parlamento el derecho de amonestación, un poder que Luis XIV le había retirado y que el parlamento utilizaría durante todo el siglo XVIII como medio de impugnación a la monarquía. La época estuvo marcada por la relajación de la moral, el auge económico y la especulación. El gusto por los productos exóticos favoreció el desarrollo de los puertos del Atlántico. Los comerciantes de productos coloniales, la monarquía y los traficantes de esclavos hicieron grandes fortunas y los colonos importaban productos fabricados en Francia. En esta época se desarrolló el puerto de Nantes y los traficantes de esclavos construyeron imponentes edificios en Nantes, Burdeos y La Rochela. Bajo la regencia del duque de Orleans, Francia entró en la guerra de la Cuádruple Alianza contra España. Felipe V de España se retiró del conflicto, confrontado con la realidad de que España ya no era una gran potencia en Europa.
Cuando el regente murió en 1723, Luis XV se apoyó en uno de sus ministros, Fleury, su antiguo preceptor y en quien tenía toda su confianza, hasta la muerte de este en 1743, fecha en la que el rey tomó las riendas del poder. En su reinado, Francia se expandió. En 1735, tras la guerra de sucesión polaca, Lorena, principado soberano varias veces ocupado por Francia, es donado a Estanislao Leszczyński, suegro de Luis XV que había sido expulsado del trono polaco por Rusia y Austria. A su muerte en 1766, Lorena entró al dominio real. Córcega, independiente de facto desde 1755, es cedida simbólicamente a Francia por la República de Génova en 1768 y después sometida militarmente tras la batalla de Ponte Nuovo en mayo de 1769. Años antes, en 1762, la región de Dombes se había integrado también al dominio real. Durante los reinados de Luis XV y Luis XVI se llevó a cabo una política de simplificación y regularización de las fronteras, con la cual se intercambiaron plazas con los estados vecinos para evitar exclaves franceses fuera de las fronteras y enclaves extranjeros en Francia. En 1789 no existían más que tres enclaves extranjeros en territorio francés: Aviñón y el Condado Venesino, que pertenecían al papa, el principado de Montbéliard y la república de Mulhouse.
En el siglo XVIII se forja la teoría de las fronteras naturales de Francia: el Océano Atlántico, los Pirineos, el Mediterráneo, los Alpes, el Mosa y el Rin. Sin embargo, esta teoría no parece que fuera en ese momento la doctrina oficial del Estado, pues Luis XV rechazó varias veces la anexión de los Países Bajos Austriacos (la Bélgica actual), que quedaban dentro de esos límites.
En 1740, estalló la guerra de sucesión austriaca. La guerra se desarrolló en América del Norte, la India y Europa y se acordaron términos no concluyentes en el tratado de Aquisgrán (1748). Prusia se convertía en una amenaza, ya que había ganado territorio sustancial a expensas de Austria. Esto llevó a la revolución diplomática de 1756, en la cual las alianzas de la guerra anterior se invirtieron en su mayoría. Francia era ahora aliada de Austria y Rusia, mientras que Gran Bretaña era aliada de Prusia. Este fin del conflicto no fue visto como una paz, sino como una mera tregua.
La guerra de los siete años (1756-1763) enfrentó a Francia contra Gran Bretaña. En Norteamérica, Francia tuvo ciertos éxitos temporales en alianza con varios pueblos amerindios, pero fue derrotada en la batalla de Quebec. En Europa, intentó en vano varias veces sojuzgar a Hanóver, y con sus aliados Rusia y Austria estuvo a punto de destruir a Prusia, pero la alianza anglo-prusiana fue salvada por el milagro de la Casa de Brandeburgo. En el mar, Francia sufrió derrotas en Lagos y la bahía de Quiberon  en 1759, y un bloqueo forzó a los buques franceses a permanecer en puerto. La paz se concluyó en el tratado de París (1763) en el que Francia perdió su imperio con la pérdida de Nueva Francia y la India, donde solo conservó Yanaon, Chandernagor, Karikal, Mahé y Pondicherry, frente a su rival la Gran Bretaña.
El problema más grande del Estado es el déficit presupuestario crónico, que hace al rey dependiente de los hombres de finanzas y manejadores de dinero. Otra fuente de parálisis fue la oposición del parlamento, que se coloca como defensor de las leyes del reino y como un poder de contrapeso. Oponiéndose a toda tentativa de reforma del reino, el parlamento contribuye a la crisis de la monarquía absoluta durante el reino de Luis XVI.

#### Luis XVI

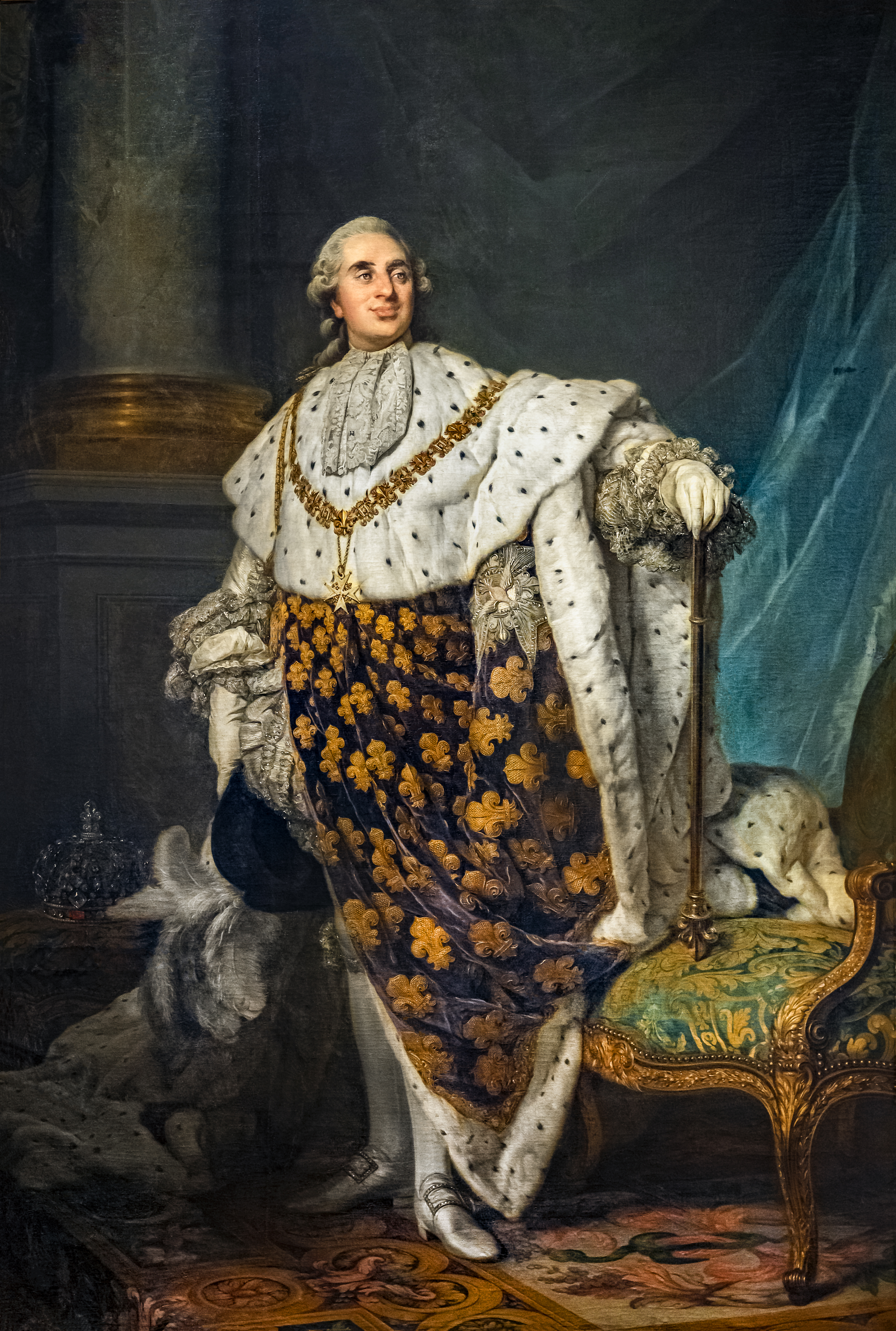
Luis XVI.

El nieto de Luis XV, Luis XVI, llegó al poder en 1774. De naturaleza tímida, vivió en una corte penetrada por las intrigas y las camarillas. Su reinado estuvo marcado por una política veleidosa. Frente a las presiones de la corte, de los parlamentos y de la nobleza, el rey es incapaz de tomar las medidas necesarias para subsanar una deuda pública y un déficit presupuestario desmesurados.
Habiendo perdido su imperio colonial, Francia vio una oportunidad de vengarse de Gran Bretaña al firmar una alianza con los estadounidenses en 1778 y enviar un ejército y una armada a las Trece Colonias. El almirante Grasse derrotó a una flota británica en la bahía de Chesapeake mientras que el conde de Rochambeau y el marqués de Lafayette se unieron a las fuerzas estadounidenses para derrotar a los británicos en Yorktown. La guerra concluyó con el tratado de París (1783) y la independencia estadounidense, pero con grandes deudas para Francia.
Pese a los intentos de centralización administrativa, el país no estaba unificado. Existían aduanas interiores entre las provincias y no había unidad de pesos y medidas. Todo esto trabó el desarrollo económico de Francia en una época en que Inglaterra estaba en pleno despegue industrial. Los impuestos no se recaudaban de la misma manera en todo el país, aun cuando los intendentes supervisaban la repartición y la recaudación. Pese a los esfuerzos emprendidos por Francisco I con la ordenanza de Villers-Cotterêts, las leyes no eran las mismas en todo el reino. El norte estaba aún regido por el derecho consuetudinario (usos y costumbres), con poco más de 300 costumbres, mientras que el sur estaba regido por un derecho escrito, inspirado en el derecho romano. El Antiguo Régimen tenía por costumbre no suprimir nada, sino superimponer. De esta manera, en la década de 1780 existía una maraña de circunscripciones con tamaños y funciones diferentes: diócesis de la Antigüedad, bailías y senescalías de la Edad Media y generalidades del siglo XVI. Por ejemplo, un habitante de Saint Mesnin residía en la bailía de Semur, pagaba sus impuestos en la oficina de recaudación de Semur, estaba supeditado al subdelegado de Vitteaux y al obispo de Dijon. Si tenía algún asunto con aguas o bosques, debía dirigirse a Avallon; si tenía necesidad de justicia consular, su viaje lo llevaba a Saulieu. Esta confusión se explica por la manera en que se formó el dominio real. Con cada adquisición, los reyes prometían respetar los privilegios y las costumbres de las provincias y las ciudades. Al alba de la revolución, las particularidades regionales seguían muy vivas.

#### La Ilustración francesa
Desde finales del siglo XVIII y durante todo el siguiente Francia sería epicentro de tendencias intelectuales que se conocen bajo el término de la Ilustración, antesala de la Revolución francesa y la Revolución industrial.
Los "filósofos" fueron intelectuales franceses que dominaron la Ilustración francesa y fueron influyentes en toda Europa. Sus intereses eran diversos, y había expertos en ciencia, literatura, filosofía y sociología. Su objetivo era el progreso humano. Al concentrarse en ciencias sociales y materiales, creían que una sociedad racional era el único resultado lógico de una población librepensadora y congruente. También defendían el deísmo y la tolerancia religiosa. Muchos creían que la religión era una fuente de conflicto desde tiempos eternos y que el pensamiento lógico y racional era el camino a seguir para la humanidad.
En la primera mitad del siglo XVIII el movimiento estuvo dominado por Voltaire y Montesquieu, pero el movimiento creció a medida que el siglo avanzaba. En general, los filósofos se inspiraron en los pensamientos de René Descartes, el escepticismo de los libertinos y la divulgación de la ciencia de Bernard de Fontenelle. Las disensiones sectarias dentro de la iglesia, el debilitamiento gradual del monarca absoluto y las numerosas guerras de Luis XIV permitieron que su influencia se extendiera por Europa, en lo que se conoce como despotismo ilustrado. Entre 1748 y 1751 los filósofos alcanzaron su período más influyente, con Montesquieu (El espíritu de las leyes, 1748) y Jean Jacques Rousseau (Discurso sobre los efectos morales de las artes y las ciencias, 1750).
El filósofo Denis Diderot fue el editor el jefe de uno de los mayores logros de la Ilustración, la Enciclopedia (1751-1752), una obra de consulta con 72000 artículos que provocó una revolución en el aprendizaje en el mundo ilustrado.

## Edad Contemporánea

### Revolución francesa
Fue un proceso social y político que se desarrolló entre 1789 y 1799 cuyas principales consecuencias fueron la abolición de la monarquía absoluta y la proclamación de la República, eliminando las bases económicas y sociales del Antiguo Régimen. Si bien la organización política de Francia osciló entre república, imperio y monarquía durante 75 años después de que la Primera República cayera tras el golpe de Estado de Napoleón, lo cierto es que la revolución marcó el final definitivo del absolutismo y dio a luz a un nuevo régimen donde la ciudadanía, y en algunas ocasiones las masas populares, se convirtieron en la fuerza política dominante en el país.

#### Asamblea Nacional y Asamblea Constituyente (1789-1791)

El juramento del juego de pelota, 20 de junio de 1789

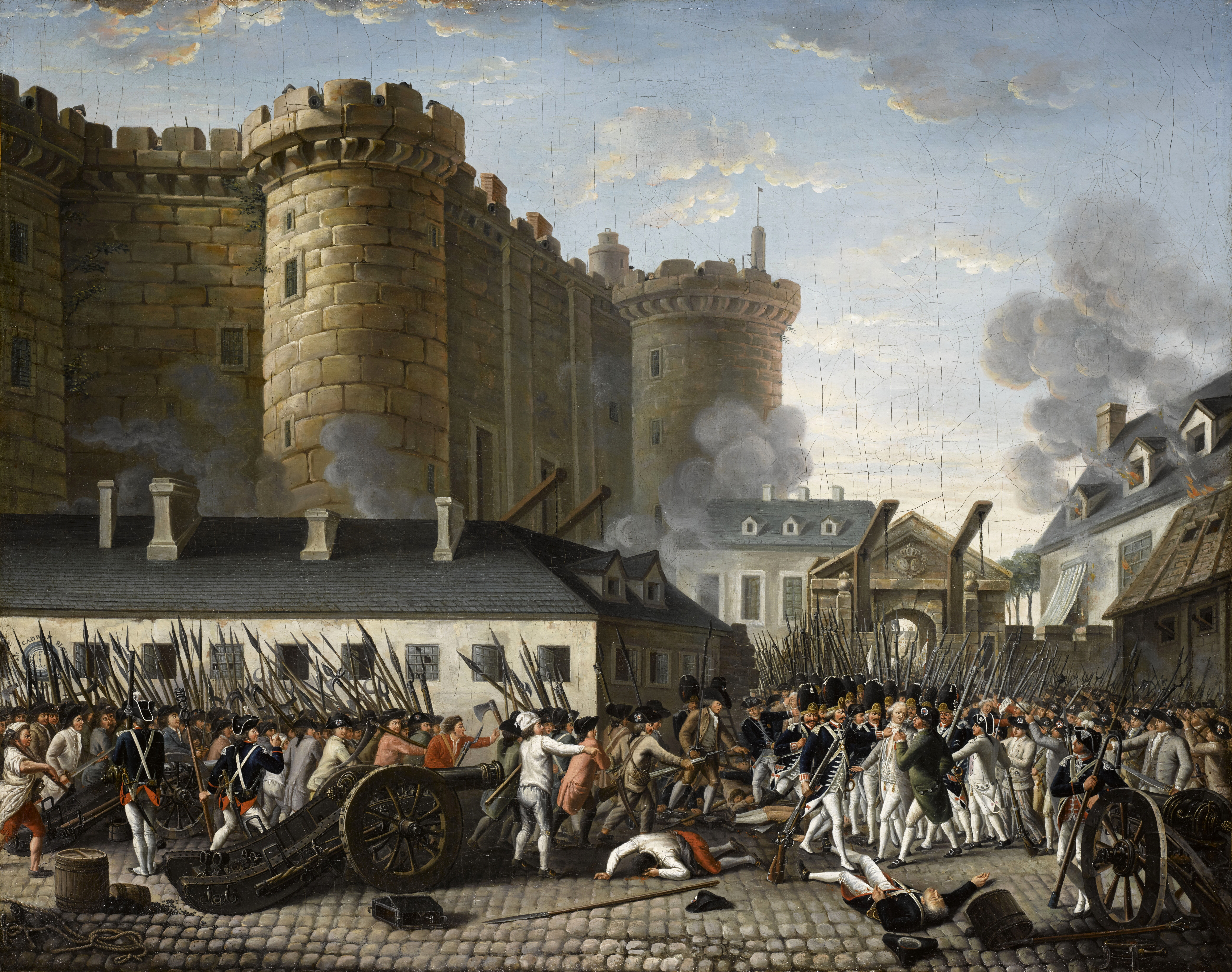
Toma de la Bastilla, 14 de julio de 1789

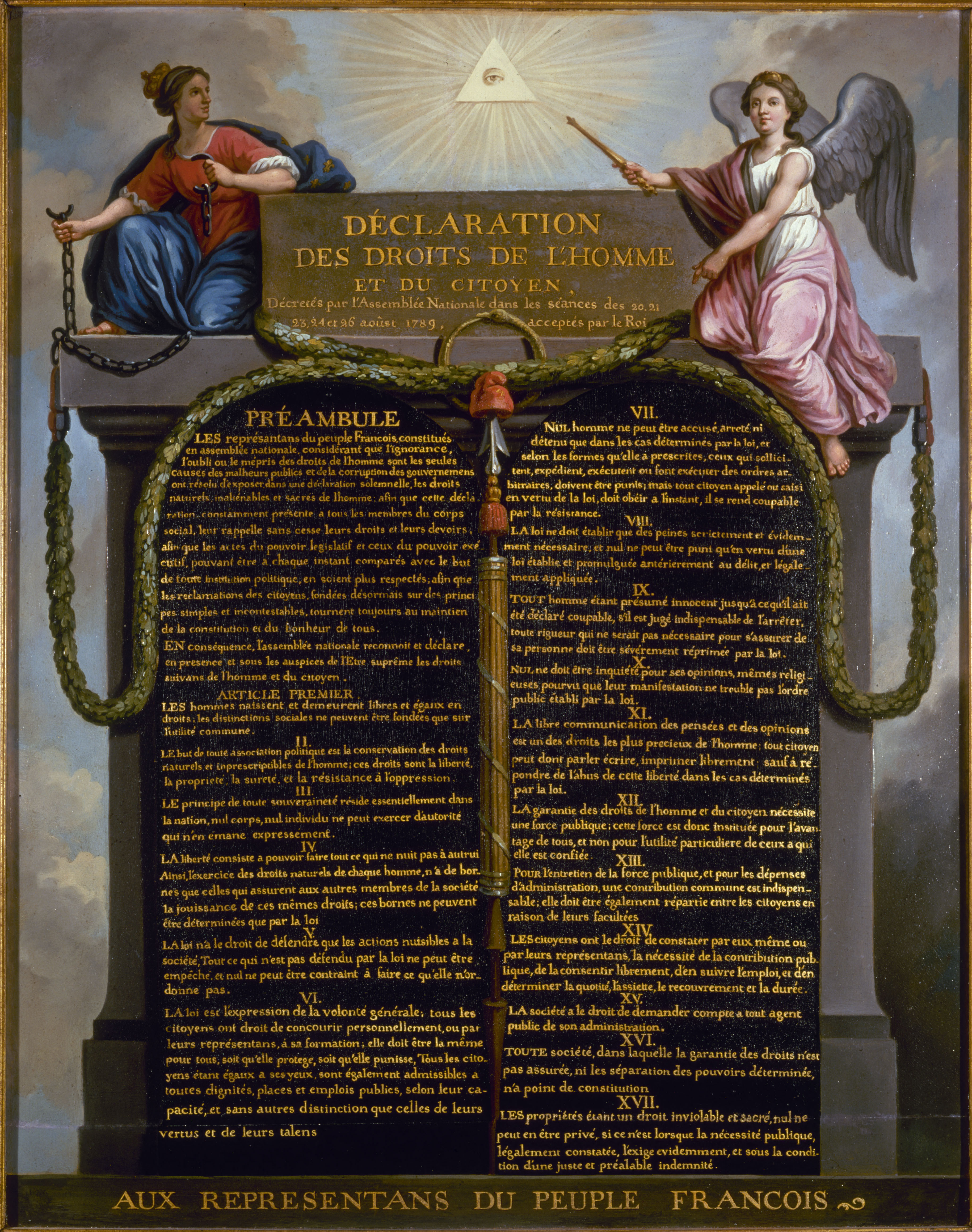
Declaración de los derechos del hombre y el ciudadano de 1789

Incapaz de establecer un impuesto universal, Luis XVI convocó a los Estados generales el 5 de mayo de 1789 en Versalles. El tercer estado logró tener doble representación, pero sus votos no se contaron doble. Por esta situación, el tercer estado rompió con los Estados generales y con el apoyo de algunos miembros del clero y la nobleza decidió constituirse en Asamblea Nacional, un cuerpo legislativo erigido en representante de la nación.
Luis XVI cerró la sala de los Estados, en un intento por evitar que la Asamblea se reuniera. Esta, con apoyo de algunos miembros de la nobleza y el clero, logró reunirse y proclamar el juramento del juego de pelota en un edificio cercano en Versalles, el 20 de junio de 1789, en el cual sus miembros juraron mantenerse juntos hasta dotar al reino de una constitución. El 9 de julio la Asamblea adoptó el nombre de Asamblea Nacional Constituyente.
Ante la inestabilidad política y la crisis económica, París cayó en la anarquía. La concentración de tropas reales en Versalles, París y alrededores, y el despido del ministro de economía Necker por haber apoyado a la Asamblea hicieron temer que se preparara un golpe de Estado. Los electores parisinos se reunieron el 13 de julio para formar milicias burguesas, cuyo símbolo era la escarapela bicolor, los colores tradicionales de París. Al día siguiente, 14 de julio de 1789 los insurgentes, apoyados por estas milicias, se lanzaron a tomar la prisión de la Bastilla, que servía de depósito de armas y municiones y a la vez era un símbolo de la tiranía monárquica. Este evento se celebra cada año como la fiesta nacional de Francia. Los insurgentes se dirigieron después el ayuntamiento de París y ejecutaron a su gobernante, Jacques de Flesselles.

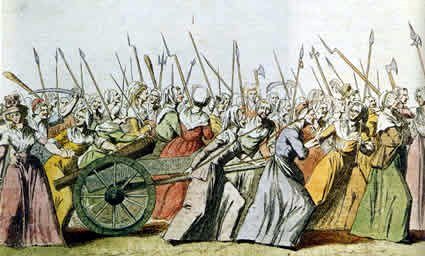
Marcha de mujeres hacia el palacio de Versalles.

El 15 de julio Bailly, entonces presidente de la Asamblea, es designado primer alcalde de París bajo una nueva estructura de gobierno conocida como la Comuna de París. Las milicias burguesas cambian su nombre a Guardia Nacional, cuyo comandante es Lafayette. El rey aceptó el nuevo orden nacido de la revolución al visitar la Asamblea el 16 de julio de 1789, y al día siguiente el ayuntamiento París, donde aceptó portar la escarapela bicolor. El 27 de julio, la escarapela bicolor se cambia a tricolor a propuesta de Lafayette, donde la franja blanca representaba al rey. Esta sería el antecedente de la bandera de Francia. A pesar de alcanzarse la paz entre el rey y los insurgentes, en el interior del país estallaron violentas rebeliones campesinas llamadas "el gran miedo". Además, varios miembros de la nobleza, el clero e incluso de la burguesía, no dispuestos a aceptar los cambios, partieron al extranjero en busca de apoyo para combatir la revolución: son los llamados emigrados. En agosto, la Asamblea publicó varios decretos, entre los que destacan el reconocimiento al rey y la abolición de los privilegios, el feudalismo, la servidumbre y el diezmo, así como la declaración de los derechos del hombre y el ciudadano. En octubre de 1789 una multitud encabezada por mujeres marchó al palacio de Versalles para protestar por la escasez de pan; tras lo cual la familia real y la Asamblea fueron obligadas a establecerse en el palacio de las Tullerías, en París.
El año siguiente —1790— la Asamblea remplazó las antiguas provincias por 80 departamentos de tamaño y población similar, eliminó las aduanas internas, estableció el sistema métrico como unidad de medida, eliminó los gremios y estableció la libertad de empresa y la igualdad de derechos para católicos, protestantes y judíos, nacionalizó las propiedades de la Iglesia y redactó la constitución civil del clero. Estas medidas fueron rechazadas en gran medida por la mayor parte del clero en Normandía, Bretaña y Vendée, regiones donde la población civil, profundamente católica, se mostró hostil a la revolución. El clero refractario —que no juró la constitución— fue perseguido.
En junio de 1791 la familia real salió en secreto de París con rumbo a la frontera nororiental con el objetivo de reunirse con tropas realistas, pero solo pudo llegar a Varennes, donde fue descubierta, obligada a regresar a París y permanecer en el palacio de las Tullerías en una suerte de prisión domiciliaria. La fuga de Varennes provocó una división entre los revolucionarios, entre los que querían mantener la monarquía y los que querían abolirla. En la masacre del Campo de Marte del 17 de julio de 1791 Lafayette, bajo las órdenes de la Asamblea, disparó contra una multitud que demandaban la república. Tras la masacre, la Asamblea ordenó el cierre de periódicos radicales, como el Amigo del pueblo de Marat, y persiguió a políticos republicanos, hasta que aplicó la amnistía en septiembre.
La Asamblea redactó la constitución el 3 de septiembre de 1791, de corte monárquico, que establecía la división de poderes: ejecutivo, legislativo y judicial; ratificaba los decretos de 1789 y 1790, establecía el sufragio censitario y la educación laica. La soberanía recaía en el pueblo y ya no en el monarca, que pasaba a ser "rey de los franceses" en lugar de "rey de Francia", era la cabeza del poder ejecutivo, su posición era bastante limitada, pero tenía poder de veto. Luis XVI juró la constitución el 13 de septiembre.

#### Asamblea Legislativa (1791-1792)

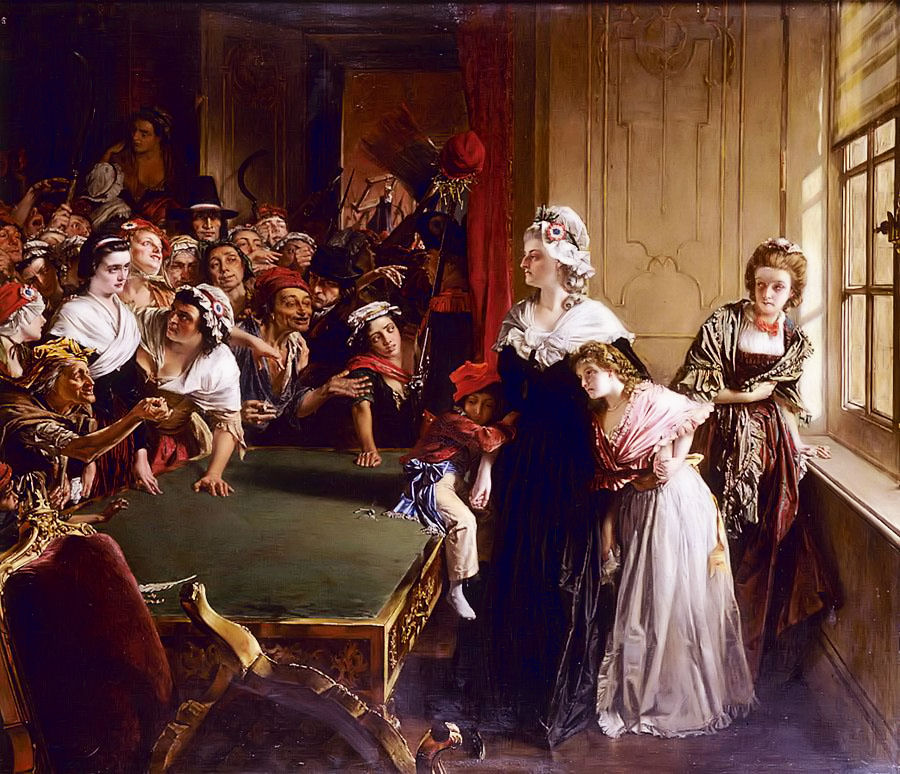
La reina María Antonieta frente a la muchedumbre en el palacio de las Tullerías, el 20 de junio de 1792.

Asalto a las Tullerías el 10 de agosto de 1792.

El 1 de octubre de 1791 se formó la Asamblea Legislativa, elegida entre 4,3 millones de hombres que pagaban cierta cantidad mínima de impuestos. El 20 de abril de 1792 la Asamblea votó por declarar la guerra a Austria, lo que sería el inicio de las guerras revolucionarias francesas. A finales de ese mismo mes, Francia invadió y conquistó los Países Bajos Austriacos.
La Asamblea estaba compuesta por la derecha: el club de los feuillants —monárquicos portavoces de la alta burguesía—, la izquierda, procedente de los clubes de los jacobinos (izquierda moderada) y cordeliers (izquierda radical) —burguesía media y cercanos al pueblo llano—, y el grupo más grande, llamada el centro o "partido constitucional".
El 12 de junio de 1792 el rey vetó los decretos de la Asamblea sobre la deportación del clero refractario y la creación de un campamento de la guardia nacional para defender París. Esta actitud provocó una manifestación hacia el palacio de las Tullerías el 20 de junio de 1792. En este episodio cobraron relevancia los sans-culottes, milicias populares que obligaron al rey a portar el gorro frigio, pero el monarca no dio marcha atrás en su veto. La entrada de Prusia a la guerra del lado de Austria el 6 de julio hizo que la Asamblea ignorara el veto real y convocara a todos los voluntarios a defender París. El manifiesto de Brunswick, redactado el 25 de julio de 1792, fue una amenaza prusiana a la población de París si el rey de Francia y su familia eran lastimados, terminó por derrumbar la reputación del rey, a quien acusaron de colaborar con el enemigo. El 10 de agosto de 1792 ocurrió un ataque violento de ciudadanos y miembros de la guardia nacional contra el palacio de las Tullerías. Este ataque organizado por la comuna de París masacró a la guardia suiza y obligó a la familia real a refugiarse en la Asamblea. Esta suspendió temporalmente la función constitucional al rey y convocó a elecciones. Desde entonces, la Asamblea pierde poder y la comuna, dominada por jacobinos y aliada de los sans-culottes y declarada rebelde, ejerce un gobierno de facto.
A inicios de septiembre de 1792, cientos de parisinos enardecidos por la derrota francesa en Verdún, las rebeliones en el oeste y rumores de conspiraciones entre prisioneros y políticos y el enemigo extranjero, atacaron las prisiones y ejecutaron entre 1000 y 1400 prisioneros. Marat, político radical republicano y cercano a los estratos sociales más bajos, incitó a que en las provincias se siguiera el ejemplo de París. Tanto la Asamblea como la Comuna de París fueron incapaces de evitar las masacres. Las elecciones se llevaron a cabo entre el 2 y el 19 de septiembre.

#### Convención Nacional

##### Dominio girondino (1792-1793)

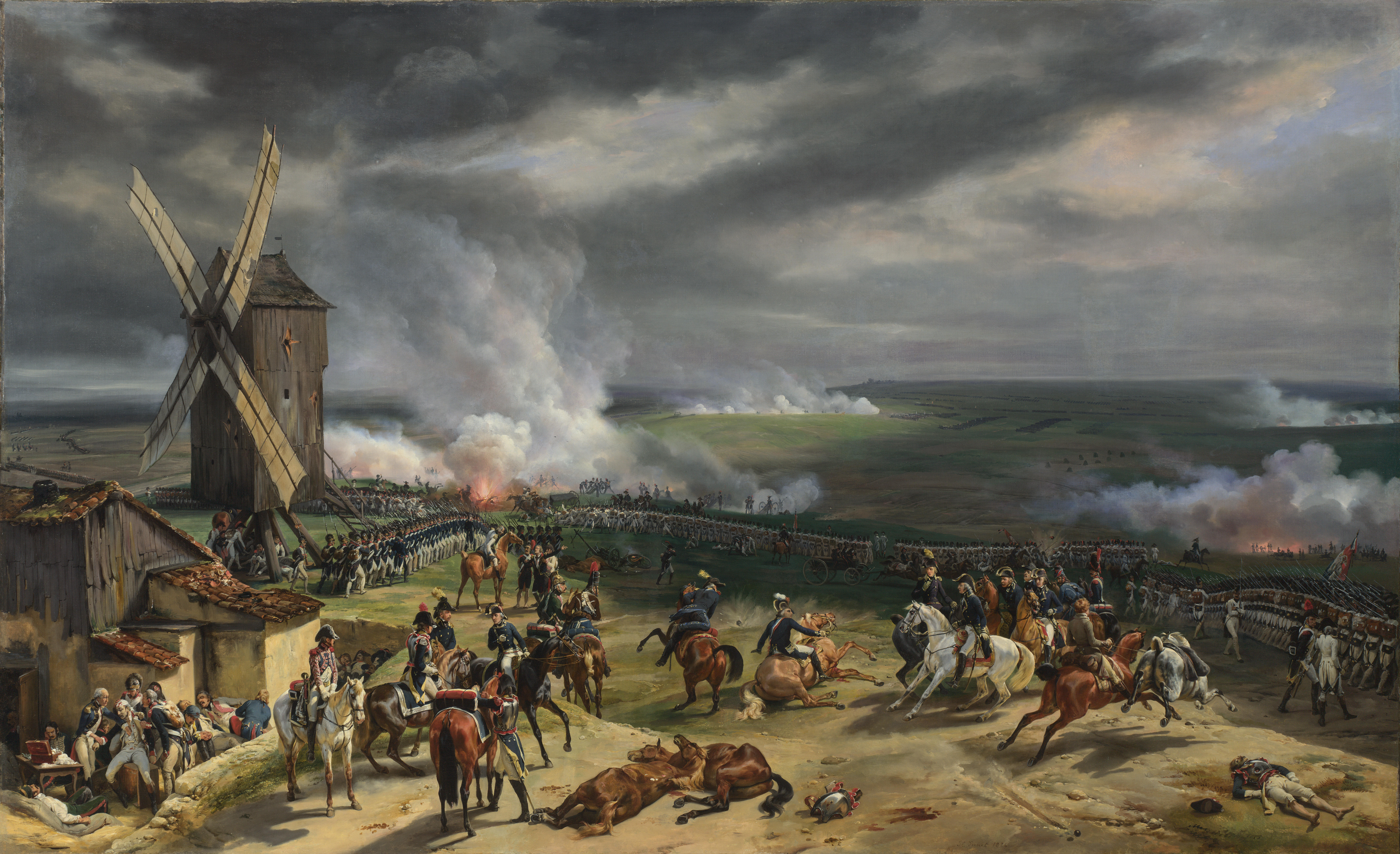
Batalla de Valmy, primera gran victoria de la Francia revolucionaria.

Ejecución de Luis XVI el 21 de enero de 1793.

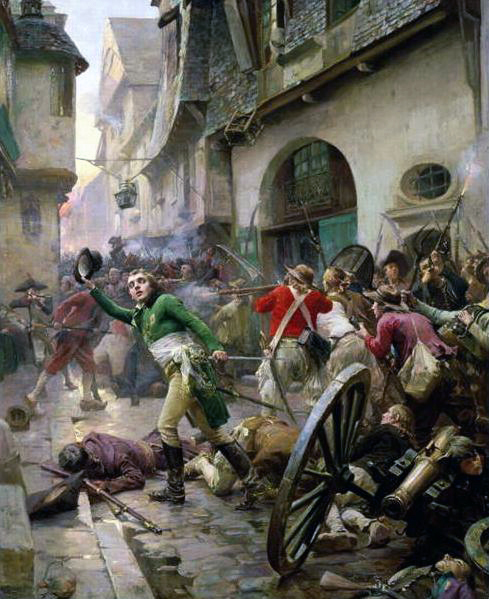
Guerra de Vendée, la principal insurgencia contrarrevolucionaria en el oeste de Francia.

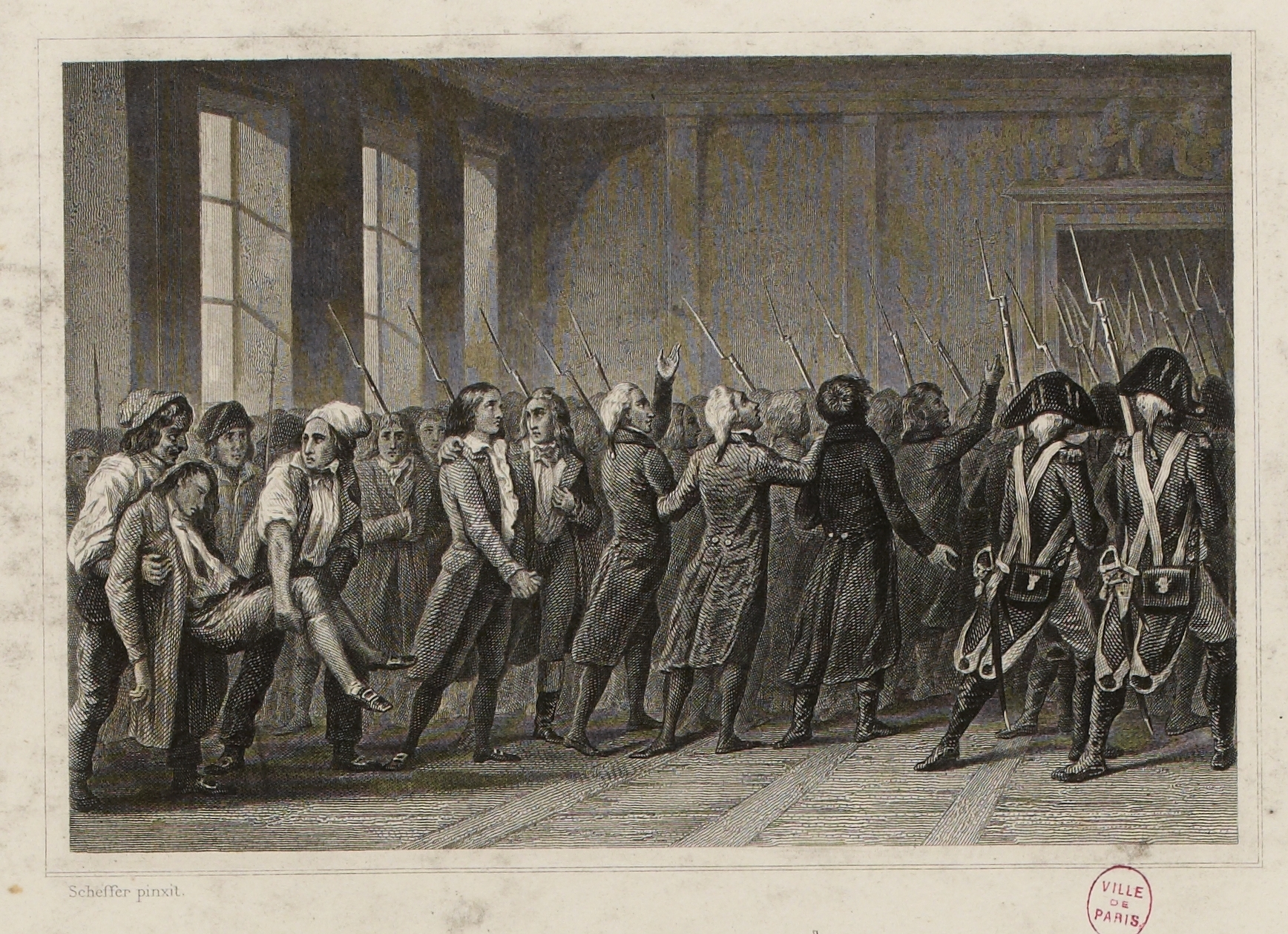
Arresto de los girondinos el 2 de junio de 1793.

Tras las elecciones de septiembre de 1792, la Convención Nacional sustituyó a la Asamblea Legislativa. La Convención tuvo su primera reunión el 20 de septiembre, cuando se estableció la Primera República francesa, que coincidió con la primera gran victoria francesa en Valmy bajo el mando de Dumouriez. La convención estaba formada por la derecha o girondinos (la mayoría antiguos jacobinos), la izquierda o montañeses (jacobinos y cordeliers), y la mayoría, llamada el centro o llanura, sin una ideología definida. La Convención creó la república y el calendario republicano, que reemplazaba al calendario gregoriano cristiano y el año 1792 fue renombrado como el año I.
La época de la Convención Nacional estuvo marcada por las guerras revolucionarias, que amenazaron la existencia de la república tanto en el extranjero como en el interior y por la rivalidad entre girondinos y montañeses. Los girondinos, que dominaron los primeros meses gracias al apoyo de la llanura, pugnaban por el respeto a las instituciones, detener las agitaciones de los sans-culottes, contener a la Comuna de París y crear un gobierno descentralizado. Acusaban a los montañeses por las matanzas de septiembre y de querer instaurar una dictadura, al tiempo que alentaban rebeliones contra gobiernos promontañeses en provincia. Establecieron medidas a favor de emigrados y sospechosos e intentaron salvar la vida del rey, acciones que los montañeses juzgaron contrarrevolucionarias.
En el aspecto militar, parecía que se alcanzaría la paz, pero los girondinos buscaban extender la revolución fuera de Francia. El exrey Luis XVI fue juzgado, sentenciado y ejecutado en la guillotina en enero de 1793, tras lo cual inició la guerra de la primera coalición (1792-1797), a la que además de Austria y Prusia se integraron Gran Bretaña y España. Francia fue invadida por cuatro países al mismo tiempo. La leva de 300 000 hombres provocó disturbios y del 10 al 15 de marzo de 1793 estalló la guerra de Vendée, una insurrección en defensa de la religión católica y la monarquía. Francia sufrió una derrota ante Austria en Neerwinden en marzo de 1793 y el general Dumouriez se pasó al bando enemigo. Su deserción y la guerra civil comenzaron a poner a la llanura del lado de los montañeses: se agravaron las leyes contra emigrados y refractarios, se redactó la ley del máximo general —que establecía precios máximos a los productos básicos—, se organizó el tribunal revolucionario y el 6 de abril se creó el Comité de Salvación Pública, compuesto por 9 y después por 12 miembros de la Convención, que se encargaría de las funciones ejecutivas.
Los montañeses tramaron un golpe de Estado con el apoyo de los sans-culottes y la Guardia Nacional que se hace efectivo con la insurrección del 31 de mayo y el decreto del 2 de junio de 1793 que expulsó a los girondinos y ordenó su arresto.

##### Dominio jacobino (1793-1794)

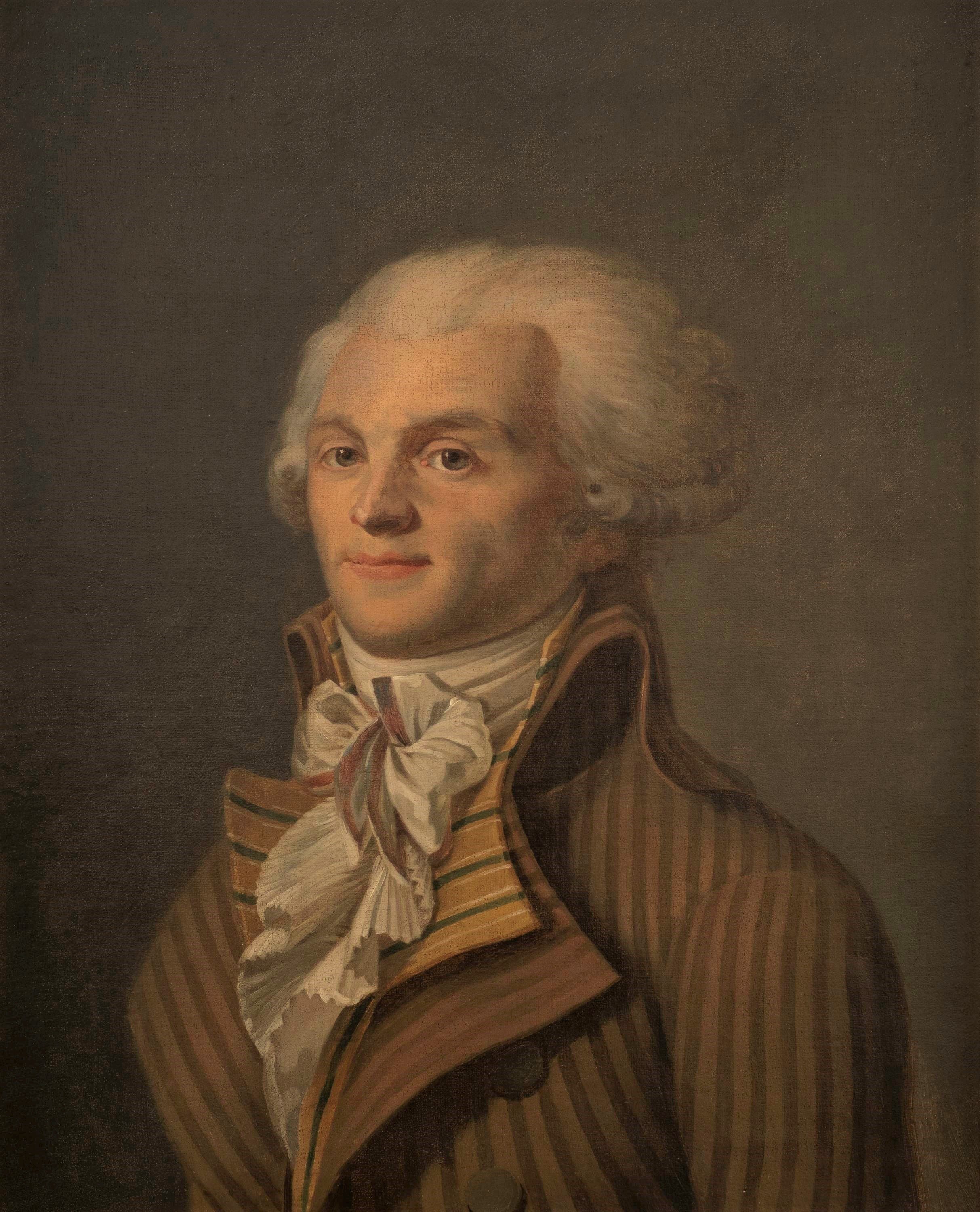
Robespierre

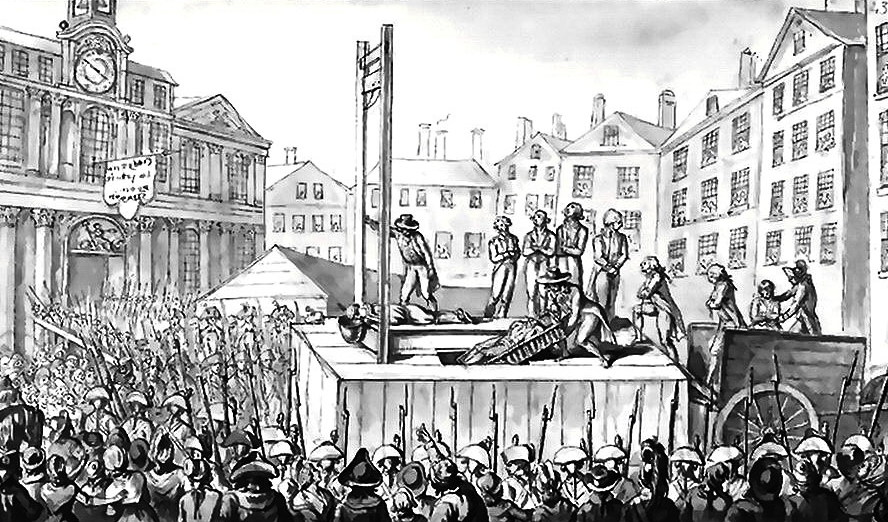
Ejecución de émigrés en la guillotina, durante el reinado del terror

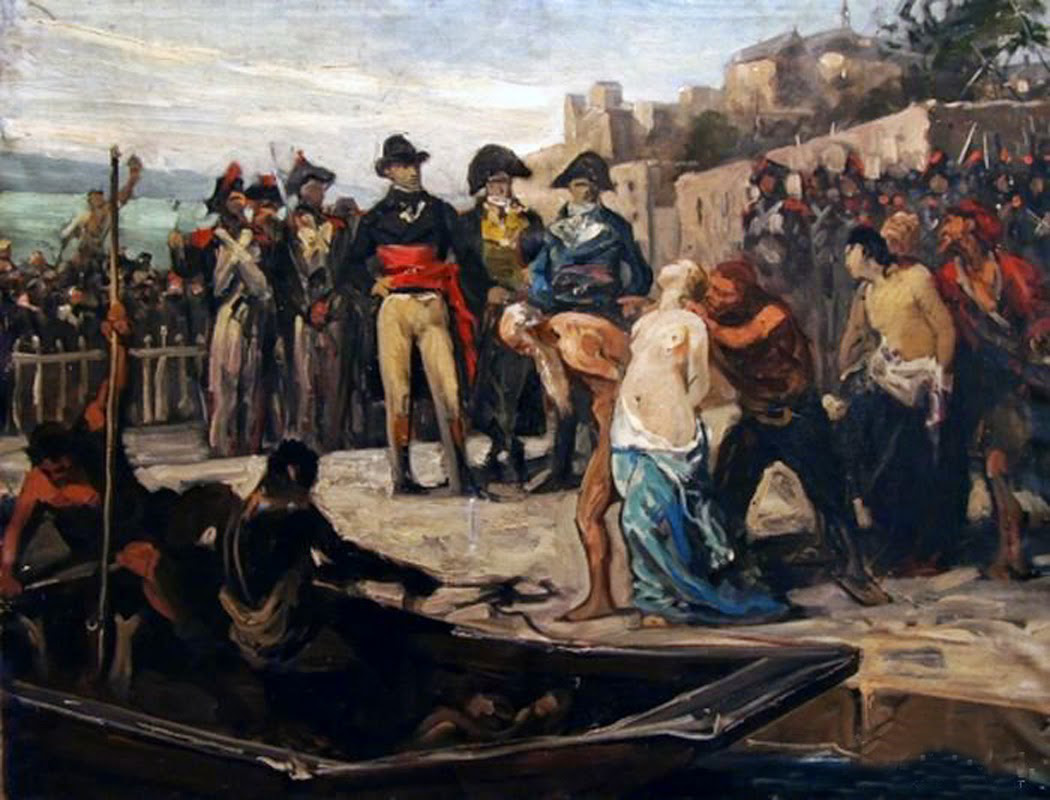
Ahogamientos de Nantes de 1793, parte de la represión contra los rebeldes contrarrevolucionarios

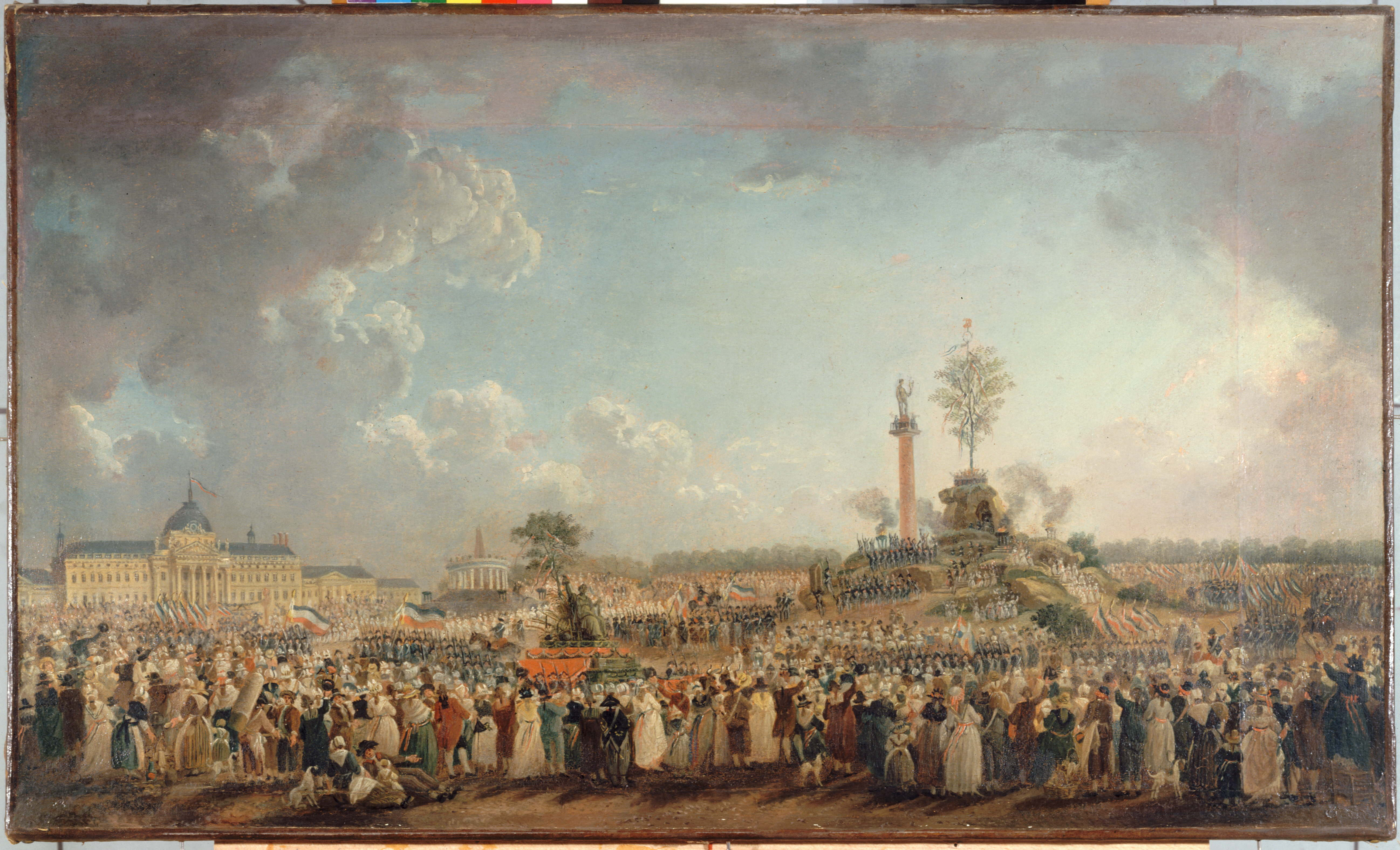
Festival del Ser Supremo en París, 8 de junio de 1794

Los montañeses llegaron al poder y establecieron un gobierno extremadamente centralizado en el que las decisiones eran tomadas por el Comité de Salvación Pública. Robespierre, procedente del club de los jacobinos, terminaría por dominar el comité y fijar la agenda de la Convención. El gobierno jacobino, que contaba con el apoyo de las masas, adoptó medidas económicas urgentes para lidiar contra la escasez de alimentos, se castigó con pena de muerte el acaparamiento y la especulación, se aplicó el control de precios, se hicieron ciertas concesiones a las clases populares, se abolió la esclavitud y se redactó una nueva declaración de derechos del hombre y del ciudadano. El 24 de junio de 1793 se adoptó la constitución del año I, democrática y descentralizada que establecía el sufragio universal masculino y el derecho a la insurrección, que sin embargo nunca llegaría a entrar en vigor al declararse el gobierno en estado revolucionario hasta que se alcanzase la paz. Se instauró la leva en masa, que reclutó 420 000 soldados y el ejército aumentó a más de 600 000 hombres.
Durante el gobierno del Comité de Salvación Pública hubo movimientos de descristianización que intentaban reemplazar la fe católica: son las religiones del culto de la razón (1793-1794), que incluía iconoclasia, cierre de iglesias o su reconversión a templos de la razón, y el culto del ser supremo —una religión deísta no cristiana—; esta última una iniciativa de Robespierre de 1794.
En el verano de 1793, en la mayoría de los departamentos había oposición al curso que había tomado la revolución. Varias rebeliones estallaron: Lyon, Toulon, Marsella, Burdeos, Bretaña y Caen, mientras que en Vendée los rebeldes ganaban importantes batallas. Algunos girondinos sobrevivientes alentaron rebeliones y Marat fue asesinado el 13 de julio. Para combatir la contrarrevolución, la Convención aprobó la Ley de sospechosos el 17 de septiembre de 1793, que ordenó el arresto de los opositores al gobierno. Este decreto sería una de las causas de la sentencia a muerte ante el tribunal revolucionario de unas 17 000 personas hasta julio de 1794, dentro de la fase conocida como el reinado del terror. Los criterios para ser juzgado por el tribunal eran vastos y ambiguos y el juicio era inapelable.
La guerra civil terminó con la derrota de los vendeanos en la batalla de Le Mans el 12 de diciembre de 1793, al mismo tiempo que se sofocaba la rebelión de Toulon apoyada por los británicos. Un mes antes se habían sofocado las rebeliones de Normandía, Burdeos y Lyon. La represión que siguió fue brutal. Algunos historiadores consideran que la guerra civil costó 450 000 víctimas.
Además de una dura represión contra los rebeldes, el terror se convirtió en un arma contra los rivales políticos de Robespierre y lo mismo fueron ejecutados rebeldes como las facciones montañesas de extrema izquierda (los exagerados de Hébert) y moderadas (los indulgentes de Danton). Con la ley de 22 de pradial (10 de junio de 1794) la persecución se hizo aún más severa y se limitaba la capacidad del acusado para defenderse.
Mientras tanto, la guerra marchaba bien. Francia obtuvo victorias contra Austria y Gran Bretaña en mayo y junio de 1794, lo que abrió Bélgica a la conquista francesa. En un año, los jacobinos habían derrotado la contrarrevolución, pero perdieron apoyo popular al no cumplir demandas básicas de las clases bajas, mientras que sectores de la burguesía y el campesinado se enriquecieron con la venta de bienes del Estado.

##### Reacción termidoriana (1794-1795)

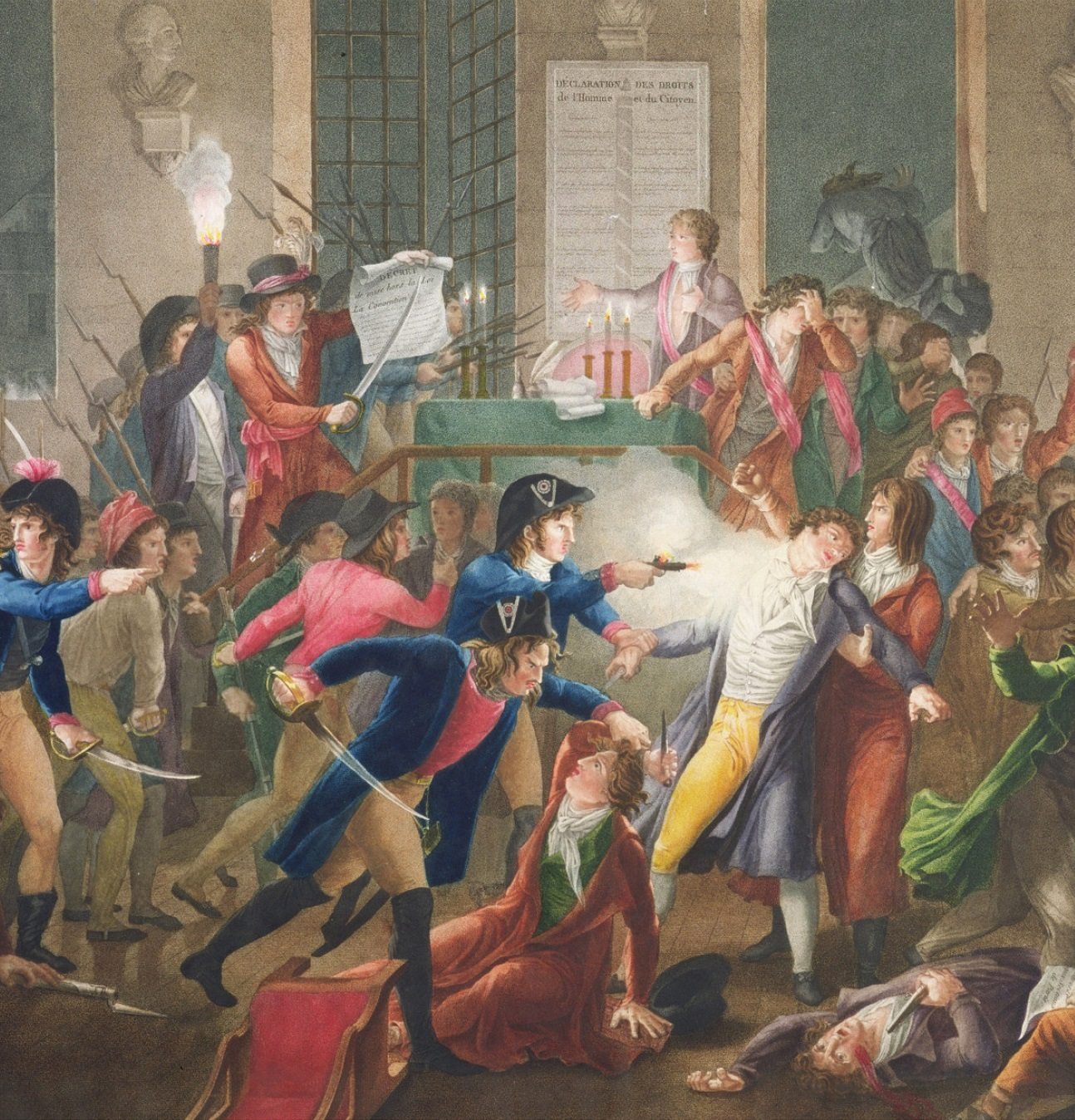
La caída de Robespierre.

La reacción termidoriana fue un movimiento de respuesta al terror, así llamada por el mes del calendario republicano en que comenzó, en 1794. Robespierre comenzó a enfrentar una creciente oposición de la llanura en el seno del Comité de Salvación Pública y cuando en un discurso amenazó con empezar una purga contra miembros de la Convención, esta ordenó su arresto el 9 de termidor del año II (26 de julio de 1794). Robespierre, 21 de sus aliados, entre ellos Saint-Just y Couthon, fueron decapitados dos días después, y al día siguiente 71 miembros de la Comuna de París, lo que ponía fin al terror y a la insurrección de la comuna.
Tras la caída de Robespierre, los republicanos conservadores dominaron la Convención Nacional. Durante este gobierno termidoriano se abrogan las leyes del terror, se liberan a numerosos “sospechosos”, se restablece la libertad de culto, se toleran manifestaciones monárquicas y se busca la paz con los rebeldes (los chuanes), se excluye a los montañeses y los sans-culottes pierden influencia. El club de los jacobinos fue cerrado en noviembre de 1794 y en el invierno se desató el terror blanco contra los jacobinos y sus aliados. Ante la carencia de alimentos por la guerra y el alza de precios, el gobierno era impopular y estallaron varias insurrecciones populares, de las cuales la más importante fue la ocupación de la Convención por sans-culottes el 20 de mayo de 1795 que contó con el apoyo de los montañeses, pero los rebeldes fueron derrotados, tras lo cual se desató una ola de represión. La Convención promulgó la tercera constitución de Francia el 22 de agosto de 1795, en la que regresaba el sufragio censitario y se establecía que el poder legislativo sería bicameral y el ejecutivo lo ejercería un directorio de cinco personas. La nueva constitución era regresiva en cuanto a derechos, como la asistencia pública, la educación básica y el trabajo. Si bien los termidorianos buscaban anular conquistas democráticas, tampoco deseaban el retorno del Antiguo Régimen, de cuya caída se habían beneficiado. Un desembarco de emigrados en Quiberon fue derrotado en julio de 1795, y una rebelión monárquica fue sofocada en París el 5 de octubre. Se firmó la paz con Prusia, Países Bajos y España entre abril y julio de 1795.

#### Directorio (1795-1799)

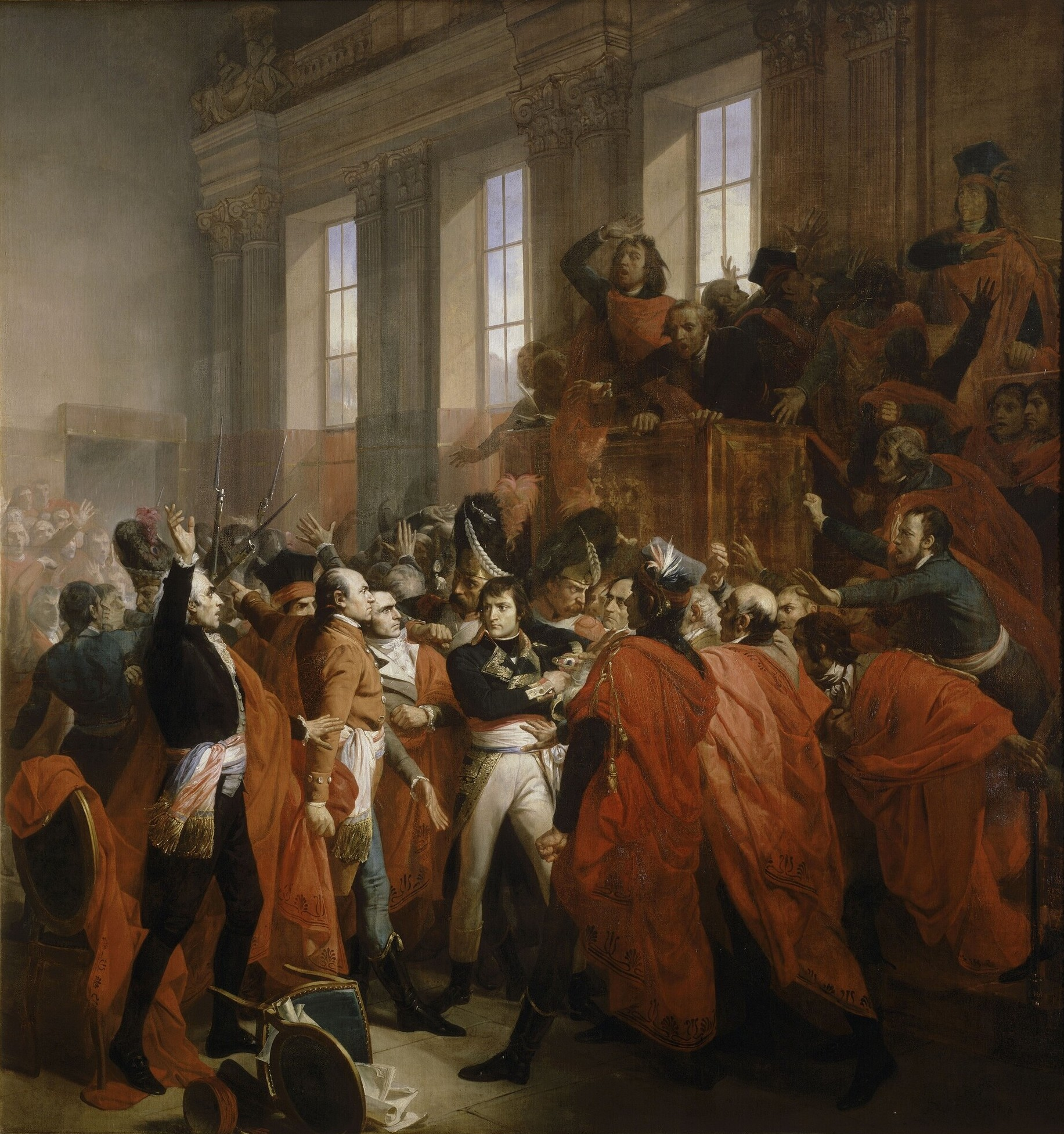
El general Napoleón Bonaparte en el Consejo de los Quinientos.

El directorio se componía de dos cámaras legislativas: el Consejo de los Quinientos y el Consejo de los Ancianos. Ambas sesionaban en diferentes partes del palacio de las Tullerías. El poder ejecutivo, con sede en el palacio del Luxemburgo, era compartido por cinco directores elegidos de entre las cámaras. Para evitar una dictadura, un director y una tercera parte de las cámaras se renovarían cada año por medio de elecciones. La constitución establecía la separación estricta de poderes y estos tenían funciones específicas y no podían interactuar entre ellos. El problema fue que no se preveía ningún procedimiento en caso de desacuerdo entre los poderes.
Los cuatro años del directorio estuvieron marcados por la crisis financiera, la liberación económica, la corrupción, la prevalencia de la burguesía, las rebeliones y complots, los golpes de Estado y el combate tanto a jacobinos como a católicos y realistas. De estos eventos, destacan la conspiración de los iguales, una rebelión protosocialista de 1796, el golpe de Estado del 18 de fructidor del año V (4 de septiembre de 1797), que anuló la elección que daba la victoria a los realistas, y las leyes de floreal del año VI (mayo de 1798), que invalidaron elecciones favorables a los jacobinos y desacreditaron al directorio. Se reactivaron políticas de persecución contra emigrados y refractarios y nuevamente se intentó la descristianización de la sociedad. La era del directorio fue la extensión de la reacción termidoriana con una nueva constitución que sería violada por el propio gobierno para establecer una dictadura.
El directorio fue una época de agitación militar. En 1796 Francia pasó a la ofensiva contra Austria a través de Alemania, pero fue la campaña de Italia, comandada por el general Bonaparte, la que forzó la paz con Austria en 1797. Las conquistas en Renania, Bélgica y gran parte de Italia conformaron repúblicas hermanas con instituciones calcadas de las francesas. Los Estados Pontificios fueron invadidos en febrero de 1798 y el papa Pío VI murió prisionero en Francia. Ese mismo año Bonaparte emprendió la campaña de Egipto, a fin de cortar la comunicación de Gran Bretaña con la India, pero provocó la formación de la Segunda Coalición contra la república, conformada por Rusia, Gran Bretaña, el Imperio otomano, Nápoles y nuevamente Austria. En 1799, cuando los ejércitos franceses experimentaban algunos reveses, el general Bonaparte regresó a Francia y apoyado por el director Sieyès, su hermano Lucien Bonaparte y republicanos revisionistas dio el golpe de Estado del 18 de brumario del año VIII (9 de noviembre de 1799), que puso fin al directorio y a la revolución francesa.

### Francia napoleónica

#### El Consulado

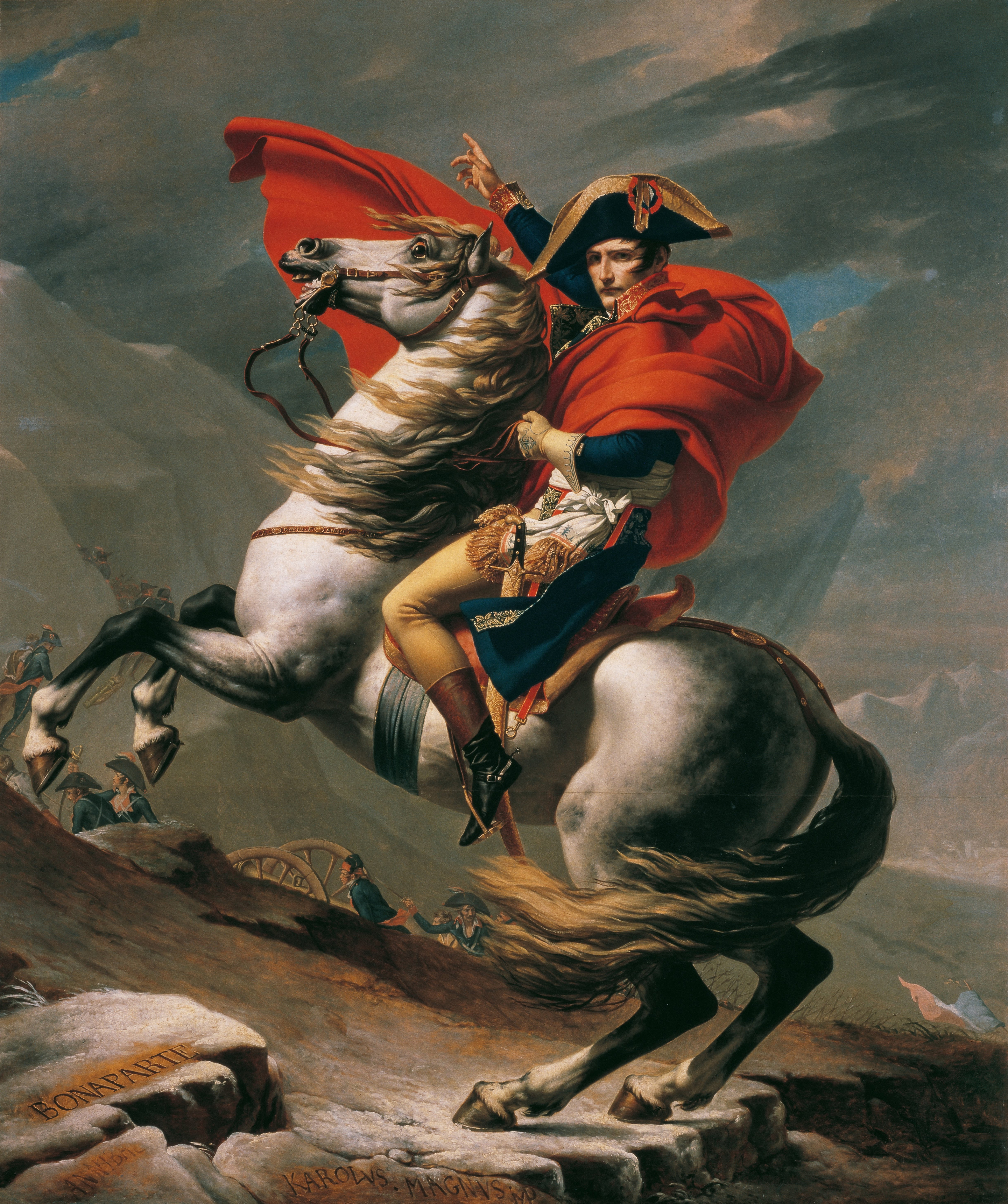
Napoleón cruzando los Alpes (1801).

Tras el golpe de Estado de brumario que puso fin a la revolución francesa, se redactó la constitución del año VIII (24 de diciembre de 1799), que otorgó el poder de la república a un Consulado de tres personas. En la práctica, el primer cónsul —el general Napoleón Bonaparte— ejerció poderes de dictador, mientras que el poder legislativo tendría funciones meramente decorativas. Bonaparte eligió a los ministros y a un consejo de Estado, que constituyó el brazo ejecutor de su gobierno. El general llegaba al poder en medio de una gran popularidad gracias a sus victorias militares durante la revolución. Ya como cónsul, aumentó su prestigio al vencer en la batalla de Marengo y lograr la paz con Austria (9 de febrero de 1801) y con el Reino Unido (25 de marzo de 1802). Se reconocieron las "fronteras naturales de Francia" hasta el Rin, así como las cuatro repúblicas hermanas: Bátava (Países Bajos), Helvética (Suiza), Cisalpina y Ligur (Italia).
Durante el Consulado, se abolió el sufragio universal y desaparecieron las elecciones locales en los departamentos franceses. Al mismo tiempo se estableció un Estado policial encabezado por el ministro Fouché; se censuró a la prensa, se derogaron varias leyes de la revolución, se mantuvo el control sobre los obreros y se aumentaron los impuestos. Por otro lado, se apoyó a la burguesía, la industria, el comercio y la agricultura, se sanearon las finanzas y se creó el Banco de Francia. Uno de los principales legados fue el código napoleónico, en vigencia desde el 21 de marzo de 1804, que desmanteló definitivamente las leyes feudales del Antiguo Régimen; era progresivo en comparación con las leyes europeas de la época, pero regresivo en cuanto a los derechos civiles de las leyes revolucionarias.
Bonaparte, enemigo tanto de los revolucionarios radicales como de la monarquía feudal, buscó, no obstante, la reconciliación y la paz en Francia. Se firmó con el papa el Concordato de 1801, que reconocía la preeminencia de la Iglesia católica, le devolvía algunos bienes incautados en la revolución y establecía un sueldo al clero por parte del Estado, mientras que el papa reconoció la autoridad civil para designar al alto clero. También se abolió el calendario republicano. Se otorgó amnistía a emigrados, pero la facción ultra realista continuó en el exilio.

#### Imperio napoleónico

Coronación de Napoleón.

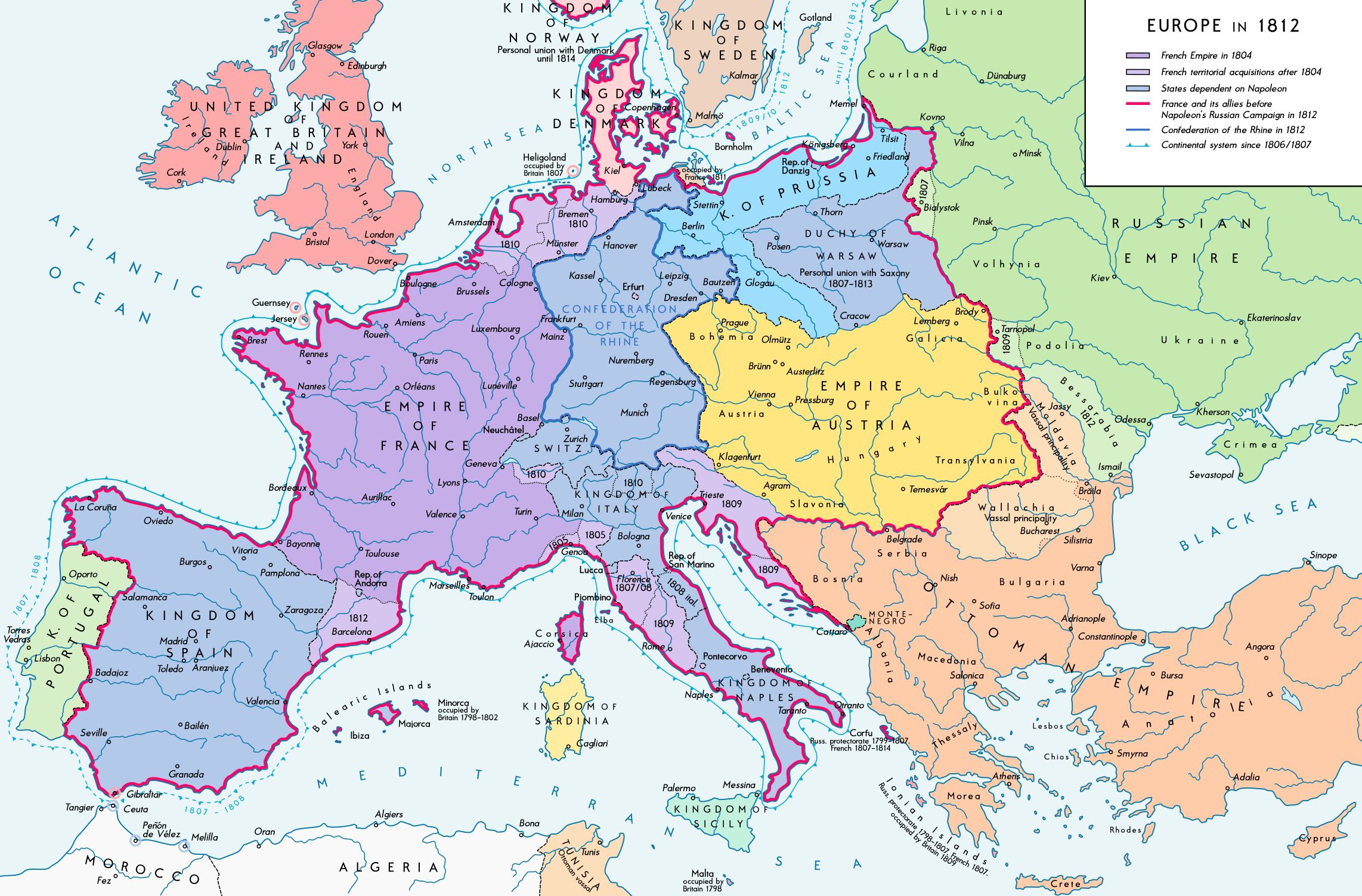
Europa en 1812, con el Imperio francés (morado) en su apogeo, sus estados vasallos (azul), y sus aliados.

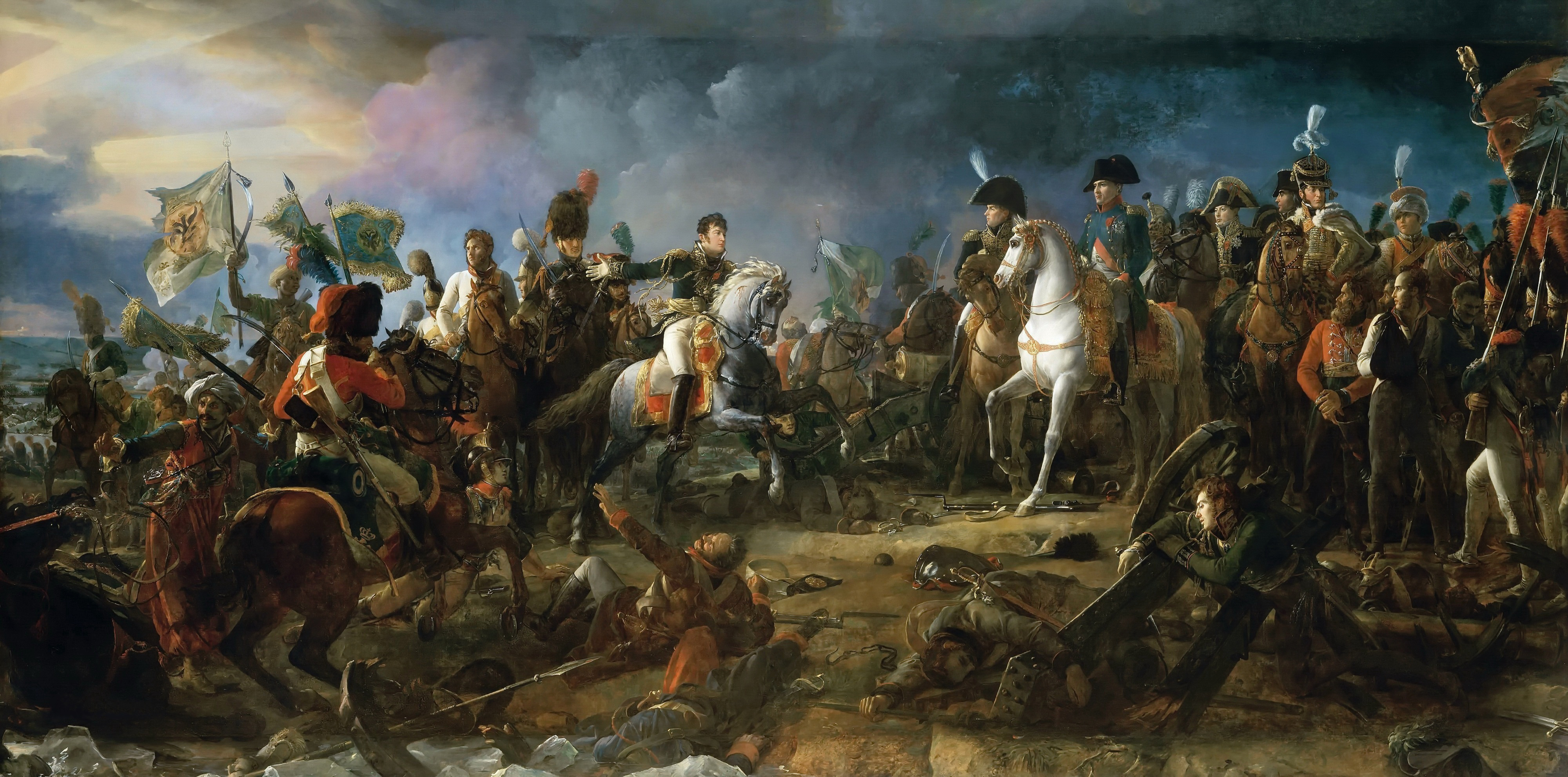
Batalla de Austerlitz.

Napoleón Bonaparte se proclamó emperador de Francia y se coronó el 2 de diciembre de 1804 en París en presencia del papa. La monarquía regresaba después de 12 años y se creó una nueva nobleza imperial entre los allegados al emperador.
El imperio no significó la paz. Por el contrario, Francia estaría permanentemente en guerra por los anhelos de Napoleón de extender su imperio sobre toda Europa. Las guerras napoleónicas serían la continuación de las guerras revolucionarias. Francia se convirtió en la primera potencia mundial. Napoleón demostró un talento militar inaudito, extendió la guerra en toda Europa y se adueñó de medio continente.
La guerra se reinició en 1805, esta vez contra Reino Unido, Austria, Rusia, Nápoles y Suecia, en la llamada tercera coalición. Francia y su aliada España sufrieron una estrepitosa derrota naval a manos de los británicos en Trafalgar, pero Napoleón derrotó a Rusia y Austria en la batalla de Austerlitz (2 de diciembre de 1805). Tras esta batalla, el Sacro Imperio Romano Germánico dejó de existir y Napoleón creó la Confederación del Rin, que comprendería 35 estados alemanes aliados de su imperio. En 1806 invadió el reino de Nápoles y le otorgó el trono a su hermano José Bonaparte, y poco después nombró rey de Holanda a su otro hermano, Luis.

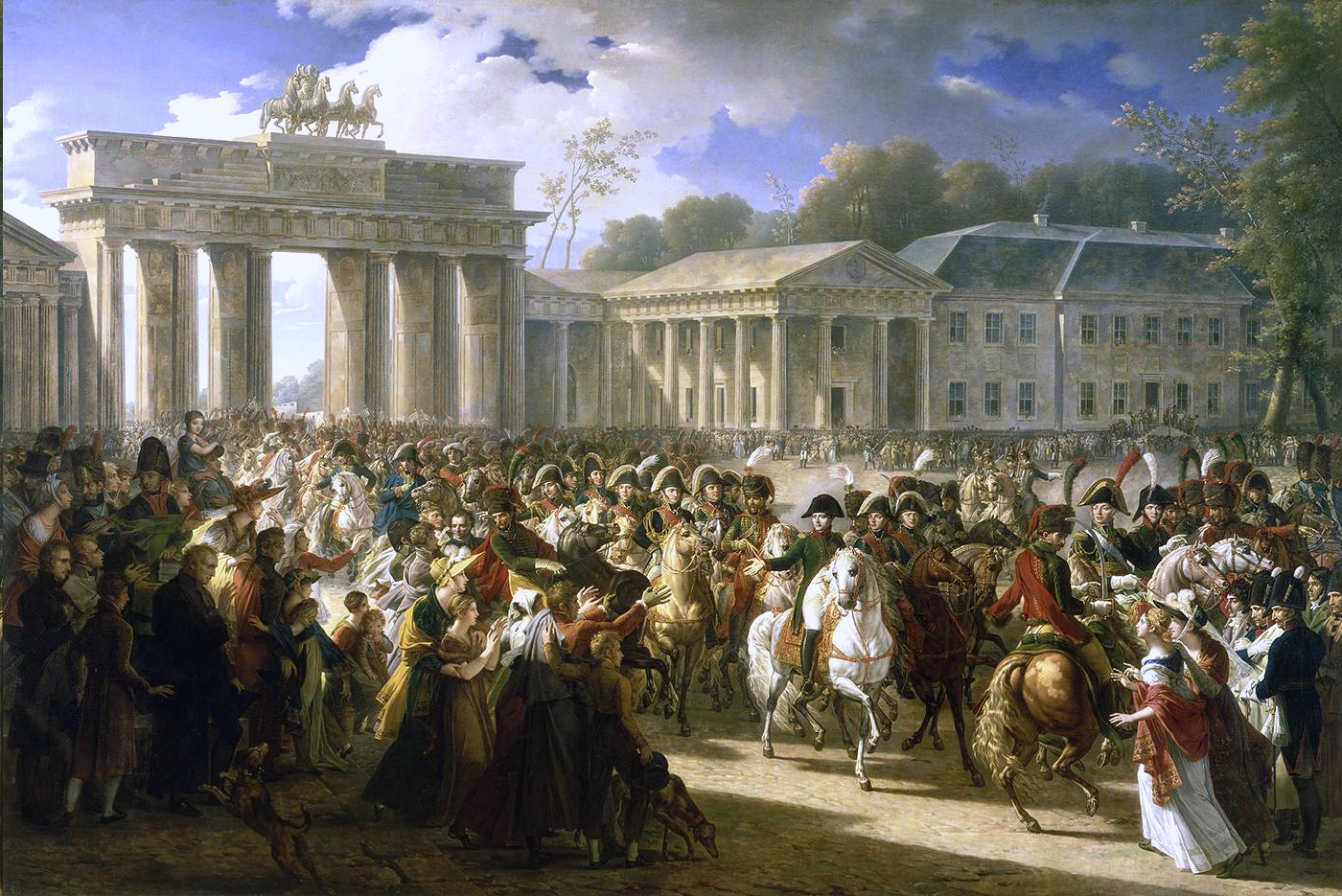
Napoleón en Berlín.

Una cuarta coalición se materializó en 1806 entre Rusia, Reino Unido, Sajonia, Suecia y Prusia. Napoleón invadió Prusia en una guerra relámpago y tomó Berlín el 27 de octubre de 1806. En junio la coalición quedó rota tras la derrota rusa en Friedland. Se alcanzó la paz de Tilsit con el 7 de julio de 1807, en la que se pactó una alianza franco-rusa. Una consecuencia de esta guerra fue el bloqueo continental que pretendía arruinar la economía del Reino Unido.

Arco de triunfo del Carrusel (1806-1808), conmemoración de las victorias francesas durante las guerras napoleónicas.

Para hacer efectivo el bloqueo, Francia invadió Portugal, aliado de los británicos, en 1807. Francia había recibió el permiso de Carlos IV de España para atravesar su territorio, pero el tránsito de tropas terminó en la ocupación de España, cuya corona fue otorgada por Napoleón a su hermano José. La población se rebeló contra la ocupación francesa.
La quinta coalición, cuya cabeza fue el Reino Unido, logró atraer nuevamente a Austria a la guerra en abril de 1809, pero esta fue vencida otra vez en una rápida campaña tras la cual cedió más territorio a los Estados clientes de Francia. Además, Napoleón conquistó los Estados Pontificios de su antiguo aliado Pío VII.

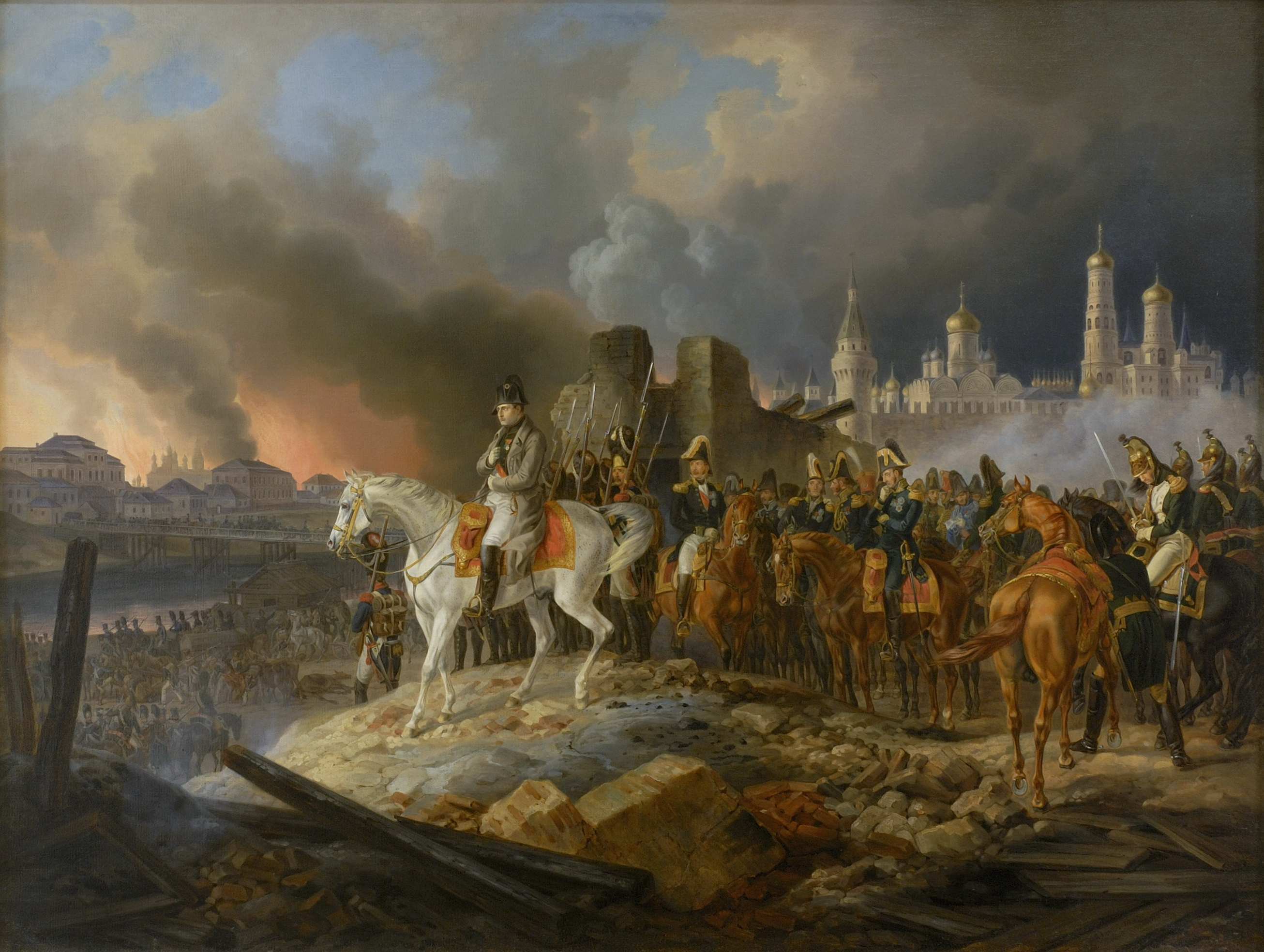
Napoleón en Moscú.

En 1812 el zar Alejandro I de Rusia dejó de colaborar con Francia y se acercó al Reino Unido. Napoleón respondió invadiendo Rusia con un ejército de 685 000 hombres, el mayor ejército hasta entonces jamás reunido. Los rusos basaron su defensa en la táctica de tierra quemada, y la misma Moscú fue abandonada e incendiada a la llegada del ejército francés. En octubre, Napoléon ordenó la retirada, que se llevó a cabo en medio del invierno. La guerra contra Rusia significó un desastre en pérdida de vidas (90% del ejército) y prestigio.
El zar continuó la guerra y a principios de 1813 se integró a la sexta coalición con el Reino Unido. En Prusia surgió un movimiento nacionalista y el rey se rebeló contra Napoleón. Austria se integró a la coalición en agosto. Napoléon logró reunir un ejército de 500 000 soldados, la mayoría adolescentes, e invadió Alemania. Aunque logró ganar algunas batallas, fue derrotado en Leipzig, en la batalla de las naciones, el 16 de octubre de 1813. Los aliados entraron en Francia a finales de 1813 y tomaron París el 30 de marzo de 1814. Napoleón abdicó la corona para él y su hijo y se exilió en la isla de Elba.
El Congreso de Viena le concedió a Francia sus fronteras de 1792, que incluían Savoya, Niza y el Sarre, y el país pudo conservar las obras confiscadas en el extranjero. Pero Napoleón abandonó Elba en 1815 y regresó al poder en el período conocido como los Cien Días (20 de marzo-18 de junio de 1815), hasta que fue derrotado definitivamente en Waterloo y enviado al exilio a la isla Santa Elena. Francia pagó duramente los Cien Días, pues perdió sus adquisiciones de 1792 y debió subsidiar la ocupación de 150 000 soldados extranjeros.

### Restauración borbónica

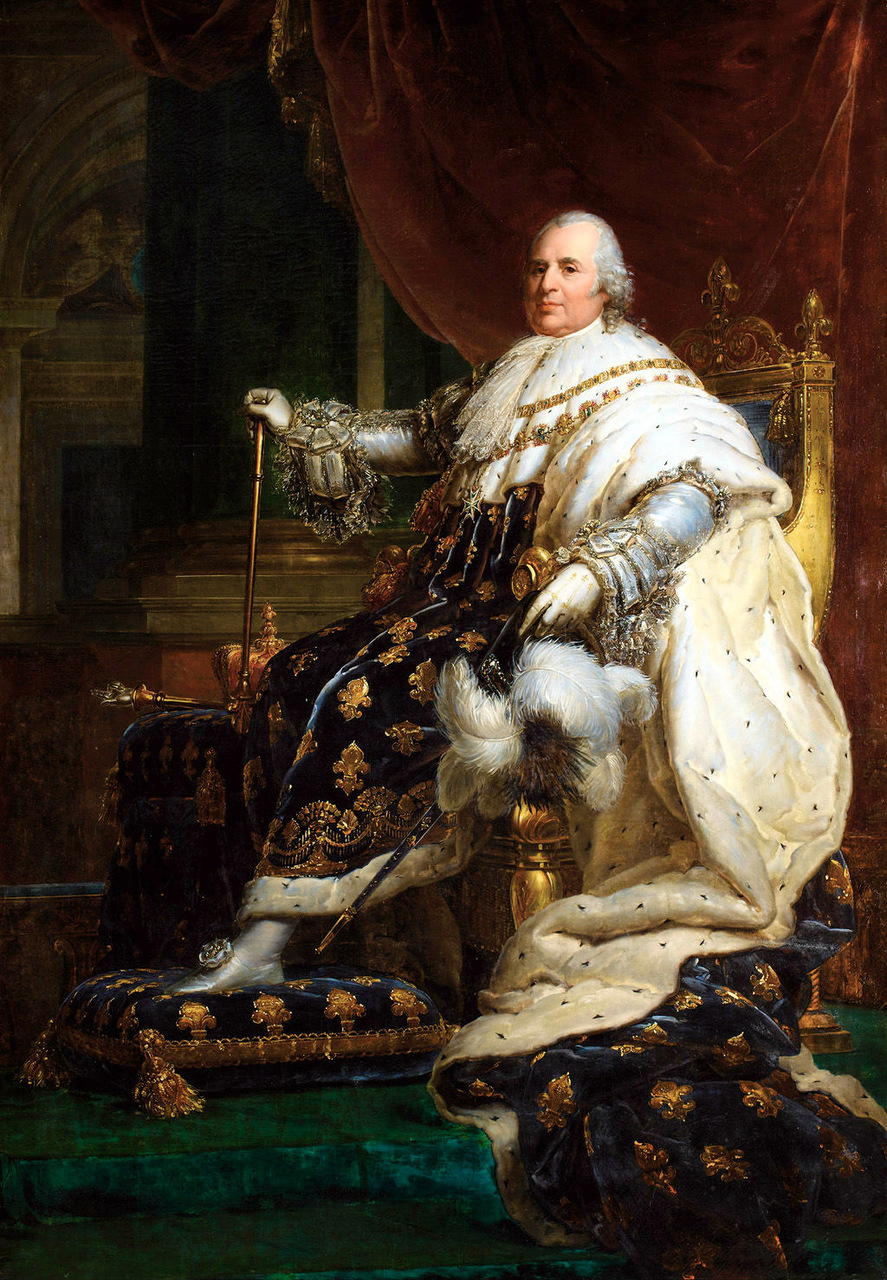
Luis XVIII.

A la caída de Napoleón, el Congreso de Viena intentó restaurar el mapa político europeo. Sin embargo, se habían removido los cimientos de la vieja Europa, y ya no volvería a ser la misma. Se entronizó a Luis XVIII de la dinastía Borbón y hermano de Luis XVI. Regresaron los emigrados y los ultrarrealistas, quienes intentaron el regreso del Antiguo Régimen. Pero el nuevo rey fue conciliador, dictó una carta constitucional, que estableció una monarquía constitucional, y se mantuvieron algunas leyes de la revolución y el imperio. El poder legislativo estaba compuesto de dos cámaras: la Cámara de los Diputados, electa por sufragio censitario, y la Cámara de los Pares, electa por el rey y de carácter vitalicio y hereditario. La época se caracterizó por la disputa entre el partido de los ultrarrelistas y el partido de los doctrinarios, estos últimos de tendencia liberal.

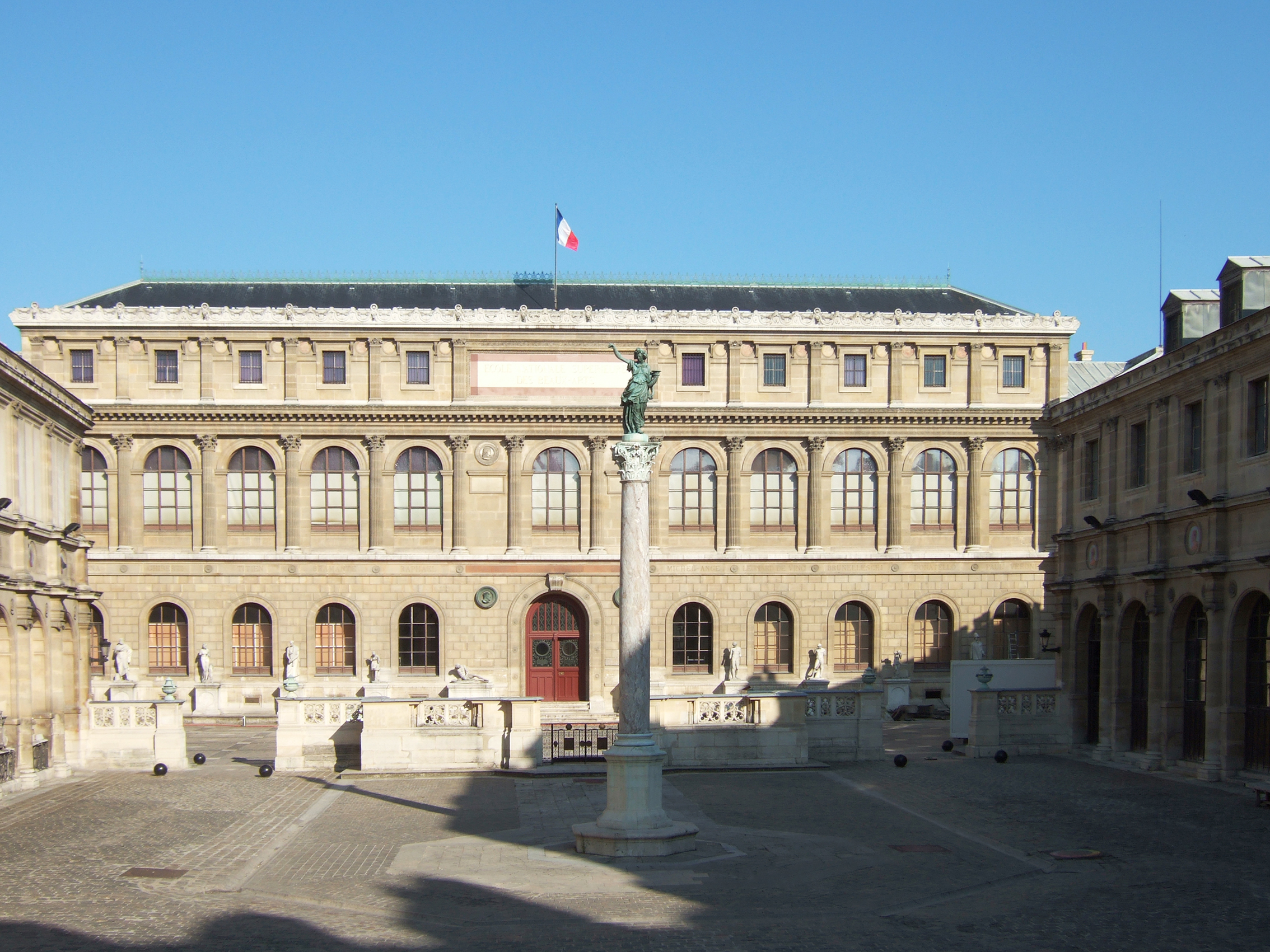
Escuela nacional superior de bellas artes.

Francia mostró un perfil bajo en el exterior y solo participó en algunas campañas menores: una intervención en España a favor del rey Fernando VII (1823), financiación de una intervención para restablecer la monarquía borbónica en Nápoles (1815), y la invasión de Argel (1830).
La restauración fue también un período de relativa paz y prosperidad. Florecieron las artes y la ciencia, y Francia mantuvo un rol de primera importancia con la fundación de instituciones tales como la Escuela Nacional de Cartas (1821), especializada en disciplinas auxiliares de la historia (1829); la Escuela Central de Artes y Manufacturas, en ingeniería, y la Escuela de Bellas Artes (1830).
Tras el regreso de Napoleón en los Cien Días y su derrota definitiva en Waterloo, el rey perdió actividad política. Al mismo tiempo, ocurrió un nuevo terror blanco, que procedió a la purga de militares napoleónicos.
A la muerte sin hijos de Luis XVIII le sucedió su hermano Carlos X, cuyas ideas ultrarreaccionarias lo llevaron a enemistarse con la burguesía, con medidas como la indemnización de los nobles cuyas propiedades habían sido incautadas durante la revolución y el fortalecimiento de la Iglesia. En 1830, los ultras perdieron las elecciones legislativas, y su ministro Polignac promulgó ordenanzas, que entre otras cosas, disolvían la Cámara de Diputados y coartaban la libertad de prensa. Así estalló una nueva revolución.

### Revolución de 1830

La libertad guiando al pueblo, de Eugène Delacroix, una alegoría de la revolución de 1830.

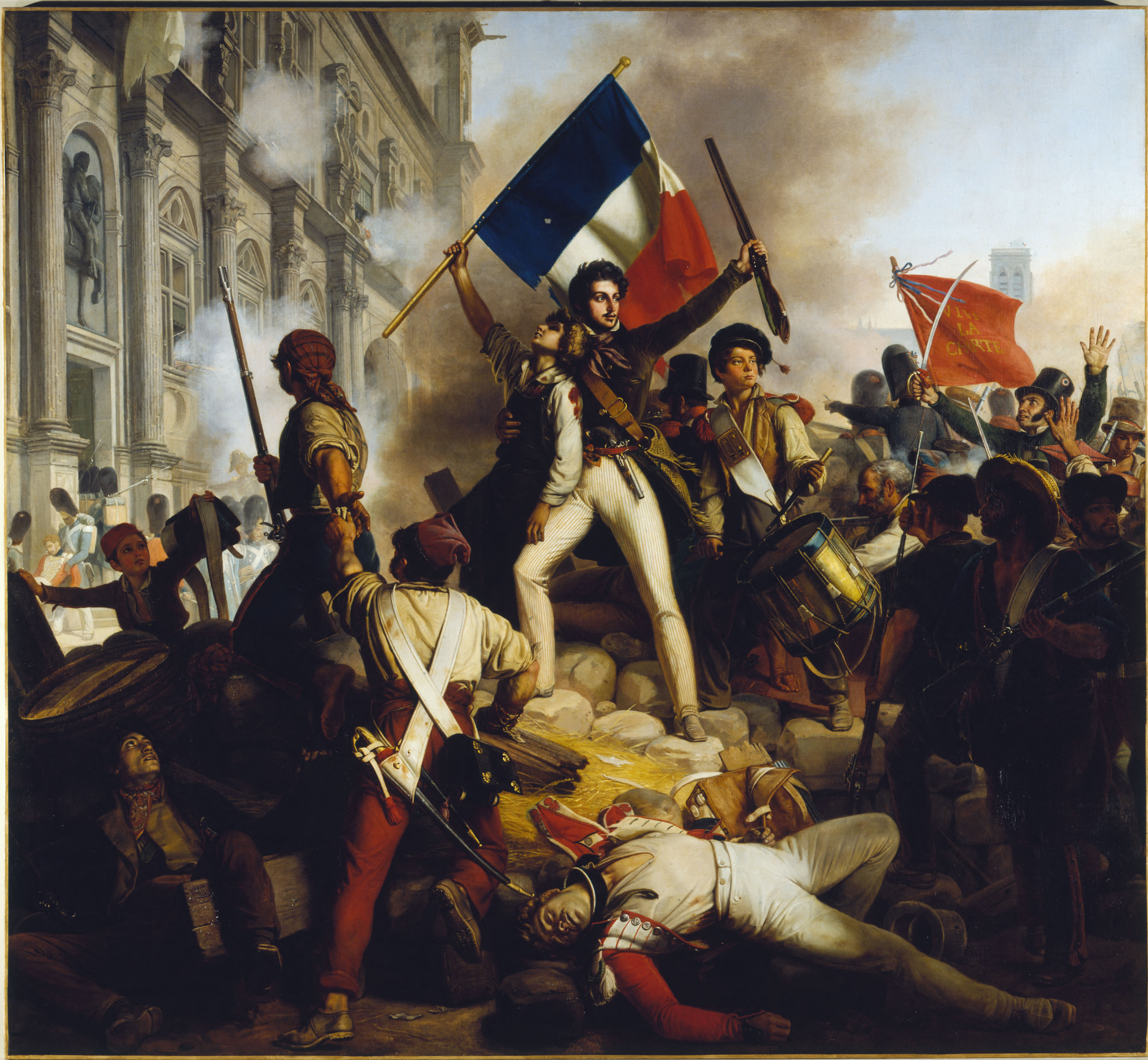
Combate frente al ayuntamiento, de Jean-Victor Schnetz.

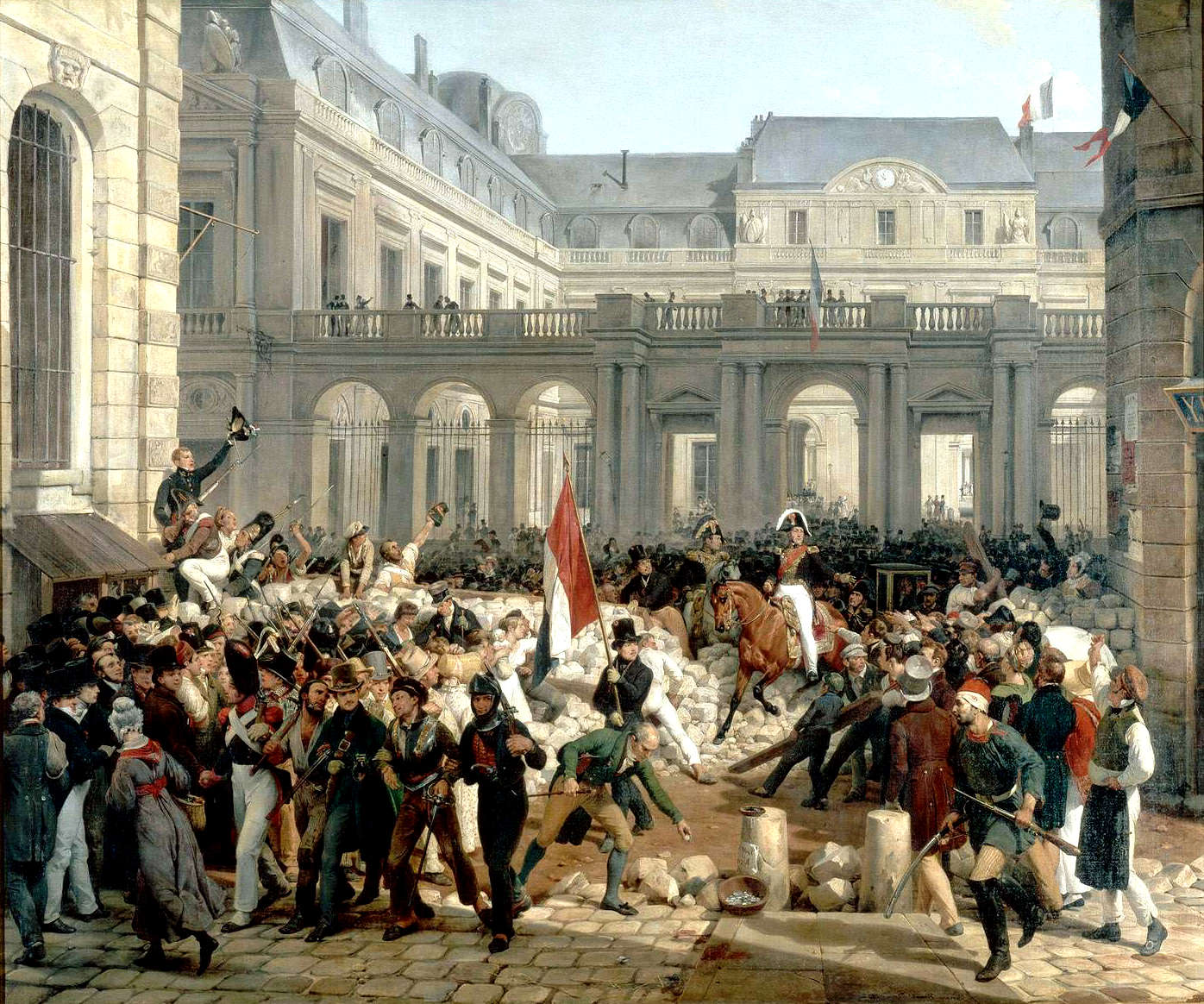
El duque Luis Felipe de Orleans se dirige al ayuntamiento de París en medio de las barricadas. Pintura de Horace Vernet.

Los antecedentes de la revolución de 1830 se enmarcan en el gobierno de Carlos X, cuya popularidad se vino abajo pocos meses después de ascender al trono debido a sus políticas conservadoras. El nuevo rey concedió nuevos privilegios a la Iglesia católica, intentó otorgar derechos de propiedad a los emigrados de la revolución francesa y controlar a la prensa. En este contexto, la Cámara de Diputados plantó cara al rey. A finales de 1829 las elecciones legislativas dieron la victoria a los liberales, pero el ministro Polignac retrasó la conformación de las cámaras hasta marzo de 1830. Cuando por fin se conformaron las cámaras, la mayoría de los diputados redactaron la carta de los 221, en la que hacían pública su desconfianza hacia el gobierno y manifestaban su temor a un golpe de Estado. El rey respondió disolviendo las cámaras el 16 de mayo de 1830 y convocó a elecciones para el 23 de junio y 19 de julio. Pero en estas los liberales obtuvieron una nueva ventaja con mayor holgura. La respuesta del rey fue aún más severa: mediante las ordenanzas de julio, estableció por decreto la censura a la prensa, la suspensión de las cámaras y la convocatoria de nuevas elecciones, de las que la clase media quedaba excluida. La visión generalizada era que se pretendía por la fuerza la vuelta al Antiguo Régimen al alterar el pacto social que representaba la carta de 1814. El 26 de julio, la policía comenzó a incautar ejemplares de diarios que se habían publicado de manera clandestina.
La impopularidad del gobierno, aunada al alto desempleo que se había alcanzado, detonó la revolución el martes 27 de julio, cuando soldados en París fueron atacados por insurgentes. El rey, desde el palacio de Saint-Cloud, ordenó reprimir la rebelión. Varios políticos y militares liberales organizaron un comité que proponía la derogación de las ordenanzas de julio al mismo tiempo que daba su respaldo al rey, pero no tuvieron éxito. Para el 29 de julio, había más de 4000 barricadas en las calles de París y se lanzaban vivas a la república o a Napoleón. La guardia nacional, recientemente disuelta por el rey, se había unido a la rebelión y el mismo Lafayette, su fundador, apoyó la causa popular. Los principales edificios públicos fueron tomados: las Tullerías, el Louvre, el palacio arzobispal, el palacio de justicia y el ayuntamiento. La revolución duró únicamente tres días (26-29 de julio), por lo que fue llamada "las tres jornadas gloriosas".
La desorganización de las masas propició que los frutos de la revolución fueran cosechados por la burguesía, representada por políticos moderados como Adolphe Thiers, Jacques Laffitte y Talleyrand, quienes se inclinaron por derrocar al rey y fueron respaldados por diputados liberales. Carlos X abdicó el 2 de agosto y partió al exilio. Hubo entonces una vacilación entre dos opciones: seguir con la monarquía constitucional, esta vez representada por el duque Luis Felipe de Orleans, y la república, cuyo líder sería Lafayette. El bonapartismo no representaba una amenaza, pues el joven hijo de Napoleón se hallaba en Austria y los militares bonapartistas eran ahora leales a la monarquía. La mayoría de los diputados se inclinó por la monarquía, que fue respaldada por el mismo Lafayette. El 9 de agosto de 1830 Luis Felipe de Orleans fue designado rey de los franceses, lo que significaba que su poder emanaba del pueblo. La revolución de julio, por lo tanto, no representó una ruptura con el régimen precedente.

### Monarquía de julio

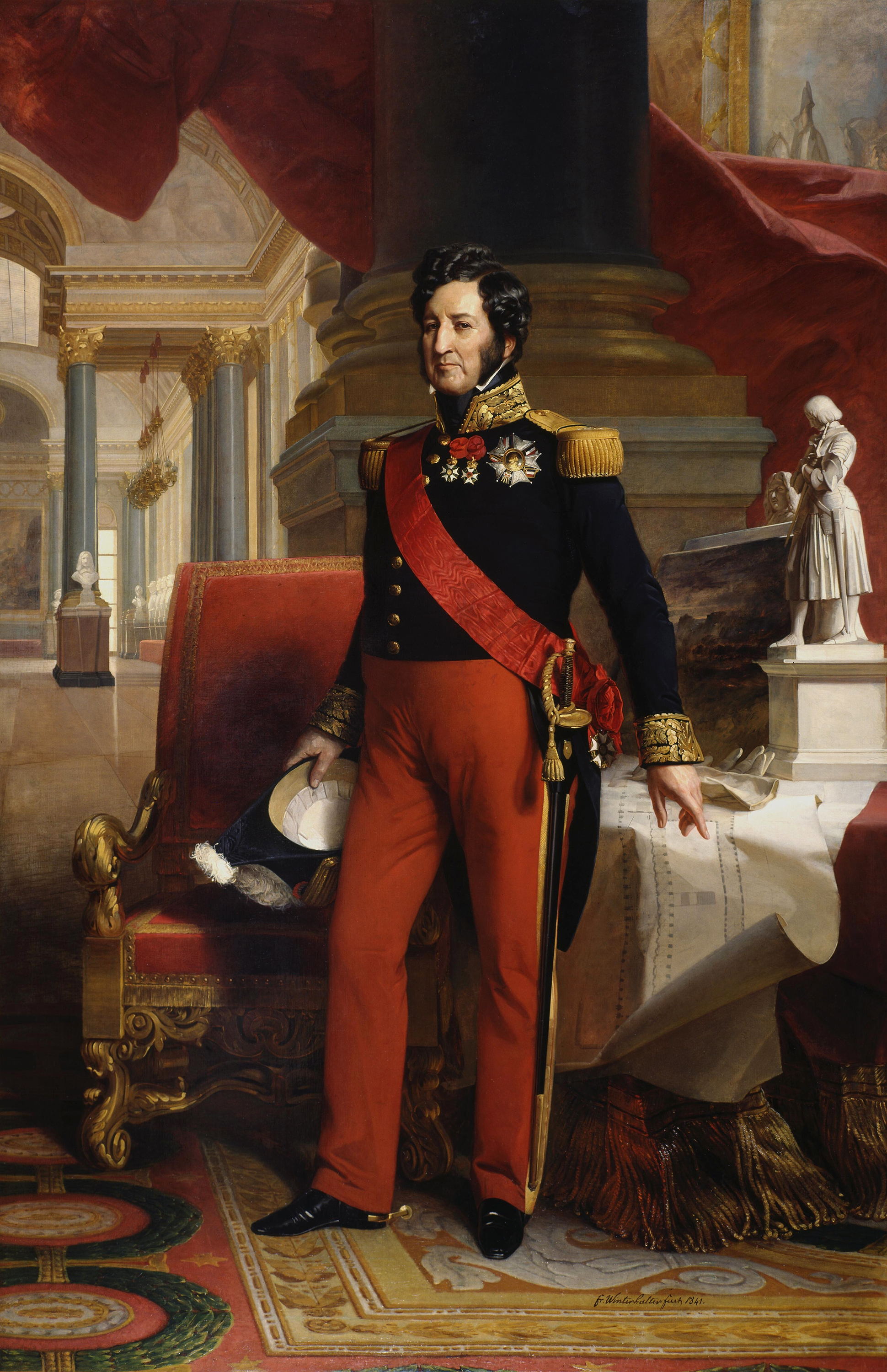
Luis Felipe I, rey de los franceses. Cuadro de Franz Xaver Winterhalter.

El régimen de Luis Felipe I, llamado "monarquía de julio", fue mucho más laico, más liberal y más burgués que la de sus antecesores. Para romper con el pasado, se adoptó como enseña nacional la bandera tricolor de los revolucionarios. La nueva carta constitucional de 1830 representó pocos cambios con respecto a la de 1814. El sufragio censitario se mantuvo, si bien se redujo la cantidad de impuestos que debían pagarse para poder sufragar.
La monarquía de julio se corresponde con los inicios de la industrialización de Francia. El país siguió los pasos del Reino Unido en lo que se refiere al auge ferroviario de la década de 1840, lo que estimuló la producción de acero. En este período se constituyeron las grandes dinastías burguesas, ligadas a los bancos y a las grandes empresas, que se afirmaron en su voluntad de dominar la vida política. La gran burguesía y la aristocracia tradicional eran las únicas que podían votar y ser electas para la Cámara de diputados, lo que se tradujo en la aparición de dos partidos políticos: los conservadores —representantes de la antigua nobleza— y los liberales —representantes del mundo de los negocios. Sin embargo, estos dos grupos convergían en la conservación del régimen tal cual era, al así servir a sus intereses. La ley de 1833 del primer ministro Guizot obligó a que cada municipio contara al menos con una escuela primaria. La revolución industrial creó una nueva clase social, la del proletariado, presa de la miseria. En este contexto aparecieron las teorías socialistas de Louis Blanc y Pierre-Joseph Proudhon, que buscaban remediar las injusticias sociales.
La monarquía de julio también se caracterizó por un nuevo apogeo de la colonización francesa. Un incidente diplomático menor ocasionó la campaña de conquista de Argelia, que se extendió progresivamente al resto de África. En 1842 Francia se lanzó a la conquista de la Costa de Marfil.
El régimen enfrentó la oposición tanto de la izquierda como de la derecha. De 1831 a 1839 estallaron disturbios republicanos esporádicos, algunos de ellos armados, pero fueron rápidamente reprimidos. La rebelión de junio de 1832 cobró 800 muertos. En 1831 y 1834 estallaron las rebeliones de los canuts —trabajadores de la seda— en Lyon, unas de las primeras rebeliones obreras de la historia. Por su parte, los legitimistas, que defendían la vuelta al poder de la casa de Borbón, encabezaron en 1832 el complot de la calle de Prouvaires, que buscaba asesinar al rey, y un intento de insurrección en el oeste de Francia. Tras varios intentos de asesinato, Luis Felipe pudo estabilizar su gobierno y mantenerse en el poder hasta 1848 gracias a su mano dura.
La debilidad del cuerpo electoral, el autoritarismo del rey y la revelación de una gran corrupción dentro del gobierno terminaron por desacreditar al régimen. Como resultado de malas cosechas, el país experimentó una crisis económica profunda a partir de 1846, situación que la oposición republicana aprovechó para levantarse nuevamente en armas. Victor Hugo escribiría a propósito: "el 89 parió un monstruo; 1830 un enano".

### Revolución de 1848

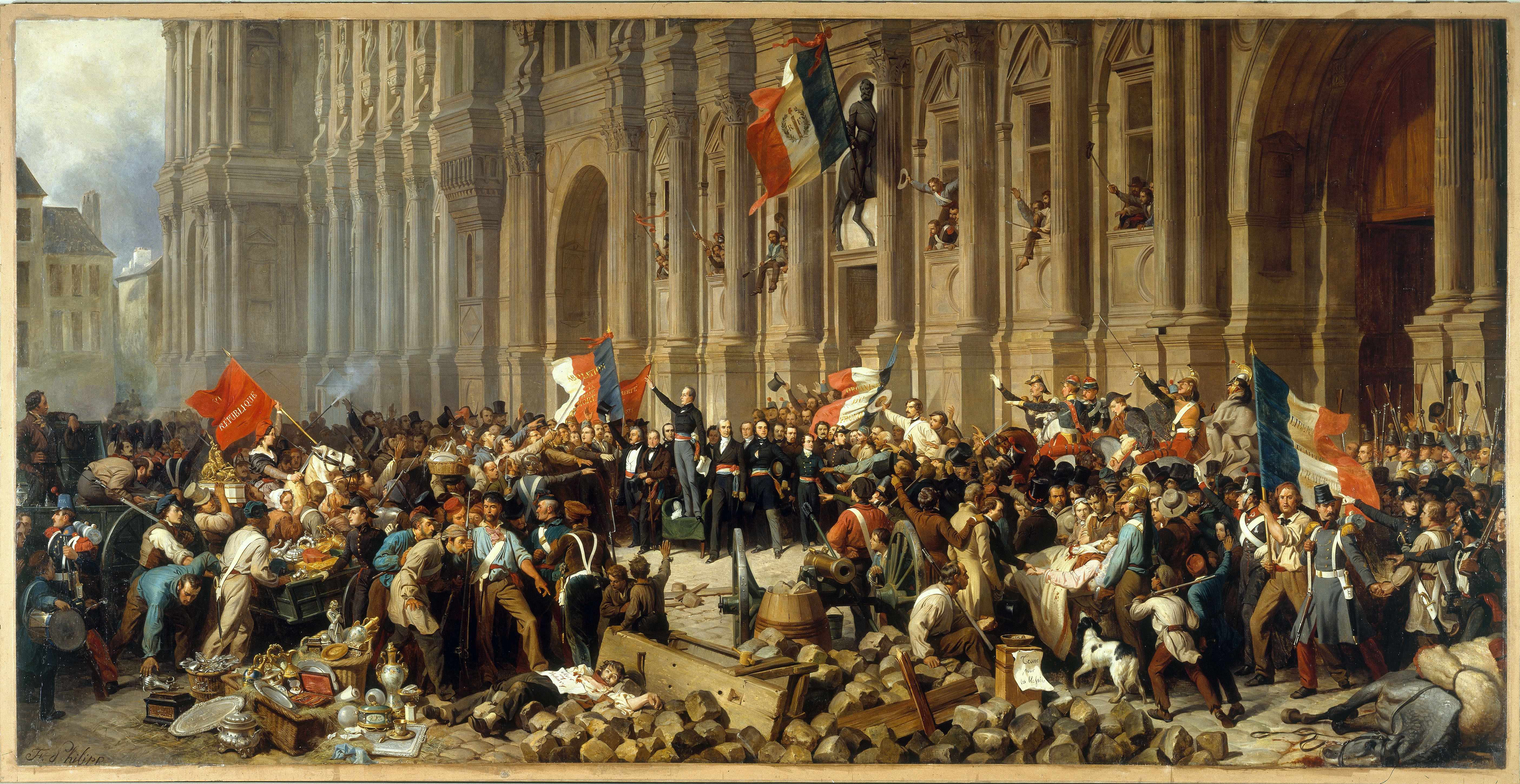
Lamartine proclama la segunda república francesa frente al palacio del ayuntamiento de París.

Debido a las constantes amenazas hacia el rey, el gobierno adoptó medidas cada vez más autoritarias. Las reuniones políticas se prohibieron, pero los "banquetes" continuaron siendo legales. Por ello, a lo largo de 1847 la oposición, alimentada por un creciente descontento debido a la corrupción gubernamental y a la crisis económica, organizó grandes banquetes republicanos en todo el país en los que demandaba una reforma electoral. Un gran banquete se había organizado en París para el 22 de febrero de 1848, pero el gobierno lo prohibió. Esto provocó manifestaciones en demanda de la destitución del rey y del primer ministro Guizot, que continuaron al día siguiente. El rey ordenó la ocupación militar de la ciudad. La mañana del 23 de febrero, miembros de la Guardia Nacional protegieron a los manifestantes y algunos apoyaron abiertamente su causa. Guizot dimitió y ese mismo día, la tropa del ejército real disparó contra los manifestantes en el Ministerio de Asuntos Exteriores, lo que se saldó con 52 muertos.
Esta noticia desencadenó una rebelión popular en la capital, donde se levantaron barricadas y se provocaron incendios. Los ciudadanos insurgentes comenzaron a reunirse en las cercanías del palacio de las Tullerías, residencia del rey. Luis Felipe se negó a utilizar la fuerza contra la rebelión y el 24 de febrero abdicó en favor de su pequeño nieto Felipe de Orleans y escapó hacia el Reino Unido. La madre de Felipe, Elena, acudió al palacio Borbón, sede de los diputados, para investir a su hijo. Los diputados, en su mayoría, parecían proclives a la continuación de la monarquía, pero los revolucionarios republicanos, que habían aprendido de su fracaso de 1830, invadieron el palacio y exigieron un gobierno provisional republicano.
Ese mismo día se estableció el gobierno provisional, la monarquía de julio quedó abolida y el poeta Alphonse de Lamartine, recién nombrado ministro de asuntos exteriores y cabeza del nuevo gobierno, proclamó la segunda república francesa. Lamartine ratificó la bandera tricolor como enseña nacional y símbolo de las glorias de la Francia revolucionaria y rechazó la bandera roja enarbolada por algunos revolucionarios. La revolución francesa de 1848 fue la primera de una serie de revoluciones liberales en Europa, llamada la primavera de los pueblos, que terminó con los regímenes absolutistas.

### Segunda República Francesa (1848-1852)

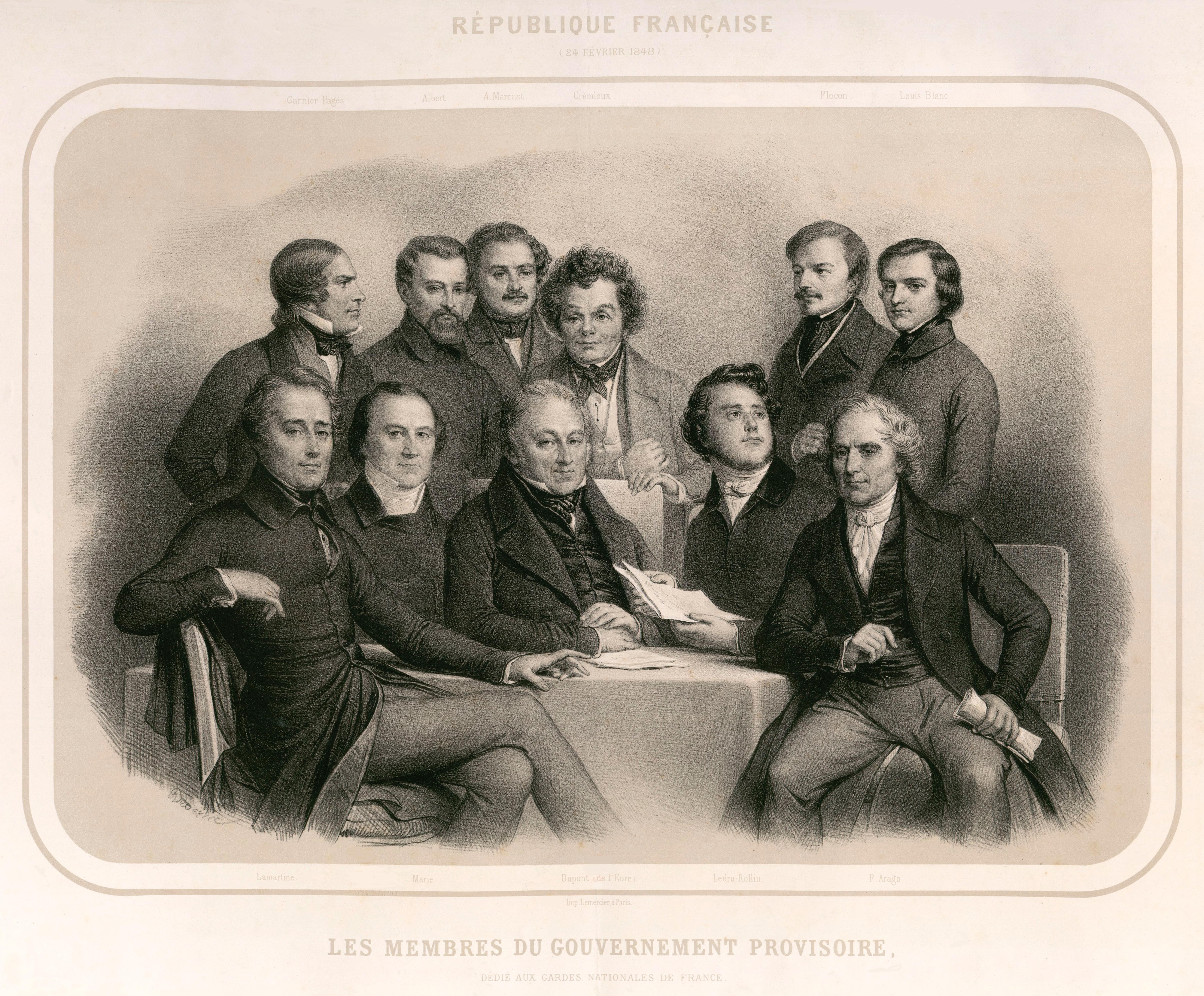
Primer gobierno provisional, durante la república social y democrática.

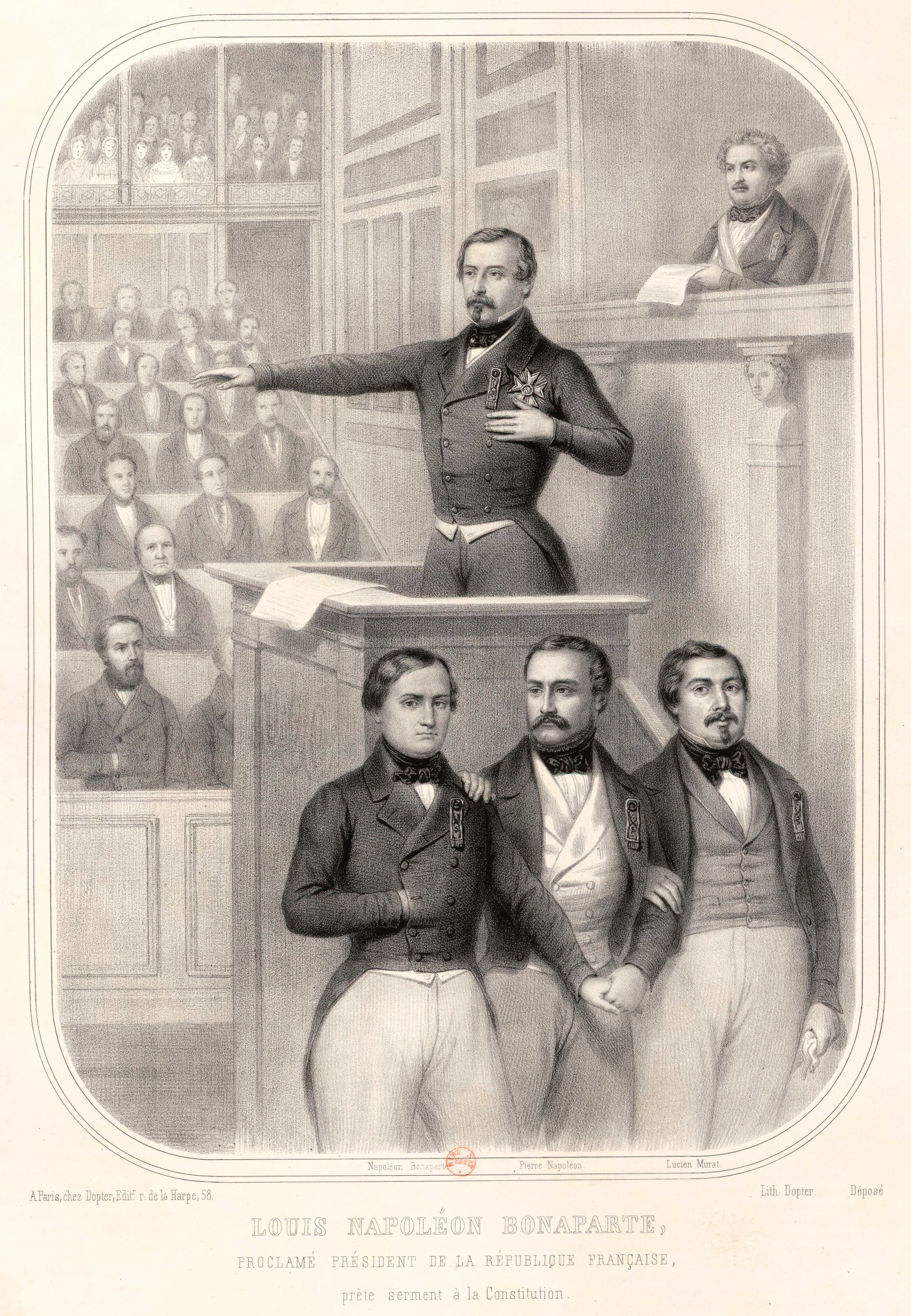
Luis Napoleón Bonaparte jura la constitución como primer presidente de la república francesa.

Después de la abdicación de Luis Felipe a causa de la revolución de 1848 se creó un gobierno provisional. De febrero hasta el 23 de abril de 1848, fecha de las primeras elecciones a la Asamblea Nacional, el gobierno provisional de la república se compone de republicanos moderados, de radicales y de socialistas. Esa etapa se conoce como la "república social y democrática". Se establece el sufragio universal masculino. A propuesta de Victor Schœlcher, se decretó la abolición de la esclavitud. Sin embargo, eso no impidió que se iniciara la conquista de Senegal ese mismo año. Argelia dejó de ser una colonia para ser parte integral de Francia desde 1848. Bajo presión del pueblo y los socialistas, se adoptaron medidas sociales, tales como el derecho al trabajo, la jornada laboral de 10 horas en París y 11 horas en provincia, y la creación de los talleres nacionales, concebidos para dar trabajo a los parisinos afectados por la crisis económica. En el plano internacional, miembros del gobierno, erigidos en continuadores de la revolución de 1789, apoyaban la intervención a favor de otras revoluciones en Europa, pero Lamartine, jefe de la diplomacia, prefirió la prudencia.

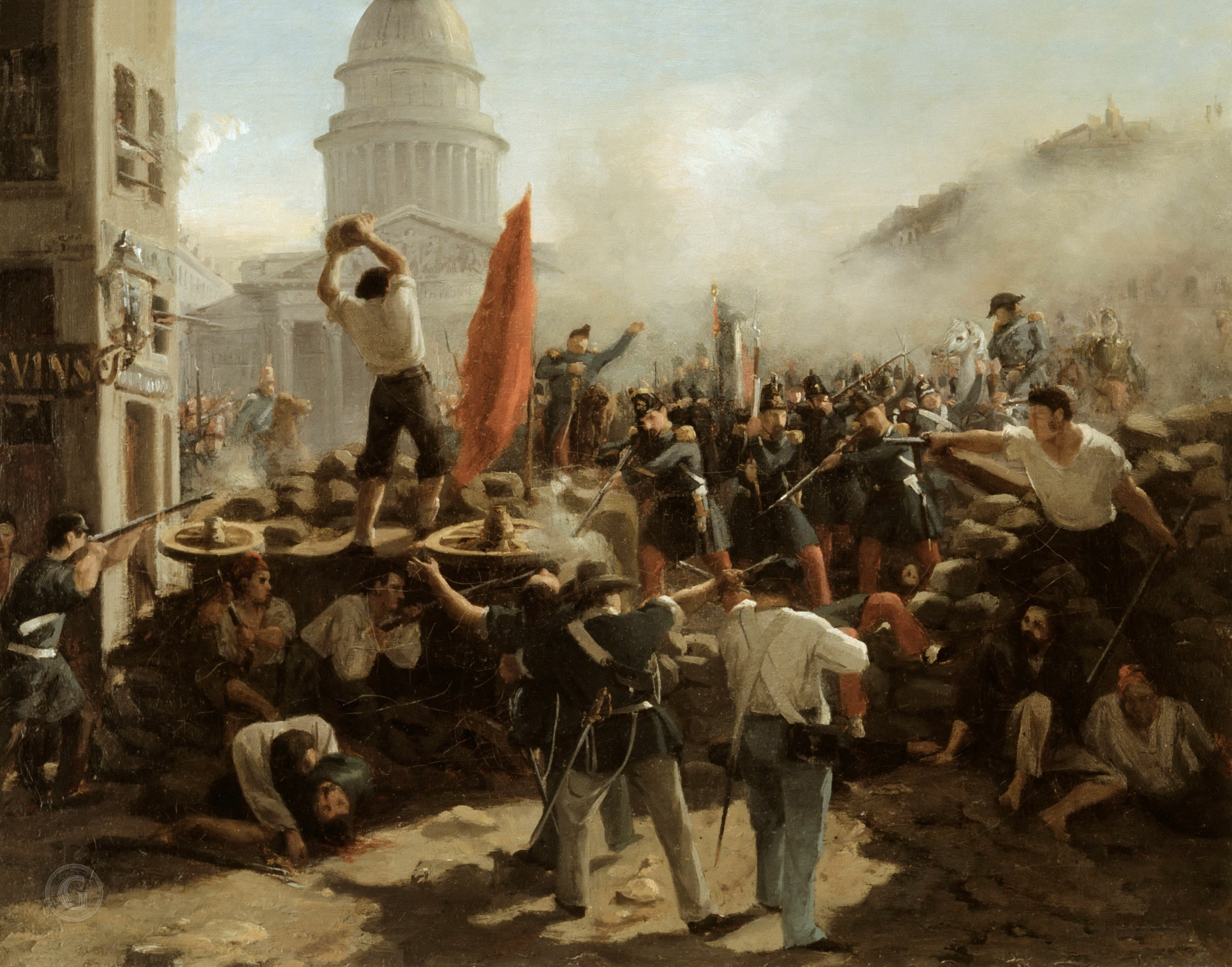
Barricada durante las jornadas de junio de 1848, insurrección contra la república conservadora. Pintura de Horace Vernet.

En las elecciones generales, las primeras con sufragio universal masculino, el peso del voto campesino, tradicionalmente dominado por las clases más conservadoras, imprimió a la política nacional un franco giro hacia la derecha, la "república conservadora". El nuevo gobierno provisional cerró los talleres nacionales, una medida impopular que provocó una rebelión en París del 23 al 26 de junio de 1848, las jornadas de junio. Se declaró el estado de sitio y la revuelta fue duramente reprimida, lo que hizo que la joven república perdiera respaldo entre los obreros.
Para establecer nuevas instituciones, una asamblea constituyente se inspiró en el modelo de los Estados Unidos, popularizado en Francia por Alexis de Tocqueville. La constitución del 4 de noviembre de 1848 confió el poder ejecutivo a un presidente electo por sufragio universal directo para un período de cuatro años, quien podía volver a presentarse a elecciones pasado un cuatrienio después de terminado su primer mandato. Como en los Estados Unidos, la Asamblea y el presidente eran totalmente independientes, pero en Francia el presidente no tenía derecho a veto.
El 10 de diciembre de 1848 se eligió al primer presidente de la República francesa: se trataba de Luis Napoléon Bonaparte, sobrino de Napoleón Bonaparte. La nueva asamblea electa en mayo de 1849 estuvo dominada por los monárquicos, quienes dirigieron una política extremadamente conservadora. Enviaron tropas a Roma para mantener al papa en los Estados Pontificios, que eran amenazados por los revolucionarios republicanos italianos. Votaron la ley Falloux que colocó la enseñanza bajo el control de la Iglesia católica. Aprobaron una ley electoral que excluía de las votaciones a los que no podían justificar tres años de residencia continua en el mismo municipio, lo que eliminó a 3 millones de personas del cuerpo electoral. Luis Napoleón se opuso a esta reforma.
Ante la negativa de la asamblea a modificar la constitución para su reelección inmediata, Luis Napoleón preparó un golpe de Estado que llevó a cabo el 2 de diciembre de 1851. El 7 de noviembre de 1852, un nuevo plebiscito puso fin a la segunda república e instauró el segundo imperio.

### Segundo Imperio francés (1852-1870)

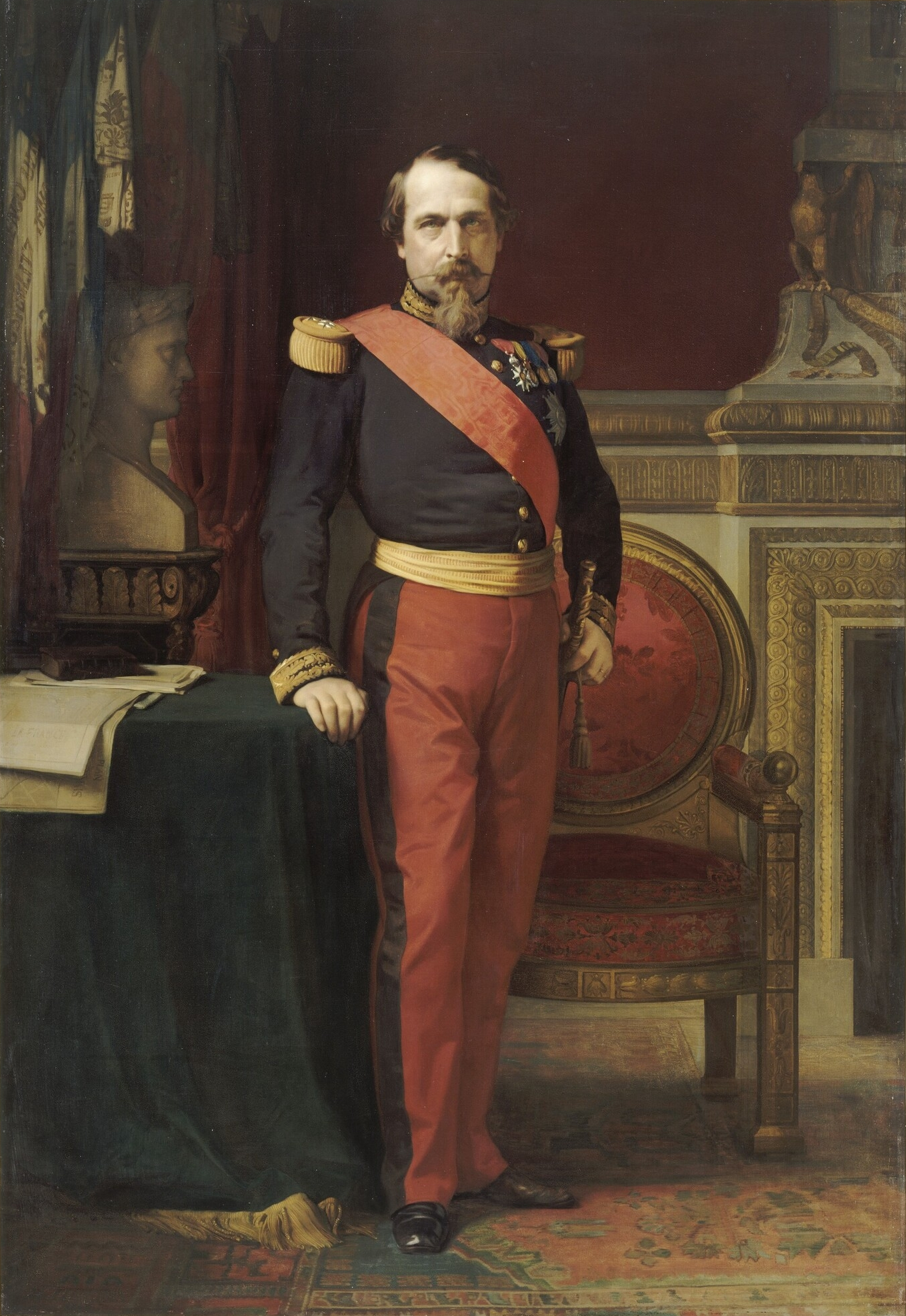
El emperador Napoleón III. Cuadro de Hippolyte Flandrin, 1861.

Napoleón III de Francia, sobrino de Napoleón I, dio un golpe de Estado a la república y apoyado en el plebiscito de noviembre de 1852, se proclamó emperador. Napoleón III ejerció el poder ejecutivo auxiliado por sus ministros. El poder legislativo se repartió en tres cámaras: un Consejo de Estado, designado por el emperador y encargado de elaborar los proyectos de ley; un Senado, guardián de la constitución imperial y compuesto por senadores vitalicios también nombrados por Napoleón, y un Congreso, elegido por sufragio universal masculino pero sin iniciativa legal. Bajo una apariencia de participación popular, entre 1852 y 1860 se mantuvo un régimen autoritario y conservador al gusto de la alta burguesía. La libertad de prensa fue limitada y los opositores fueron perseguidos. Hubo poca oposición y solo algunos republicanos lograron ser electos en el parlamento. Sin embargo, se logró la estabilidad política gracias a una buena coyuntura económica.
A partir de 1860 el Segundo Imperio se liberalizó. Napoleón III había perdido una parte del apoyo de los católicos al ayudar al rey de Cerdeña Víctor Manuel II a realizar la unificación italiana, lo que iba en contra de los intereses del papa. Además, la firma de un tratado de libre comercio con el Reino Unido, entonces la primera potencial industrial del mundo, causó descontento en los industriales franceses, que temían la competencia de los productos británicos. El emperador buscó entonces nuevos apoyos en los liberales y las clases populares. Se suprimió la ley Le Chapelier, el derecho de huelga fue concedido en 1864 y los obreros obtuvieron el derecho de constituir cajas de cooperación (caisses d'entraide). El poder legislativo consiguió derechos paulatinamente: pudo criticar el gobierno, votar el presupuesto e inclusive proponer iniciativas de ley a partir de 1869. El Segundo Imperio evolucionó poco a poco hacia un régimen parlamentario, en el que los ministros eran responsables ante el parlamento. Esta liberalización fue apoyada masivamente por un plebiscito en mayo de 1870. El Segundo Imperio parecía consolidado en bases democráticas más sólidas cuando estalló la guerra contra Prusia en 1870.

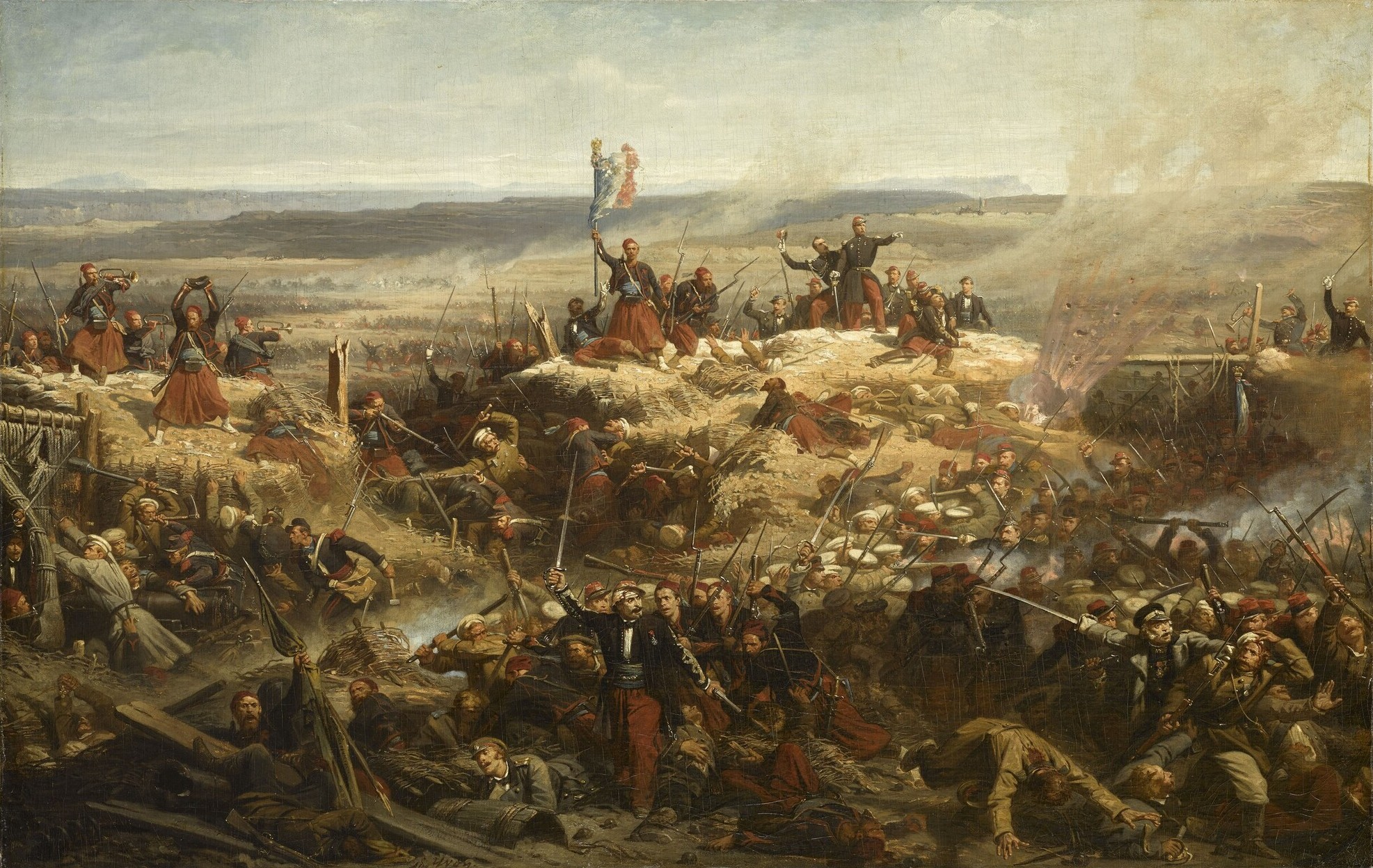
Batalla de Malakoff, en la guerra de Crimea. Cuadro de Adolphe Yvon (1856).

El despegue industrial de Francia ocurrió durante el Segundo Imperio. Se liberalizó el crédito y se facilitó la creación de sociedades anónimas. Napoléon III hizo del sistema ferroviario una prioridad. Para 1870, Francia contaba con una excelente red de ferrocarriles, con París como centro neurálgico, apoyada en buenas carreteras, canales y puertos. París creció dramáticamente en población, industria, comercio, finanzas y turismo. Durante este periodo se registró la más radical transformación urbanística y de infraestructuras de la historia de París, bajo la dirección del barón Haussmann.
En los asuntos exteriores, Napoleón III desarrolló una activa política imperialista que buscaba darle al país un rol preponderante en el mundo, muy inspirado en la epopeya de Napoleón Bonaparte. Para contener el expansionismo ruso, participó con el Reino Unido en la guerra de Crimea (1853-1856). Esta guerra supuso el regreso de Francia a los asuntos europeos, pero a pesar de la victoria el país no obtuvo ganancias sustanciales. Admirador de Italia, Napoleón III apoyó la unificación de esta y prestó ayuda al rey Víctor Manuel II de Cerdeña en una campaña para expulsar a Austria de Lombardía. A cambio, Francia recibió del reino de Cerdeña el ducado de Saboya y el condado de Niza, que anexó en 1861 después del tratado de Turín.

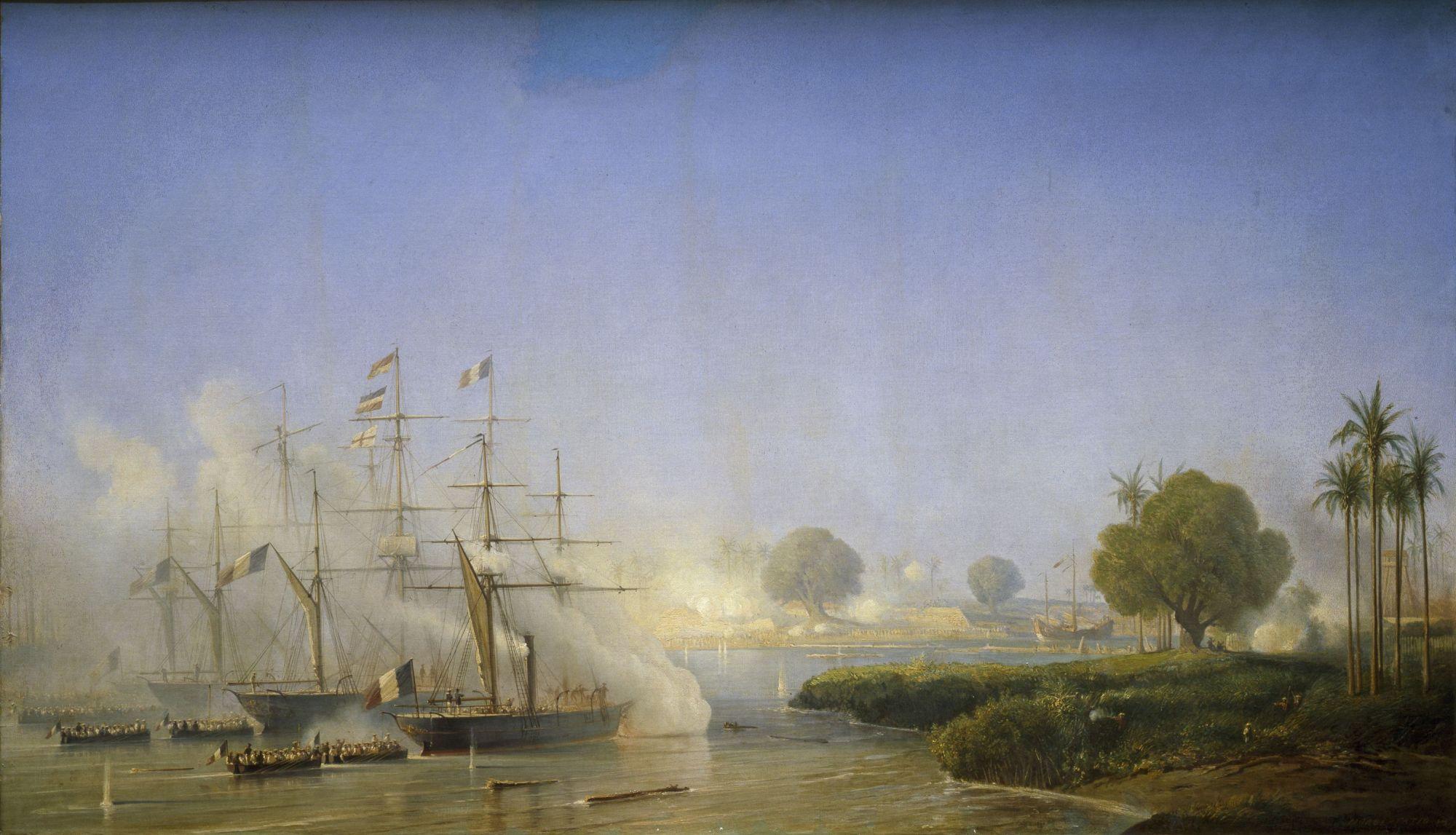
Toma de Saigón (Vietnam), durante la expedición a la Cochinchina.

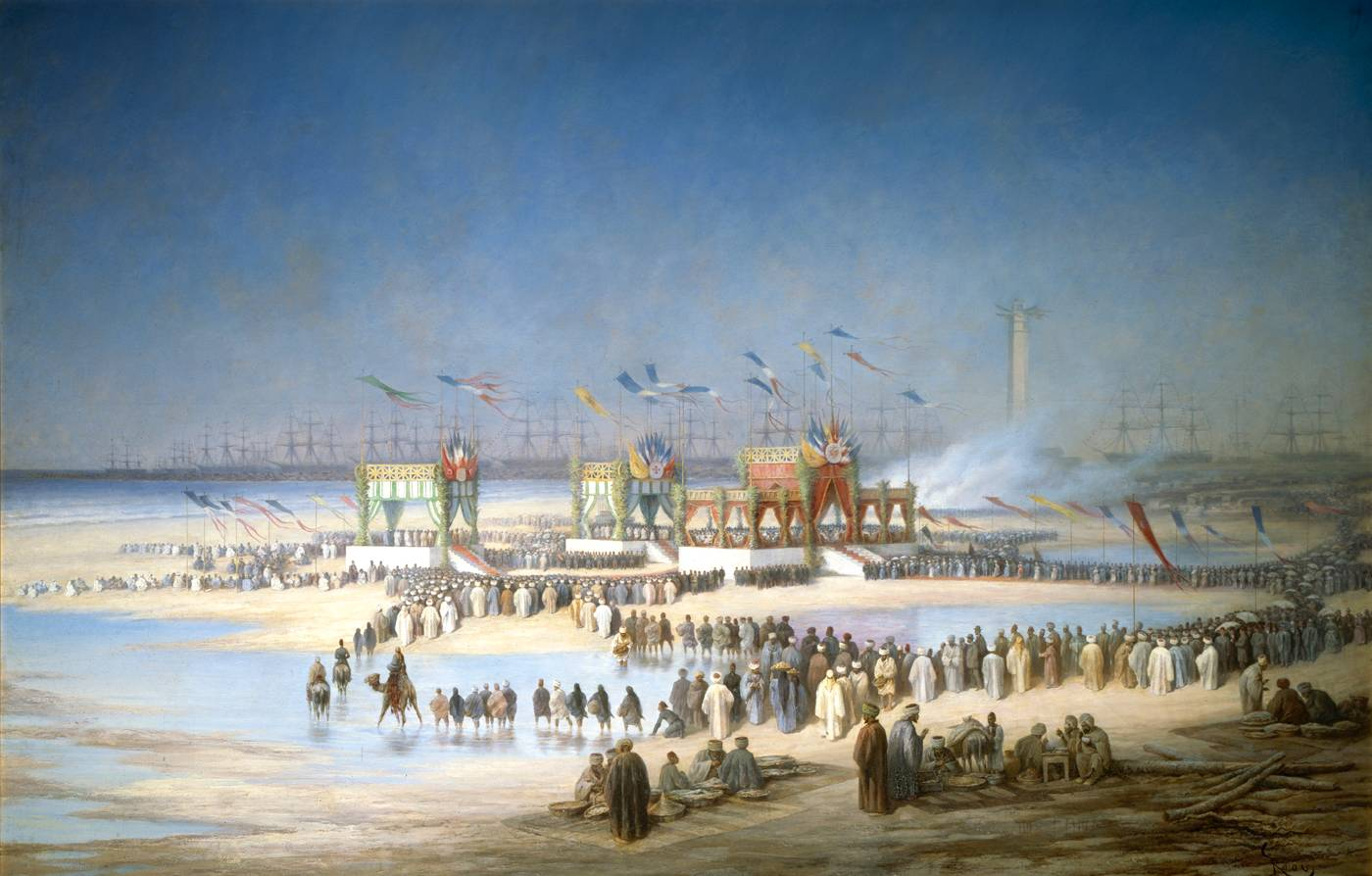
Inauguración del canal de Suez (1869).

Francia emprendió expediciones hacia África y Asia. El emperador apoyó que una empresa francesa construyera el canal de Suez. Louis Faidherbe dio un nuevo impulso a la conquista de Senegal y creó los tiradores senegaleses, cuerpo militar del imperio colonial francés. En 1856 Francia intervino en la segunda guerra del opio del lado británico, lo que le permitió abrir el comercio con China. En 1853 tomó posesión de Nueva Caledonia, en el Pacífico. En 1864 adquirió la Cochinchina del Imperio de Vietnam. En 1863 intervino en defensa de Camboya contra Siam, y aquel país se convirtió en protectorado francés en 1867. Menos suerte corrieron las expediciones francesas a Corea (1866) y Japón (1867-1868).

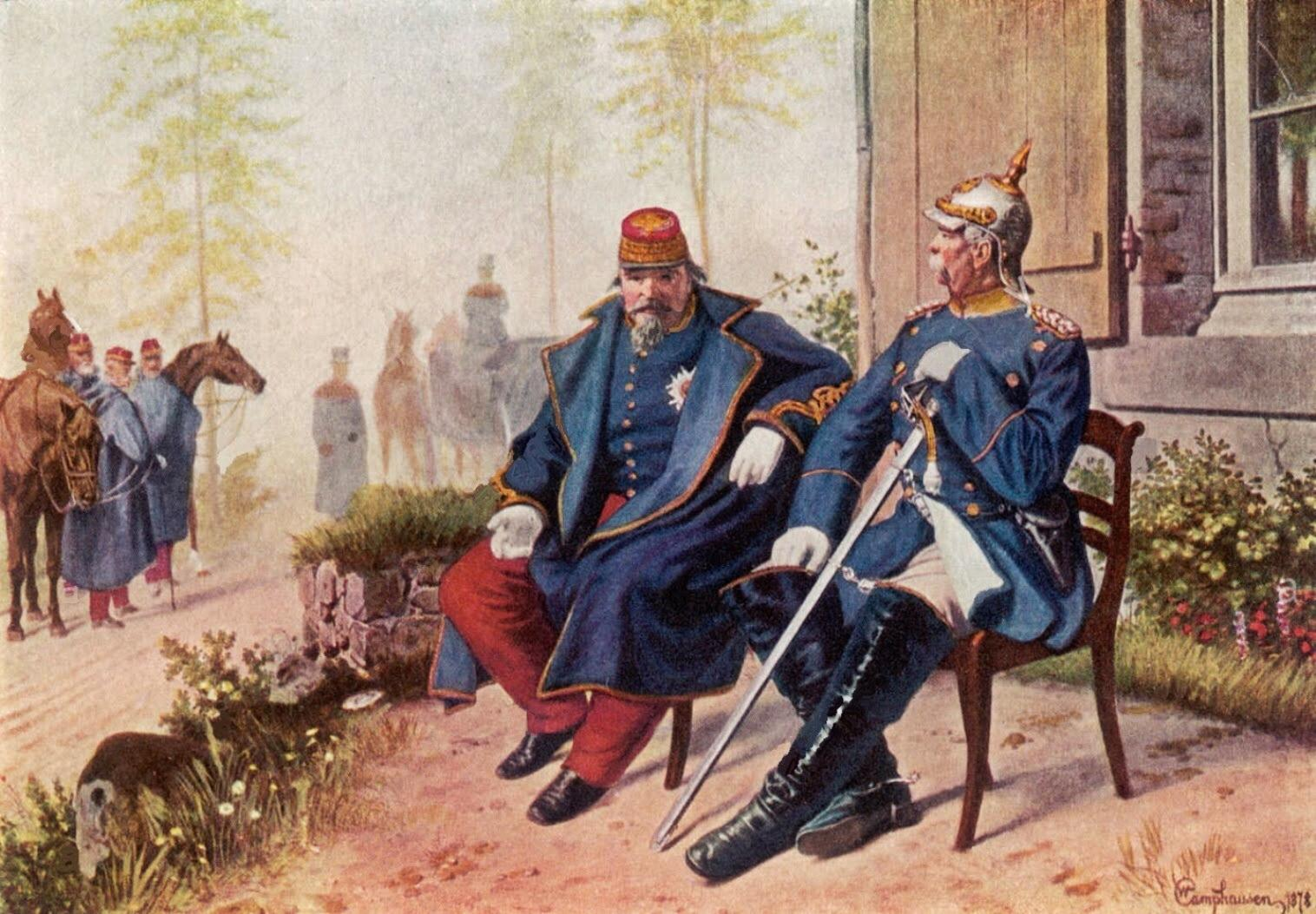
El canciller prusiano Otto von Bismarck y Napoleón III tras la batalla de Sedan.

La intervención francesa en México entre 1861 y 1867 apoyó la creación del Imperio mexicano, un Estado cliente de Francia, conservador y católico, que en teoría serviría de contrapeso a la influencia estadounidense en Latinoamérica. Sin embargo, la aventura mexicana resultaría un fracaso.
Napoleón III se mostró neutral en los conflictos entre Prusia y Austria por el dominio de los Estados alemanes. A cambio de su neutralidad, el emperador reclamó el apoyo prusiano a reclamaciones territoriales en Luxemburgo y Bélgica, pero Bismarck, el canciller prusiano, las rechazó. Tras la guerra austro-prusiana de 1866, Prusia incrementó su poder en Europa y rivalizó con Francia. La posible candidatura del príncipe Leopoldo de Hohenzollern-Sigmaringen —miembro de la familia real prusiana— al trono de España terminó por deteriorar las relaciones entre ambas potencias y la guerra franco-prusiana estalló en 1870. Mientras que el nacionalismo alemán unió a los Estados alemanes, a excepción de Austria, contra Francia, esta no pudo concretar ninguna alianza. Napoleón III capituló el 2 de septiembre de 1870 en Sedan, junto con una tropa de entre 70 000 y 100 000 soldados. Al conocerse ese evento, el 4 de septiembre se proclamó la república en Lyon y París.

### Tercera República (1870-1940)
La república se proclamó el 2 de septiembre de 1870, en plena guerra contra Prusia. Mientras París era asediada se creó un gobierno de defensa nacional y se distribuyeron armas entre los ciudadanos parisinos. El 28 de enero de 1871 el gobierno firmó el armisticio. En medio de la ocupación prusiana se desarrollaron las elecciones, que dieron la mayoría a los monárquicos. La nueva asamblea, instalada en Versalles, firmó un tratado de paz, en el que cedía Alsacia-Lorena a Alemania y se comprometió a pagar una fuerte indemnización. Adolphe Thiers, antiguo primer ministro de la Monarquía de julio, fue elegido jefe del poder ejecutivo mientras se decidía la forma de gobierno del país.

#### La comuna de París

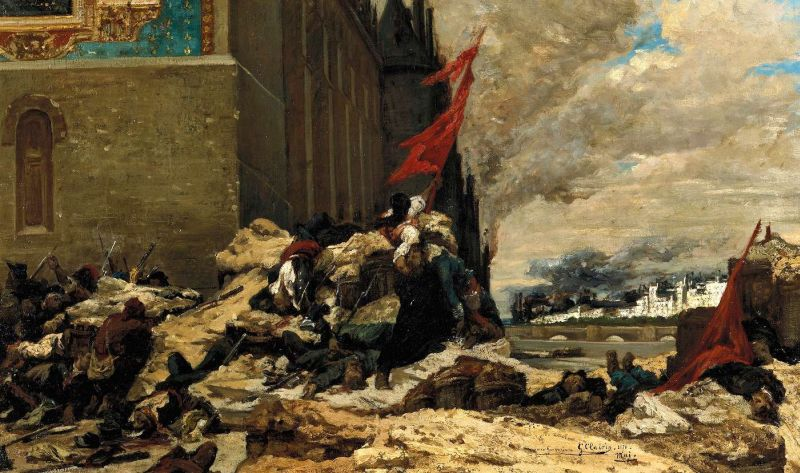
El incendio del palacio de las Tullerías, durante la Comuna de París.

Los parisinos, que habían resistido y padecido el duro asedio prusiano, se escandalizaron de las condiciones de paz y desconfiaron de una asamblea monárquica. Frente a la penuria, el gobierno provisional abrogó la moratoria de rentas y deudas en vigor durante la guerra y ordenó el desarme de los voluntarios parisinos, lo que provocó una rebelión. Thiers se retiró de la capital. Las guardias nacionales decidieron elegir un consejo municipal, que inició funciones el 26 de marzo de 1871 con el nombre de comuna de París. Este gobierno tomó medidas radicales para paliar la miseria: requisición de viviendas, instrucción gratuita, laica y obligatoria, e inventó una democracia participativa que permitía a los ciudadanos intervenir en los asuntos de la comuna. Junto a reivindicaciones enamanadas del sansculottismo de la revolución francesa, tales como el anticlericalismo y el respeto a la libertad de conciencia, los insurgentes abrazaron reivindicaciones socialistas y condenaron el militarismo y el capitalismo. Karl Marx consideró la comuna de París como la primera revolución auténticamente proletaria.
La comuna solo duró 70 días. El 21 de mayo de 1871 las tropas del gobierno invadieron París. Los insurgentes incendiaron varias zonas de la ciudad, incluidos monumentos como el palacio de las Tullerías y el ayuntamiento para retardar el avance del enemigo. Tras la ejecución del arzobispo de París por los comuneros, la represión derivó en un baño de sangre. Entre 20 000 y 30 000 insurgentes fueron ejecutados en una semana. Miles de rebeldes sobrevivientes fueron enviados a Argelia o a Nueva Caledonia.

#### Dominio monárquico

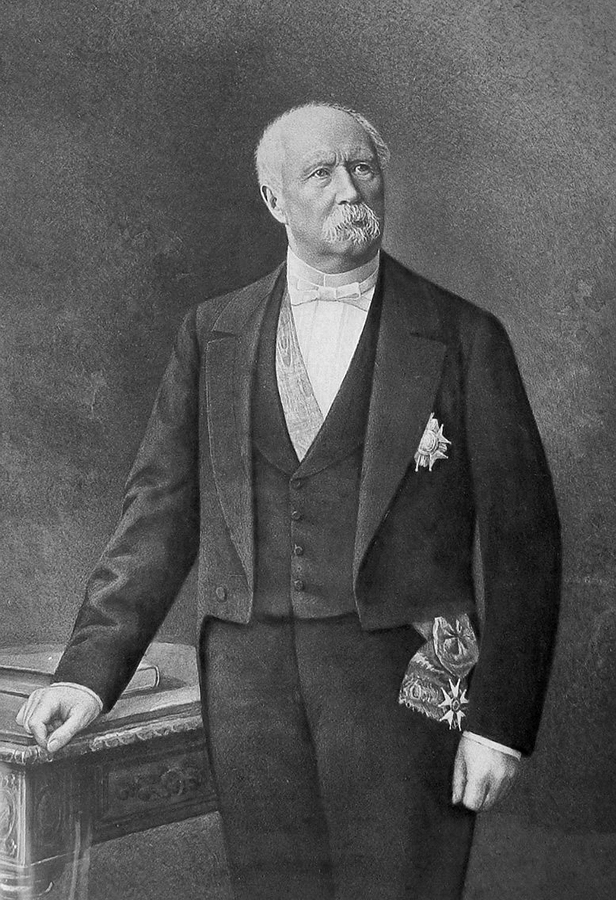
Patrice de Mac-Mahon, presidente de la república (1873-1879) de ideología monárquica.

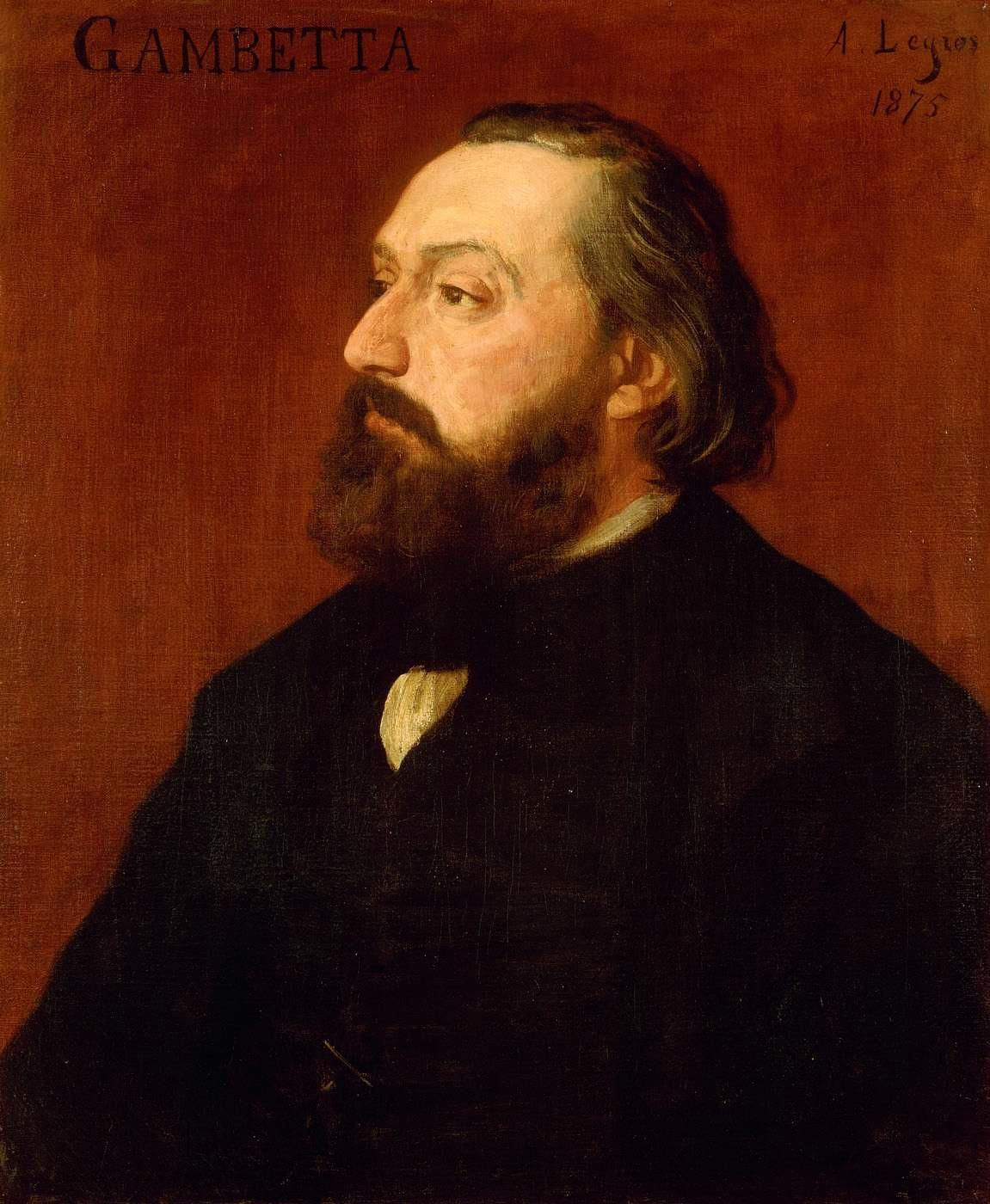
Léon Gambetta, líder de la oposición republicana y parlamentarista.

La tercera república, dominada por una asamblea monárquica, tenía pocas oportunidades de sobrevivir, pero lo logró gracias al desacuerdo entre los monárquicos. Estos se dividían en dos grupos: legitimistas, partidarios del conde de Chambord, nieto de Carlos X, y los orleanistas del conde de París, nieto de Luis Felipe I. Ambos acordaron ceder el trono a Chambord, pero este se negó a reconocer la bandera tricolor, por lo que se concedió a Thiers el título de presidente de la república el 31 de agosto de 1871. La inclinación de Thiers al republicanismo hizo que perdiera respaldo entre la mayoría monárquica y finalmente dimitió en 1873. Su sucesor fue el general legitimista Mac Mahon, quien estaría siete años en el poder esperando el retorno de la monarquía. En este período dominó una política conservadora, abiertamente religiosa y antirrepublicana, que defendía el regreso del "orden moral" frente al trauma que había sido la experiencia de la comuna de París. En 1876 los republicanos ganaron las elecciones. En 1877, la nueva Asamblea entró en conflicto con el presidente por la designación de un primer ministro realista, y el presidente respondió disolviendo la cámara. Empezó así la llamada crisis de 1877, en la que se enfrentaron dos concepciones de la república. El presidente Mac Mahon defendía una visión presidencialista, mientras que los diputados republicanos, cuya cabeza más visible fue Léon Gambetta, una visión parlamentarista. Esta última terminó por imponerse tras una nueva victoria republicana en las elecciones de octubre de 1877 y Mac Mahon dimitiría en enero de 1879. Desde entonces, el presidente de la república cumpliría una función representativa y cedía el poder al presidente del consejo de ministros (primer ministro) y al parlamento.

#### Consolidación de la República
Los republicanos se dedicaron a arraigar la república estableciendo grandes libertades: libertad de reunión y prensa en 1881, derecho a formar sindicatos en 1884 y derecho al divorcio. La libertad de asociación de 1901 permitió la formación de partidos políticos que remplazaron a las agrupaciones informales de clubes y comités. Los primeros partidos en constituirse fueron el Partido Radical en 1901 y la Sección Francesa de la Internacional Obrera en 1905. La república se hizo de sus grandes símbolos: Marianne, La marsellesa y la fiesta nacional del 14 de julio.
El primer ministro Jules Ferry tuvo un papel central en la persecución de tres objetivos republicanos: la extensión de libertades, la sustracción de la escuela de la Iglesia católica y el "levantamiento" de Francia de la derrota gracias a la colonización. En 1881 y 1882 se instauró la escuela gratuita, obligatoria y laica, y se crearon liceos públicos para niñas. La educación se convirtió en un eje indispensable para hacer la república irreversible y los maestros uno de sus pilares. En 10 años, Francia había pasado de monárquica a republicana.
El movimiento republicano quedó dividido en dos: los moderados u oportunistas y los radicales, enfrentados sobre todo en lo referente a la influencia de la Iglesia. La adhesión de los franceses a la república no impidió que esta fuera sacudida por numerosas crisis debido al aumento del nacionalismo (boulangismo) o el antisemitismo (caso Dreyfus), lo que evidenció que existían dos grandes grupos entre los franceses: uno conservador y revanchista, y otro adherido a los ideales revolucionarios y al progreso social. Estos últimos ganarían la batalla. Los republicanos formaron un gobierno de unión nacional dirigido por Pierre Waldeck-Rousseau entre 1899 y 1902. La llegada el poder del Partido Radical acentuó el laicismo de la sociedad. En 1904 las órdenes religiosas perdieron el derecho de enseñar y un gran número de ellas fueron expulsadas. En 1905, con el impulso del primer ministro Émile Combes, la Asamblea nacional votó la ley de separación de la Iglesia y el Estado, y los ministros de culto dejaron de percibir un salario del Estado, lo que ponía fin al concordato napoleónico de 1801. Los bienes muebles e inmuebles de culto se nacionalizaron. En algunas regiones hubo enfrentamientos violentos entre católicos y fuerzas del orden, pero de manera marginal. Desde 1905, la religión se convirtió en un asunto privado.

#### Imperialismo

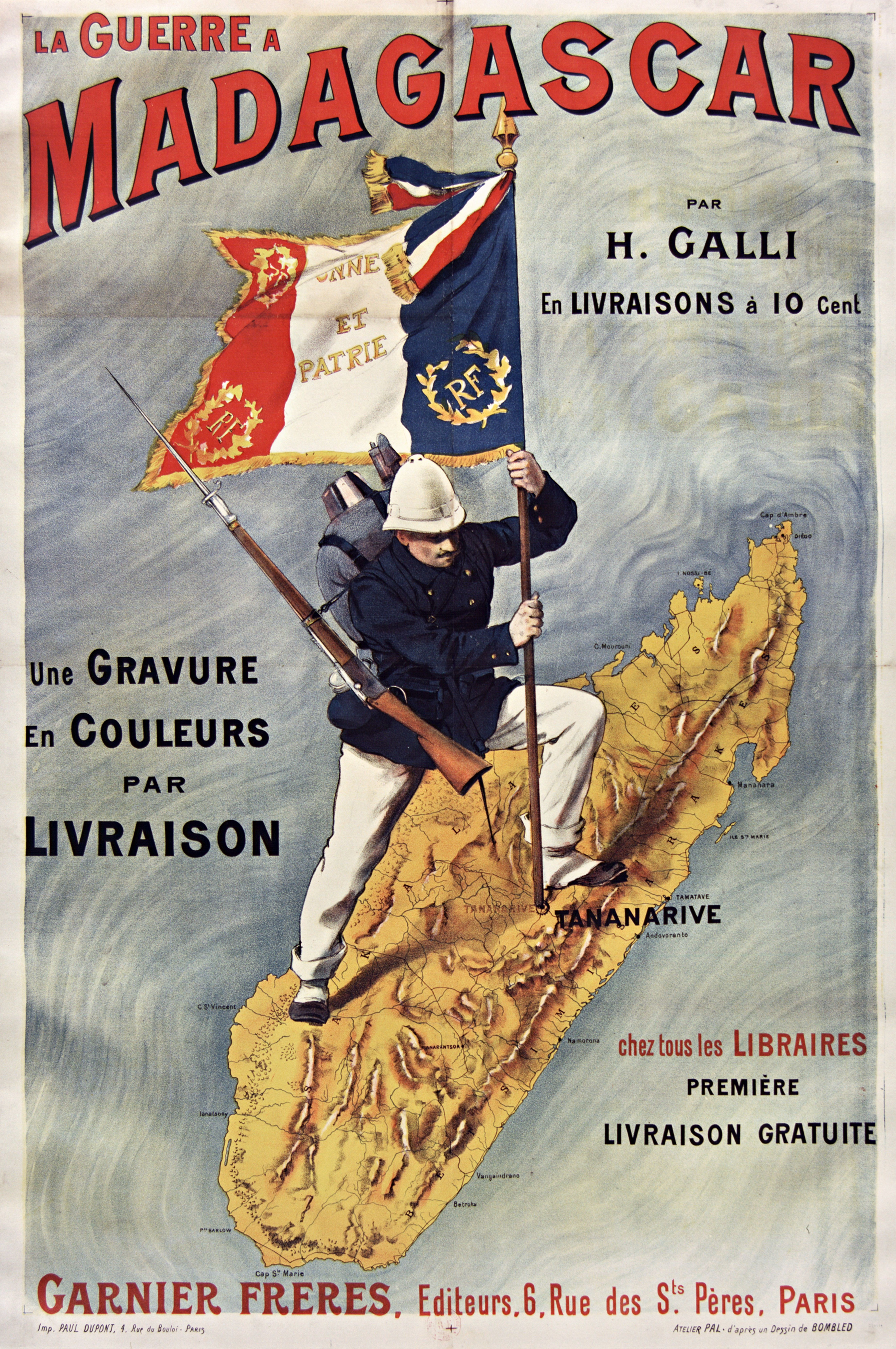
Ilustración de la intervención francesa en Madagascar.

Durante las últimas décadas del siglo XIX, Francia al igual que las demás potencias europeas vio un ámbito de parcial desarrollo social y económico y a su vez se lanza a colonizar África. Las conquistas coloniales se llevaron a cabo parcialmente por razones económicas: llevar materias primas a la industria francesa y crear salidas de mercado. Se efectuaron bajo la presión de grupos colonialistas de los que formaban parte banqueros, empresarios, periodistas, parlamentarios y militares. Otras razones fueron el pretexto de una misión civilizadora, un deseo patriótico de lograr preeminencia frente a otras potencias y la revancha frente a Alemania. Los republicanos, al inicio opositores del colonialismo, terminaron apoyándolo cuando Alemania empezó a crear su propio imperio colonial.
En 1881, con el pretexto de que tropas tunecinas habían cruzado a Argelia, Francia ocupó Túnez y en mayo de ese año convirtió el territorio en un protectorado. Desde las bases en Senegal, Argelia y el Congo se lanzaron campañas de conquista sobre África, que dieron a Francia el mayor dominio colonial del continente. Así se formaron el África Ecuatorial Francesa (colonias de Gabón, Congo francés, Ubangui-Chari y Chad) y el África Occidental Francesa (Senegal, Sudán francés, Guinea francesa, Costa de Marfil, Dahomey, Mauritania, Alto Volta y Níger). En 1882 el reino de Madagascar se convierte en protectorado y en 1897 en colonia francesa. En 1883 se crea la Somalia Francesa. En Asia, en 1887 se formó la colonia de Indochina francesa, donde a la Cochinchina anexó los protectorados de Annam y Tonkín en Vietnam, y Camboya, y posteriormente Laos (1899) y la dependencia de Guangzhouwan en China (1898). En Oceanía, las Marquesas (1870) y Tahití (1880) se constituyeron en colonias y de ahí se expandió el control sobre otras islas, que en conjunto formaron la Polinesia Francesa. En 1914 el imperio francés era 22 veces más grande que la Francia metropolitana e incluía una población de 110 millones de personas.
El imperialismo francés no estuvo exento de conflictos: una protesta de Italia por la ocupación de Túnez (1881); un conflicto con China (1884-1885) por la influencia en el norte de Vietnam, y otro con Siam (1893) por el control de Laos, que se resolvieron favorablemente a Francia. Por otro lado, Francia tuvo que ceder su influencia en Egipto ante el Imperio británico y compartir desde 1875 la administración del canal de Suez, además de renunciar a pretensiones en el alto Nilo tras el incidente de Fachoda de 1898, que se vio resuelto a través de la Entente cordiale, un pacto entre ambos países. La crisis de Tánger (1905) y la de Agadir (1911) frente a Alemania por la hegemonía en Marruecos también se solucionaron favorablemente, gracias al apoyo británico.

### Primera Guerra Mundial

Plan Schlieffen y Plan XVII, plan ofensivo alemán y contraofensivo francés, respectivamente.

La hostilidad entre las principales potencias imperialistas de Europa trajo como consecuencia el establecimiento de dos grandes alianzas, contrapuestas una a la otra. Por un lado, Alemania forjó en 1882 la Triple Alianza con Austria-Hungría e Italia. Por otro lado, Francia formó en 1907 la Entente Cordiale con el Reino Unido y tras un acuerdo militar con Rusia en 1907 los tres países conformaron la Triple Entente. Con la entrada en la guerra de diferentes actores la Triple Entente y sus aliados serían llamados simplemente “los aliados”, mientras que Alemania y sus aliados serían conocidos como los “imperios centrales”.
El detonante de la guerra fue el atentado de Sarajevo del 28 de junio de 1914 en el que fue asesinado el heredero del Imperio austro-húngaro por un nacionalista serbio. El acontecimiento desató la crisis de julio, un conflicto diplomático que no pudo evitar la guerra: Austria-Hungría, apoyada por Alemania, dio un ultimátum a Serbia el 23 de julio y al no cumplir esta con todas las condiciones impuestas, le declaró la guerra el 28 de julio. Rusia, autoerigida en protectora de Serbia por sus lazos culturales, movilizó sus tropas. Ello activó las alianzas y desencadenó la Primera Guerra Mundial. El 31 de julio, Alemania envió un ultimátum a Rusia para que parase la movilización y otro a Francia para que no apoyase a Rusia.

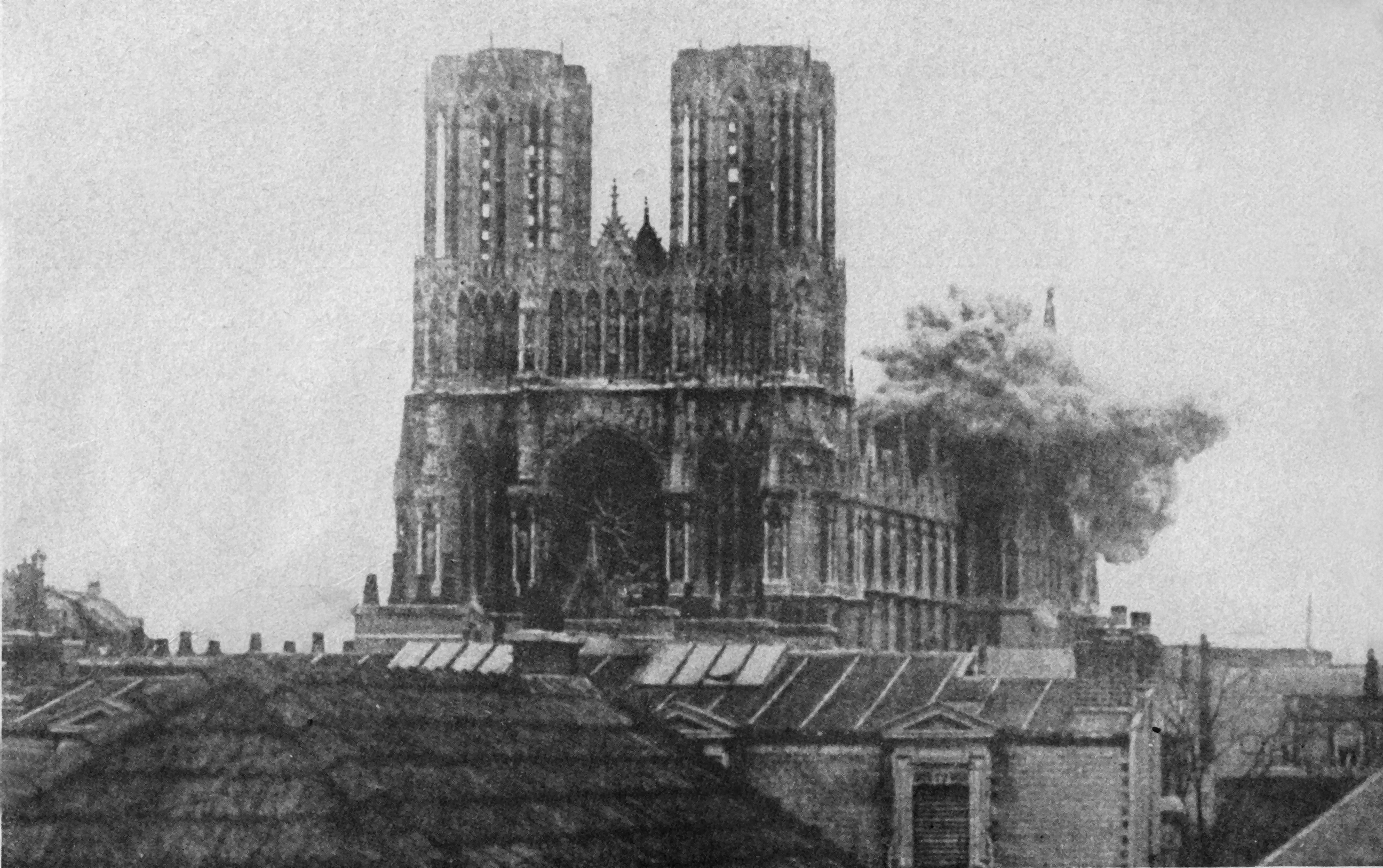
La catedral de Reims bajo ataque alemán (septiembre de 1914).

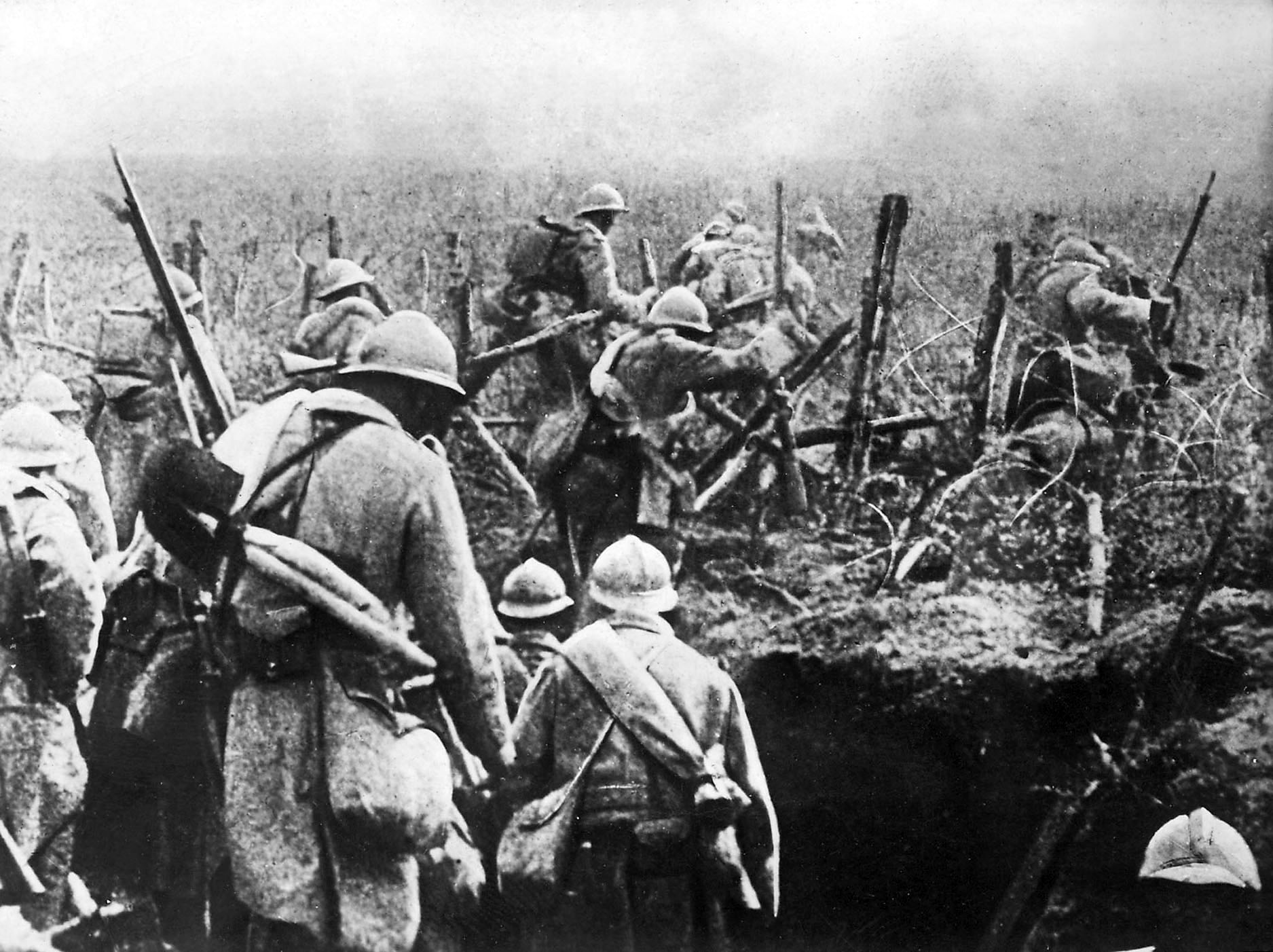
Soldados franceses inician un asalto durante la batalla de Verdún (1916). Con casi 10 meses de duración y más de 700 000 muertos, es una de las batallas más largas y letales de la historia.

El presidente de Francia, que contaba con el apoyo diplomático británico, ordenó la movilización de tropas el 1 de agosto, ante lo cual Alemania declaró la guerra un día después. Alemania contaba con el plan Schlieffen, por medio del cual planeaba una rápida invasión sobre Francia y para ello desplazó sus tropas a Luxemburgo y Bélgica para atacar desde ahí. El Reino Unido, garante de la independencia belga, declaró la guerra a Alemania el 4 de agosto. Francia, por su parte, puso en marcha el plan XVII, que incluía la invasión de Alemania a través de Alsacia-Lorena mediante el ataque a ultranza. Las primeras confrontaciones formaron parte de la llamada batalla de las Fronteras, en la que las tropas francesas fueron derrotadas estrepitosamente en las batallas de Mulhouse, Lorena, Charleroi y las Ardenas. La ofensiva francesa se enfrentó a grandes pérdidas humanas que trajeron como resultado el repliegue. El 22 de agosto de 1914 es el día más letal de la historia de Francia: alrededor de 27 000 soldados murieron en las Ardenas belgas, cuatro veces más que en la batalla de Waterloo. Las tropas alemanas avanzaron rápidamente en territorio francés; a principios de septiembre estaban a 65 km de París y el gobierno francés se había trasladado a Burdeos. El curso de la guerra cambió cuando el avance alemán fue detenido en la primera batalla del Marne (5-12 de septiembre de 1914) por los ejércitos aliados.

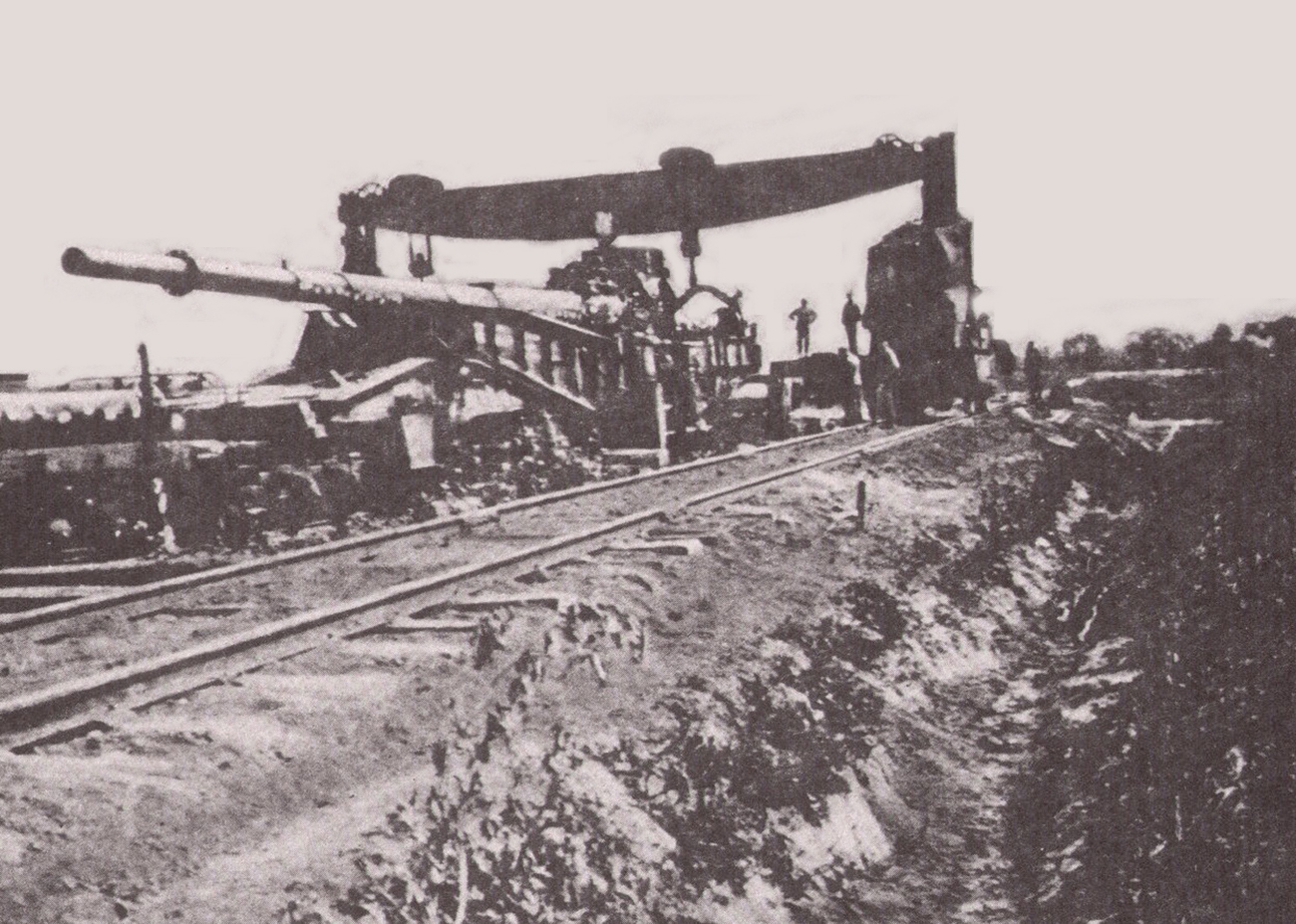
Cañón de París, usado por los alemanes para bombardear París a larga distancia durante la ofensiva de primavera (1918).

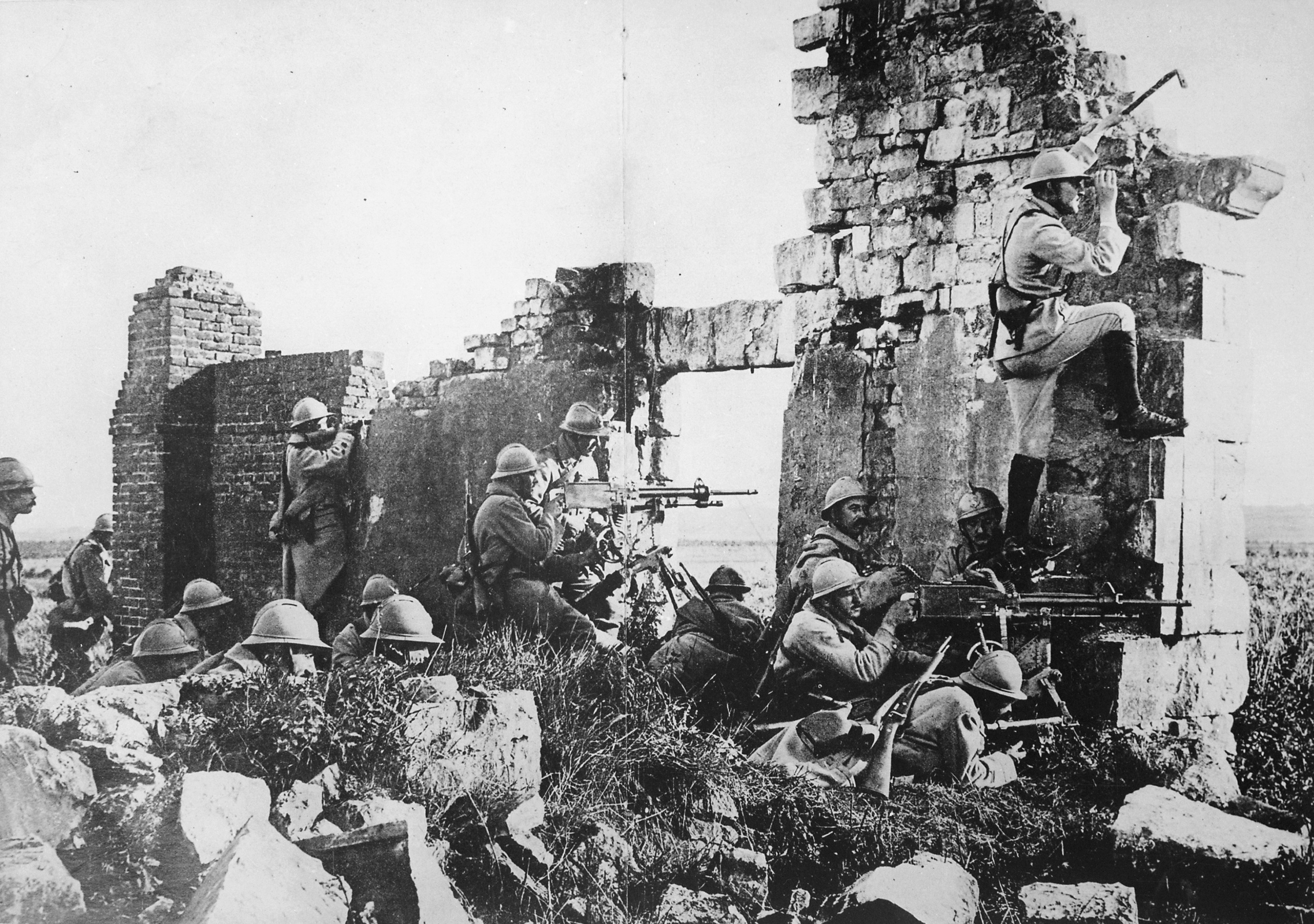
Tropas francesas en las ruinas de una iglesia durante la segunda batalla del Marne (1918).

Lo que siguió fue un estancamiento del conflicto. La guerra de movimientos dio paso a una guerra de posiciones. El frente occidental, que se desarrolló principalmente en territorio francés, se caracterizó por ser una sinuosa serie de trincheras entre el Mar del Norte y la frontera con Suiza. Hubo varias ofensivas de ambos bandos, pero entre 1915 y 1917 no hubo grandes cambios, a pesar de batallas extremadamente largas y violentas, en las que hubo uso intensivo y extensivo de artillería, alambres de púas, aviones de guerra y armas químicas. Esta guerra de trincheras se extendió desde septiembre de 1914 hasta marzo de 1918. Entre las batallas del frente occidental destacan la batalla de Verdún (21 de febrero - 18 de diciembre de 1916) y la Batalla del Somme (1 de julio - 18 de noviembre de 1916), dos de las batallas más sangrientas de la historia. Los departamentos del norte, ricos en industria y minería, fueron ocupados por Alemania durante la mayor parte de  la guerra, lo que significó un severo daño a la economía francesa. La entrada de Estados Unidos del lado de los aliados el 6 de abril de 1917 significaría un alivio para las tropas francesas, que daban muestras de agotamiento y amotinamiento por la precaria situación en el frente. Las primeras tropas estadounidenses llegaron a Francia en octubre de 1917.
Tras derrotar a Rusia en 1917, Alemania concentró sus fuerzas en una gran ofensiva sobre Francia en marzo de 1918 que pudo desplazar finalmente el frente occidental. Nuevamente los alemanes se encontraron en las cercanías de París, que fue bombardeada con artillería a larga distancia y dirigibles, pero fueron derrotados en la segunda batalla del Marne (15 de julio - 6 de agosto de 1918) por el mariscal Foch. Enseguida, Francia y sus aliados comenzaron la ofensiva de los Cien Días, que terminó cuando Alemania firmó el Armisticio del 11 de noviembre de 1918.

### Período de entreguerras

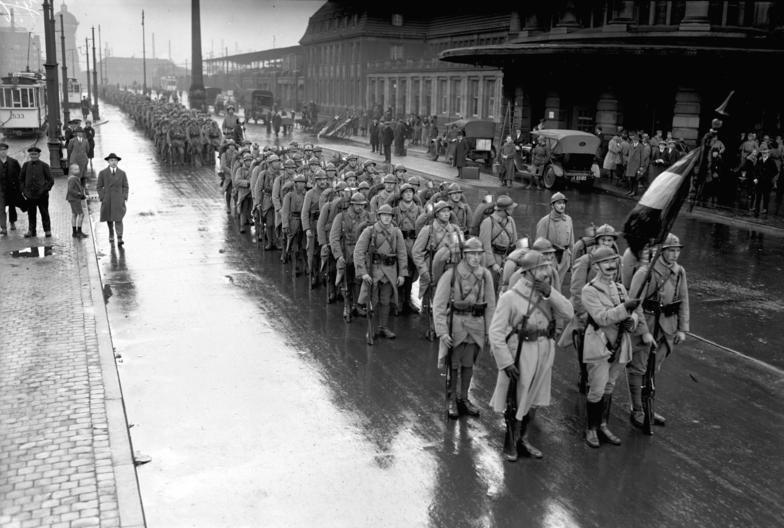
Tropas francesas en Dortmund (Alemania) durante la ocupación del Ruhr.

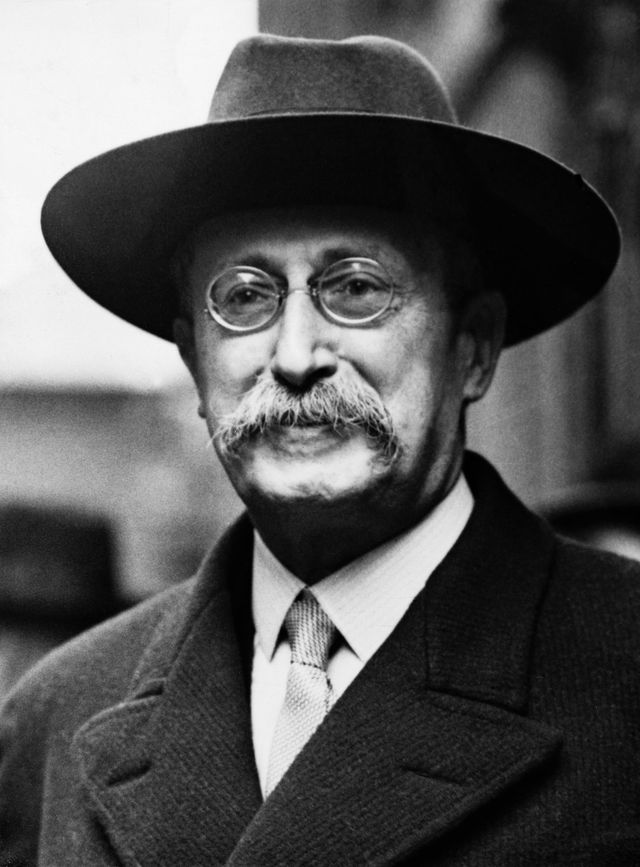
Léon Blum, primer jefe de Gobierno socialista entre 1936 y 1938.

El Tratado de Versalles fue firmado el 28 de junio de 1919 en el palacio del mismo nombre, el mismo lugar donde Francia había aceptado su derrota en la guerra franco-prusiana en 1870. Se impusieron duras condiciones de paz a Alemania, que debía pagar costosas reparaciones de guerra. Francia recuperó Alsacia-Lorena y fue miembro fundador de la Sociedad de Naciones, una organización internacional que pretendía la preservación de la paz. Del desmembramiento del imperio colonial alemán Francia ocupó y administró Camerún y Togo y del imperio otomano recibió el Mandato de Siria y el Mandato de Líbano.
Francia fue una de las potencias que ocupó la Renania desde 1918 hasta 1930, como medio para asegurar sus fronteras y como garantía de cumplimiento del tratado de Versalles. Ante la demora alemana para pagar las indemnizaciones, Francia ocupó también la región del Ruhr entre 1923 y 1925, cuando  aceptó los planes Dawes y Young de Estados Unidos para reestructurar el pago alemán. Entre 1918 y 1935 Francia tuvo también el control del Sarre hasta que tras un plebiscito lo devolvió a Alemania. Para evitar una posible invasión de Alemania en el futuro, Francia construyó un sistema defensivo a lo largo de la frontera con ese país, la línea Maginot, entre 1929 y 1938.
La Gran Depresión afectó Francia hacia 1931. Sus efectos fueron relativamente moderados en comparación con otros países. El crecimiento del producto interno bruto, que crecía a una tasa de 4.43% a finales de la década de 1920, cayó a 0.63% en la década de 1930; el desempleo alcanzó 5% y la caída de la producción fue de aproximadamente 20%; no hubo crisis bancaria.
En contraste, la década de 1930 significó un gran cambio político. El socialista Léon Blum, líder del Frente Popular, aglutinó a socialistas, comunistas y radicales y fue nombrado primer ministro en 1936. El Frente Popular aprobó numerosas reformas laborales a favor de los obreros. Sin embargo, la inflación, el desempleo y la lenta recuperación económica ante la crisis redujeron sensiblemente el efecto de las reformas del primer gobierno socialista francés, que había generado gran expectación entre la izquierda. La política exterior durante los gobiernos de Blum y Daladier fue pacifista, en sintonía con la política de apaciguamiento seguida por el Reino Unido frente a la Alemania Nazi y la Italia fascista. El gobierno nacionalizó las fábricas de armas e inició una nueva carrera armamentística frente al rearme alemán y la crisis de Renania. Las alianzas franco-británica y franco-polaca dominaron la política exterior de entreguerras. El gobierno socialista se negó a intervenir a favor de la república durante la guerra civil española.

### Segunda Guerra Mundial

Soldados alemanes desfilan ante el arco del triunfo de París, 14 de junio de 1940.

Francia y Reino Unido declararon la guerra a la Alemania nazi el 3 de septiembre de 1939 en virtud de un tratado suscrito con Polonia, cuyo territorio había sido invadido por la Wehrmacht, ejército alemán. Sin embargo, los aliados no lanzaron ataques decisivos sobre posiciones enemigas y se limitaron a conservar una postura defensiva, una fase que se conoció en Francia como guerra extraña (drôle de guerre). Una invasión francesa sobre el Sarre fue abandonada tras cuatro días de iniciada. En abril de 1940, tropas francesas y británicas acudieron en auxilio de Noruega, que también era invadida por Alemania, pero no obtuvieron ningún éxito importante.

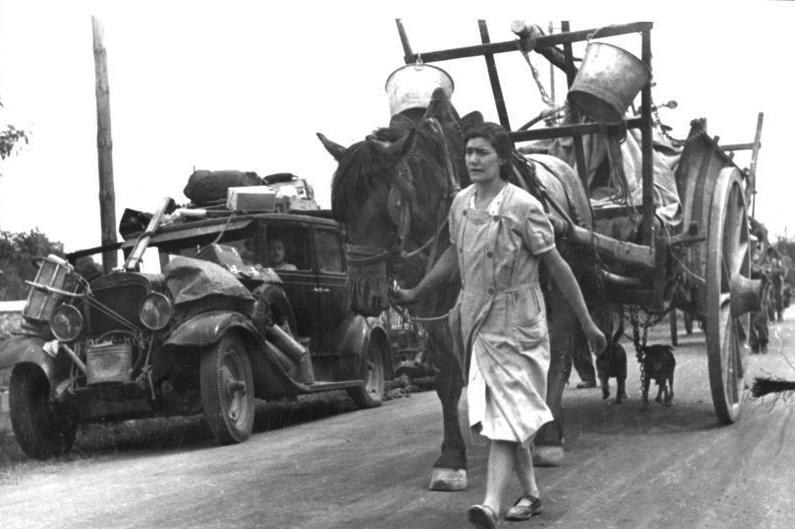
Durante el éxodo de 1940, cerca de 10 millones de personas abandonaron sus hogares ante el avance alemán.

La situación cambió cuando el 10 de mayo de 1940, mediante una ofensiva relámpago (blitzkrieg), Alemania invadió Países Bajos, Bélgica, Luxemburgo y la misma Francia. Bélgica se había declarado neutral, pero ante la invasión alemana franceses y británicos acudieron en su apoyo. Las fuerzas aliadas esperaban contener el ataque al este de Bruselas, pero un grupo del ejército alemán penetró en Francia a través de las Ardenas, una zona boscosa considerada impenetrable y por ende mal defendida. Los alemanes avanzaron rápidamente hacia el Canal de la Mancha y para el 18 de mayo habían rodeado a casi un millón de tropas aliadas en el noroeste de Francia. Desde Dunkerque escaparon a Gran Bretaña 300 000 soldados aliados (26 de mayo - 4 de junio), lo que dejaba a Francia prácticamente sola en la guerra. El 14 de junio los alemanes tomaban París sin resistencia. El resto de las tropas británicas abandonó los puertos del oeste de Francia entre el 15 y el 25 de junio durante la operación Ariel. La última maniobra alemana fue atacar la línea Maginot desde el oeste y el este y aislarla del resto de Francia. La última fortaleza de la línea capituló el 10 de julio. La invasión alemana provocó un éxodo masivo de la población civil del norte de Francia y el Benelux, primero hacia París y después hacia el sur del país. Cuando Francia firmó el armisticio el 22 de junio, contaba con unas 100 000 pérdidas militares y el mismo número de pérdidas civiles.

#### Régimen de Vichy

Francia en junio de 1940, con el territorio perteneciente al régimen de Vichy en morado.

El 10 de julio de 1940, en plena invasión alemana, la Asamblea Nacional votó una ley constitucional que le otorgaba plenos poderes al mariscal Philippe Pétain. A partir del 11 de julio, con la firma de la primera de una serie de actas constitucionales en Vichy, Pétain se proclamó jefe de Estado, abolió la república e instauró el llamado régimen de Vichy. El nuevo gobierno firmó el armisticio con Alemania el 22 de junio de 1940 bajo condiciones muy duras: pago de una costosa indemnización, un millón de prisioneros militares y la ocupación de tres quintas partes de su territorio. El régimen de Vichy siguió una política autoritaria y de colaboracionismo con la Alemania nazi, si bien nunca tuvo una alianza militar formal. Mediante el Servicio del Trabajo Obligatorio, cientos de miles de franceses fueron transferidos a Alemania para compensar la falta de mano de obra en ese país. La Legión de Voluntarios Franceses participó al lado de Alemania en la guerra contra la Unión Soviética. Se combatió la oposición, se persiguió a grupos políticos y se dictaron leyes contra la población judía.
En noviembre de 1942 todo el territorio del régimen de Vichy fue ocupado por Alemania e Italia. Aunque el gobierno francés continuó existiendo, estuvo bajo el estricto control alemán.

#### Resistencia

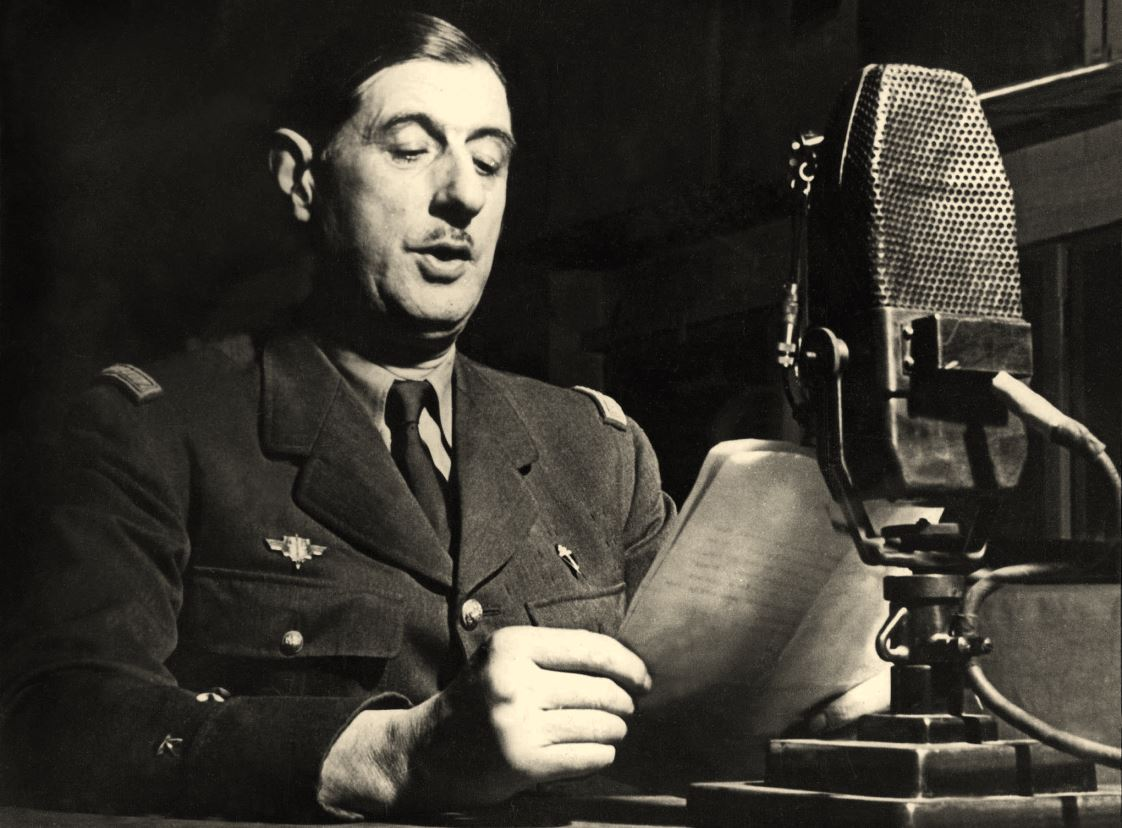
Charles de Gaulle, líder de la Francia Libre y la Francia Combatiente.

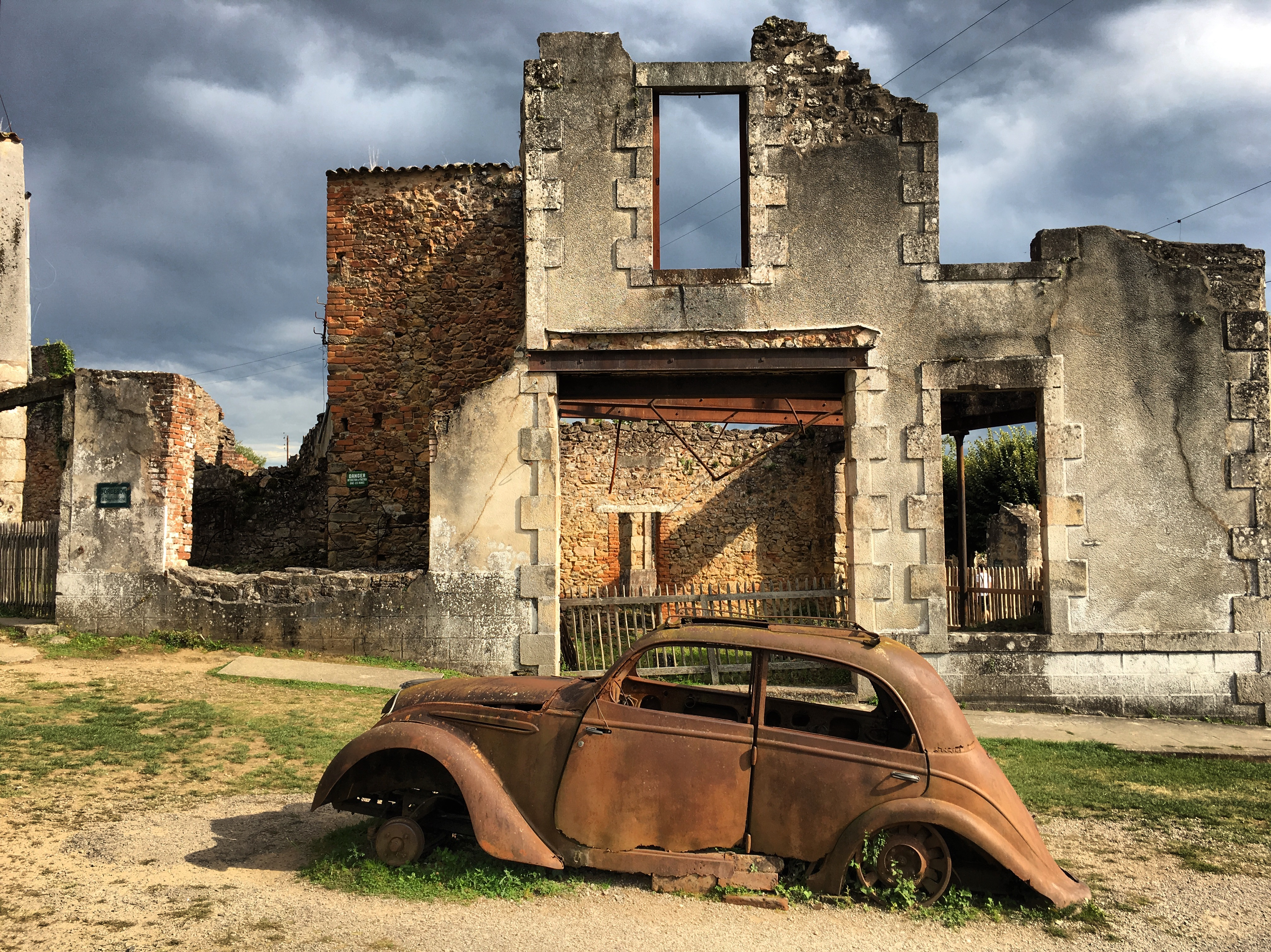
Oradour-sur-Glane, pueblo destruido el 10 de junio de 1944 por sus actividades de resistencia.

El general Charles de Gaulle se opuso al armisticio y el 18 de junio hizo un llamamiento por radio al pueblo francés desde Londres para seguir la guerra al lado de los británicos. Este evento se considera el nacimiento de la Resistencia francesa. De Gaulle fundó Francia Libre, un gobierno en el exilio que se apoyó en las Fuerzas Francesas Libres. Al obtener la rápida adhesión de varias posesiones coloniales, sobre todo en el África Ecuatorial Francesa, la Francia Libre permaneció presente en el bando aliado y continuaría los combates en varios frentes, como Egipto, Libia, y posteriormente en Túnez e Italia.
El endurecimiento del gobierno de Vichy inflamó la resistencia al interior del país. Los movimientos clandestinos de resistencia, de variado espectro político tuvieron cada vez mayor organización y margen de maniobra. Fueron reconocidos por el gobierno en el exilio en 1942 con el nombre de Fuerzas Francesas del Interior, año el que Francia Libre cambia su nombre a Francia Combatiente.
El 3 de junio de 1944 se constituyó el Gobierno Provisional de la República Francesa, una alianza entre comunistas, socialistas, radicales y republicanos, con De Gaulle a la cabeza. Este gobierno declaró ilegítimo al régimen de Vichy y se opuso frontalmente a la creación de un gobierno militar estadounidense en Francia. El 6 de junio de 1944 ejércitos aliados desembarcaron en Normandía, y el 15 de julio en Provenza. Las fuerzas de ocupación alemanas fueron desplazadas y París fue liberada el 25 de agosto. De Gaulle reclutó miembros de la resistencia para continuar la guerra en la campaña de Alemania. Tropas francesas atravesaron el Rin en marzo de 1945 y capturaron varias plazas en el sur de Alemania hasta la capitulación de ese país en mayo de 1945.
Además del combate armado contra la ocupación, entre las reformas del gobierno provisional en tiempos de guerra destacan el derecho de las mujeres al voto (21 de abril de 1944), la expansión de los sindicatos, el control de precios para frenar la inflación, la nacionalización de empresas del sector energético, automotriz, aeronáutico y bancario y los cimientos del estado de bienestar.

### Posguerra (1945-1946)

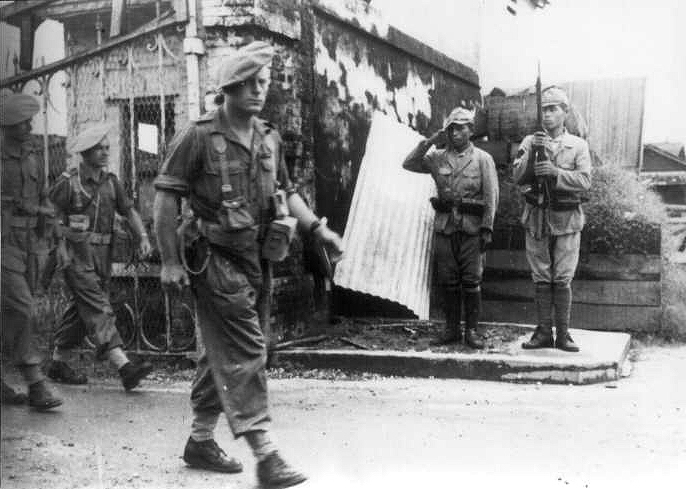
Comando francés en Indochina tras la capitulación de Japón (1945).

Después de la guerra, Francia se erigió en una de las cuatro potencias vencedoras ocupantes de Alemania, recuperó brevemente el control del Sarre, fue miembro fundador de la Organización de las Naciones Unidas (ONU) y una de las cinco potencias con derecho a voto en el Consejo de seguridad de la misma organización. Sin embargo, varios escenarios mostraron la debilidad francesa frente a las otras tres potencias (Estados Unidos, la Unión Soviética y el Reino Unido). Por ejemplo, Francia fue excluida de las conferencias de Yalta y Potsdam y tuvo que renunciar a su pretensiones sobre el Valle de Aosta y a los Mandatos de Siria y Líbano por las presiones estadounidense y británica, respectivamente.
Con respecto a Indochina, un acuerdo en Yalta pretendía dividir el territorio en dos zonas de influencia, china y británica, por lo que después de la rendición de Japón en agosto de 1945, el Cuerpo Expedicionario Francés en Extremo Oriente reestableció la soberanía francesa sobre el territorio, pero se confrontó con la rebelión del Việt Minh, una organización política-paramilitar comunista que proclamó la unificación de Cochinchina, Annam y Tonkín bajo la república de Vietnam. Las negociaciones con el Việt Minh no llevaron a buen puerto y el conflicto estalló en Haiphong en noviembre de 1946.
Políticamente, el país estuvo dominado por el Tripartismo, una alianza entre el Partido Comunista, la Sección Francesa de la Internacional Obrera y el Movimiento Republicano Popular. Ante el descrédito de la clase política durante la guerra, las principales fuerzas eran el gaullismo, centrado en la fuerte personalidad del general De Gaulle, y el comunismo, con importante prestigio debido a su rol en la resistencia. El Gobierno Provisional de la República estuvo encabezado por De Gaulle desde 1944.
Los elementos colaboracionistas fueron castigados más severamente que en otros países. La "depuración legal" investigó aproximadamente 300.000 casos entre 1944 y 1949, realizó 791 ejecuciones y casi 50.000 condenas de degradación nacional (pérdida de derechos civiles). Por otro lado, la "depuración salvaje", llevada a cabo por milicianos de la resistencia, realizó miles de juicios sumarios, ejecuciones y humillaciones públicas. Se estima que el número de ejecuciones antes y después de la liberación asciende a 10.500.
El 21 de octubre de 1945 se celebraron las primeras elecciones legislativas tras la guerra. En estas se elegía una Asamblea constituyente que duraría en funciones siete meses, el tiempo suficiente para la redacción de una nueva constitución que daría fin a la tercera república. Las elecciones fueron ganadas por el Tripartismo con el 75% de los votos y De Gaulle fue nombrado jefe de Gobierno, pero su desacuerdo con los comunistas lo llevó a renunciar en enero de 1946. La constitución de la cuarta república se adoptó finalmente por referéndum el 13 de octubre de 1946.
Económicamente, el daño de la guerra fue severo. La infraestructura estaba arruinada, había pocas fuentes de energía y se había cortado en gran parte la importación de materias primas. Francia no tenía los recursos para recuperarse por sí misma. Se intentó que Alemania adelantara 20% de las indemnizaciones de guerra, pero aquel país se encontraba en peor situación e insolvente de pago. Estados Unidos envío alimentos entre 1944 y 1946 y otorgó préstamos entre 1945 y 1947. El acuerdo Blum-Byrnes de 1946 condonó la deuda de la Primera Guerra Mundial a cambio de abrir el mercado francés a productos estadounidenses. La reconstrucción económica se basó, desde principios de 1946, en el Plan Monnet, un plan quinquenal por el cual Francia intentaría modernizarse y convertirse en la mayor productora de acero de Europa occidental. Para evitar la competencia y abastecerse de materias primas, creó el protectorado del Sarre e intentó controlar la producción de las zonas industriales y mineras del oeste de Alemania.

### Cuarta República Francesa (1946-1958)

La producción acerera fue pieza clave durante la reactivación económica de los planes Monnet y Marshall. En la imagen, fábrica y casas de obreros en Nilvange (Mosela).

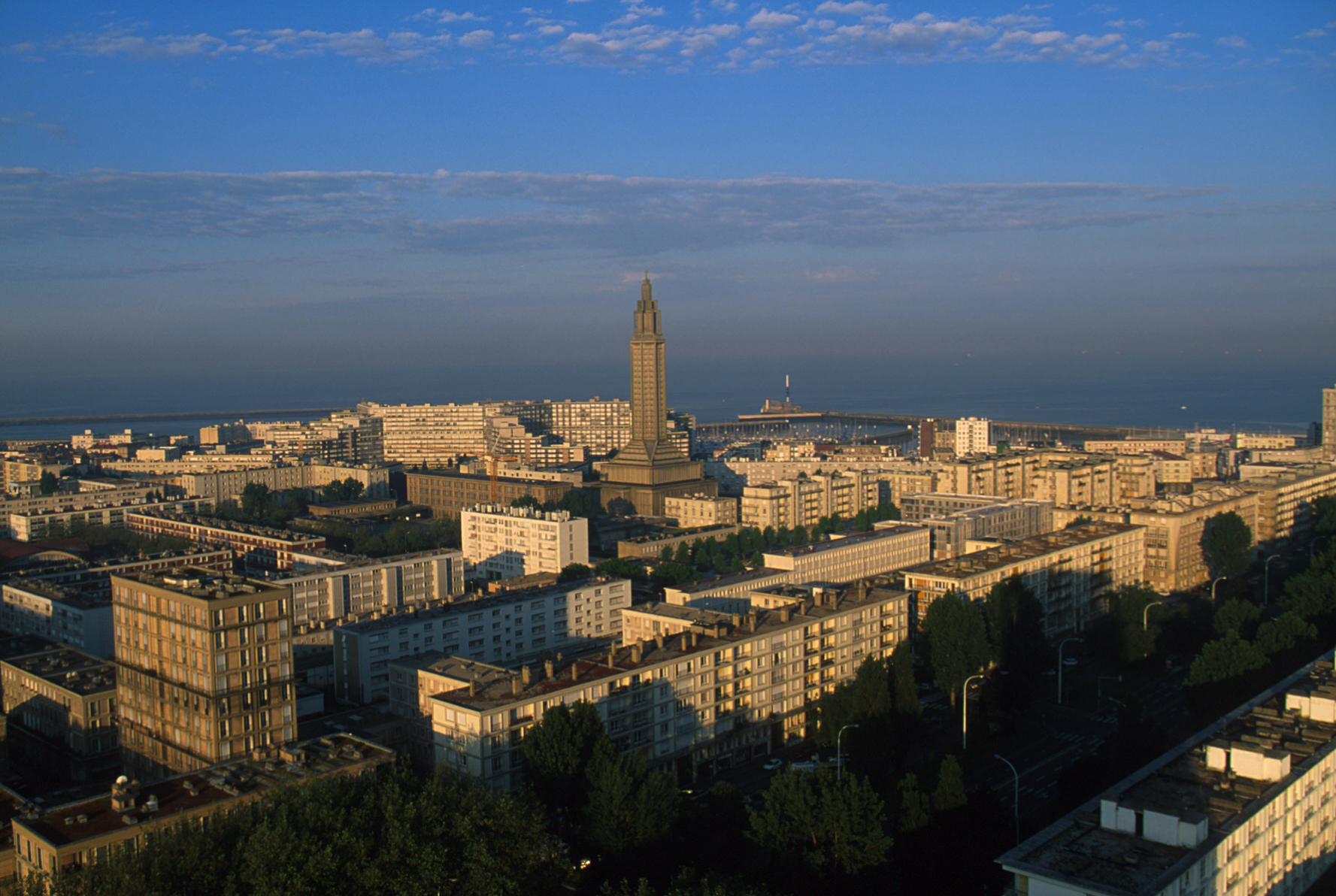
Centro reconstruido de El Havre (1945-1964).

La constitución de 1946 reeditaba un sistema parlamentario, pero esta vez "racionalizado", en el que se buscaban controles recíprocos entre el poder ejecutivo y el legislativo. Aquel estaba representado por el primer ministro —jefe de Gobierno— y el presidente —con un rol más bien simbólico. El parlamento era bicameral, con la Asamblea Nacional, de carácter legislativo, y un Consejo de la República, de carácter consultivo. La Asamblea adquirió demasiado poder frente al gobierno: además de investir al primer ministro, aprobaba o desaprobaba a los gabinetes. Ante las alianzas cambiantes, a menudo el gobierno era puesto en situación de minoría, tenía poca capacidad de maniobra, había inestabilidad ministerial y disolver la Asamblea era extremadamente difícil de acuerdo con la ley. Como consecuencia, la Cuarta República fue inestable (21 administraciones en 12 años), lo que le impidió responder a la crisis de descolonización y desembocó en su caída en 1958.
La Unión Francesa fue una organización que pretendía la igualdad entre pueblos del antiguo imperio colonial y otorgaba la ciudadanía a todos sus habitantes. Sin embargo, la diferencia entre la teoría y la práctica, la centralización y preeminencia de la metrópoli sobre los demás territorios, entre otros aspectos, terminó con esta organización. Los protectorados de Marruecos y Túnez nunca aceptaron entrar a la unión y finalmente lograron su independencia en 1956.
En las primeras elecciones legislativas de 1946, el Tripartismo refrendó su victoria y el Partido Comunista fue el más votado. El primer ministro Ramadier, bajo la amenaza estadounidense, expulsó a los comunistas del gobierno en mayo de 1947, lo que se considera como el inicio de la guerra fría en Europa. Tras la desaparición del Tripartismo el gobierno sería dominado por una nueva coalición conocida como la Tercera Fuerza, mientras que la oposición la encabezarían el comunismo y la Agrupación del Pueblo Francés (gaullismo).
La recuperación económica, basada en la ayuda estadounidense desde la época del Gobierno Provisional, tuvo un impulso espectacular con la entrada en vigor del Plan Marshall (1948-1951), en las que el Departamento del Tesoro de los Estados Unidos concedió 2300 millones de dólares sin reembolso, además de créditos a bajo interés. Se reconstruyó el país, se redujeron los aranceles, se modernizó la administración pública y hubo un intenso programa de "americanización" de las empresas. Esta influencia estadounidense afectó también a la sociedad en cuanto al consumo, la cultura de masas y el estilo de vida. En total, Francia recibió ayuda por cerca de 7000 millones de dólares. El gobierno francés dirigió una política económica que dio como resultado un crecimiento sostenido desde 1946 hasta 1975, con altos salarios, poder adquisitivo, consumo, recaudación fiscal, beneficios sociales y uno de los estándares de vida más elevados del mundo, en lo que se conoce como los "treinta años gloriosos".
Frente al dominio estadounidense y soviético de Europa, Francia lanza en 1951 la declaración Schuman. En ella, se propone que el único modelo político viable es una Europa integrada, con Francia y Alemania Occidental como piezas fundamentales. Francia decide abandonar su idea de dominar la industria y minería alemanas. En lugar de ello, con la anuencia del canciller alemán Konrad Adenauer se creó la Comunidad Europea del Carbón y del Acero, una organización que regulaba la producción de esos minerales, creaba un mercado común y evitaba la competencia entre los países europeos y por ende la guerra. Esto fue el primer acercamiento entre Francia y Alemania y el primer organismo supranacional antecedente de la Unión Europea. En 1957 se firmaron los tratados de Roma, que crearon la Comunidad Económica Europea y la Comunidad Europea de la Energía Atómica. En 1957 el Sarre se integra a Alemania Occidental después de un referéndum.

#### Indochina y Argelia

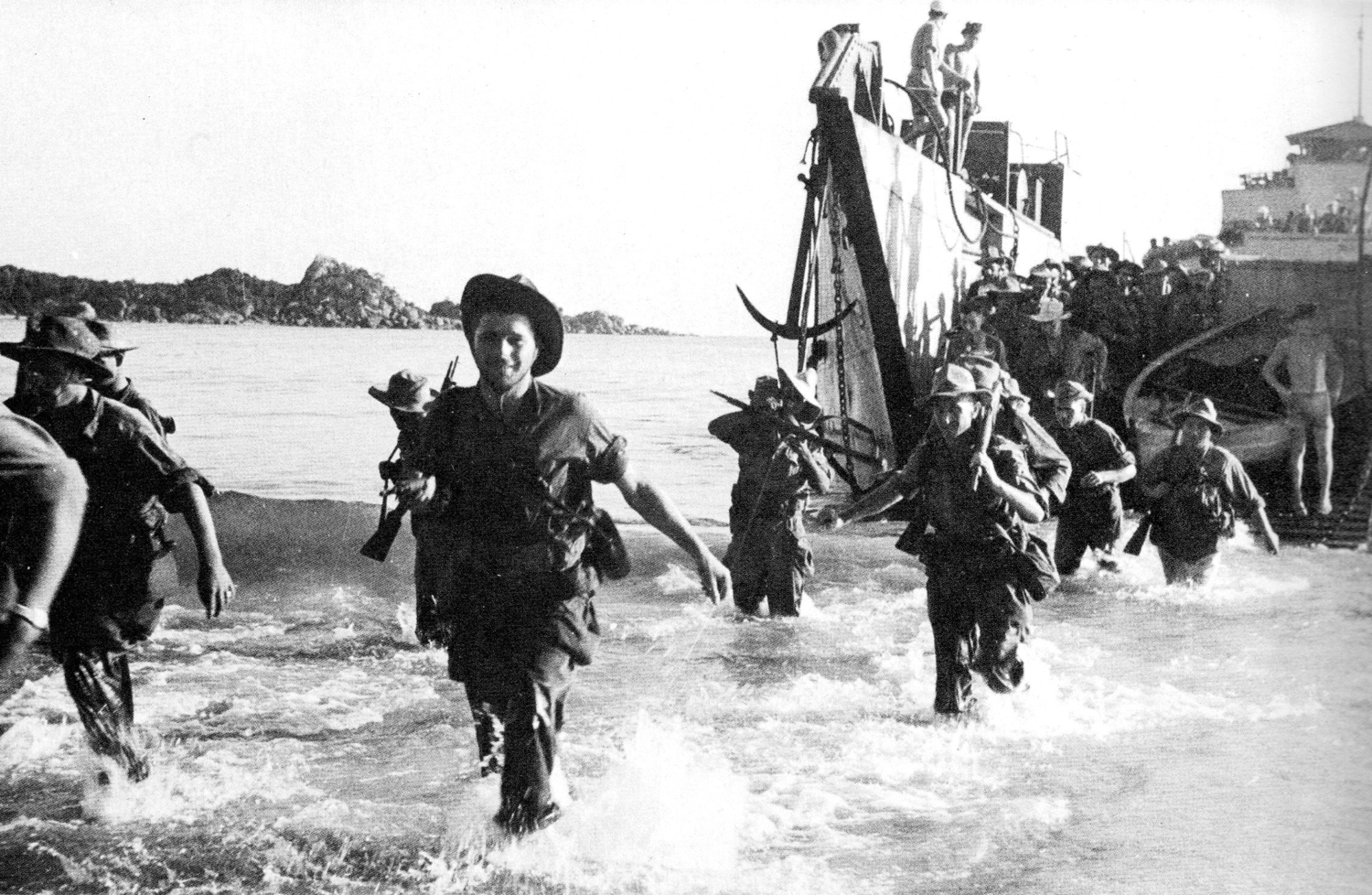
Comandos franceses desembarcan en Annam (Indochina Francesa) en julio de 1950.

El principal obstáculo para la soberanía francesa sobre Indochina fue la guerrilla comunista del Việt Minh, que promulgó la independencia de Vietnam. En la guerra, iniciada en 1946, Francia fue apoyada fuertemente por Estados Unidos económicamente y con equipo militar, y llevó a la Legión Extranjera y sus mejores generales. A partir de 1950, este conflicto de la guerra fría escaló con el apoyo de la Unión Soviética y la república popular de China al Việt Minh. La batalla de Điện Biên Phủ fue la conflagración decisiva para que el primer ministro de Francia, Pierre Mendès France, negociara con el Việt Minh la Conferencia de Ginebra de 1954, en la que se acordó la retirada definitiva de Francia de Indochina y el reconocimiento de la independencia de Vietnam del Norte, Vietnam del Sur, Laos y Camboya.

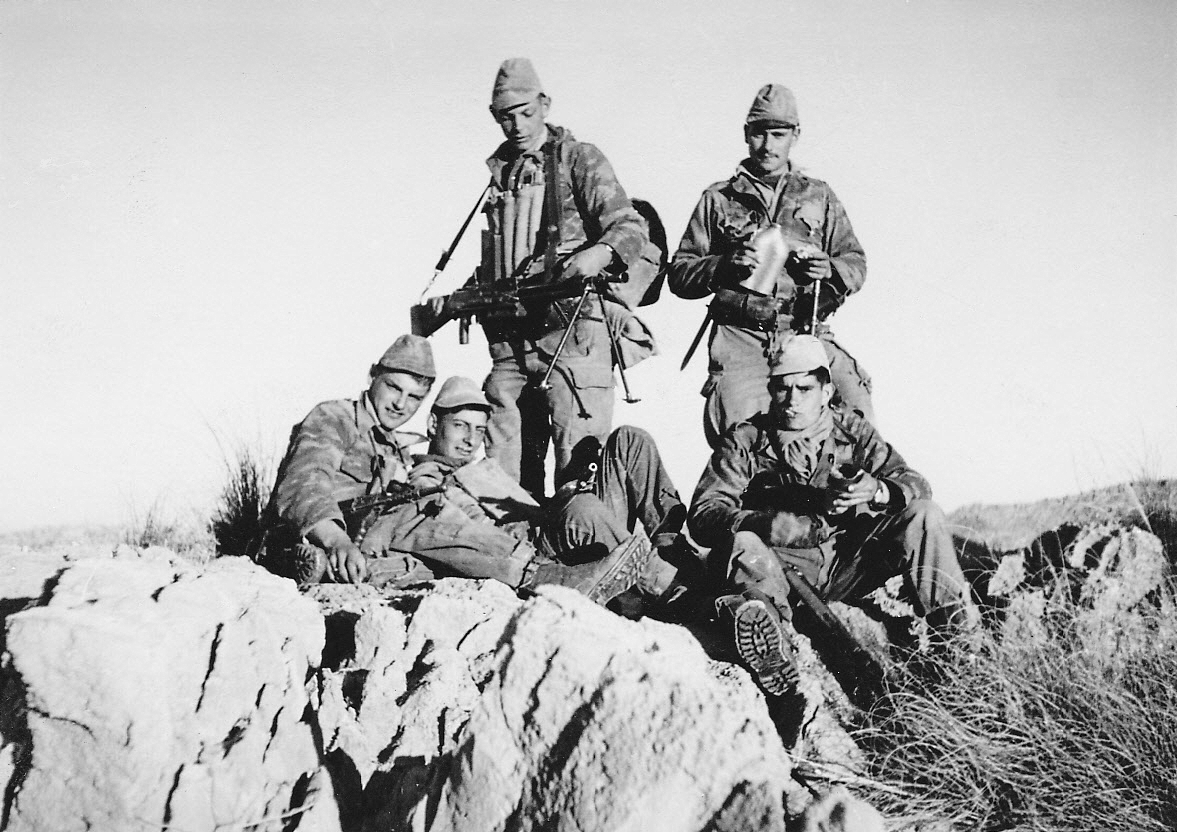
Comandos de caza (Commandos de chasse), unidades militares de contrainsurgencia en Argelia.

Apenas terminada la guerra de Indochina, un nuevo conflicto surgió: el nacionalismo argelino buscaba la independencia. A diferencia de Indochina, Argelia era una de las colonias más grandes y antiguas, muy cercana a Francia y legalmente parte integral de esta, además de contar con más de un millón de habitantes de origen europeo, que representaban 10% de la población.
Las actividades de insurgencia iniciaron en 1954 con la creación del Frente de Liberación Nacional (FLN). El 1 de noviembre de 1954 (día de Todos los Santos rojo) el FLN inició las hostilidades atacando blancos militares y civiles. La insurgencia, que comenzó en las zonas rurales, pronto se extendió a las ciudades. Los colonos franceses, en respuesta, formaron grupos paramilitares de actividad clandestina. Los gobernadores franceses concedieron cada vez mayor poder y margen de maniobra a los militares.
En la batalla de Argel (1956-1957), el FLN colocó bombas en lugares públicos de la capital argelina. El ejército francés destruyó las bases rebeldes y comenzó un endurecimiento en su actuar y patrocinó actividades de contrainsurgencia con la creación de los harkis, grupos paramilitares indígenas, así como seudo guerrillas, operaciones de bandera falsa, represión contra poblados sospechosos de apoyar a los rebeldes, transferencia de población, tortura y colocación de minas y cercas eléctricas para evitar el paso de rebeldes desde Túnez. Los rebeldes por su parte emprendieron una guerra de guerrillas.

#### Crisis de Suez

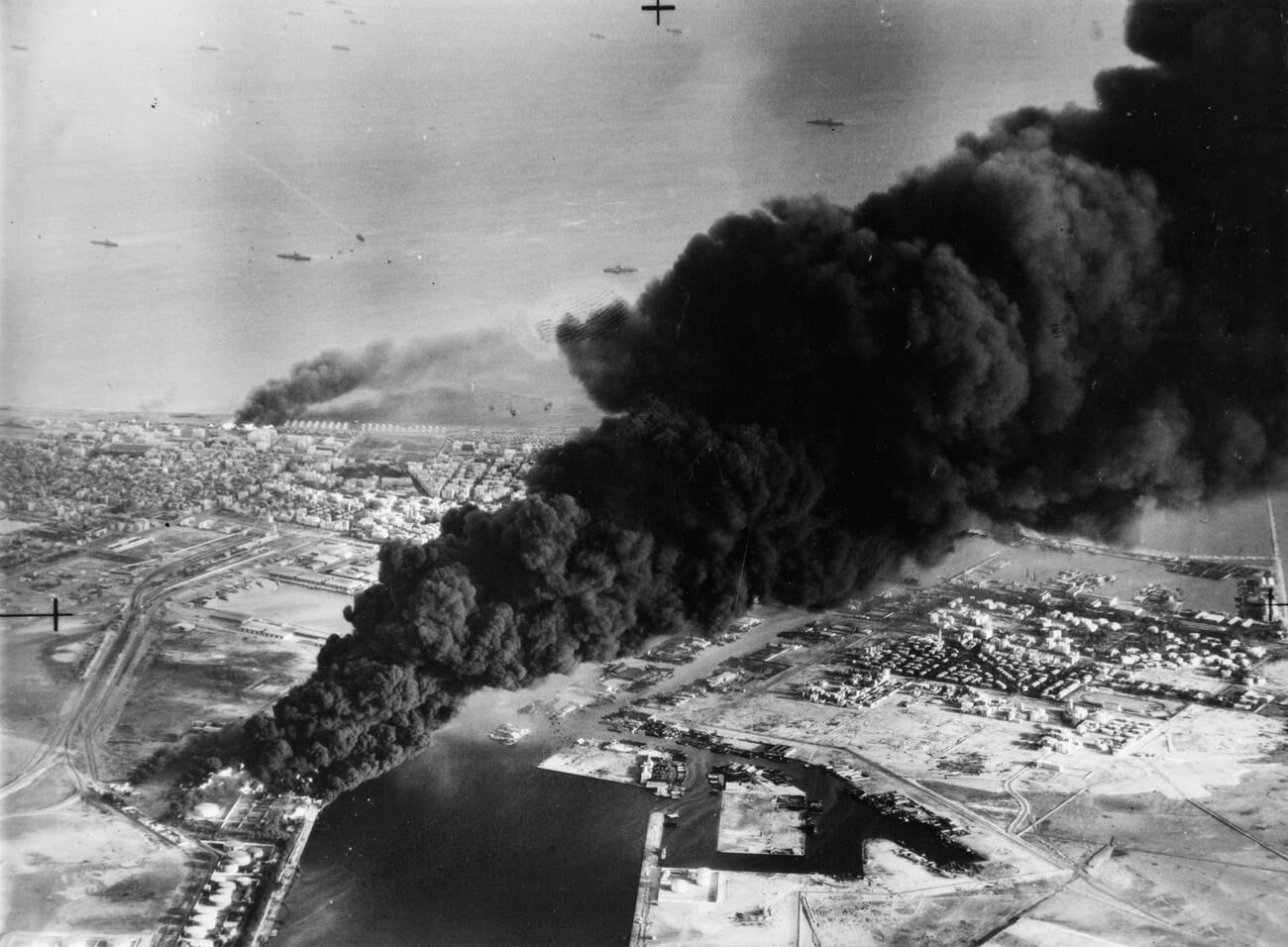
Ataque aéreo anglo-francés en la zona del canal de Suez, 5 de noviembre de 1956.

El canal de Suez, construido por Francia en 1869, y en condominio con el Reino Unido desde 1875, fue nacionalizado por el presidente egipcio Gamal Abdel Nasser en 1956. Como resultado, Francia, Reino Unido e Israel formaron una alianza y entraron en guerra contra Egipto con el fin de derrocar a Nasser. Francia, que además sospechaba del apoyo egipcio a los rebeldes argelinos, comenzó a bombardear conjuntamente con las fuerzas británicas desde el 31 de octubre de 1956 y lanzó tropas de paracaidistas en Puerto Said el 5 de noviembre. Los aliados triunfaron en pocos días, pero tuvieron que retirarse ante las presiones de los Estados Unidos y la Unión Soviética. Dos antiguas potencias imperialistas eran desplazadas en la correlación de fuerzas de las dos nuevas superpotencias. Francia aceleró la puesta en marcha de su fuerza de disuasión nuclear, al considerar que no podía confiar en sus aliados y tras la amenaza soviética de lanzar un ataque nuclear sobre París. Además, hubo un enfriamiento de las relaciones franco-estadounidenses.

#### Golpe de Estado de 1958
Una junta militar encabezada por el general Massu tomó el poder en Argelia el 13 de mayo de 1958. El 24 de mayo, durante la Operación Córcega, un grupo de paracaidistas procedentes de Argelia tomó el control de esa isla. Otro movimiento militar, la Operación Resurrección, tenía como objetivo la toma de París si la Asamblea Nacional no nombraba primer ministro al general Charles de Gaulle, héroe de la Segunda Guerra Mundial, y lanzó un ultimátum que expiraba el 29 de mayo. La cuarta república había perdido el apoyo del ejército y no hubo más remedio que ceder a las presiones. El presidente del consejo Pflimlin renunció el 28 de mayo y al día siguiente el presidente de la república René Coty hizo el llamamiento a De Gaulle. De Gaulle fue electo por voto mayoritario de la Asamblea Nacional el 1 de junio de 1958 como el último presidente del consejo de la cuarta república y con la ley constitucional del 3 de junio de 1958 se le concedió el derecho de gobernar mediante decretos. Con ello, De Gaulle pudo poner en marcha la redacción de una nueva Constitución, la cual sería aprobada en referéndum el 28 de septiembre con 80,6% de los votos de la población. En la Unión Francesa, solo Guinea rechazó la constitución y fue el primer Estado africano de pasado colonial francés en obtener su independencia. El 21 de diciembre, De Gaulle fue electo presidente de la quinta república por un numeroso colegio electoral.

## Actualidad: Quinta república
Charles De Gaulle llegó a la presidencia el 8 de enero de 1959, tras una amenaza de guerra civil y una nueva Constitución aprobada en referéndum. Apoyado por los militares, De Gaulle era visto como un hombre capaz de mantener un gobierno fuerte, la unión del país y frenar el comunismo. Para algunos opositores, su llegada al poder era anticonstitucional y un golpe de Estado permanente.
La Comunidad Francesa reemplazó a la Unión Francesa. Se trataba de una asociación entre Francia y sus antiguas colonias, la mayoría de las cuales ahora tenía más autonomía y podía acceder a la independencia. Esta asociación quedó caduca desde 1960, cuando sus Estados miembros (todos ellos africanos) optaron por la plena independencia.
Argelia nunca fue Estado miembro de la Unión Francesa. De Gaulle intentó mantenerla unida a Francia y el conflicto armado continuó. Sin embargo, la pérdida de popularidad de la guerra entre la población francesa tras los abusos cometidos por el ejército, el reconocimiento por parte de varios países —entre ellos China— al gobierno provisional argelino establecido por el FLN, y la pérdida de respaldo de sus aliados, llevó a De Gaulle a entablar negociaciones con los rebeldes. Los colonos franceses ultras levantaron barricadas en Argel y formaron la Organización Armada Secreta (OAS), grupo terrorista que combatiría contra el FLN y contra el gobierno desde febrero de 1961. Algunos militares intentaron un golpe de Estado en abril de 1961. Tras el fracaso, el ejército mantuvo un bajo perfil político. Los acuerdos de Évian, apoyados por los referéndums de 1961 y 1962, lograron el cese al fuego y Argelia fue declarada independiente el 3 de julio de 1962. Tras la independencia, 1,4 millones de personas migraron desde Argelia a Francia metropolitana.

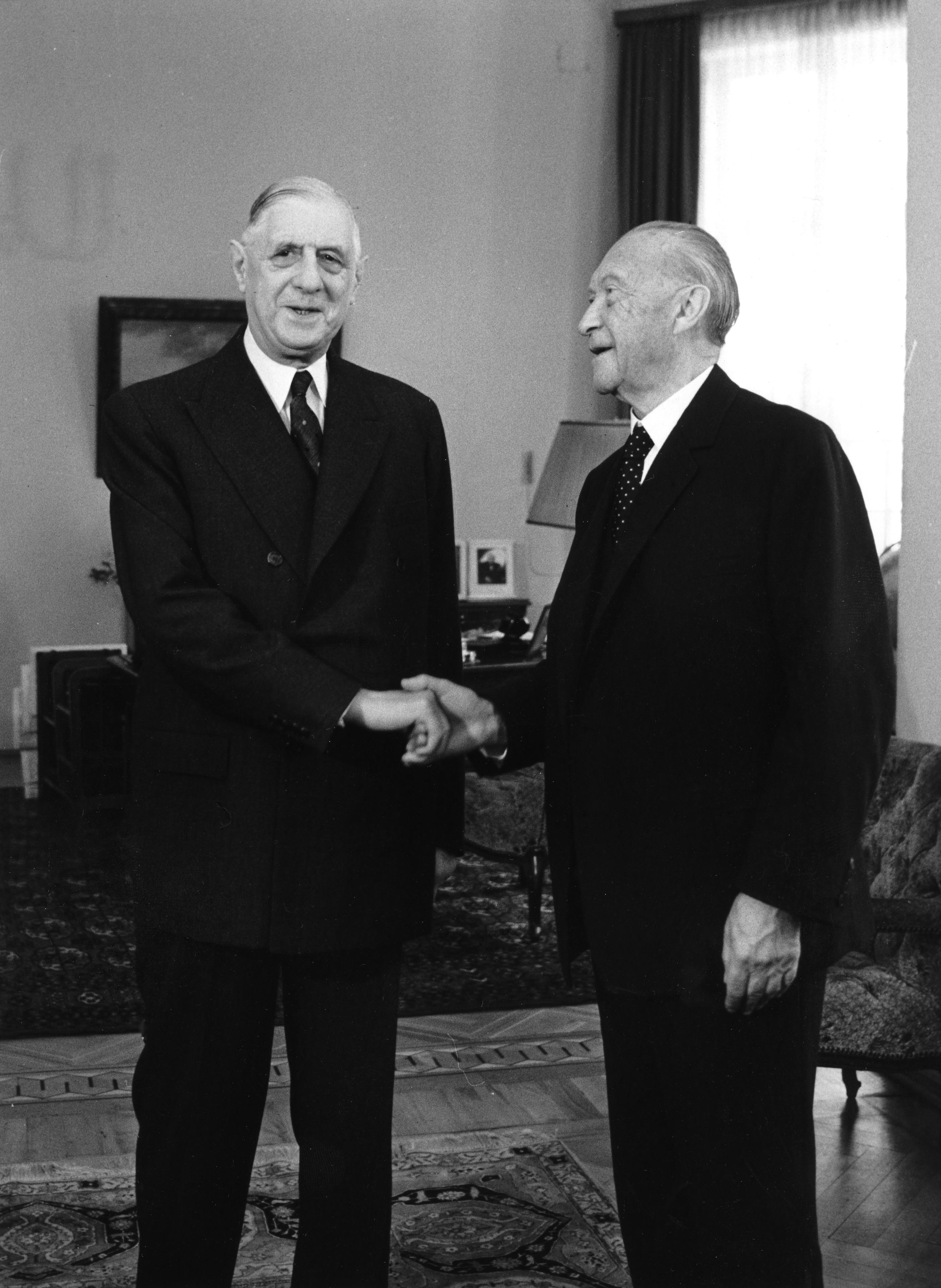
El presidente Charles de Gaulle y el canciller de Alemania Occidental Konrad Adenauer.

De Gaulle encabezó un gobierno fuerte centrado en la grandeza e independencia del país (politique de grandeur). Francia salió del mando militar de la OTAN, canceló las bases estadounidenses en su territorio, construyó una fuerza de disuasión (force de frappe) con armas nucleares, creó una alianza con Alemania Occidental y respaldó la idea de una Europa integrada sin que los Estados perdieran soberanía ni independencia. Durante los gobiernos de De Gaulle y su sucesor, Pompidou, Francia alcanzó tasas de crecimiento económico muy elevadas, en lo que fue el pico de los treinta años gloriosos. Se siguió una política económica de dirigismo (intervención del Estado). Se construyeron las primeras autopistas, se fomentó la cultura y se impulsó fuertemente la industrialización del país, como la industria aeronáutica, la automotriz, la nuclear, la espacial y la ferroviaria de alta velocidad.

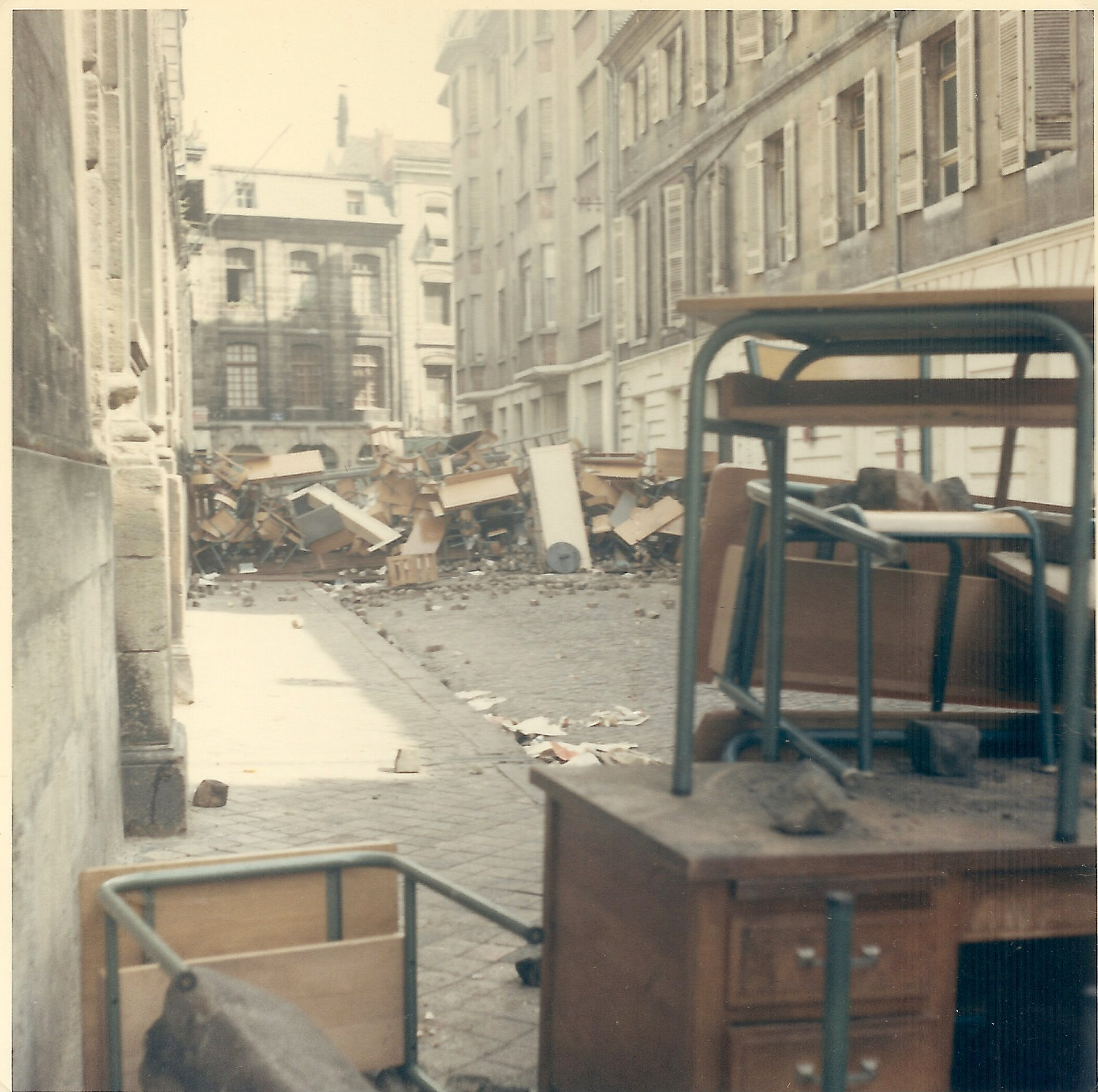
Barricadas en Burdeos, durante el Mayo francés.

En medio de ese crecimiento, en mayo de 1968 estalló una serie de protestas en contra del gobierno conocidas como el Mayo francés. Inicialmente se trató de protestas estudiantiles antisistema que criticaban el autoritarismo y conservadurismo del gobierno, así como el capitalismo, consumismo y la sociedad de clases. Con la represión policial, los estudiantes fueron apoyados por el partido comunista y numerosos sindicatos, cuyas huelgas involucraron a más de 11 millones de trabajadores. Las concesiones laborales y las elecciones anticipadas, en las que el gaullismo ganó con amplio margen, terminaron abruptamente con las protestas. El mayo del 68 es la mayor huelga general de la historia francesa.
El gaullismo dejó el poder en 1974 con la muerte de Pompidou. Sus sucesores fueron el centrista Giscard d'Estaing (1974-1981) y el socialista Miterrand (1981-1995). El gobierno tuvo que enfrentar las crisis del petróleo de 1975 y 1979, que afectaron la economía y provocaron un alza dramática del desempleo. El crecimiento se recuperó a mediados de la década de 1980, pero se redujo nuevamente a inicios de la década siguiente. Hubo reformas sociales como la reducción en la mayoría de edad de 21 a 18 años (1974), el divorcio por consentimiento mutuo (1975), la despenalización del aborto (Ley Veil, 1975) y la abolición de la pena de muerte (1981). Se abandonó el dirigismo y se optó por políticas económicas de liberalización y privatización desde la década de 1980. Se impulsaron la cultura y los proyectos tecnológicos y de infraestructura, como el tren de alta velocidad (Train à Grande Vitesse, TGV) y el Eurotúnel.

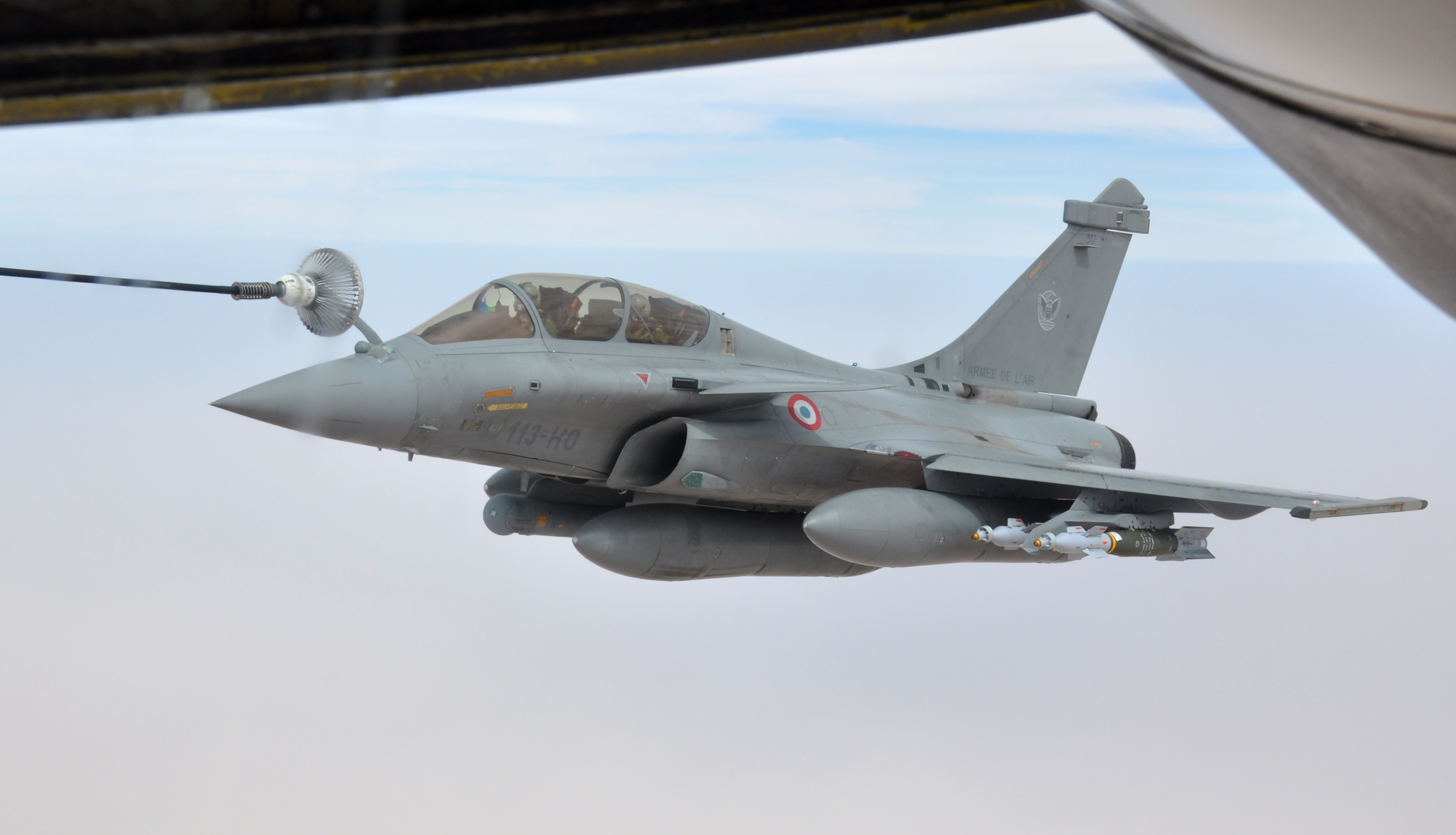
Avión de combate francés Dassault Rafale de la Operación Serval en Malí.

Con la disolución de la Unión Soviética y el fin de la Guerra Fría, Francia comenzó a reducir su capacidad nuclear, si bien sus ensayos nucleares continuaron en el Pacífico. También se abolió el servicio militar obligatorio en 2001. Francia ha continuado con la política de una presidencia y Estado fuertes y una activa política exterior. En 1990 apoyó a Estados Unidos en la primera guerra del Golfo (1990); se acercó nuevamente a la OTAN, de la que fue uno de los principales apoyos durante la guerra de Kosovo en 1999. También participó en el derrocamiento del régimen Talibán en Afganistán en 2001. Sin embargo, lideró el bloque de países que se opuso a la invasión de Irak de 2003, amenazando con utilizar su derecho a veto en el Consejo de Seguridad de Naciones Unidas, lo que llevó a un enfriamiento de las relaciones con Estados Unidos. Francia también ha encabezado intervenciones en República Centroafricana (2012) y Malí (2013) como parte de la estabilización de esos países, y en Grecia (2020) en la disputa de ese país contra Turquía en el mar Egeo.

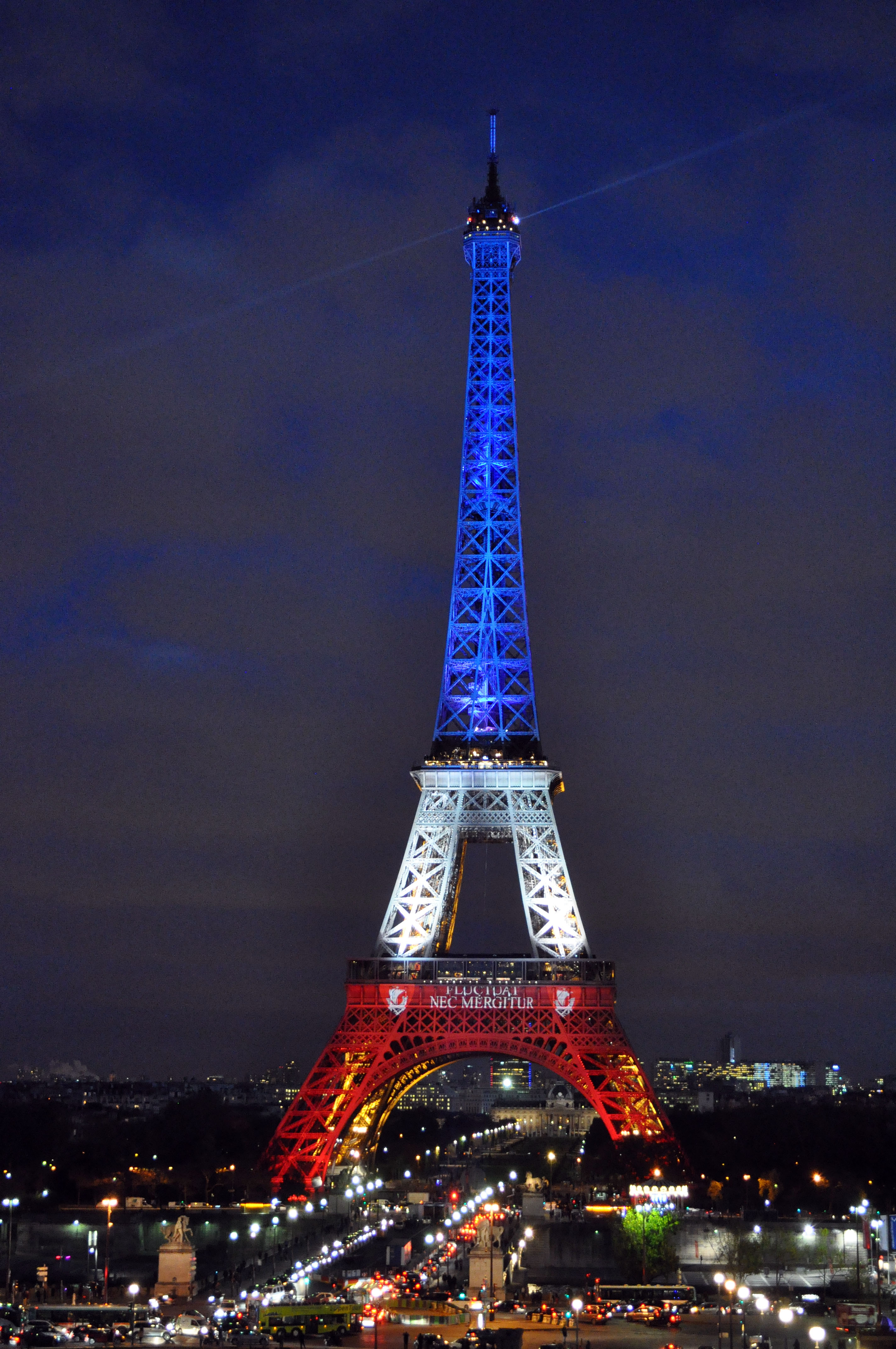
La Torre Eiffel iluminada en honor de las víctimas de los atentados de 2015.

Los presidentes franceses de finales del siglo XX y principios del siglo XXI han ligado el futuro del país al desarrollo de la Unión Europea y a su liderazgo dentro de la misma junto a Alemania. En 1992 el gobierno francés ratificó el tratado de Maastricht que establecía el nacimiento de la Unión Europea y en 1999 el euro reemplazó al franco como divisa. Francia ha participado en varios proyectos conjuntos europeos, como la Agencia Espacial Europea, la empresa Airbus, el sistema de navegación satelital Galileo y el Eurocuerpo. Por otro lado, el pueblo francés rechazó por referéndum en 2005 el establecimiento de una constitución europea.

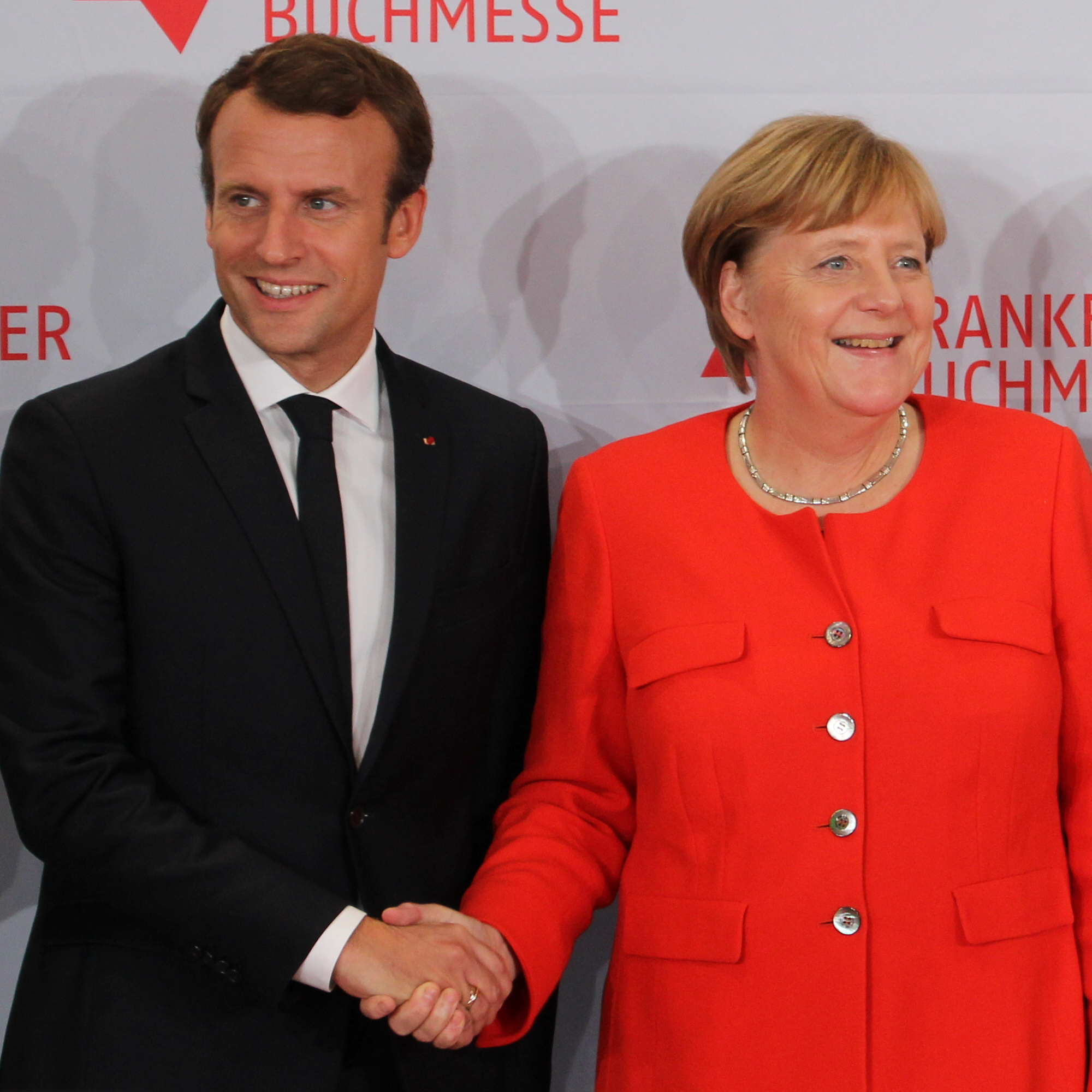
Emmanuel Macron y Angela Merkel (2017).

Entre los temas de interés al interior del país destacan desempleo, reformas laborales, derechos de la comunidad LGBT, altas tasas de inmigración, racismo, aumento de grupos cercanos a la extrema derecha, euroescepticismo, islamismo y terrorismo. En 2005, tras la muerte de dos jóvenes musulmanes de origen africano mientras escapaban de la policía, se produjeron numerosos disturbios por todo el país durante dos semanas, sucesos que se consideraron resultado de uno o más factores, como islamismo radical, desempleo, racismo, desigualdad y brutalidad policial. El primer ataque de terrorismo islámico ocurrió en 1980 como represalia por la intervención francesa en la guerra civil del Líbano. El siguiente caso no ocurrió sino hasta 1994 y desde 2012 las ataques se han intensificado y ocurrido cada año. Los ataques más letales han sido los atentados de París de noviembre de 2015, con 131 muertos y más de 400 heridos.
Emmanuel Macron se convirtió en el 25.º presidente de la República Francesa el 14 de mayo de 2017, repitiendo su mandato y llevando a cabo negociaciones infructuosas con Rusia para evitar la invasión rusa de Ucrania, así como organizando los Juegos Olímpicos de París 2024 y atravesando conflictos como las protestas de los chalecos amarillos entre 2018 y 2020, y la crisis política de 2024.